# Arquitetura mameluca

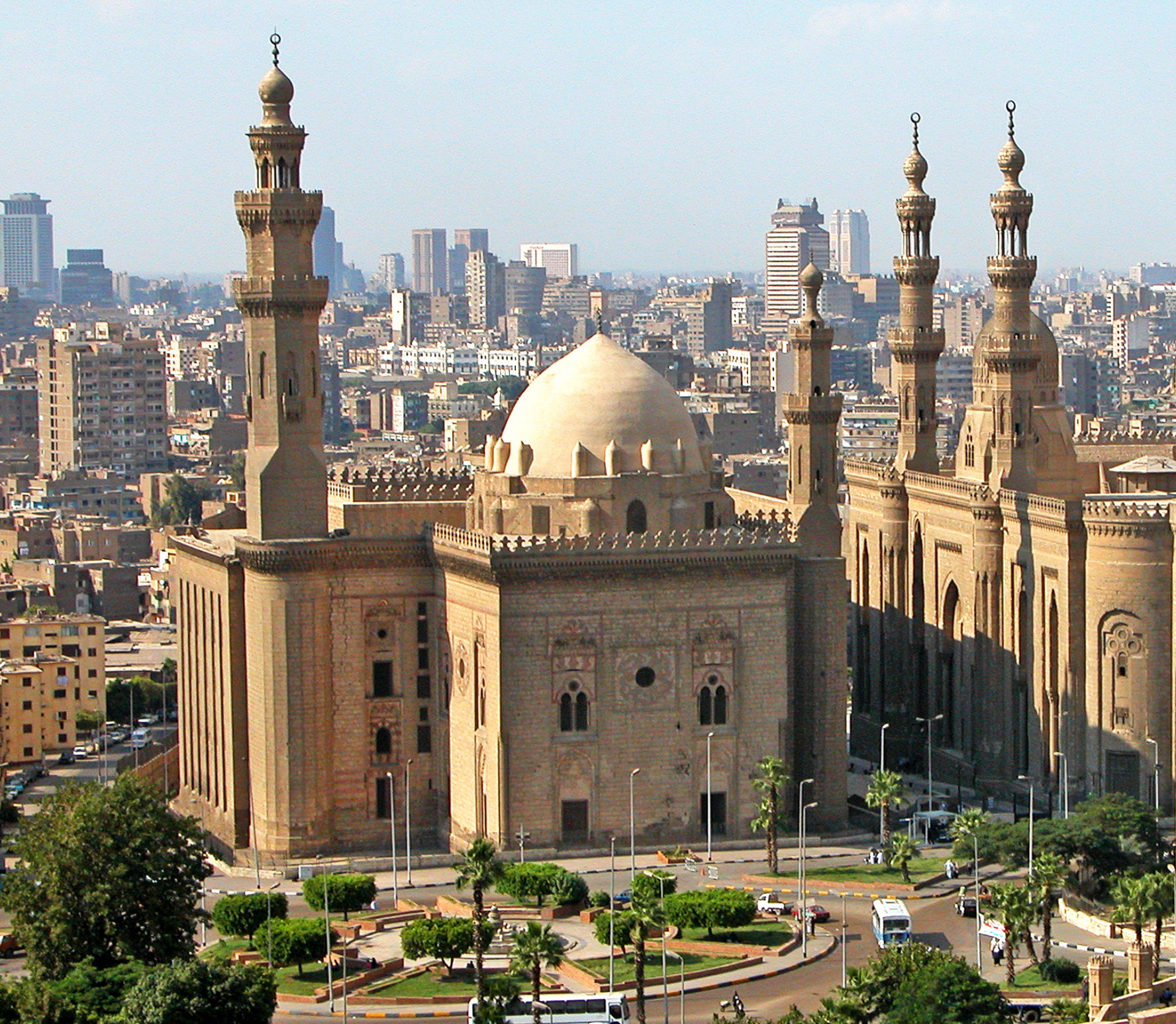
Madrasa-Mesquita do Sultão Haçane no Cairo, Egito (1356-1361)

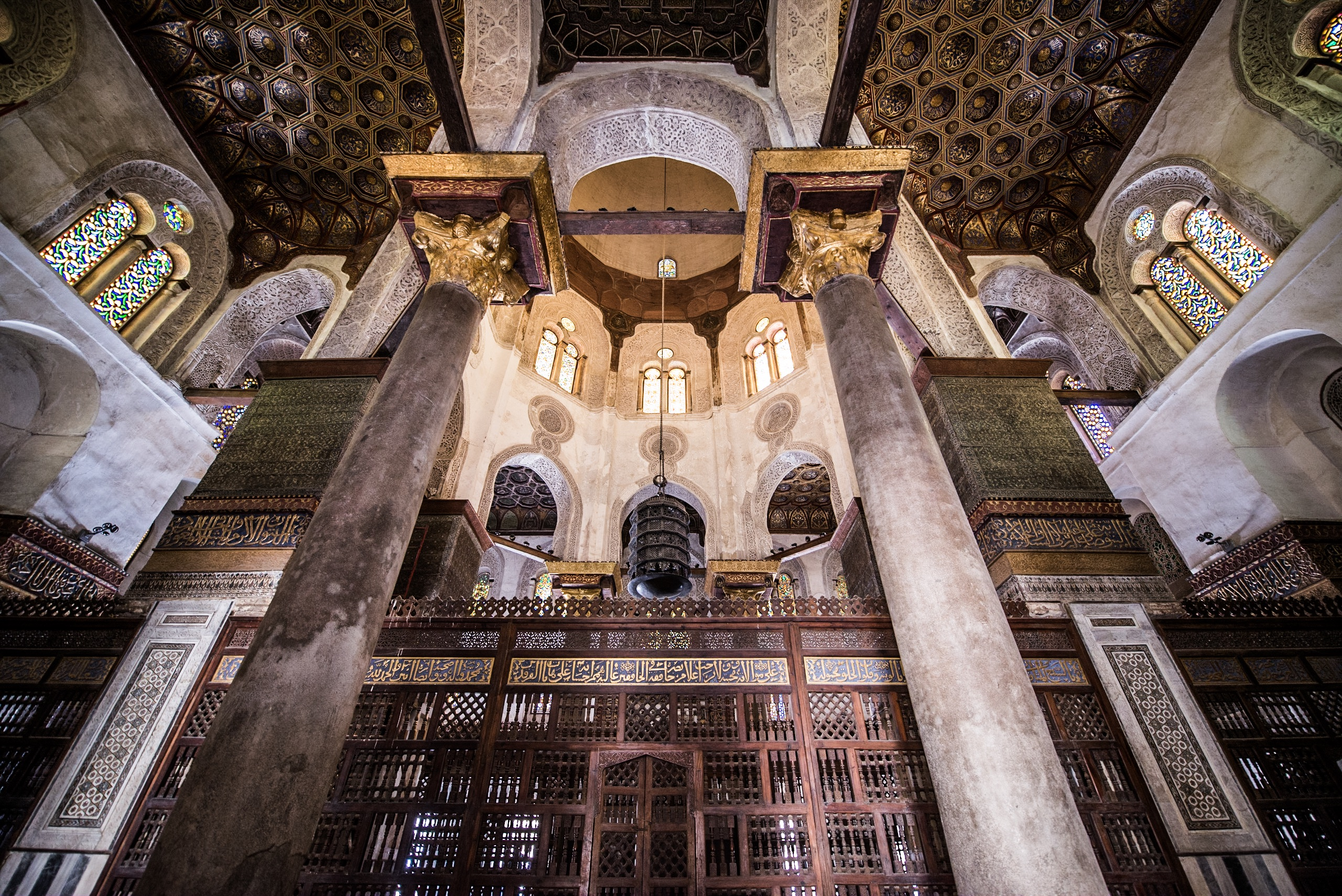
Mausoléu do sultão Calavuno no Cairo (1285)

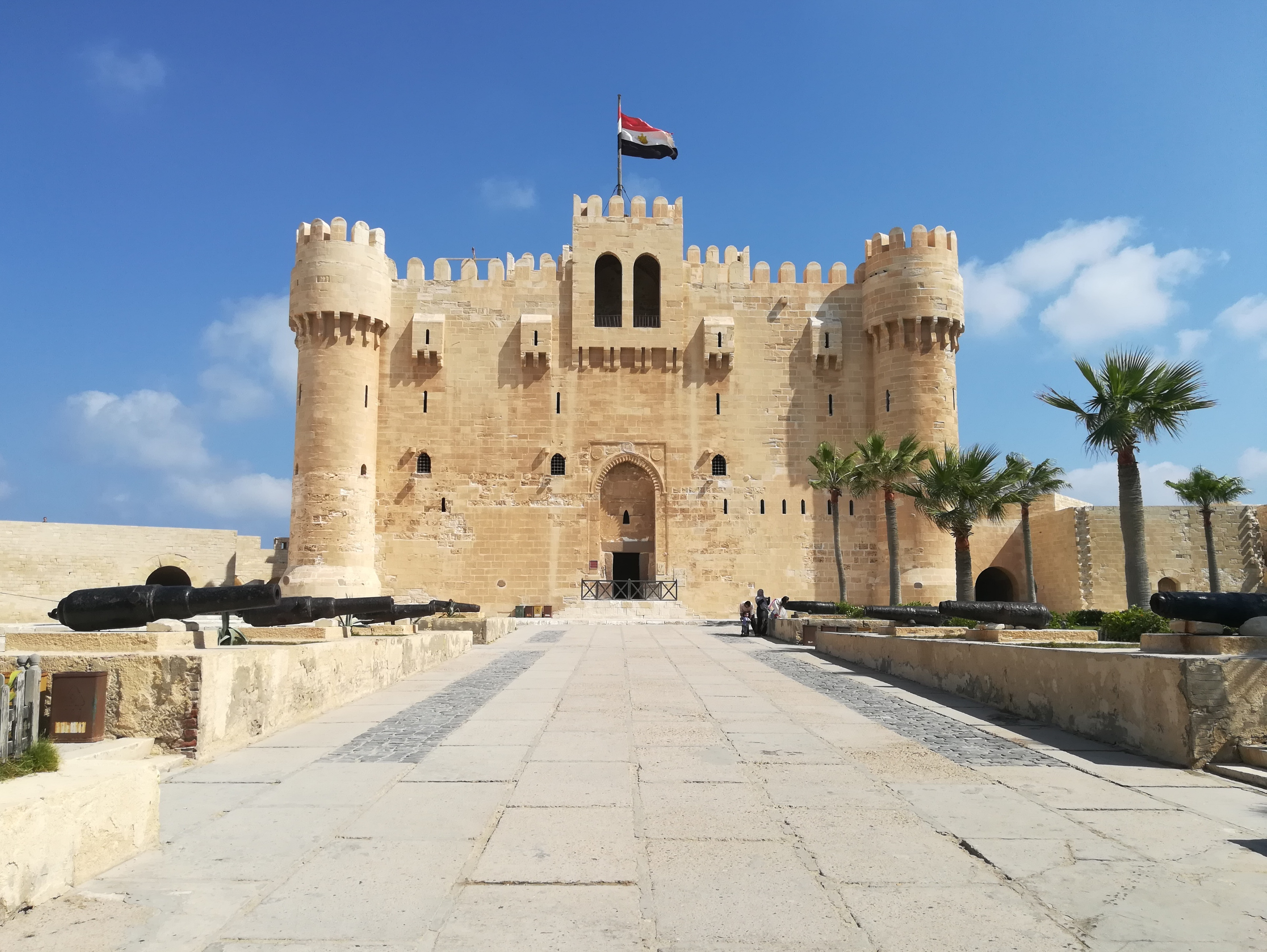
Cidadela de Qaitbay em Alexandria, Egito (final do século XV)

A arquitetura mameluca foi o estilo arquitetônico desenvolvido sob o sultanato mameluco (1250-1517), que governou o Egito, o Levante e o Hejaz a partir de sua capital, o Cairo. Apesar de sua política interna frequentemente tumultuada, os sultões mamelucos eram prolíficos patronos da arquitetura e contribuíram enormemente para a estrutura do Cairo histórico. O período mameluco, especialmente no século XIV, supervisionou o auge do poder e da prosperidade do Cairo. Sua arquitetura também aparece em cidades como Damasco, Jerusalém, Alepo, Trípoli e Medina.
Os principais monumentos mamelucos geralmente consistiam em complexos multifuncionais que podiam combinar vários elementos, como o mausoléu de um patrono, uma madraça, um khanqah (alojamento sufi), uma mesquita, um sabil ou outras funções de caridade encontradas na arquitetura islâmica. Esses complexos foram construídos com plantas cada vez mais complicadas, o que refletia a necessidade de acomodar o espaço urbano limitado, bem como o desejo de dominar visualmente o ambiente urbano. Seu estilo arquitetônico também se distinguia pela decoração cada vez mais elaborada, que começou com tradições preexistentes, como estuque e mosaicos de vidro, mas acabou privilegiando a pedra esculpida e os painéis de mosaico de mármore. Entre as realizações mais notáveis da arquitetura mameluca estão seus minaretes ornamentados e as cúpulas de pedra esculpida do final do período mameluco.
Embora o Império Mameluco tenha sido conquistado pelos otomanos em 1517, a arquitetura no estilo mameluco continuou como uma tradição local no Cairo, mesclada com novos elementos arquitetônicos otomanos. No final do século XIX, os edifícios "neomamelucos" ou de revitalização mameluca começaram a ser construídos para representar uma forma de arquitetura nacional no Egito.

## História
Os mamelucos eram um corpo militar recrutado de escravos que serviu sob a dinastia Aiúbida e acabou substituindo essa dinastia em 1250, governando o Egito, o Levante e o Hejaz até a conquista otomana de 1517. O domínio mameluco é tradicionalmente dividido em dois períodos: os mamelucos Bahri (1250-1382), de origem kipchak do sul da Rússia, que receberam esse nome devido à localização de seus quartéis no mar, e os Burji (1382-1517), de origem circassiana, que foram aquartelados na cidadela. No entanto, a arquitetura mameluca é muitas vezes categorizada mais pelos reinados dos principais sultões do que por um projeto específico. Caroline Williams, em seu guia dos monumentos históricos do Cairo, sugere dividir a história da arquitetura mameluca na cidade em três fases aproximadas: Mameluco Inicial (1250-1350), Mameluco Médio (1350-1430) e Mameluco Tardio (1430-1517).

### Período mameluco Bahri
Apesar de seu caráter militar, os mamelucos também eram construtores prolíficos e deixaram um rico legado arquitetônico em todo o Cairo e em outras grandes cidades de seu império. Dando continuidade a uma prática iniciada pelos aiúbidas, grande parte da terra ocupada pelos antigos palácios fatímidas no Cairo foi vendida e substituída por edifícios mais novos, tornando-se um local de prestígio para a construção de complexos religiosos e funerários mamelucos. Os projetos de construção iniciados pelos mamelucos empurraram a cidade para fora, ao mesmo tempo em que trouxeram novas infraestruturas para o centro da cidade.

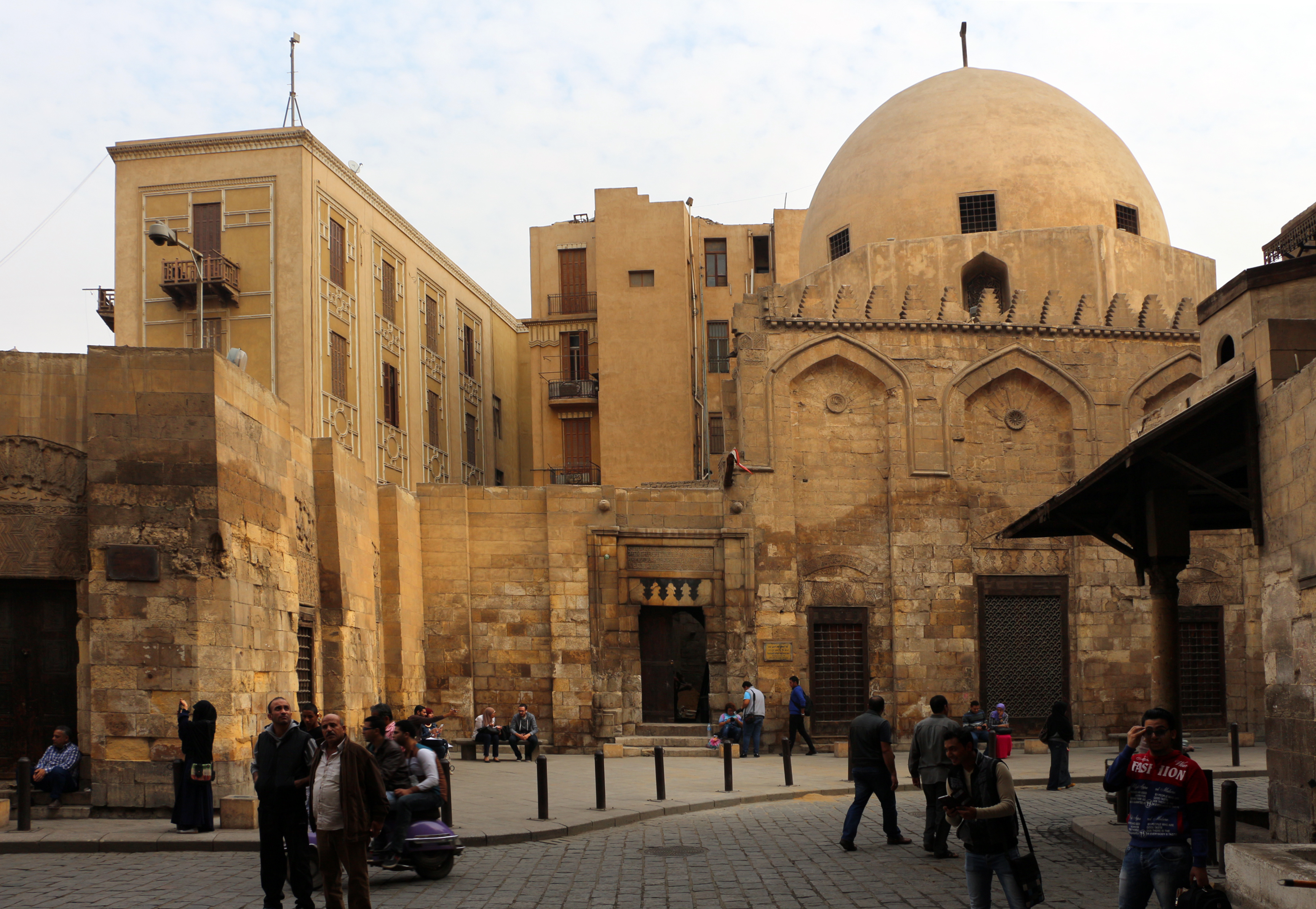
Madraça-mausoléu de Sale (1242-1249): a madraça (parcialmente demolida) ficava à esquerda, enquanto o mausoléu fica à direita

O fim do período aiúbida e o início do período mameluco foram marcados pela criação dos primeiros complexos funerários de múltiplos propósitos no Cairo. O último sultão aiúbida, Sale Aiube, fundou a madraça de Açalia em 1242. Sua esposa, Xajar Aldur, acrescentou seu mausoléu ao complexo após sua morte em 1249 e, em seguida, construiu seu próprio mausoléu e complexo de madraça em 1250 em outro local ao sul da Cidadela. Esses dois complexos foram os primeiros no Cairo a combinar o mausoléu de um fundador com um complexo religioso e de caridade, o que viria a caracterizar a natureza da maioria das fundações reais mamelucas posteriormente. O período mameluco inicial que se seguiu se tornou uma era de experimentação arquitetônica, durante a qual algumas tendências da arquitetura mameluca posterior começaram a se desenvolver. Por exemplo, no final do período Bahri, os portais de entrada haviam se transformado em portais altos e recuados com dossel de muqarnas (esculturas de "estalactites") que permaneceram comuns até o final do sultanato mameluco. Os arquitetos também fizeram experiências com a colocação de diferentes elementos de um complexo de edifícios (como a câmara abobadada do mausoléu ou o minarete) para aumentar o impacto visual de seus monumentos em um ambiente urbano.
A derrota dos mongóis e dos últimos estados cruzados no Levante, na segunda metade do século XIII, resultou em um período relativamente longo de paz no Império Mameluco, o que, por sua vez, trouxe prosperidade econômica. Uma das realizações arquitetônicas mais importantes desse período é o complexo funerário de Almançor Calavuno (r. 1279–1290), construído entre 1284 e 1285 sobre os restos de um antigo palácio fatímida em Bayn al-Qasrayn, no coração da cidade. O enorme complexo incluía seu mausoléu monumental, uma madraça e um grande hospital (maristão). O hospital, um dos mais importantes centros médicos do mundo islâmico dessa época, continuou a funcionar até o final do período otomano. Durante o reinado de Anácer Maomé (1293-1341, com interregnos), neto de Calavuno, o Cairo atingiu seu apogeu em termos de população e riqueza. Ele foi um dos mais prolíficos patronos da arquitetura na história mameluca. Sob seu reinado, o Cairo expandiu-se em várias direções e novos distritos, como al-Darb al-Ahmar e a área abaixo e a oeste da Cidadela, encheram-se de palácios e fundações religiosas construídas por seus emires (comandantes e oficiais mamelucos). Anácer Maomé também realizou algumas das obras mais significativas dentro da Cidadela, erguendo uma nova mesquita, um palácio e um grande salão do trono com cúpula, conhecido como Grande Iwan.

Após a morte de Anácer Maomé (1341), o Cairo foi atingido pela Peste Negra (1348) e o sultanato passou por uma prolongada instabilidade política até o início do século XV. Apesar disso, o maior e mais ambicioso edifício religioso mameluco, a Madraça-Mesquita do Sultão Haçane, foi construído durante esse período. Os artesãos foram recrutados de muitas regiões do império mameluco para trabalhar no projeto altamente caro, o que pode explicar a aparente influência da arquitetura seljúcida iraniana (ilcânida) e anatólia em alguns elementos do edifício. O complexo ficou parcialmente inacabado após a morte do fundador, Anácer Haçane, em 1361. Depois disso, outros complexos mamelucos notáveis do final do período Bahri no Cairo incluem o Mausoléu de Sultania e a Madraça de Umm Assultão Xabã.

Arquitetura mameluca Bahri
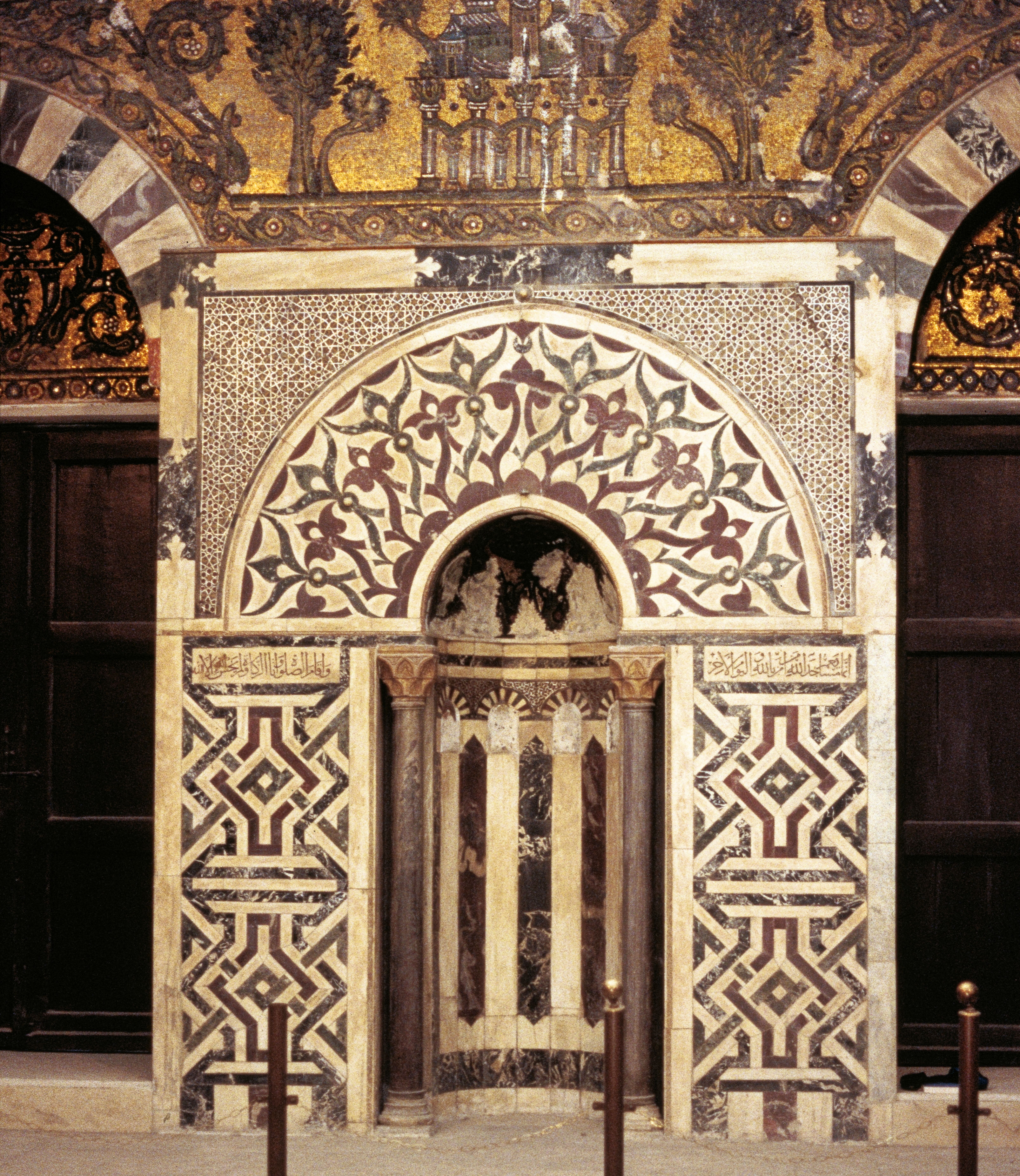
Mirabe do Mausoléu do Sultão Baibars em Damasco (construído entre 1277 e 1281), com mosaicos de mármore e vidro.
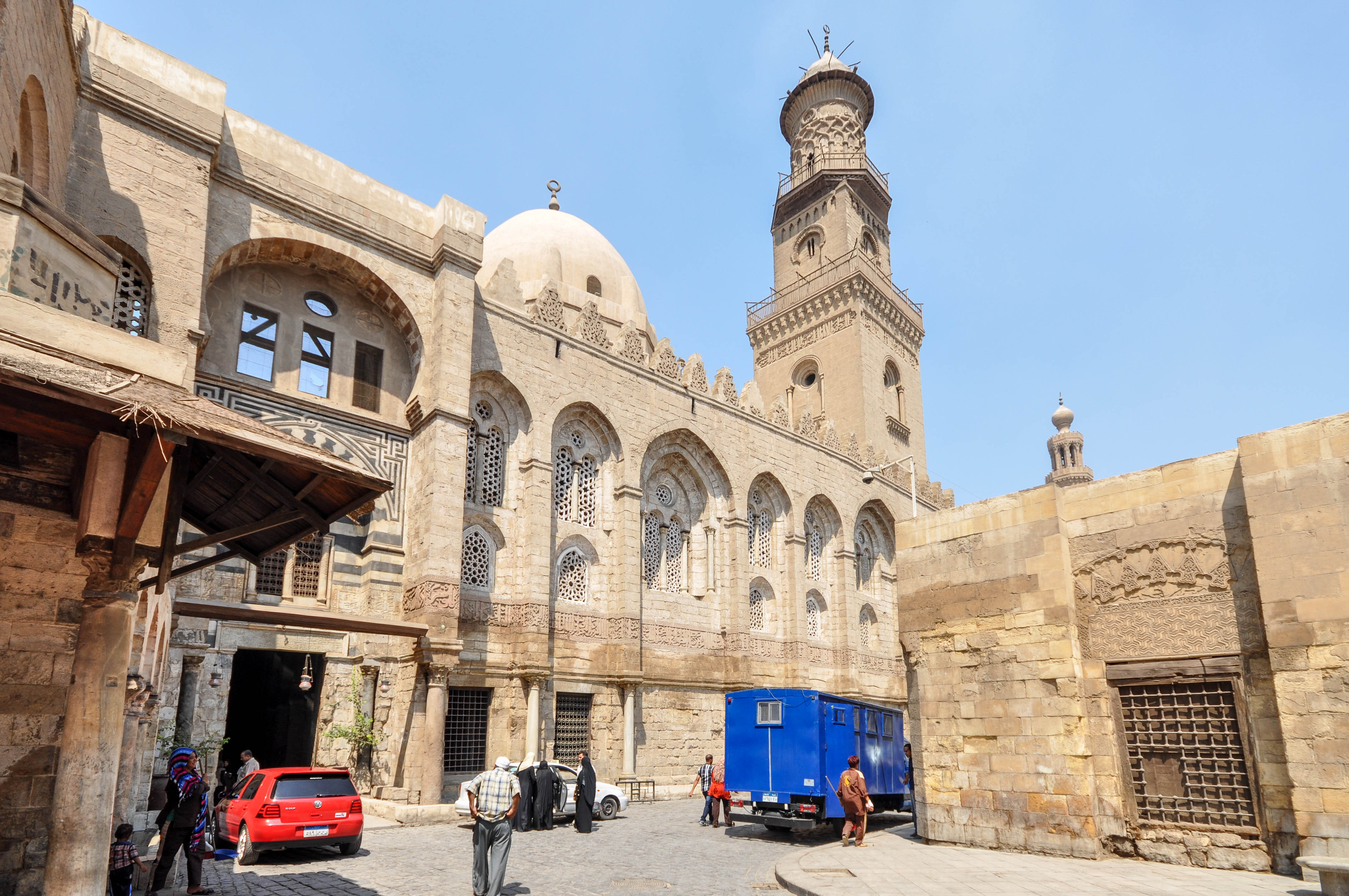
Complexo de Calavuno no Cairo (construído em 1284-85). Ele incluía um mausoléu, uma madraça e um maristão (hospital).
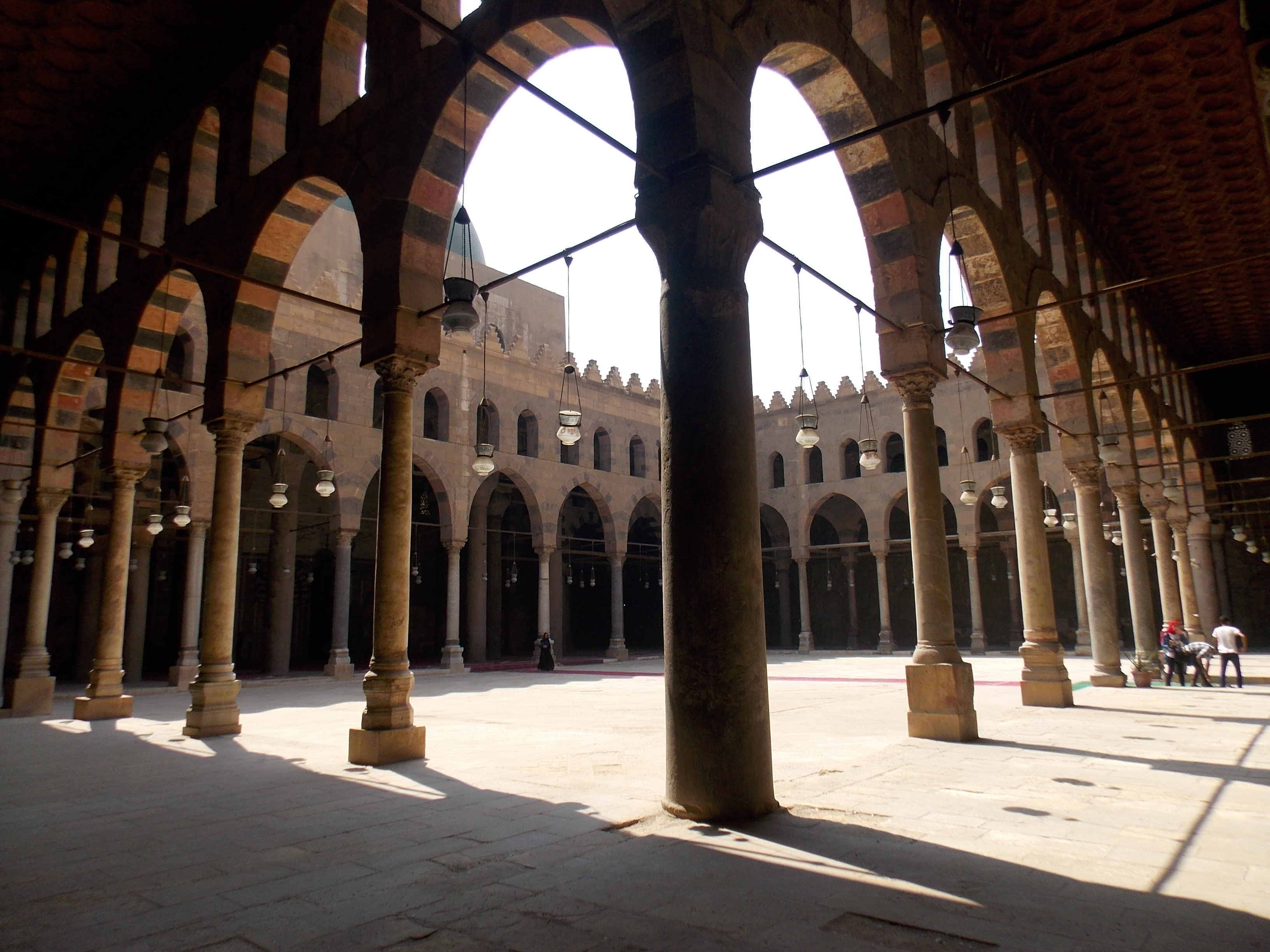
Pátio da Mesquita de Anácer Maomé (construída em 1318 e modificada em 1335) na Cidadela do Cairo.
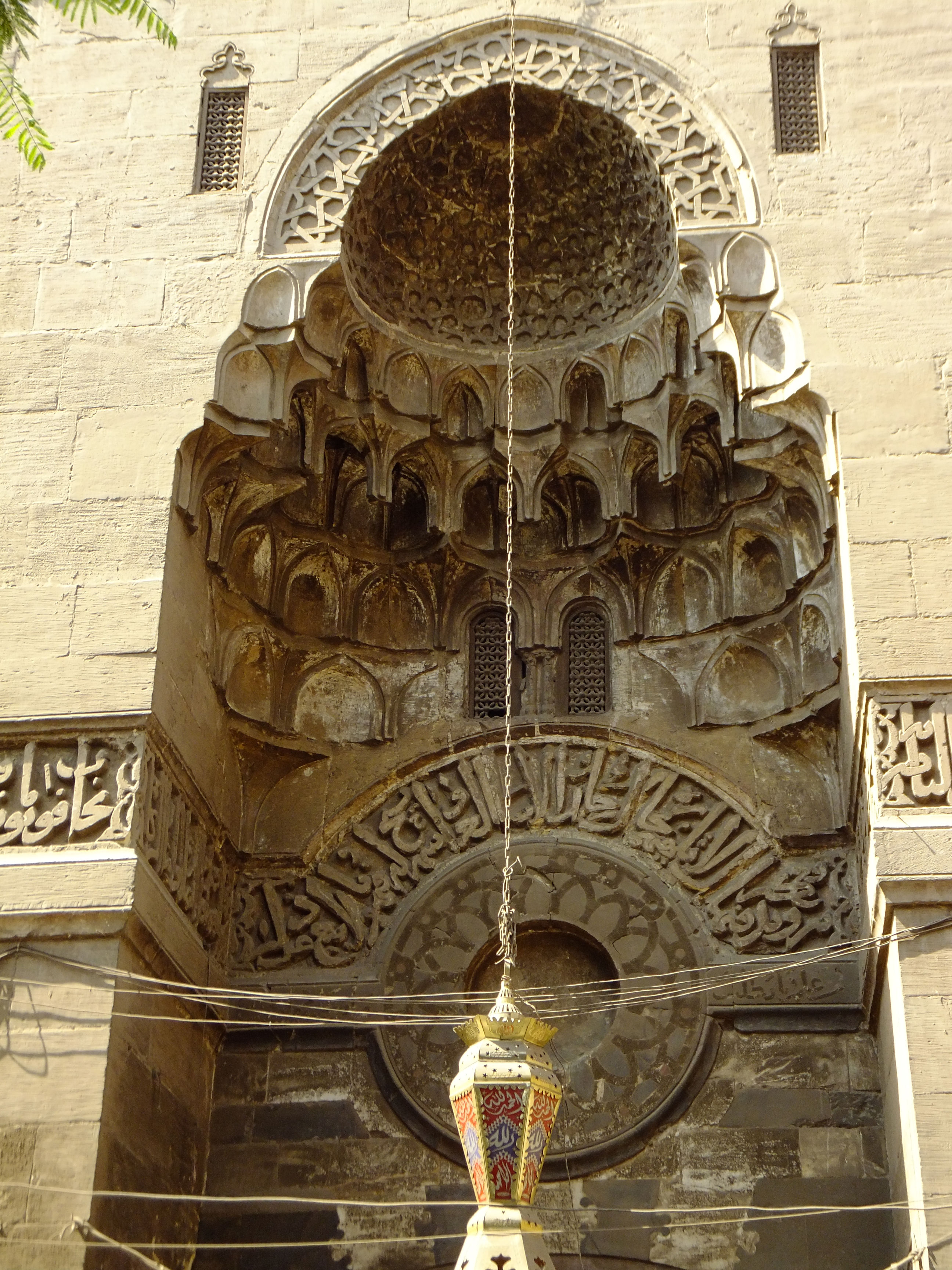
Portal de entrada da Mesquita de Amade Amimandar (1325), construída por um dos emires do Sultão Anácer Maomé.
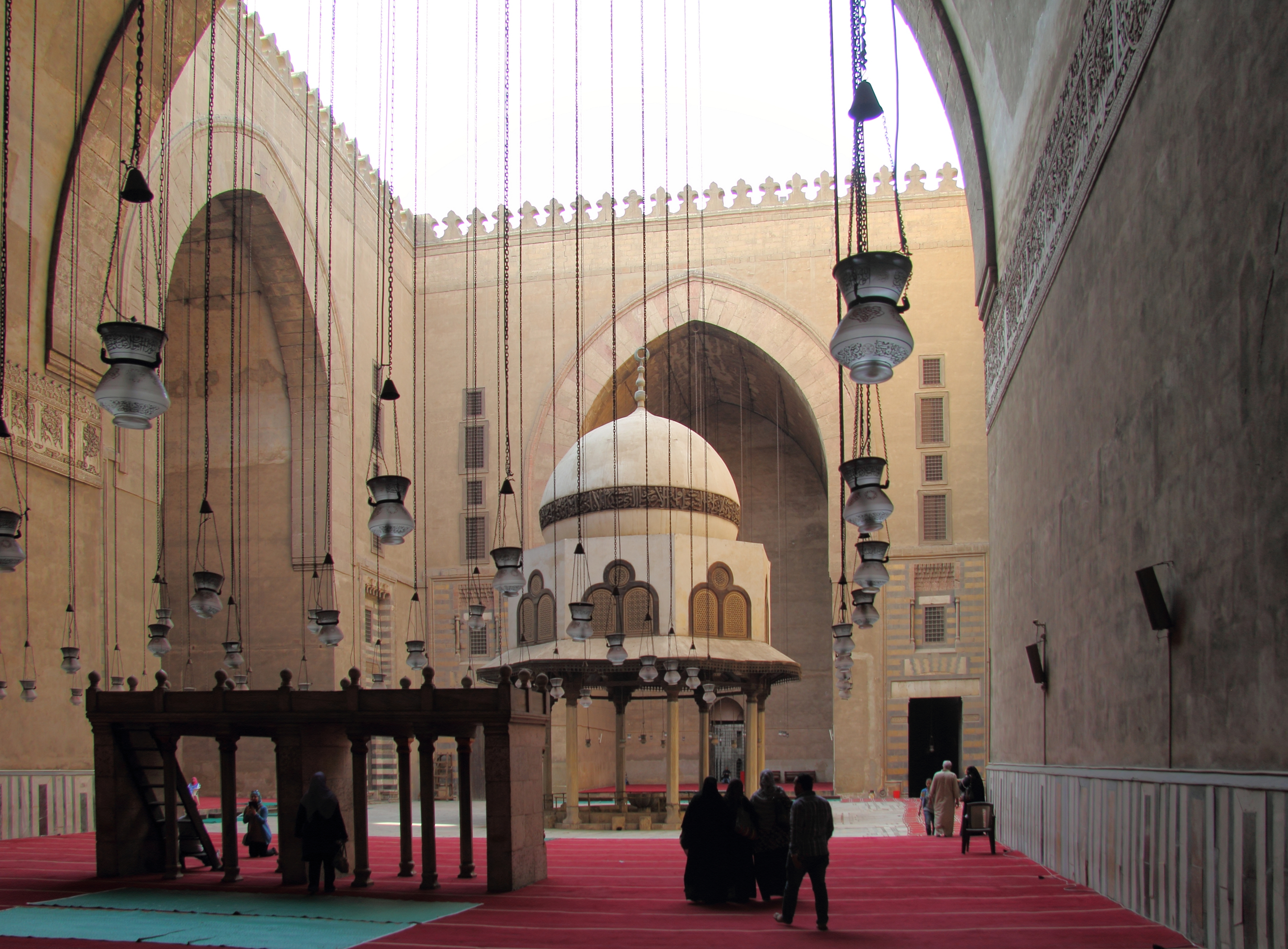
Madraça-Mesquita do Sultão Haçane (1356-1361), o maior monumento da arquitetura mameluca.
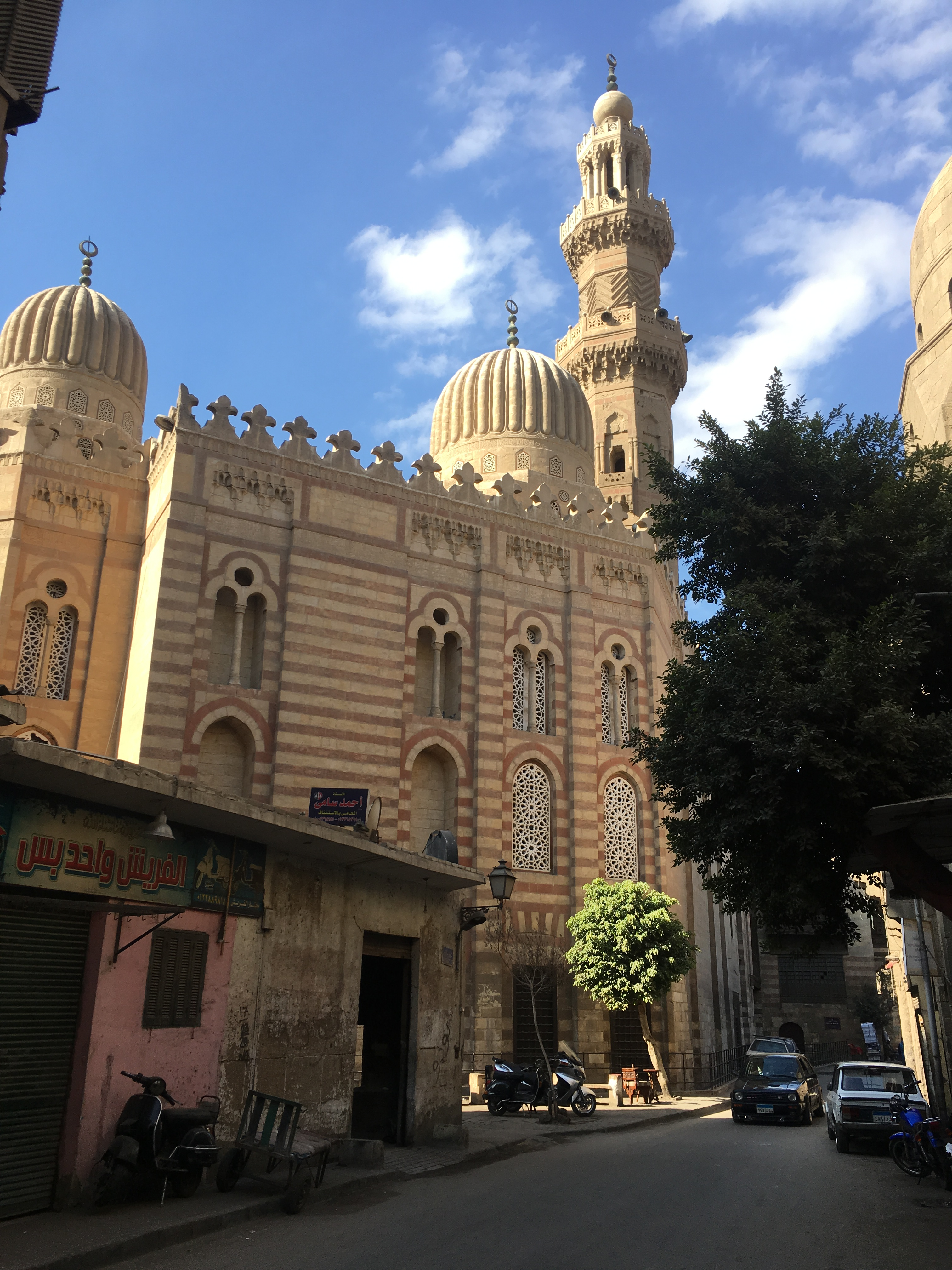
Madraça de Um Assultão Xabã (1368-1369); as duas cúpulas correspondem às câmaras do mausoléu.

### Período mameluco Burji
Os sultões mamelucos Burji seguiram as tradições artísticas estabelecidas por seus antecessores Bahri. A arquitetura do início do período Burji continuou o estilo do final do período Bahri. Embora as pragas tenham retornado com frequência ao longo do século XV, o Cairo continuou sendo uma grande metrópole e sua população se recuperou, em parte, por meio da migração rural. Esforços mais conscientes foram realizados pelos governantes e funcionários da cidade para melhorar a infraestrutura e a limpeza da cidade. Alguns sultões mamelucos desse período, como Barbsay (r. 1422-1438) e Qaytbay (r. 1468-1496), tiveram reinados relativamente longos e bem-sucedidos. No início do período Burji, Barcuque (reinado de 1382-1399, com interrupção) construiu seu próprio grande complexo funerário em Bayn al-Qasrayn, que se assemelhava à Mesquita-Madraça do Sultão Haçane em muitos aspectos, embora muito menor. Depois dele, o complexo funerário de Faraje ibne Barcuque (seu filho) é um dos monumentos mais bem-sucedidos desse período. Essa fundação também deu início ao desenvolvimento do Cemitério do Norte do Cairo como uma necrópole mameluca. No final do século XIV e início do século XV, os minaretes construídos em pedra se tornaram cada vez mais refinados e as cúpulas de pedra (em vez de cúpulas de madeira ou tijolo) se difundiram. As cúpulas também começaram a ser esculpidas com motivos decorativos simples. O "sabil-kuttab" (uma combinação de sabil no nível do solo e escola primária em um nível superior) começou a aparecer como um elemento comum dos complexos religiosos.

No final do período mameluco, os novos complexos eram geralmente mais restritos em tamanho e tinham layouts cada vez mais complicados e irregulares, pois os arquitetos tinham que lidar com os espaços limitados disponíveis para construir em cidades lotadas. Depois de Anácer Maomé, Qaytbay foi um dos mais prolíficos patronos da arte e da arquitetura da era mameluca. Ele construiu ou restaurou vários monumentos no Cairo, além de encomendar projetos fora do Egito. Durante seu reinado, os santuários de Meca e Medina foram amplamente restaurados e novos monumentos foram construídos em Jerusalém. No Cairo, o complexo funerário de Qaytbay foi um dos monumentos mais célebres da arquitetura mameluca. Seu reinado também viu o auge da qualidade artística nas artes decorativas, como a decoração de cúpulas esculpidas em pedra. A construção continuou durante o reinado do último sultão mameluco, Axerafe Cançu Alguri (reinado de 1501 a 1517), que encomendou seu próprio complexo (1503 a 1505) e conduziu uma grande reorganização e reconstrução do distrito de Khan al-Khalili. Esse último período também viu uma experimentação renovada no formato dos minaretes, às vezes retornando aos protótipos usados em monumentos anteriores.

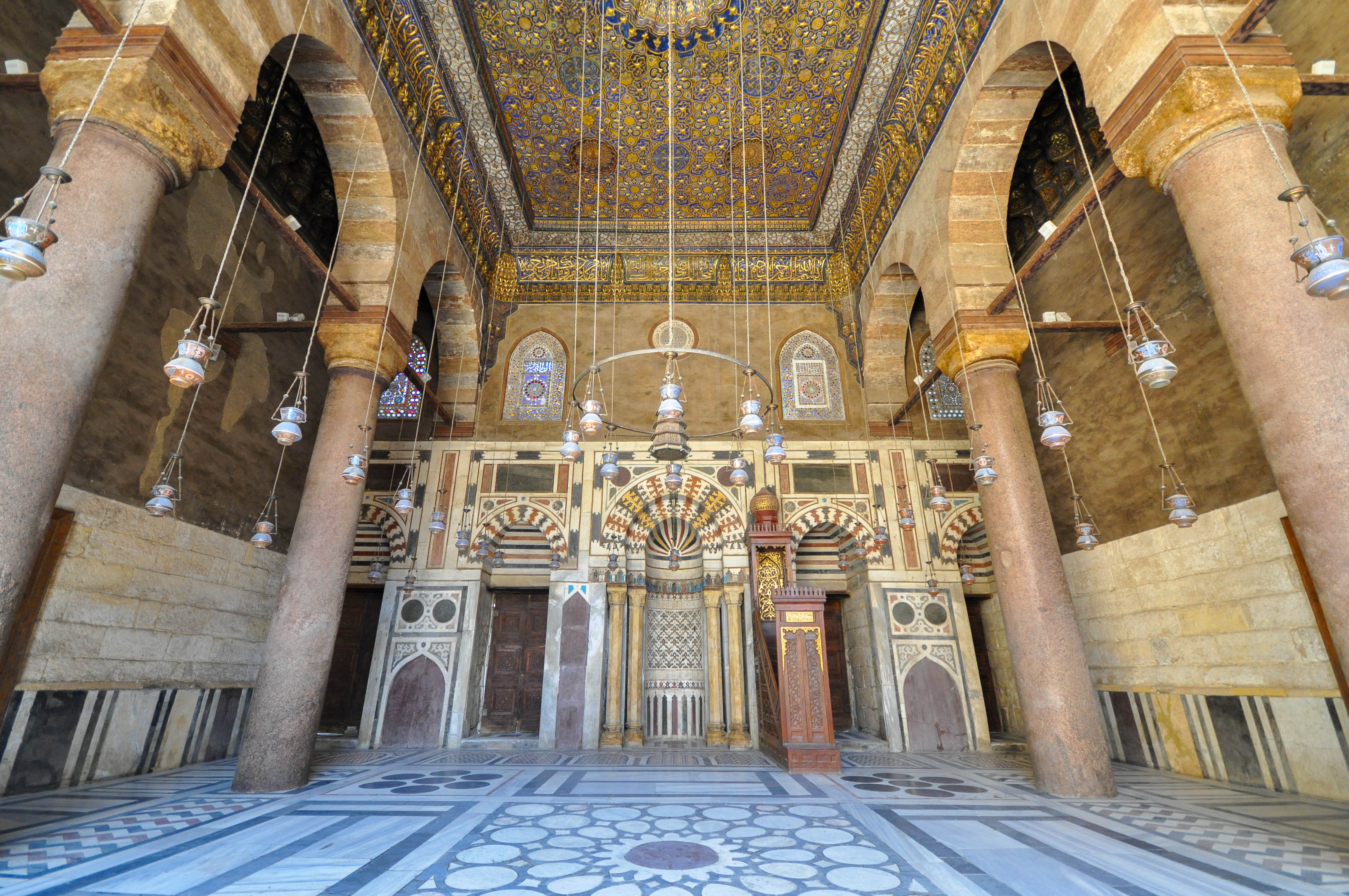
Salão de orações da Madraça-Mesquita do Sultão Barquq (construída entre 1384 e 1386) no Cairo.
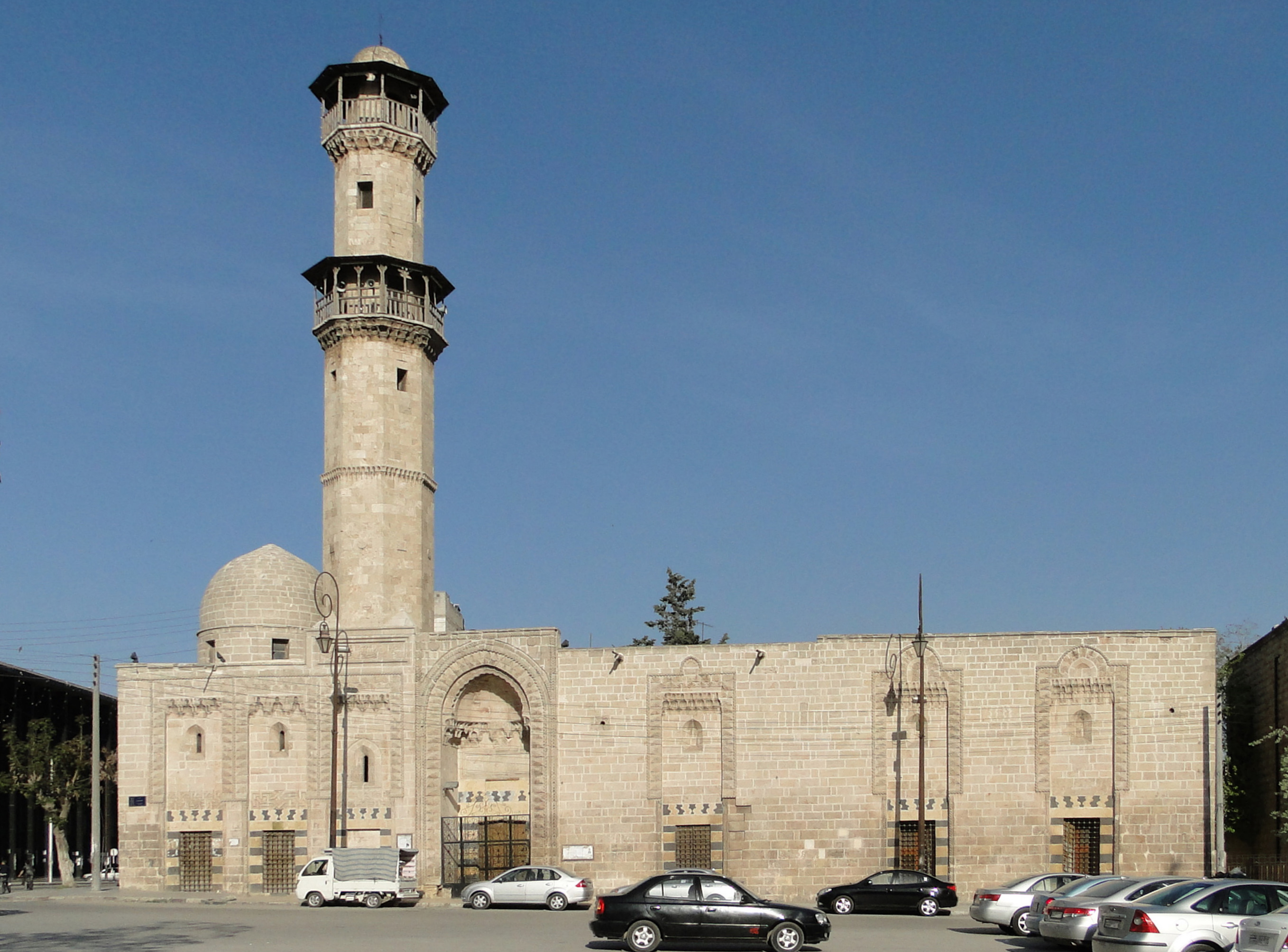
Mesquita de Alutruxe em Alepo (1410), um exemplo da arquitetura mameluca provincial.
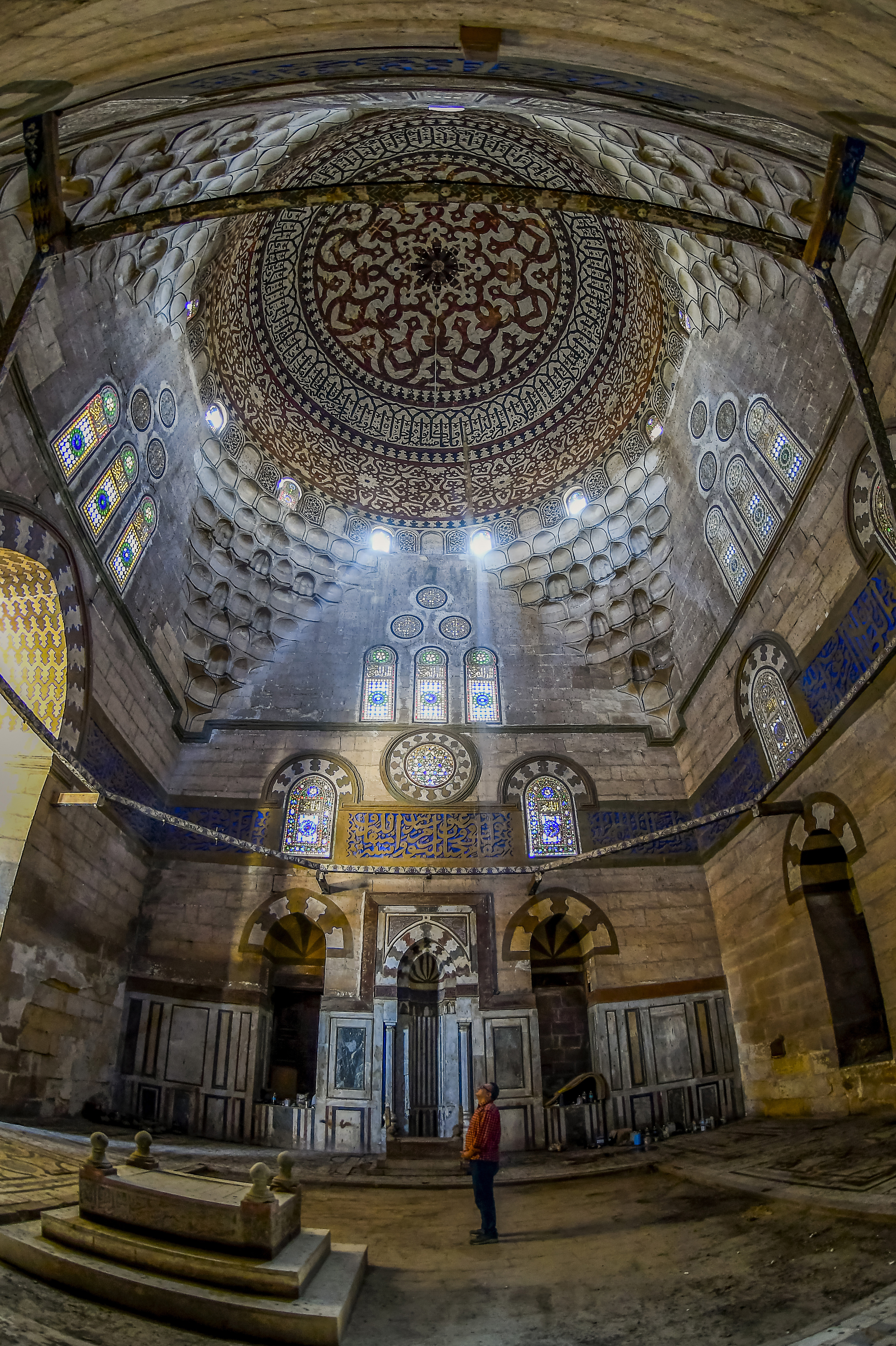
Interior de um mausoléu na Mesquita Khanqah de Faraj ibn Barquq (construída entre 1400 e 1411) no Cemitério do Norte do Cairo.
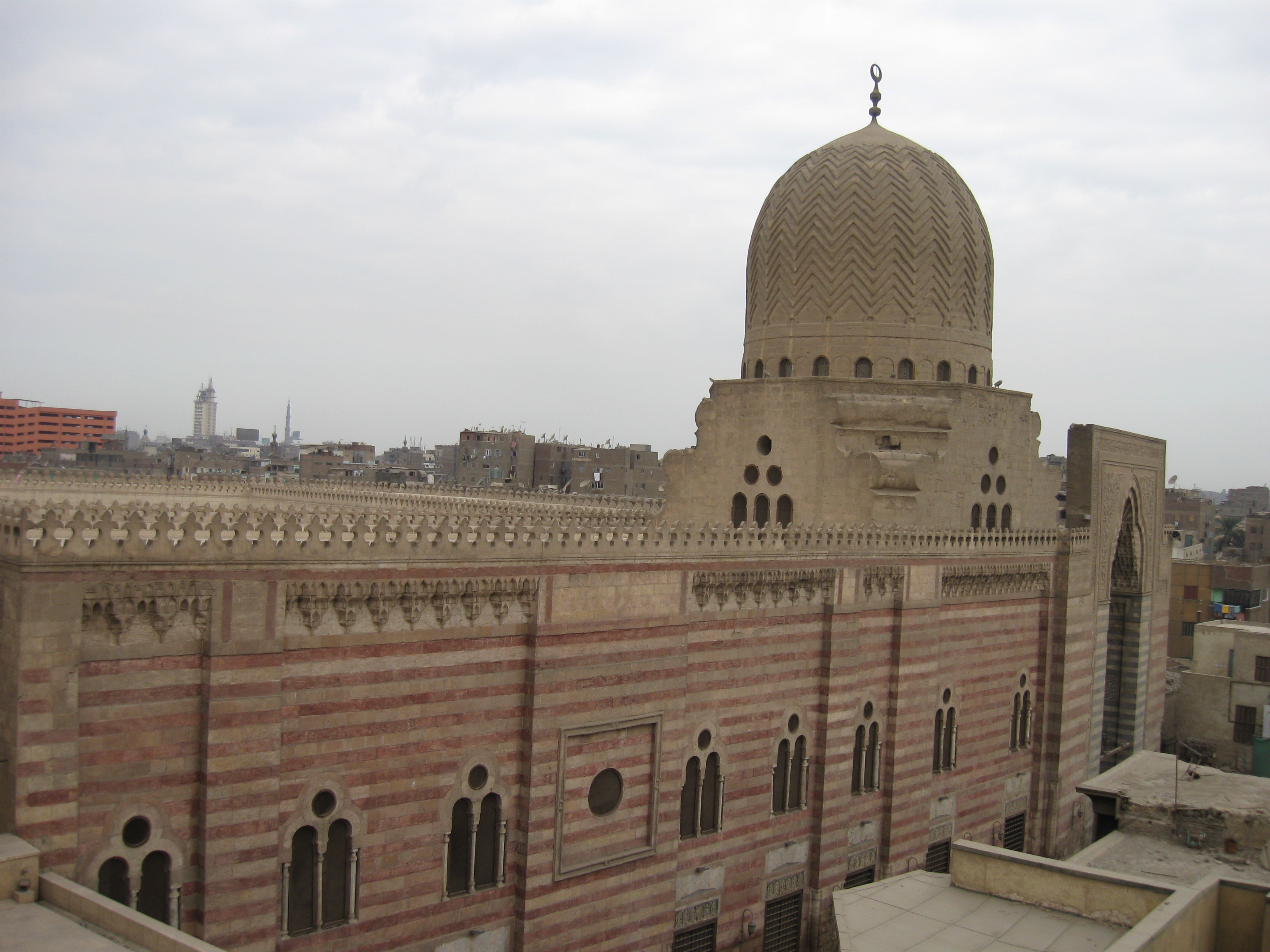
Mesquita de al-Mu'ayyad Shaykh (construída entre 1415 e 1420), com a cúpula do mausoléu visível.
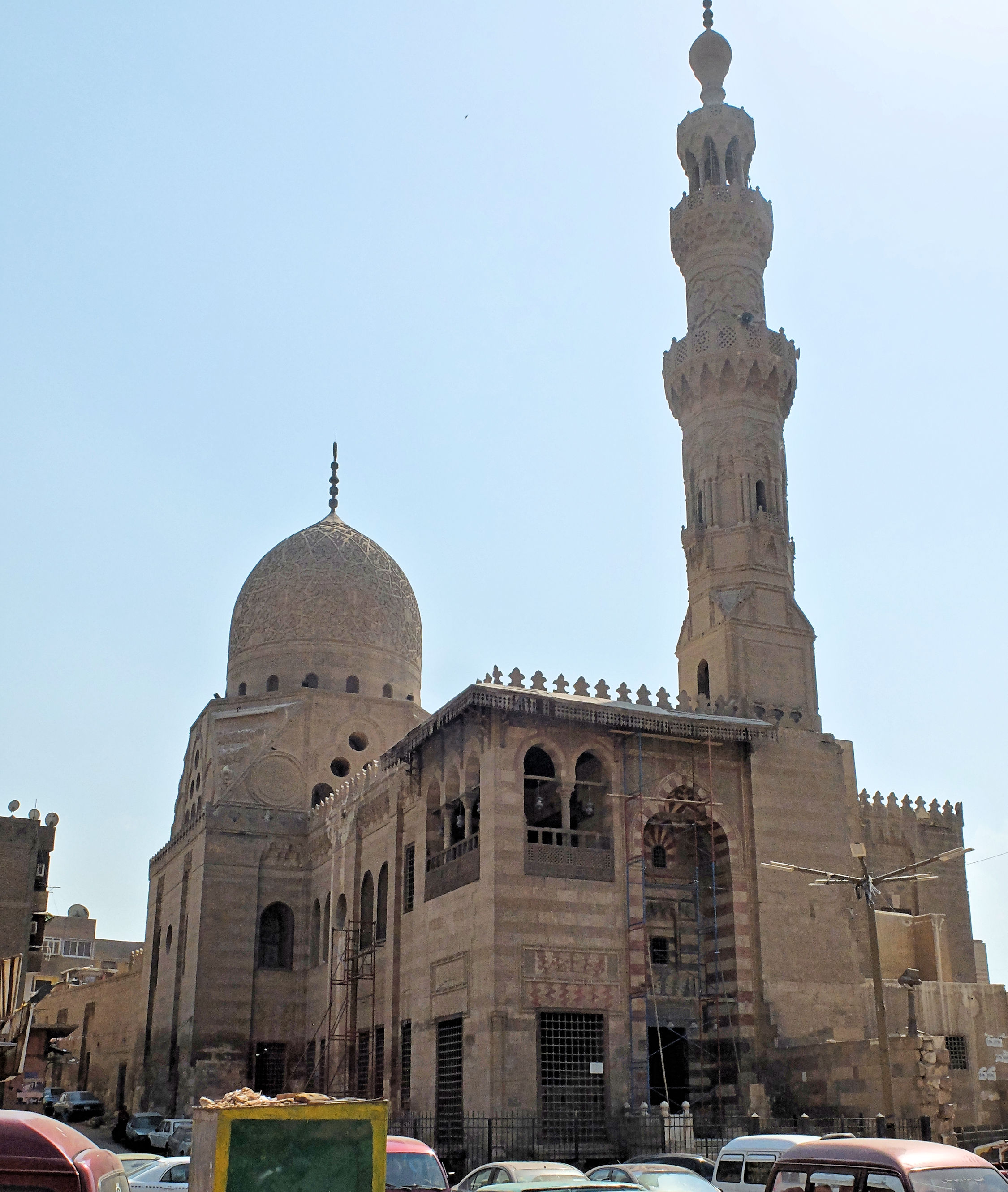
Complexo do Sultão Qaytbay (1474) no Cemitério do Norte do Cairo.
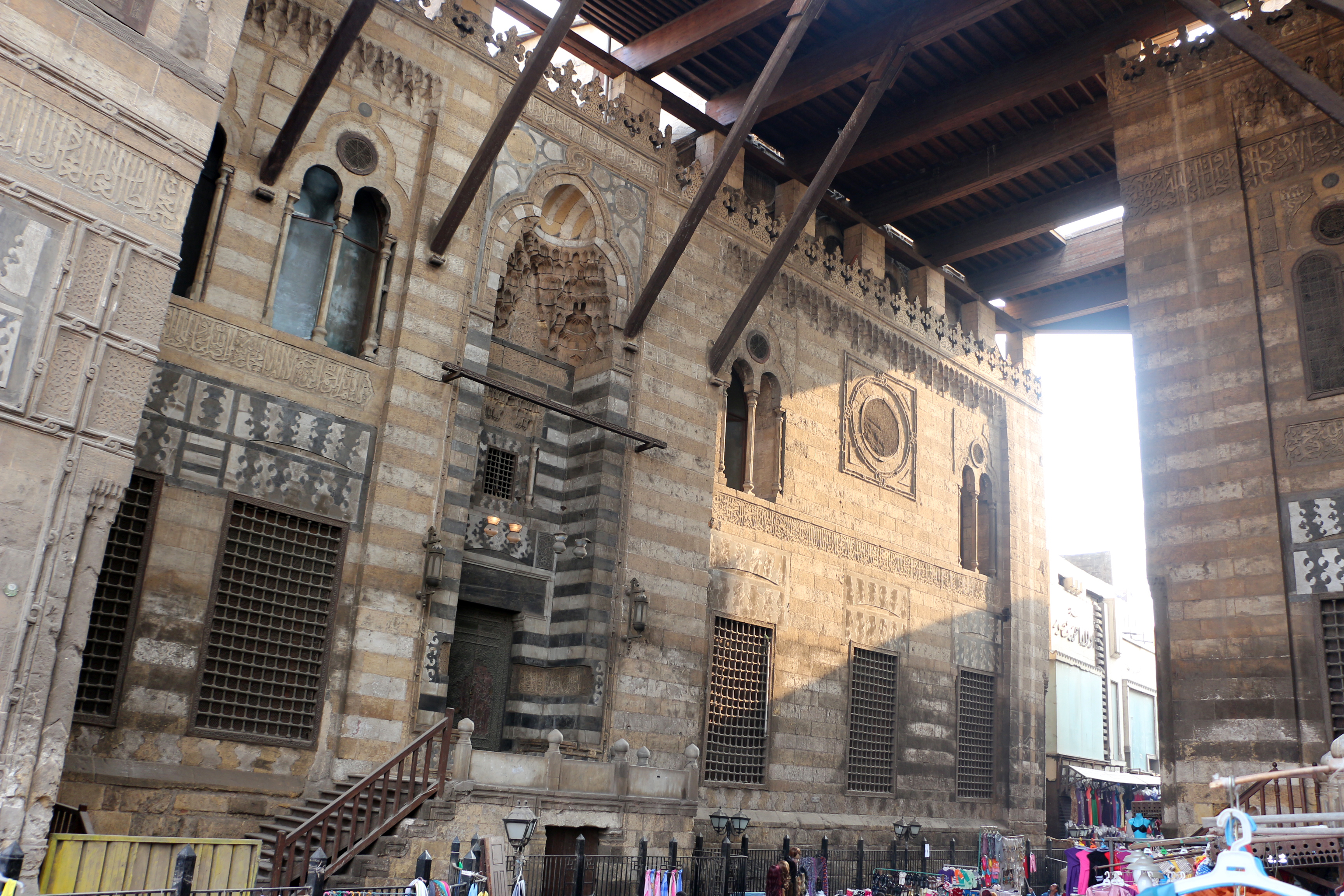
Complexo do Sultão Alguri (1505), um edifício de duas partes com uma madraça de um lado e um khanqah e mausoléu do outro.

### Período otomano
Em 1517, a conquista otomana do Egito encerrou formalmente o domínio mameluco, embora os próprios mamelucos continuassem a desempenhar um papel importante na política local. Na arquitetura, algumas novas estruturas foram construídas posteriormente no estilo arquitetônico otomano clássico. A Mesquita Sulayman Pasha, de 1528, é um exemplo disso. No entanto, muitos edifícios novos ainda foram construídos no estilo mameluco até o século XVIII (por exemplo, o Sabil-Kuttab de Abd ar-Rahman Katkhuda), embora com alguns elementos emprestados da arquitetura otomana e, inversamente, os novos edifícios construídos com uma forma otomana geral muitas vezes emprestaram detalhes da arquitetura mameluca (por exemplo, a Mesquita Sinan Pasha). Alguns tipos de edifícios do final do período mameluco, como sabil-kuttabs (uma combinação de sabil e kuttab) e caravançarais de vários andares (wikalas ou khans), na verdade cresceram em número durante o período otomano. As mudanças na arquitetura otomana no Egito incluem a introdução de minaretes em forma de lápis dos otomanos e mesquitas abobadadas que ganharam predominância sobre as mesquitas hipostilas do período mameluco.

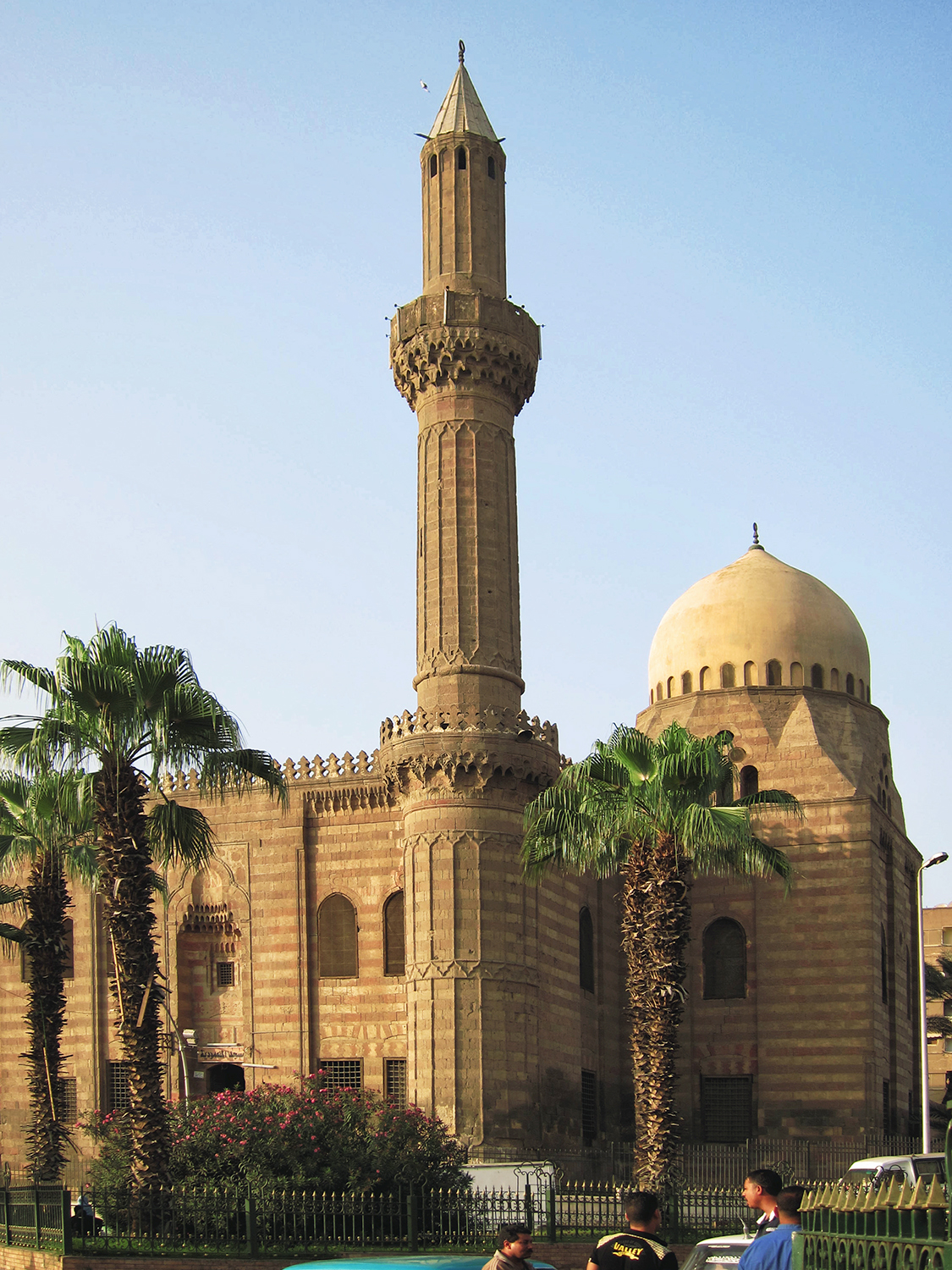
Mesquita de Mahmud Pasha (1568).
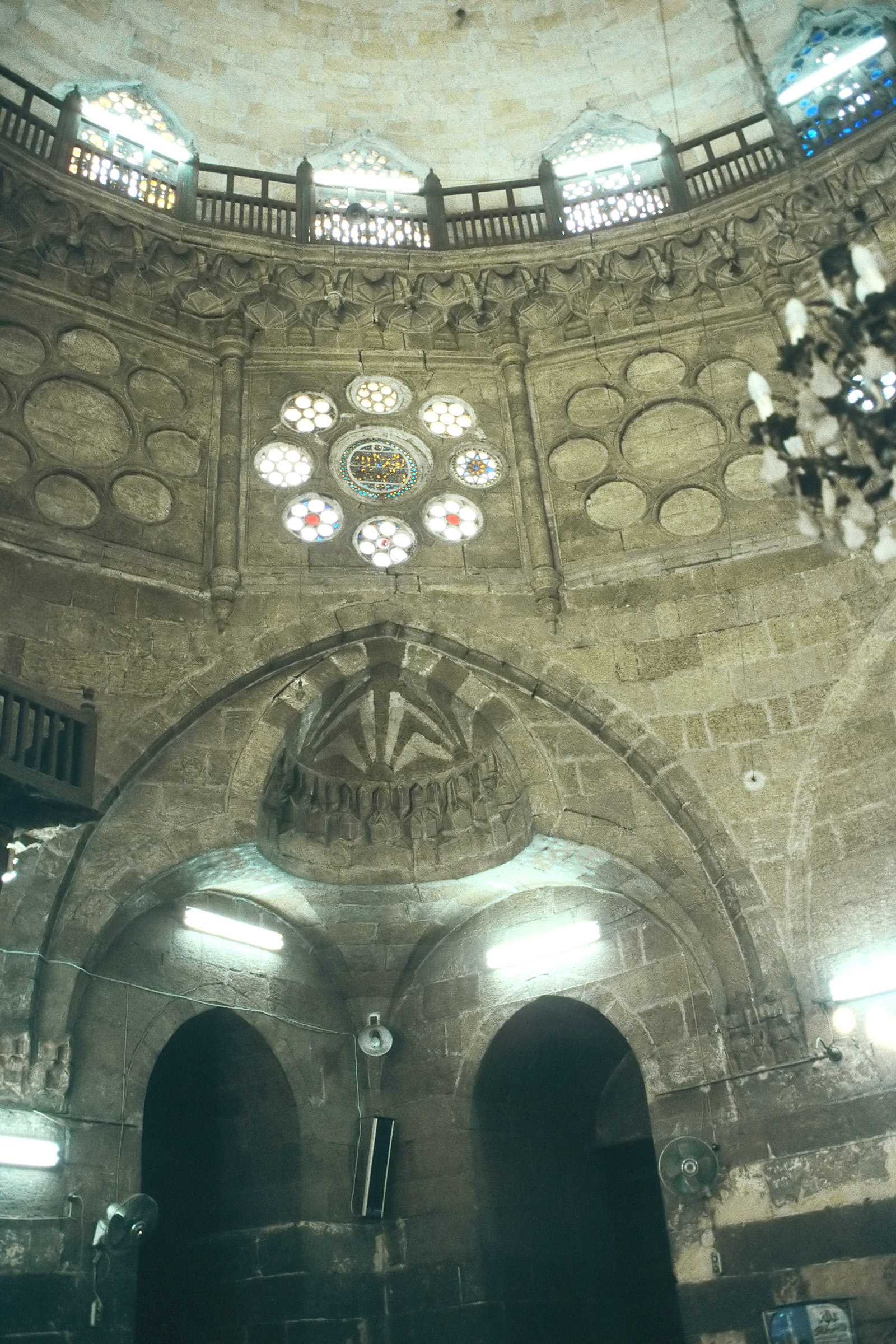
Detalhes do interior da Mesquita de Sinan Pasha (1571).
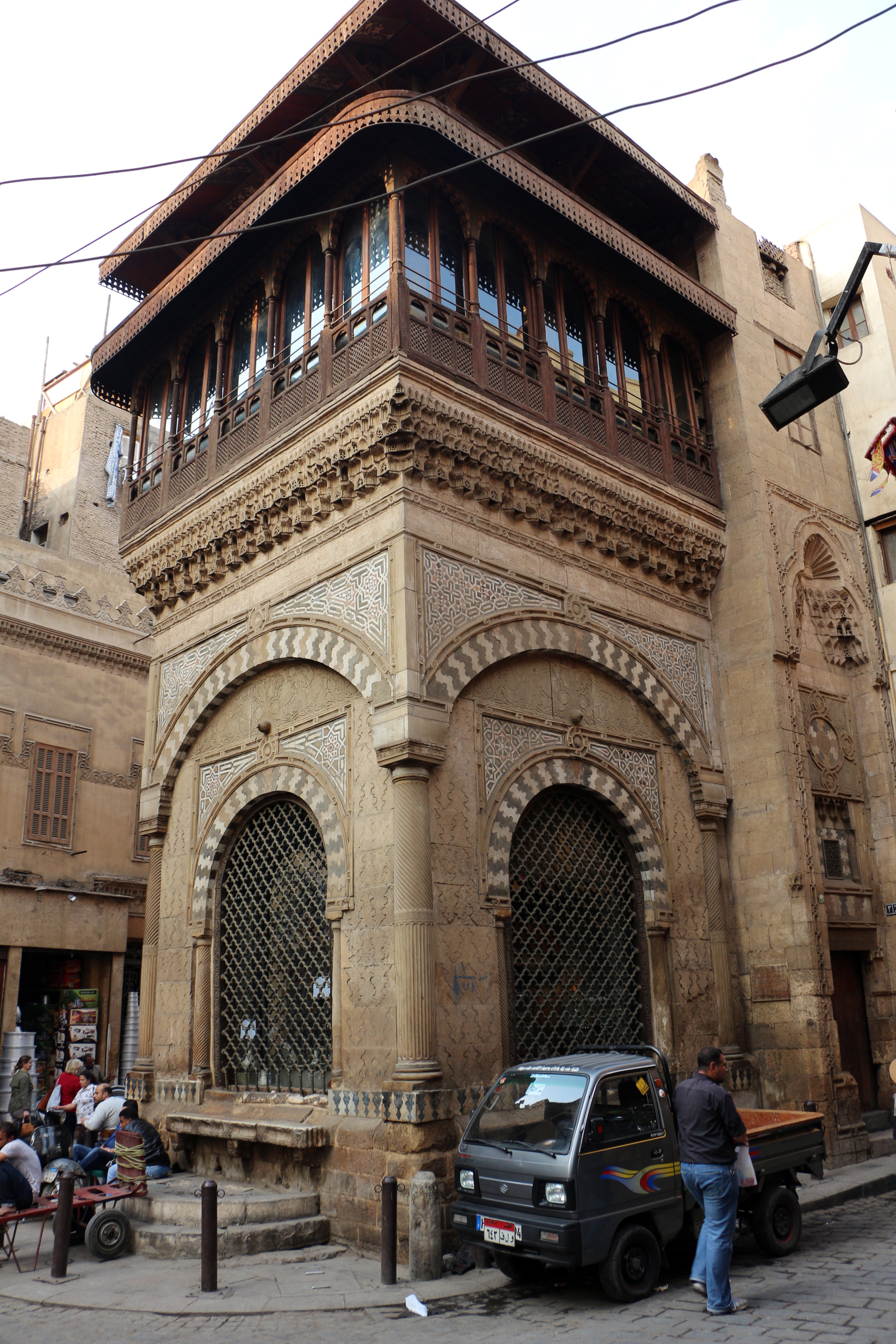
Sabil-Kuttab de Abd ar-Rahman Katkhuda (1744).

### Arquitetura neomameluca

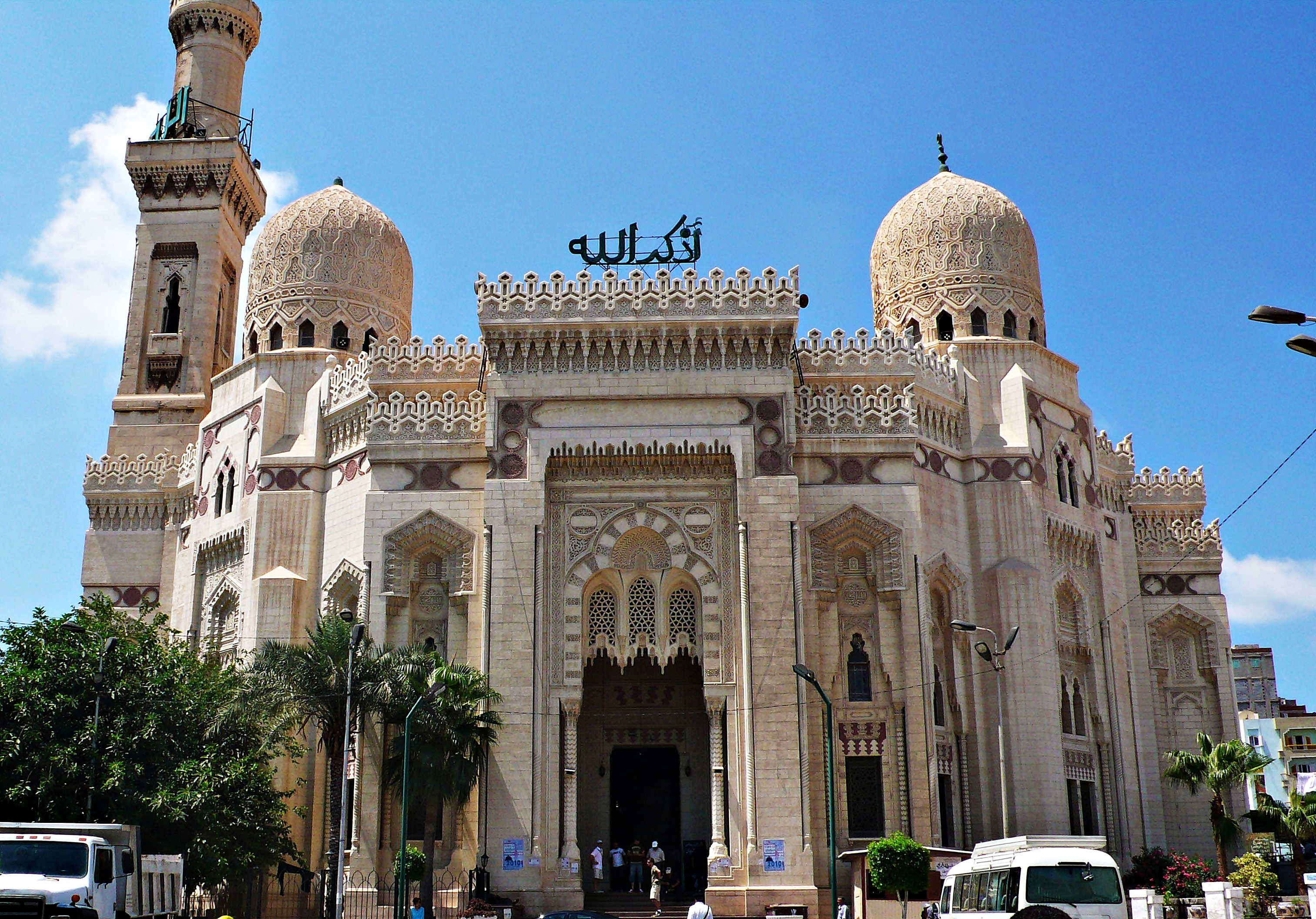
Mesquita Abu al-Abbas al-Mursi em Alexandria, construída na década de 1940 em um estilo neomameluco

No final do século XIX e início do século XX, um estilo "neomameluco" também foi usado no Egito, emulando as formas e os motivos da arquitetura mameluca, mas adaptando-os à arquitetura moderna. Patronos e governos o favoreceram, em parte, como uma resposta nacionalista contra os estilos otomano e europeu e um esforço de concordância para promover os estilos "egípcios" locais (embora os arquitetos fossem, às vezes, europeus). Exemplos desse estilo são o Museu de Arte Islâmica do Cairo, a Mesquita Al-Rifa'i, a Mesquita Abu al-Abbas al-Mursi em Alexandria e vários edifícios privados e públicos, como os de Heliópolis.

## Características

### Visão geral
A arquitetura mameluca se distingue pela construção de edifícios multifuncionais cujas plantas baixas se tornaram cada vez mais criativas e complexas devido ao espaço limitado disponível na cidade e ao desejo de tornar os monumentos visualmente dominantes em seus arredores urbanos. Expandindo o desenvolvimento do Califado Fatímida de fachadas de mesquitas ajustadas às ruas, os mamelucos desenvolveram sua arquitetura para melhorar as vistas das ruas, posicionando os principais elementos de forma deliberada para que fossem claramente visíveis aos transeuntes. Embora a organização dos monumentos da era mameluca variasse, a cúpula funerária e o minarete eram temas constantes. Esses atributos são características proeminentes no perfil de uma mesquita mameluca e foram importantes para o embelezamento do horizonte da cidade. No Cairo, a cúpula funerária e o minarete eram respeitados como símbolos de comemoração e adoração. Um aspecto do projeto mameluco era a justaposição intencional da cúpula redonda, do minarete vertical e das paredes altas da fachada do edifício, que os arquitetos colocavam em arranjos diferentes para maximizar o impacto visual de um edifício em seu ambiente urbano específico. Os patronos também priorizaram a colocação de seu mausoléu próximo ao salão de orações interno e à rua externa, de modo que as pessoas que passavam ou faziam orações pudessem ver facilmente o túmulo pelas janelas.
Os edifícios mamelucos podiam incluir um único mausoléu ou um pequeno edifício de caridade (por exemplo, um bebedouro público), enquanto os complexos arquitetônicos maiores geralmente combinavam muitas funções em um ou mais edifícios. Esses edifícios podiam incluir funções de caridade e serviços sociais, como mesquita, khanqah (alojamento sufi), madraça, maristão (hospital), maktab ou kuttab (escola primária), sabil (quiosque para distribuição de água gratuita) ou hod (bebedouro para animais); ou funções comerciais, como wikala ou khan (um caravançarai para abrigar comerciantes e suas mercadorias) ou um rabʿ (um complexo de apartamentos para locatários em Cairene).

Entre outros desenvolvimentos, durante o período mameluco, a planta cruciforme ou de quatro iwans foi adotada para as madraças e se tornou mais comum para novos complexos monumentais do que a mesquita hipostilo tradicional, embora as iwans abobadadas do período inicial tenham sido substituídas por iwans de teto plano no período posterior. Os portais de entrada com decoração monumental se tornaram comuns em comparação com os períodos anteriores, muitas vezes esculpidos com muqarnas e cobertos com outros esquemas decorativos. As câmaras do vestíbulo atrás desses portais às vezes eram cobertas com tetos abobadados ornamentados em pedra. O vestíbulo da Madraça de Uljay al-Yusufi (por volta de 1373) apresenta o primeiro teto ornamentado em abóbada de berço desse tipo na arquitetura mameluca e variações dessa característica foram repetidas em monumentos posteriores.

Tipos e elementos arquitetônicos
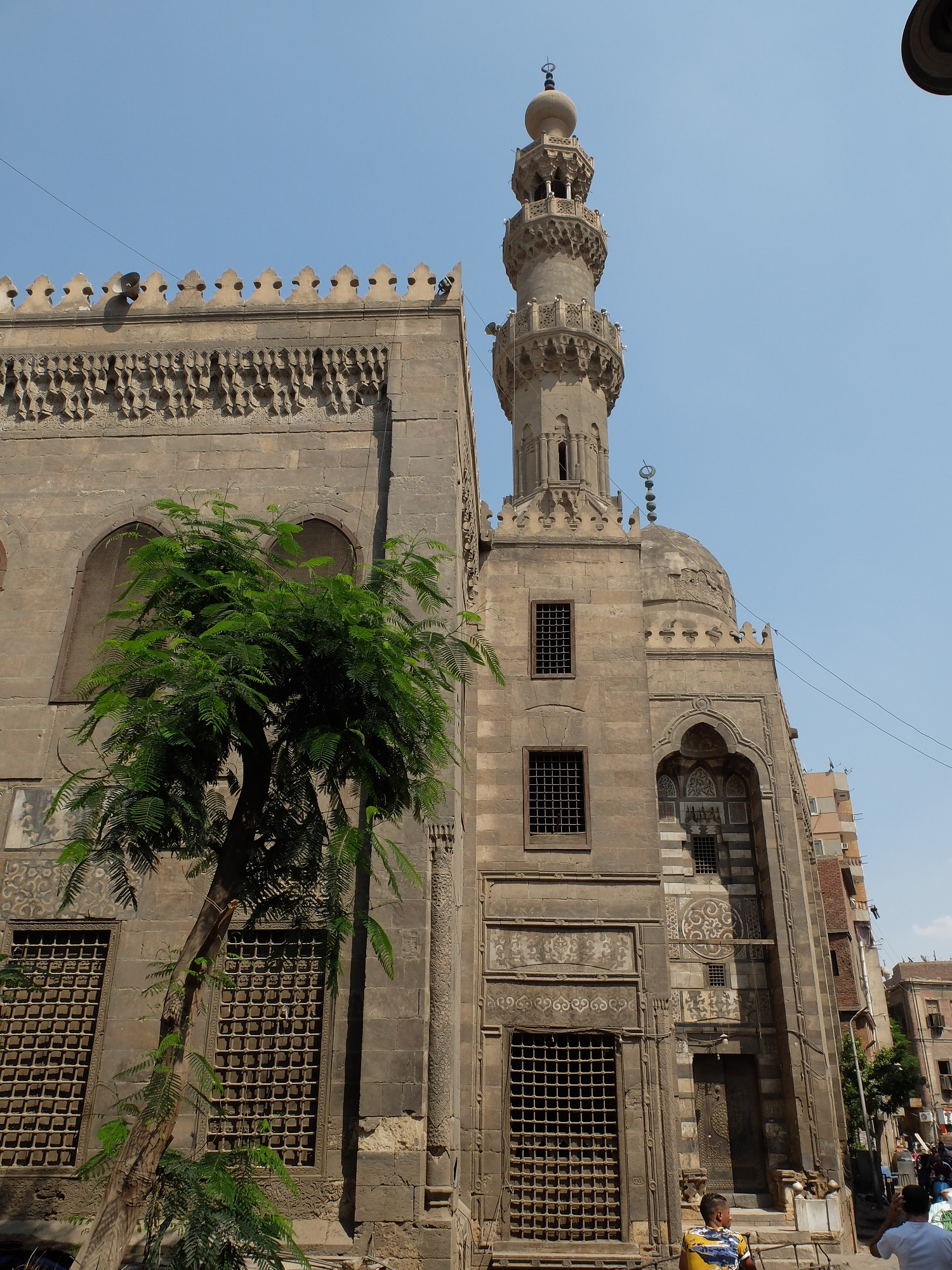
Exemplo de portal, fachada, cúpula e minarete visualmente justapostos ao longo de uma rua principal no Cairo (Mesquita de Qijmas al-Ishaqi, por volta de 1481).
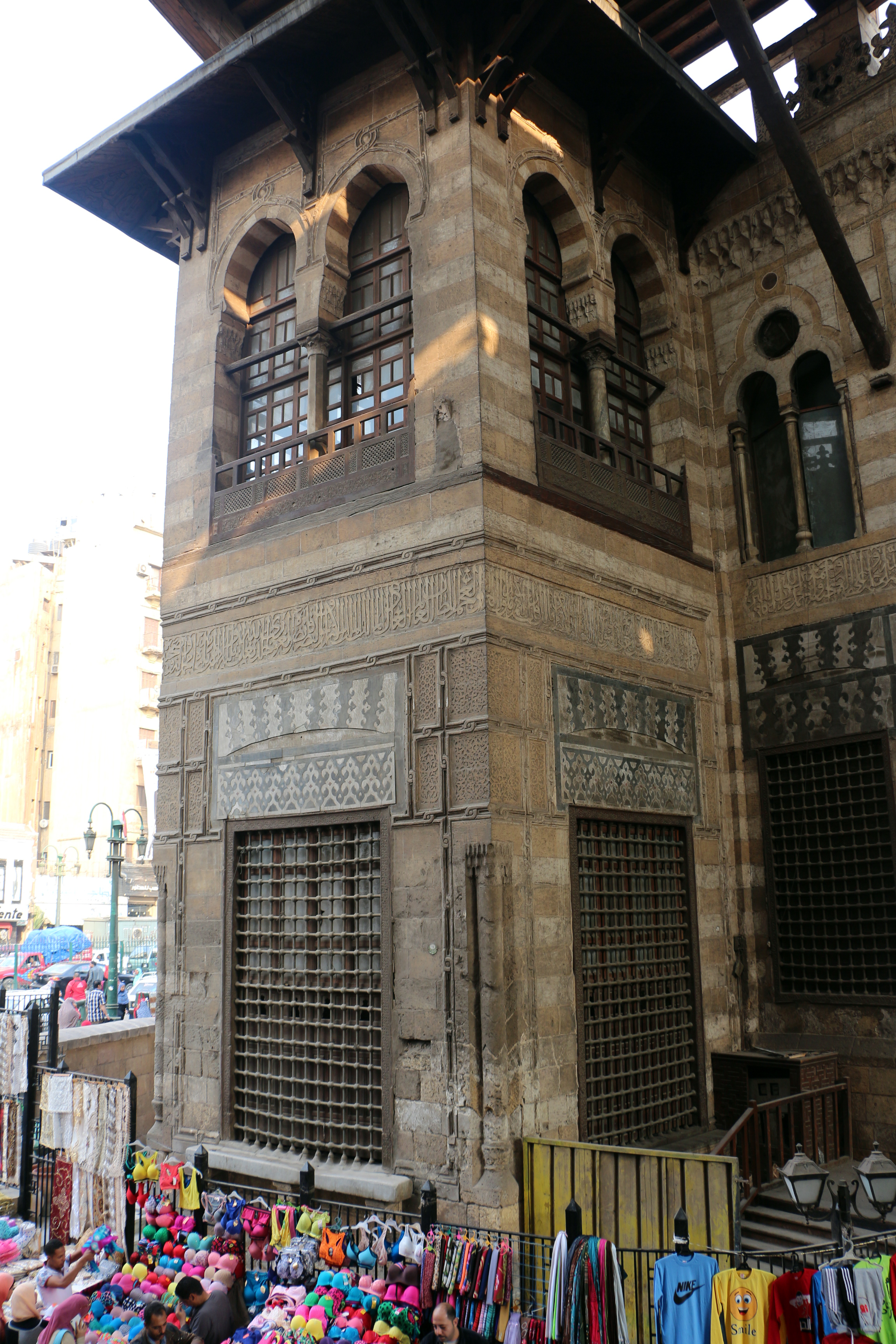
Exemplo de um sabil (abaixo) e um kuttab (acima) integrados à fachada da rua de um complexo (Complexo do Sultão Alguri, por volta de 1505).
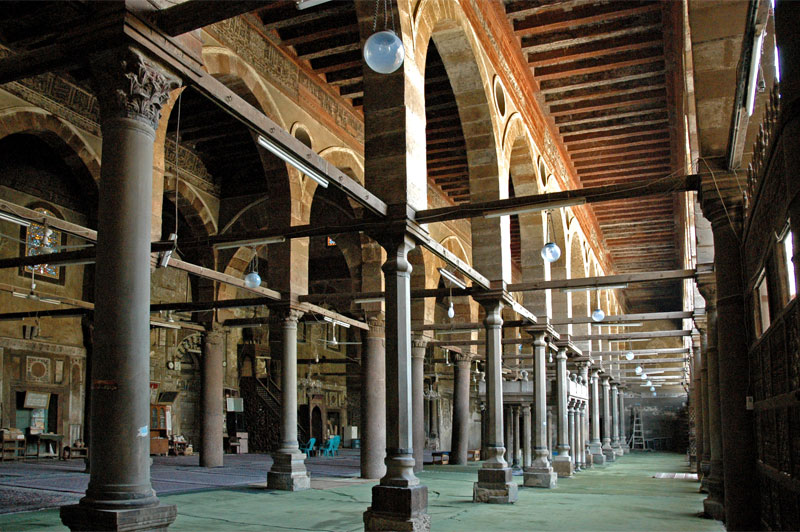
Exemplo de uma mesquita mameluca no formato hipostilo tradicional, a Mesquita al-Maridani (1340).
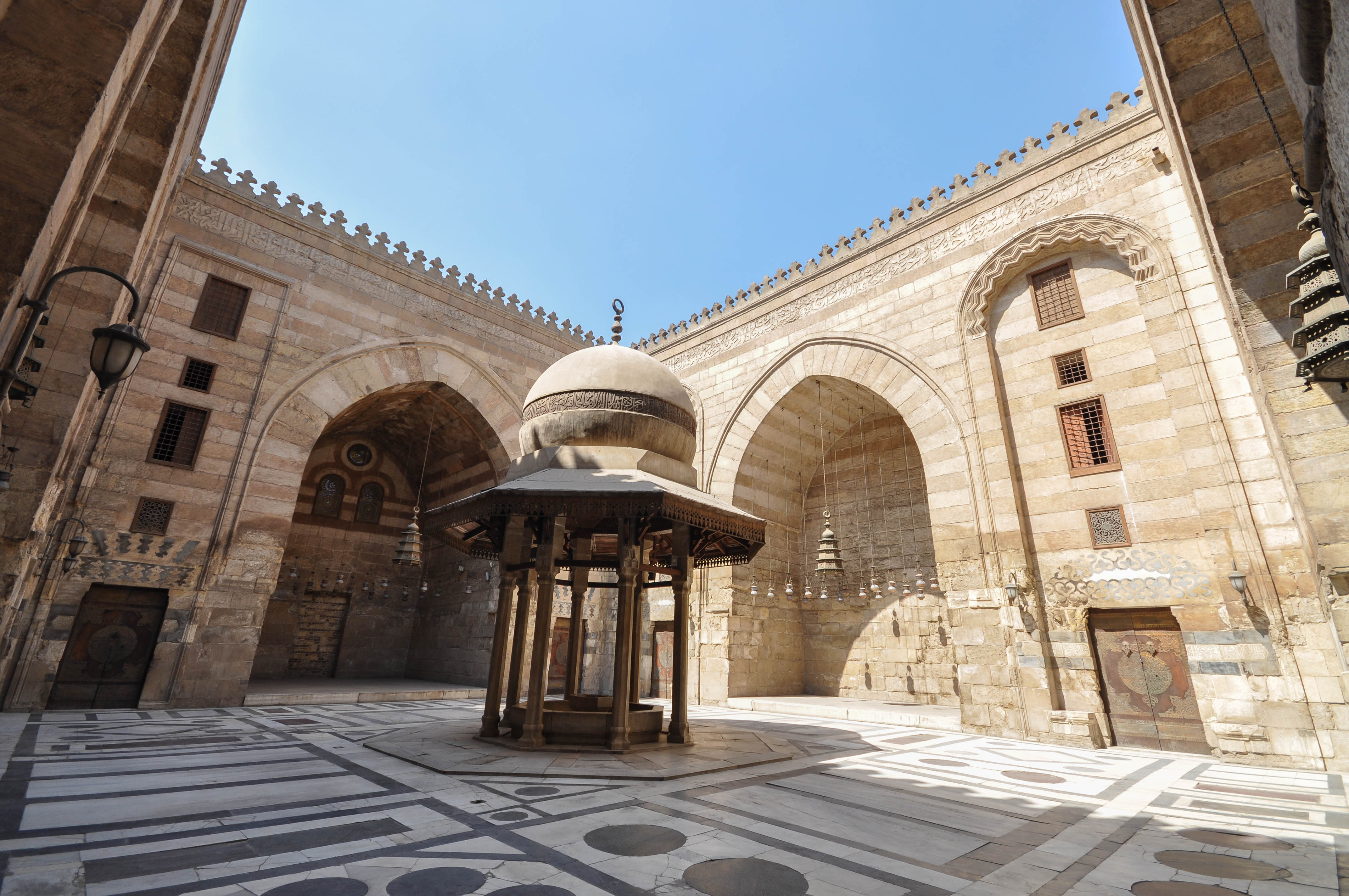
Exemplo do layout cruciforme de quatro iwanes na madraça-Mesquita do Sultão Barquq (1386).
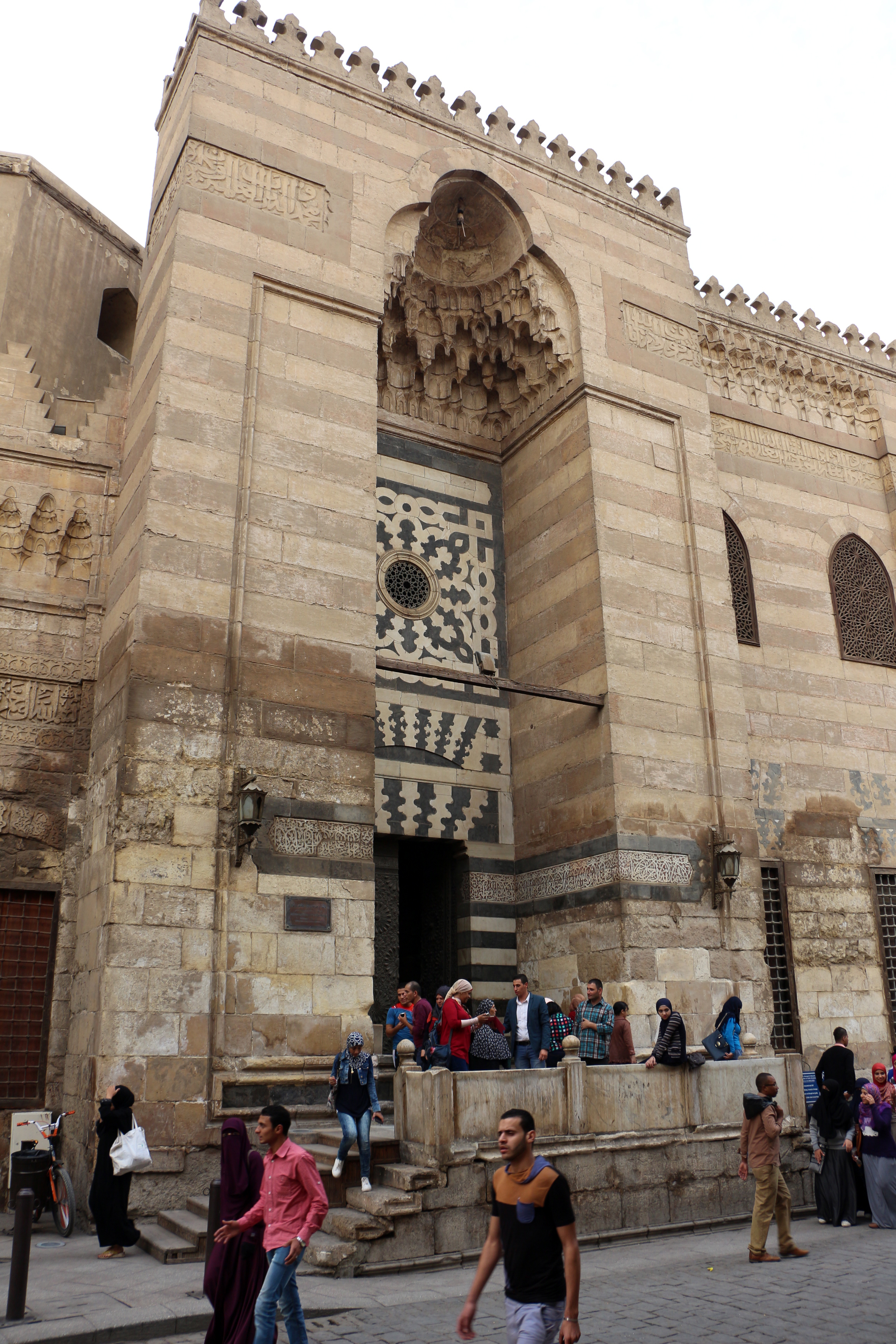
Exemplo de portal de entrada monumental na madraça-Mesquita do Sultão Barquq (1386).
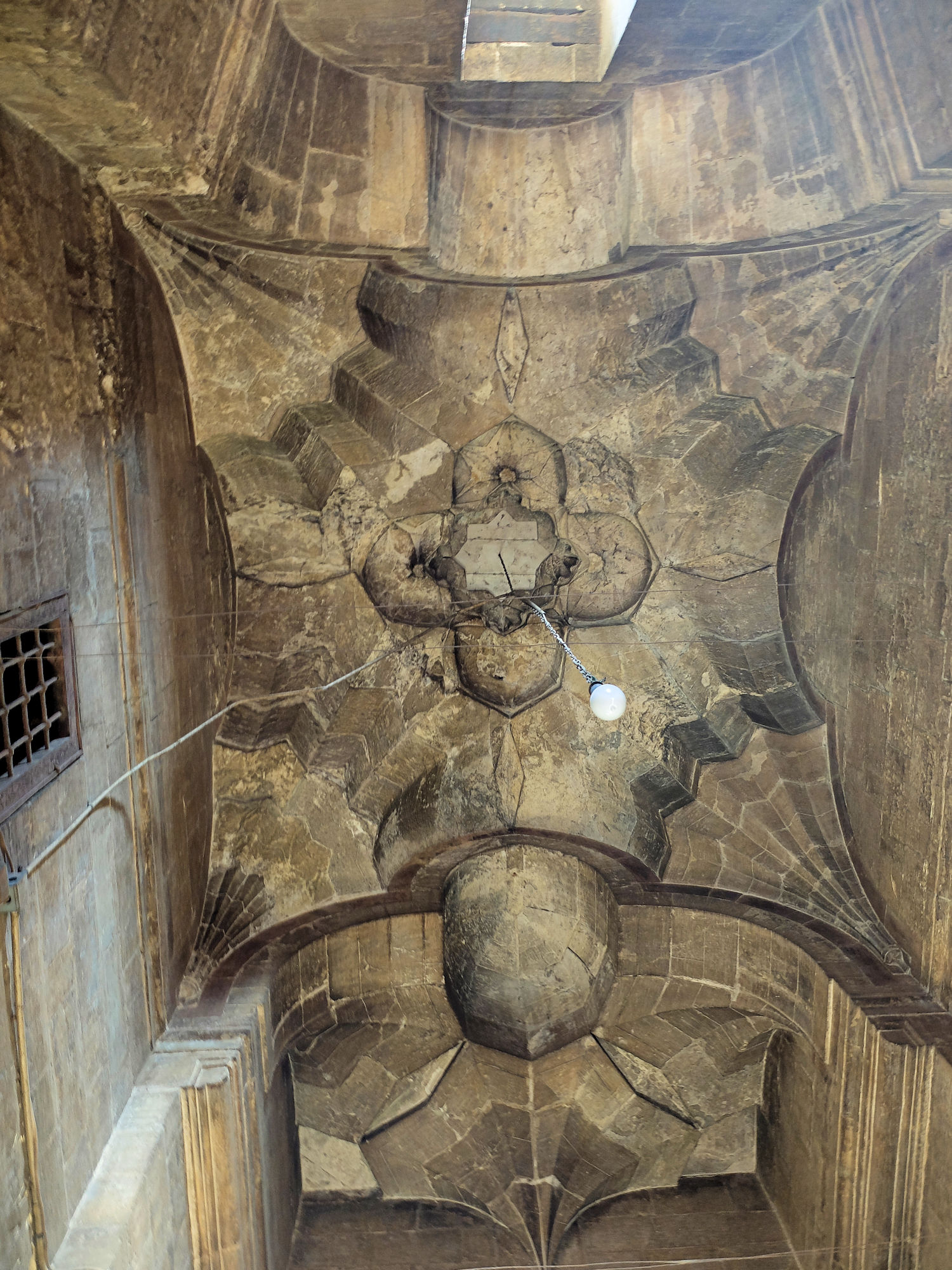
Exemplo mais antigo de abóbada de virilha ornamentada, no vestíbulo da Madraça de Uljay al-Yusufi (1373).

### Decoração
A decoração dos monumentos também se tornou mais elaborada com o avanço do período mameluco. No período mameluco Bahri, o estuque esculpido foi amplamente usado em interiores e no exterior de cúpulas de tijolos e minaretes. Os mosaicos de vidro, embora presentes nos primeiros monumentos mamelucos, foram descontinuados no final do período bahri. A alvenaria Ablaq (alvenaria com camadas alternadas de pedra colorida) também era comumente usada e está registrada em alguns dos primeiros monumentos de Baybars, como o Qasr Ablaq (Palácio Ablaq) que ele construiu para si mesmo em Damasco (não mais existente). Parte da decoração em estuque dos primeiros monumentos parece ter sido influenciada pela decoração em estuque de outras regiões e pode ter envolvido artesãos recrutados ou importados dessas regiões. O fino mihrab de estuque da Madraça de Anácer Maomé, por exemplo, se assemelha ao trabalho de estuque iraniano contemporâneo sob o Ilcanato em centros artísticos como Tabriz. O rico trabalho em estuque no minarete do mesmo edifício, por outro lado, parece incluir artesanato andaluz ou magrebino juntamente com motivos fatímidas locais.

Decoração em estuque
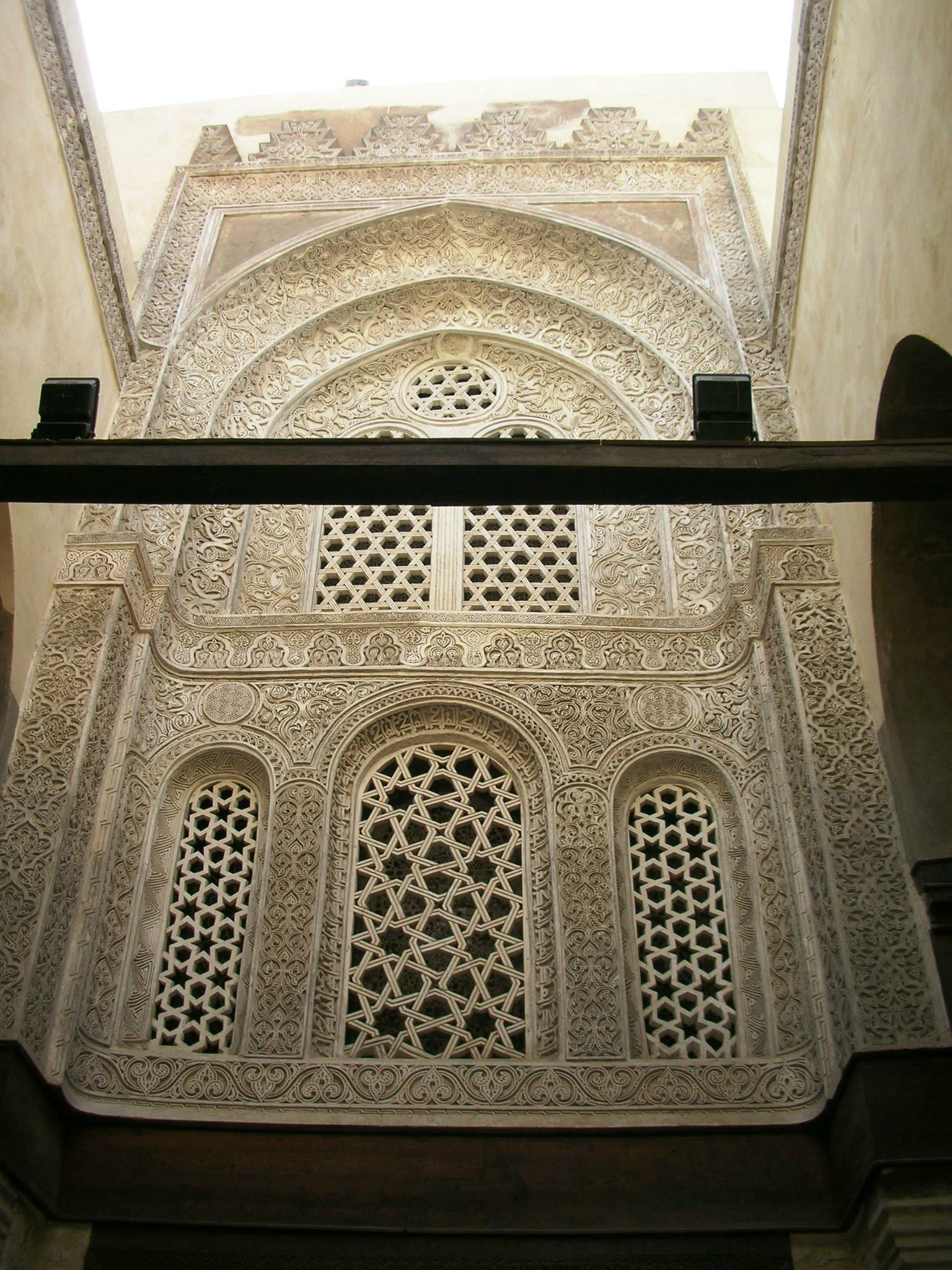
Decoração em estuque no antigo vestíbulo do Mausoléu do sultão Calavuno (1285).
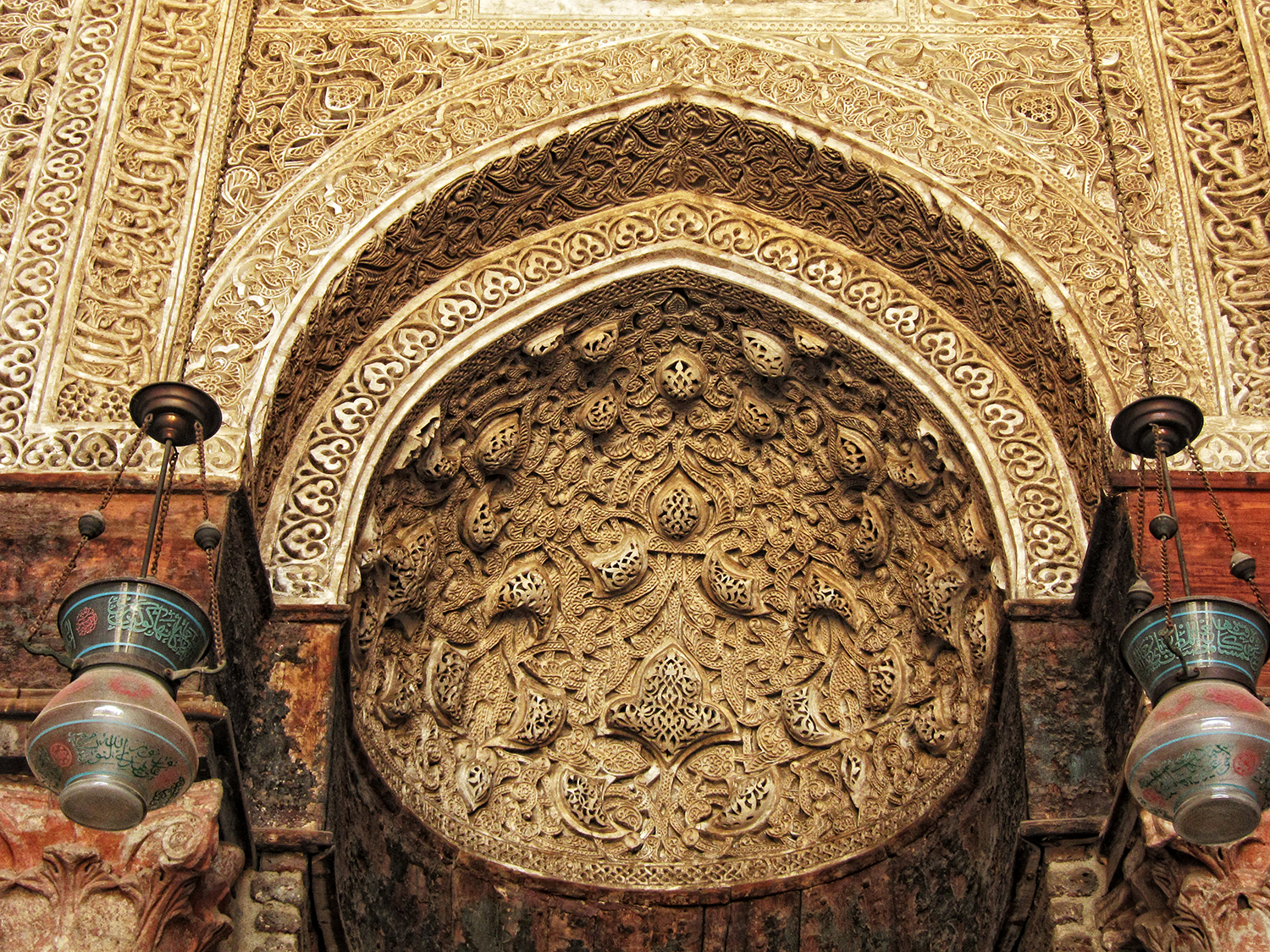
Mihrab esculpido em estuque na Madraça de Anácer Maomé (1304).
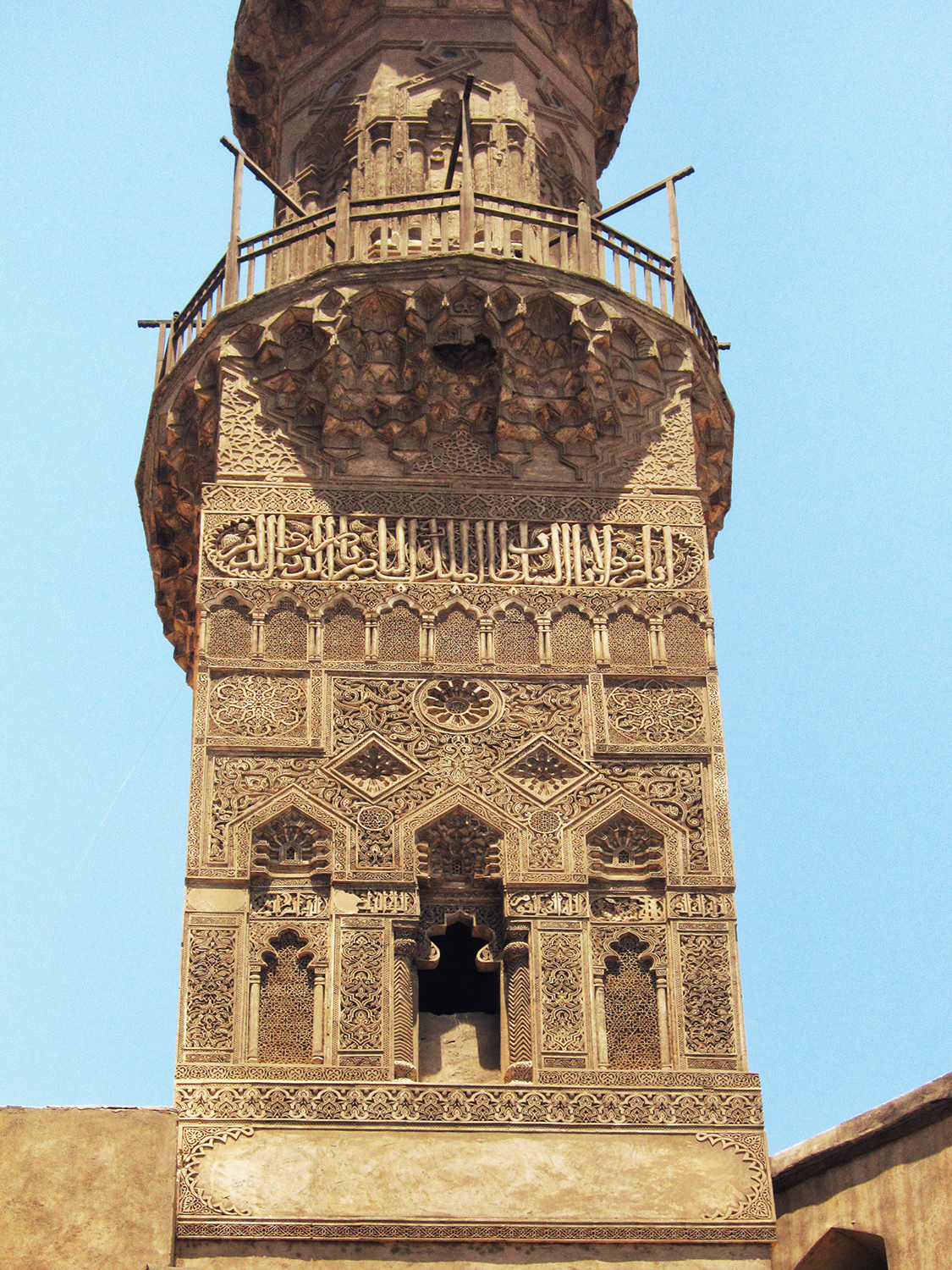
Decoração em estuque no minarete da Madraça de Anácer Maomé (1304).
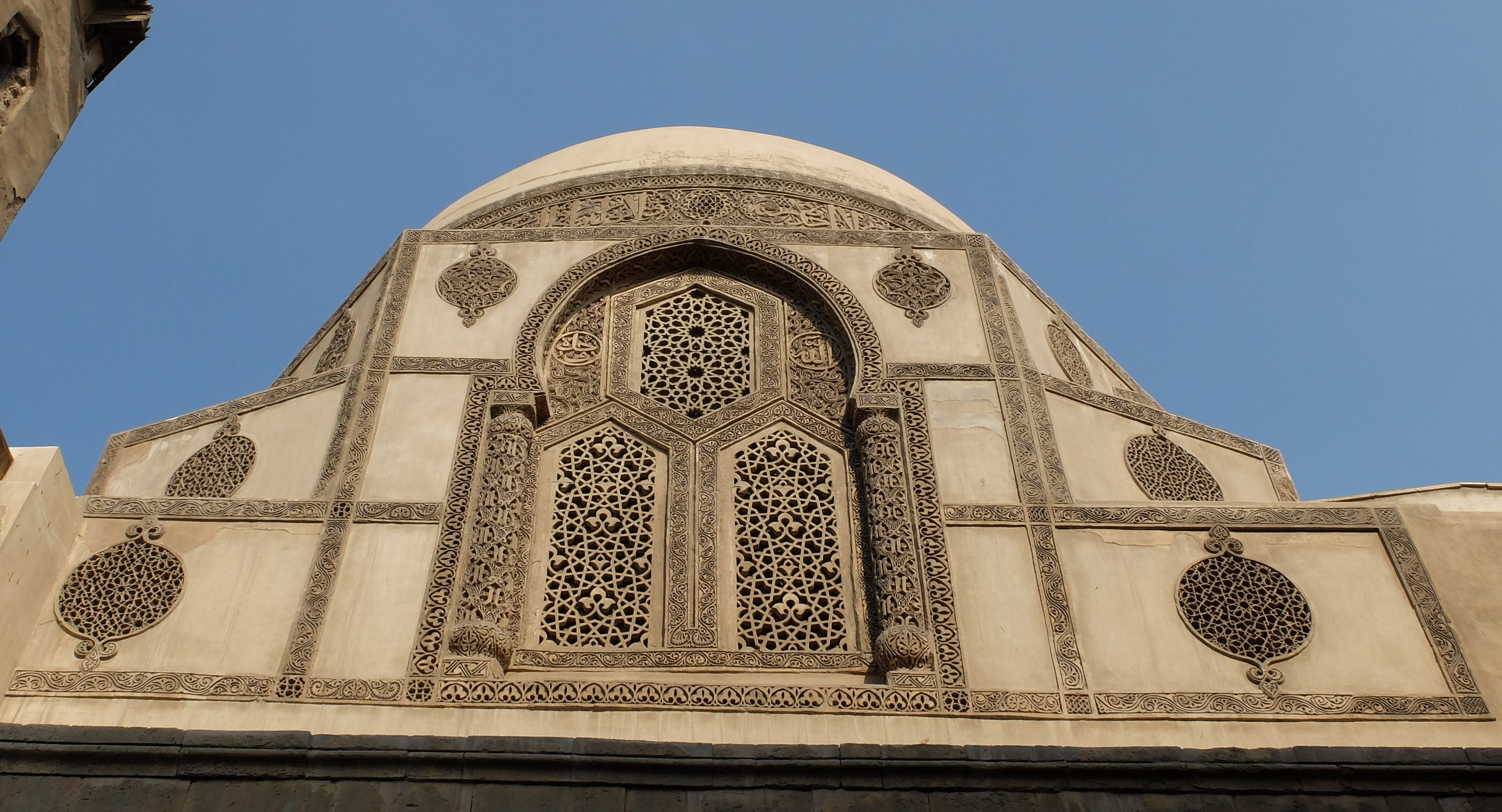
Decoração em estuque ao redor da cúpula da Madraça de Suncur Sade (por volta de 1321).
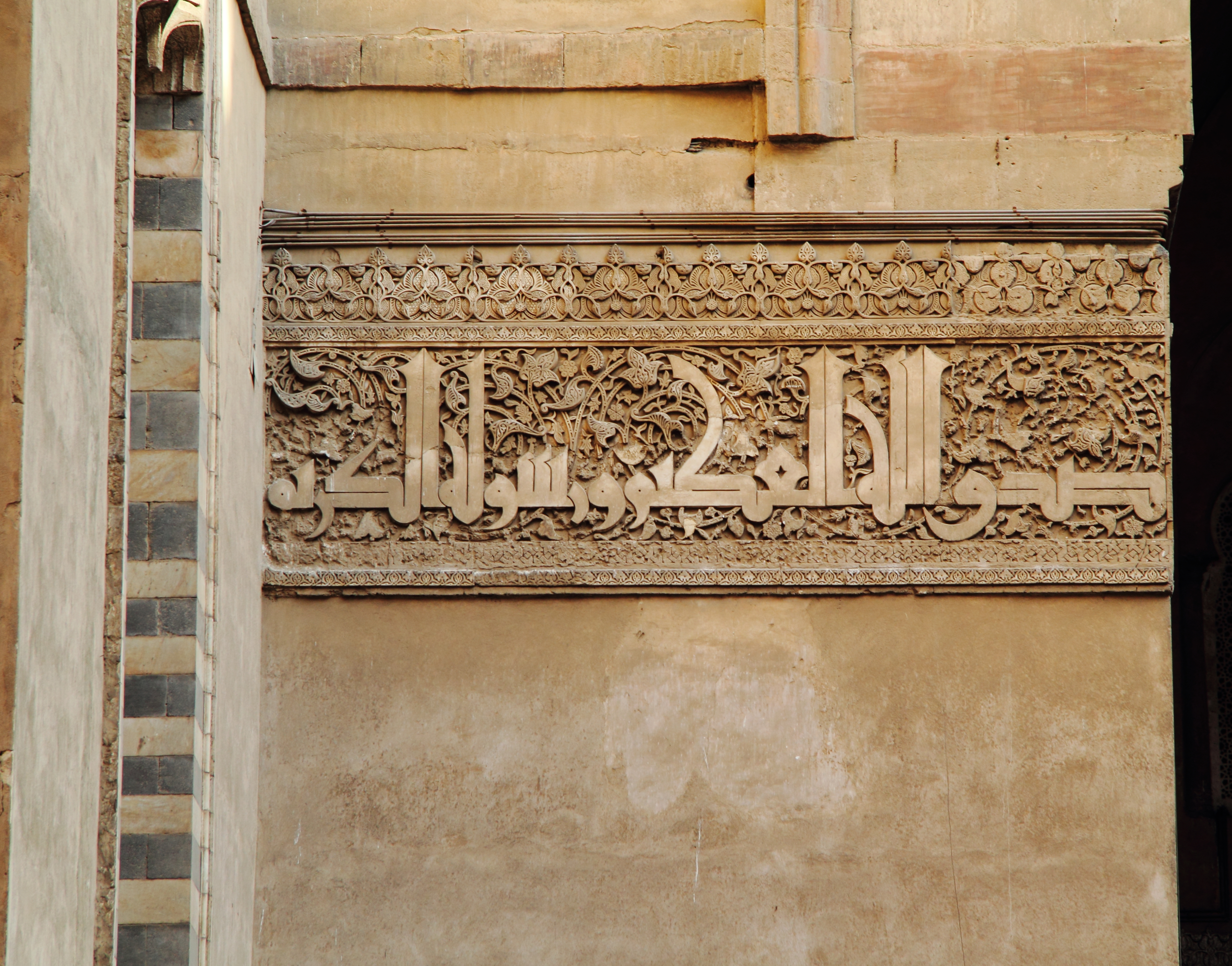
Inscrição em árabe cúfico esculpida em estuque, Mesquita-Madraça do Sultão Haçane (1356-1361).

Com o passar do tempo, especialmente quando a construção em pedra substituiu o tijolo, o entalhe em pedra e os mosaicos ou painéis de mármore colorido se tornaram os métodos decorativos dominantes. e foram usados nas paredes e no pavimento dos pisos. As influências da região da Síria e possivelmente até de Veneza eram evidentes nessas tendências. Os motivos em si incluem padrões geométricos e arabescos vegetais, juntamente com faixas e painéis de caligrafia em cúfico florido, cúfico quadrado e escrita Thuluth. Nas estruturas religiosas, o mihrab (um nicho côncavo na parede que simboliza a direção da oração) era frequentemente o foco da decoração interna. A "concha" (parte côncava) do nicho do mihrab era frequentemente decorado com um motivo radiante do "nascer do sol". O "brasão" do fundador às vezes era incluído em locais variados na decoração, mas essa não era uma característica constante de todos os edifícios. O brasão mameluco era geralmente um círculo que continha uma representação caligráfica do nome e do título do sultão.

Decoração em pedra e mármore
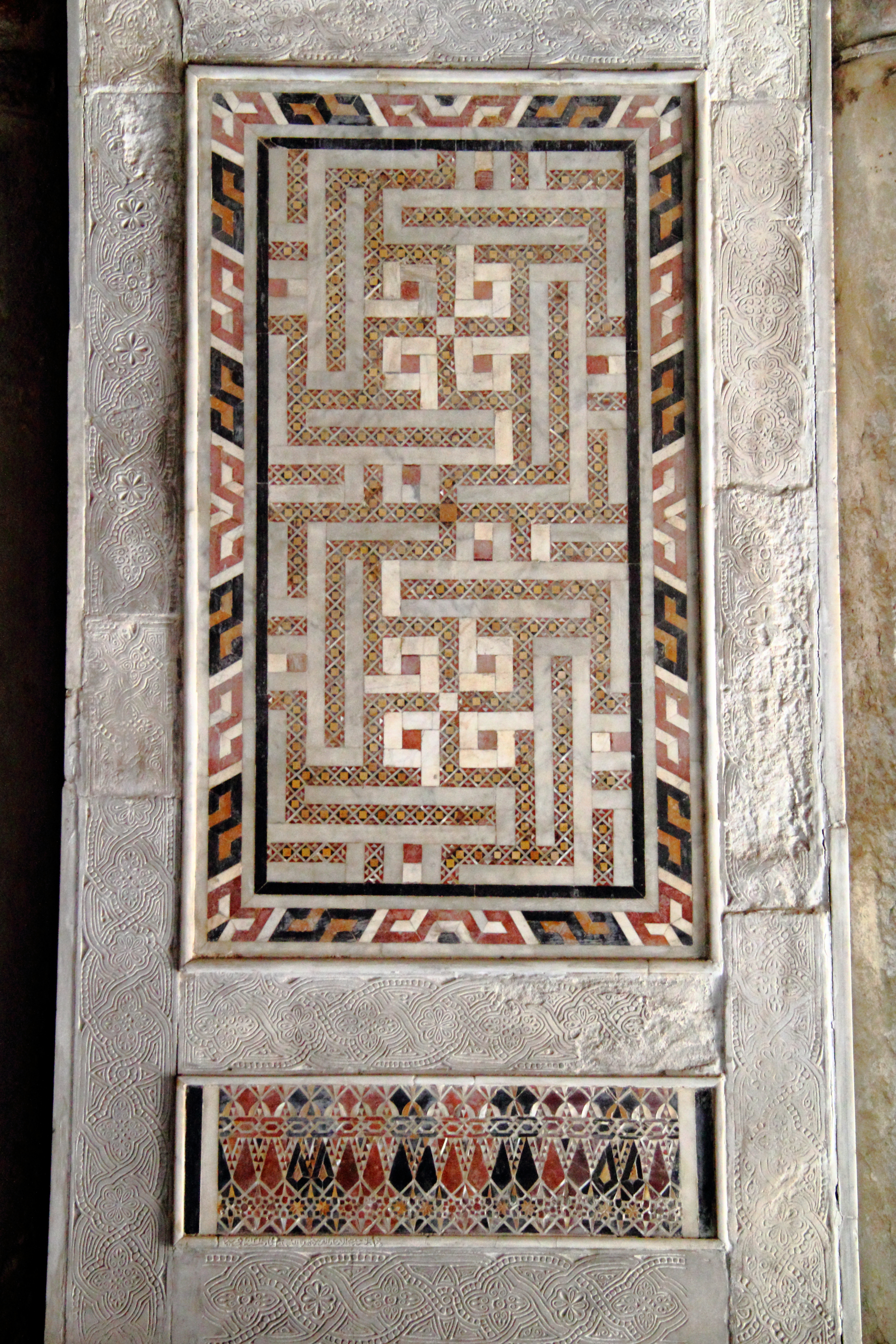
Pedra com decoração em mosaico incrustada no Mausoléu do sultão Calavuno (1285), incluindo motivos cúficos quadrados.
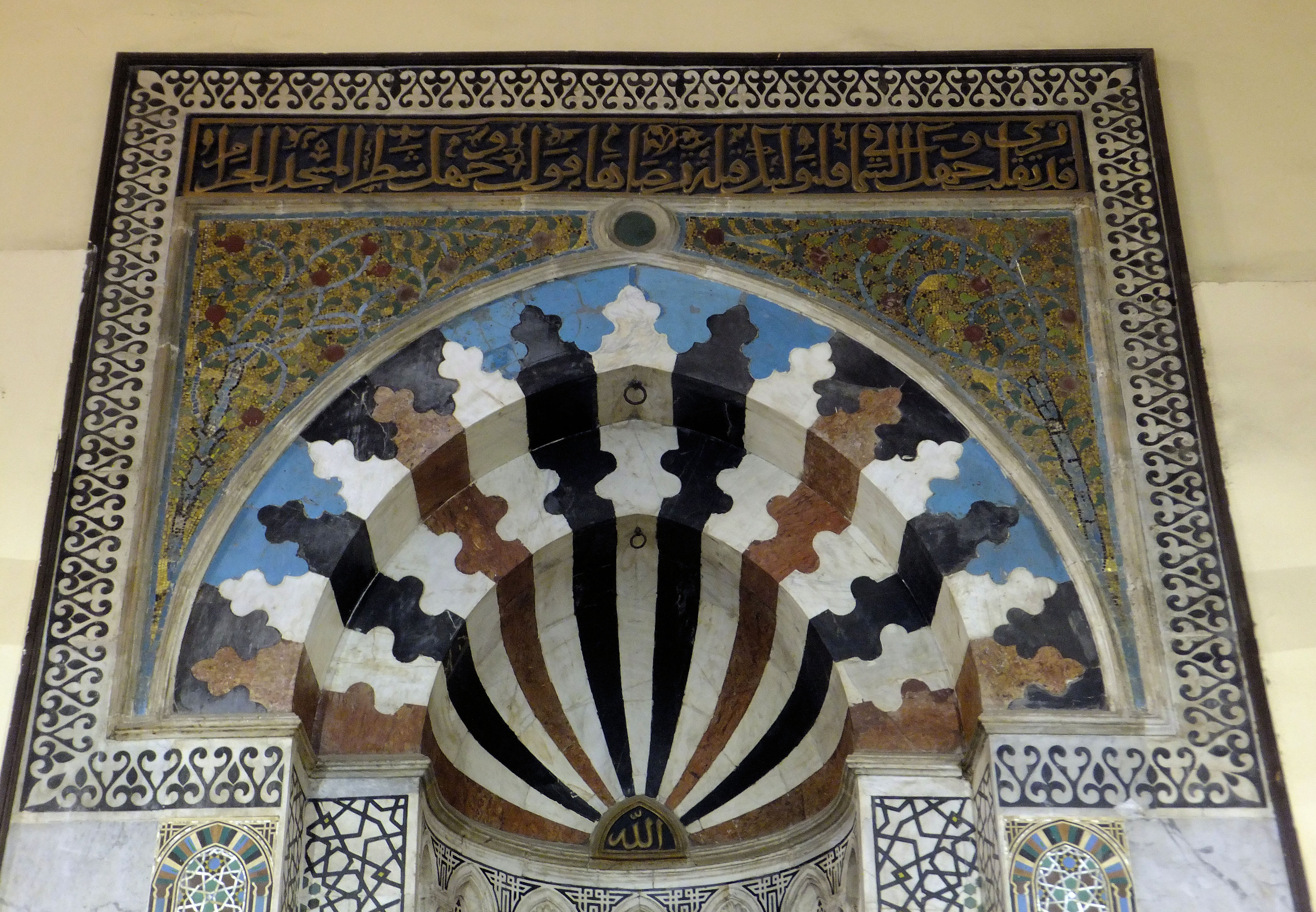
Mihrab com motivo central do "nascer do sol" e mosaicos de vidro nos tímpanos acima, na Madraça Taibarcia (1304) na Mesquita de Al-Azhar.
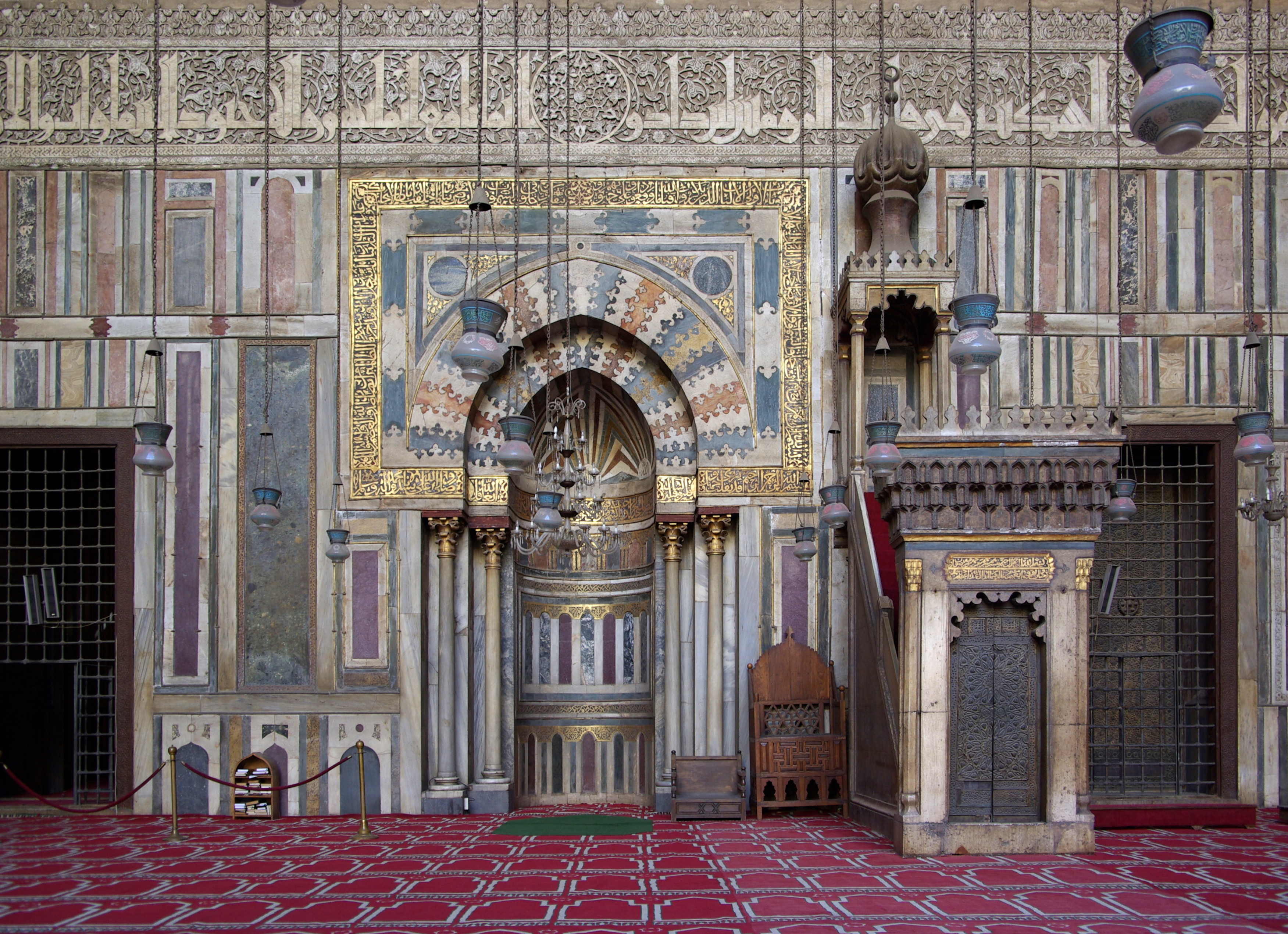
Mihrab e parede de mármore e painéis de pedra da Mesquita-Madraça do Sultão Haçane (1356-1361).
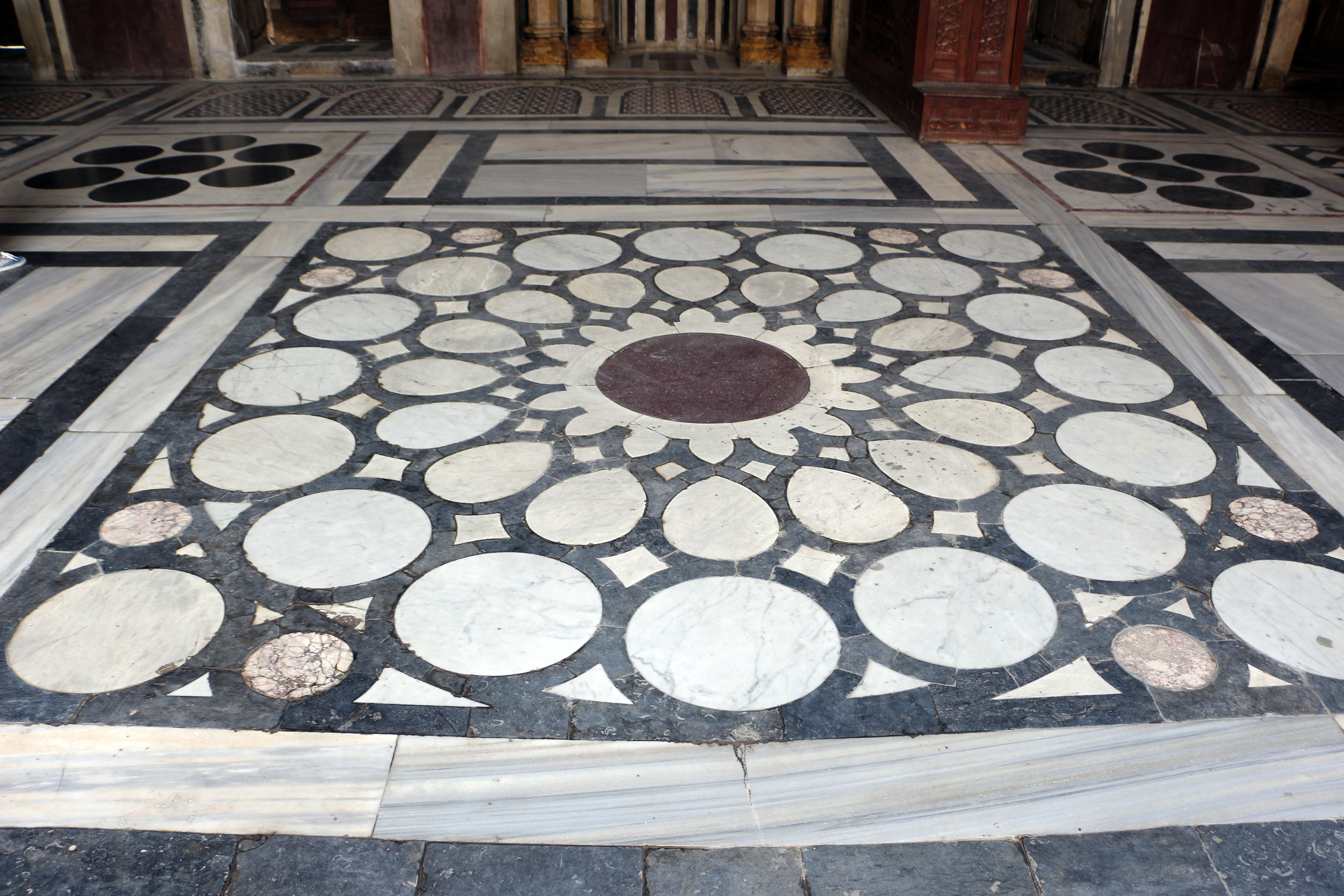
Exemplo de pavimento de mosaico de mármore na Madraça do Sultão Barquq (1386).
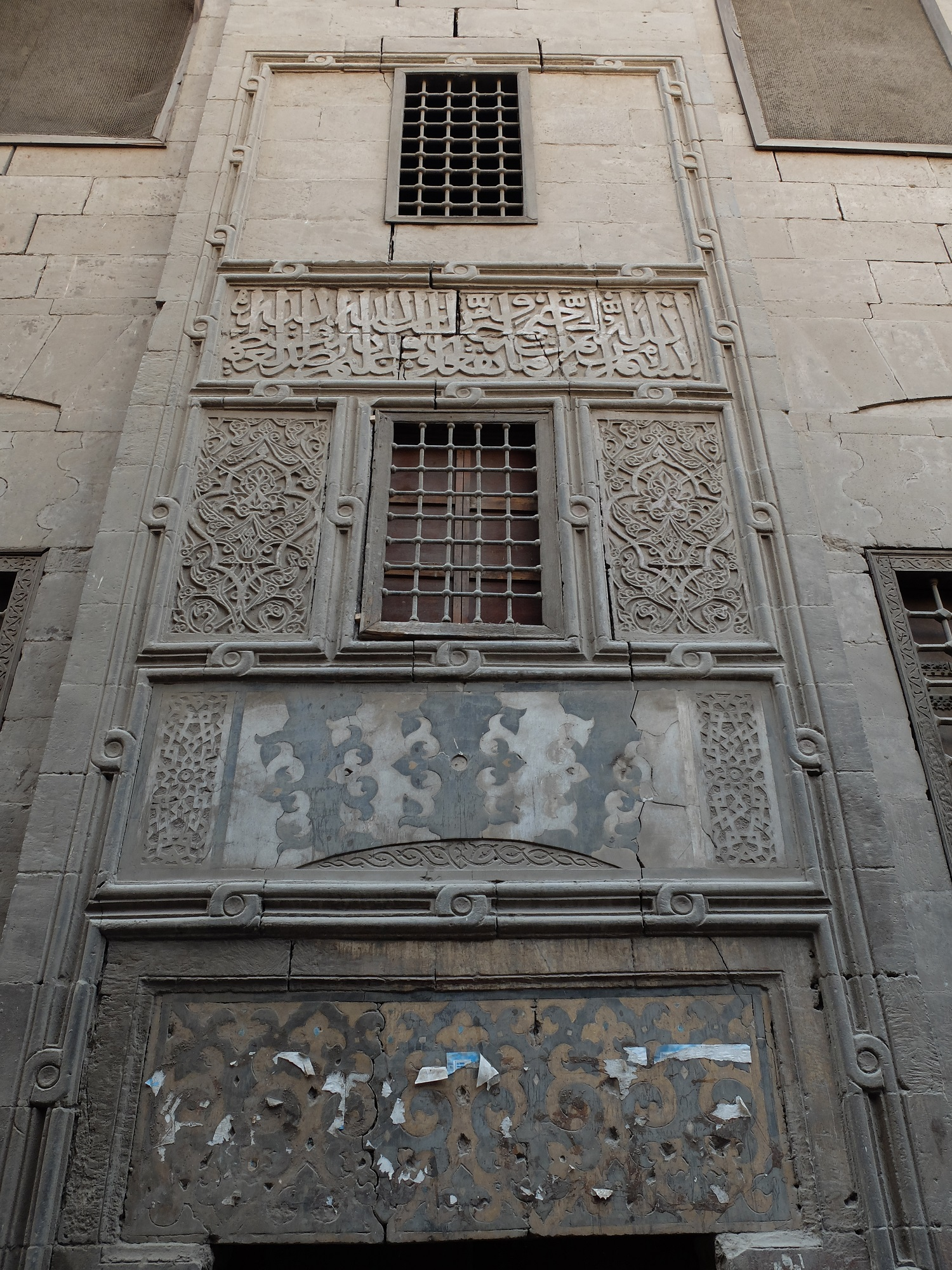
Decoração em mosaico esculpido em pedra e mármore acima de uma entrada da Mesquita de Quijmas Alixari (1481).
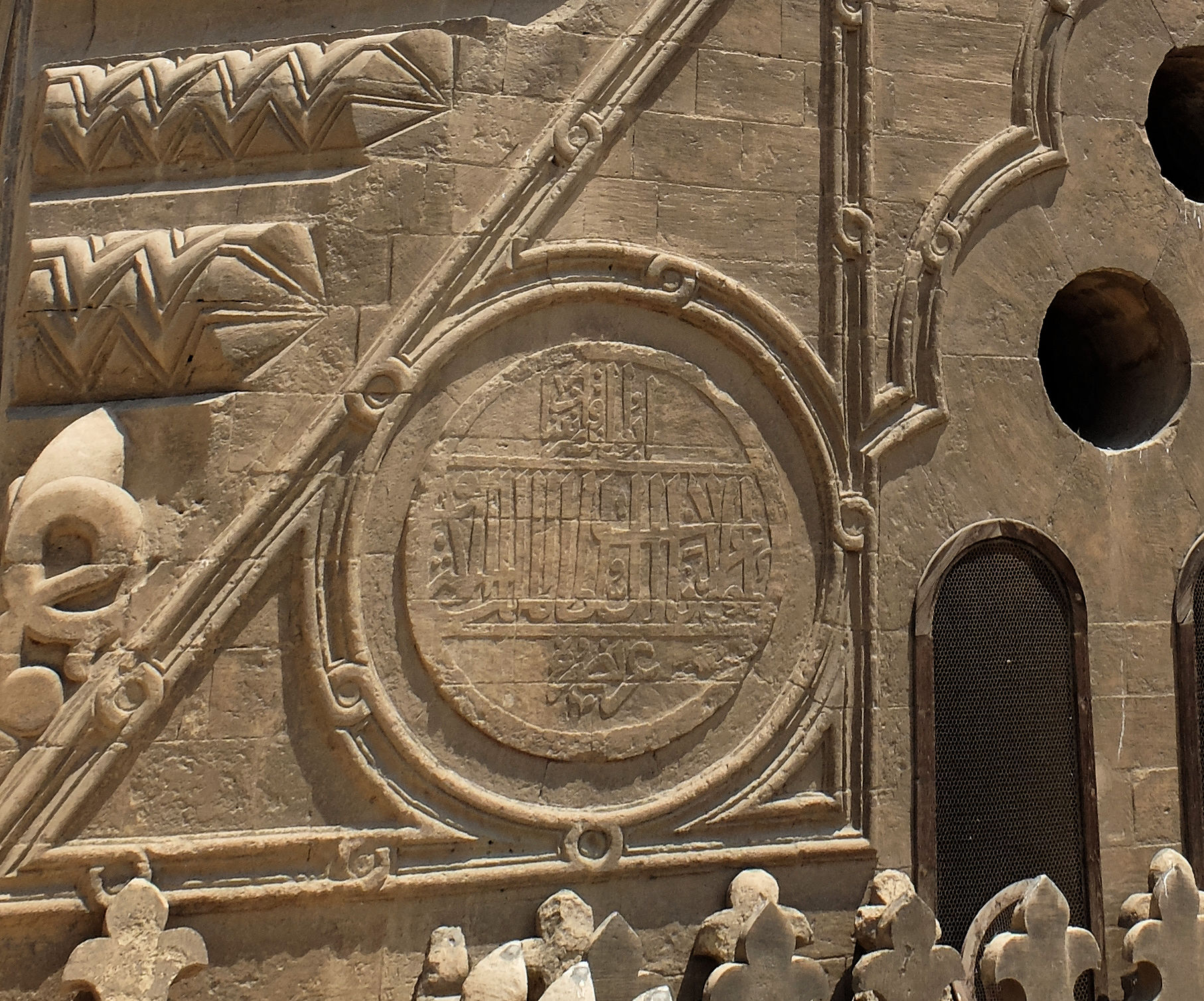
Brasão de Qaytbay esculpido no tambor da cúpula de seu mausoléu (c. 1474).
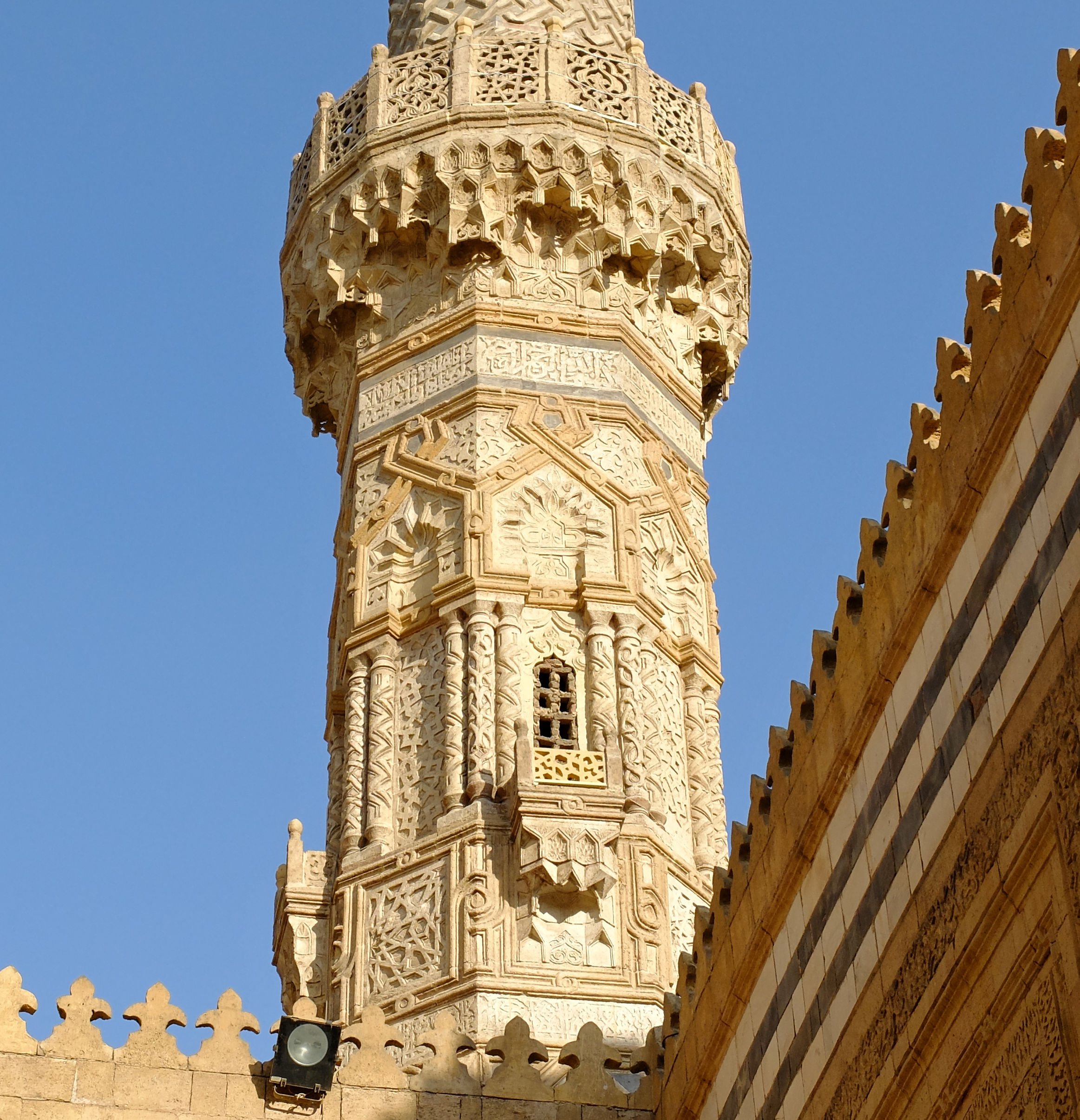
Escultura em pedra no minarete de Qaytbay (1495) na Mesquita de Al-Azhar.
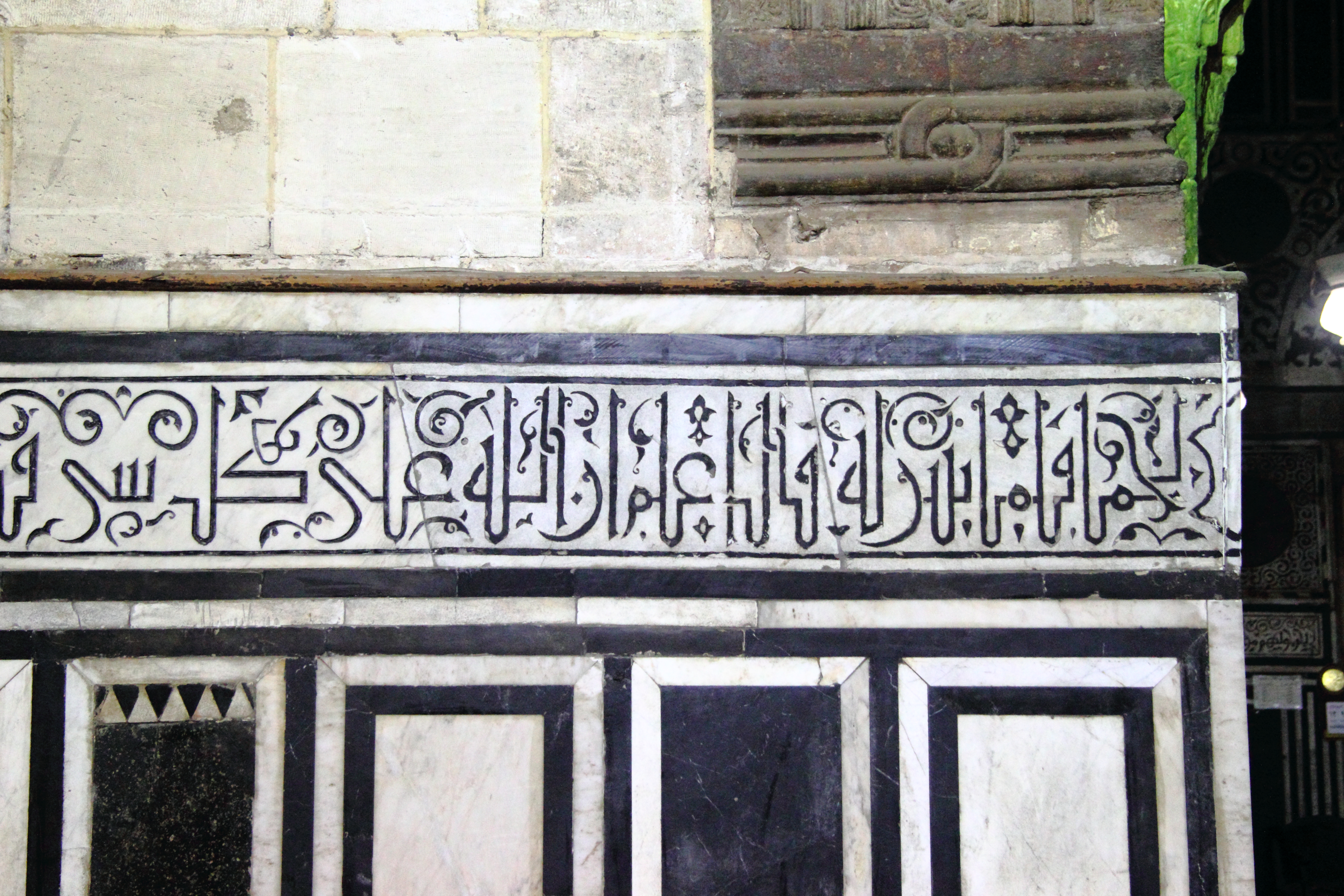
Dado caligráfico de mármore incrustado com pasta preta na Madraça-Mesquita de Alguri (1505).

A madeira foi usada durante toda a era mameluca, embora tenha se tornado mais difícil de obter no final do período. Os tetos de madeira tinham decoração pintada e dourada que se assemelhava à iluminação de livros do mesmo período. Os mimbares (púlpitos), os únicos móveis principais das mesquitas, também eram geralmente obras ornamentadas de entalhe em madeira e decoração incrustada com motivos geométricos. As portas dos monumentos religiosos eram geralmente revestidas de bronze, que também era moldado em padrões geométricos. Os exemplos mais ricos são as portas da Mesquita-Madraça do Sultão Haçane; as de sua entrada foram apropriadas e transferidas para a mesquita de al-Mu'ayyad posteriormente, mas as portas do mausoléu, que também são incrustadas com padrões florais em prata e ouro, permanecem em seu lugar original.

Decoração em madeira e metal
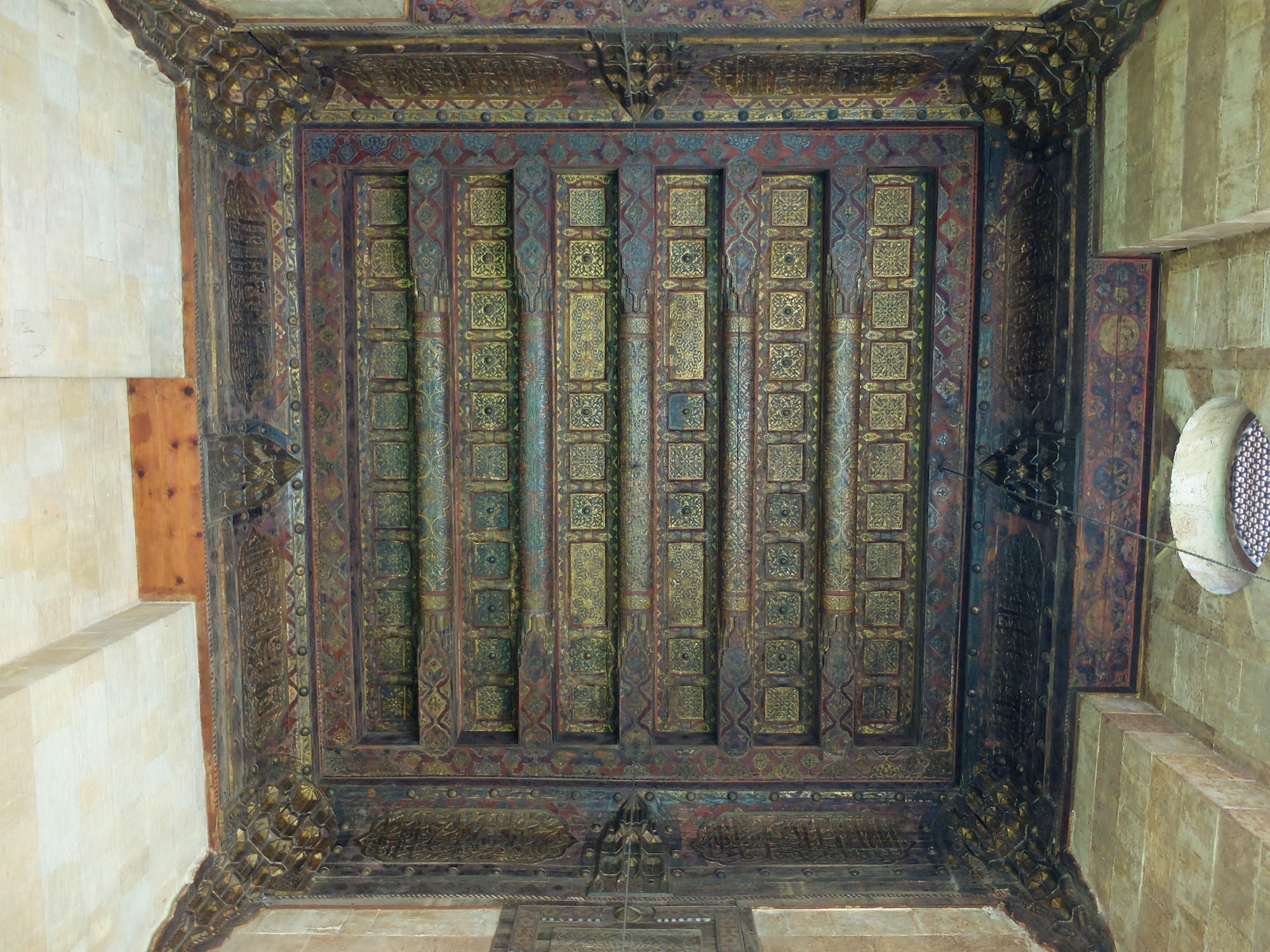
Teto de madeira pintado e dourado no Sabil-Kuttab do Sultão Qaytbay (1479).
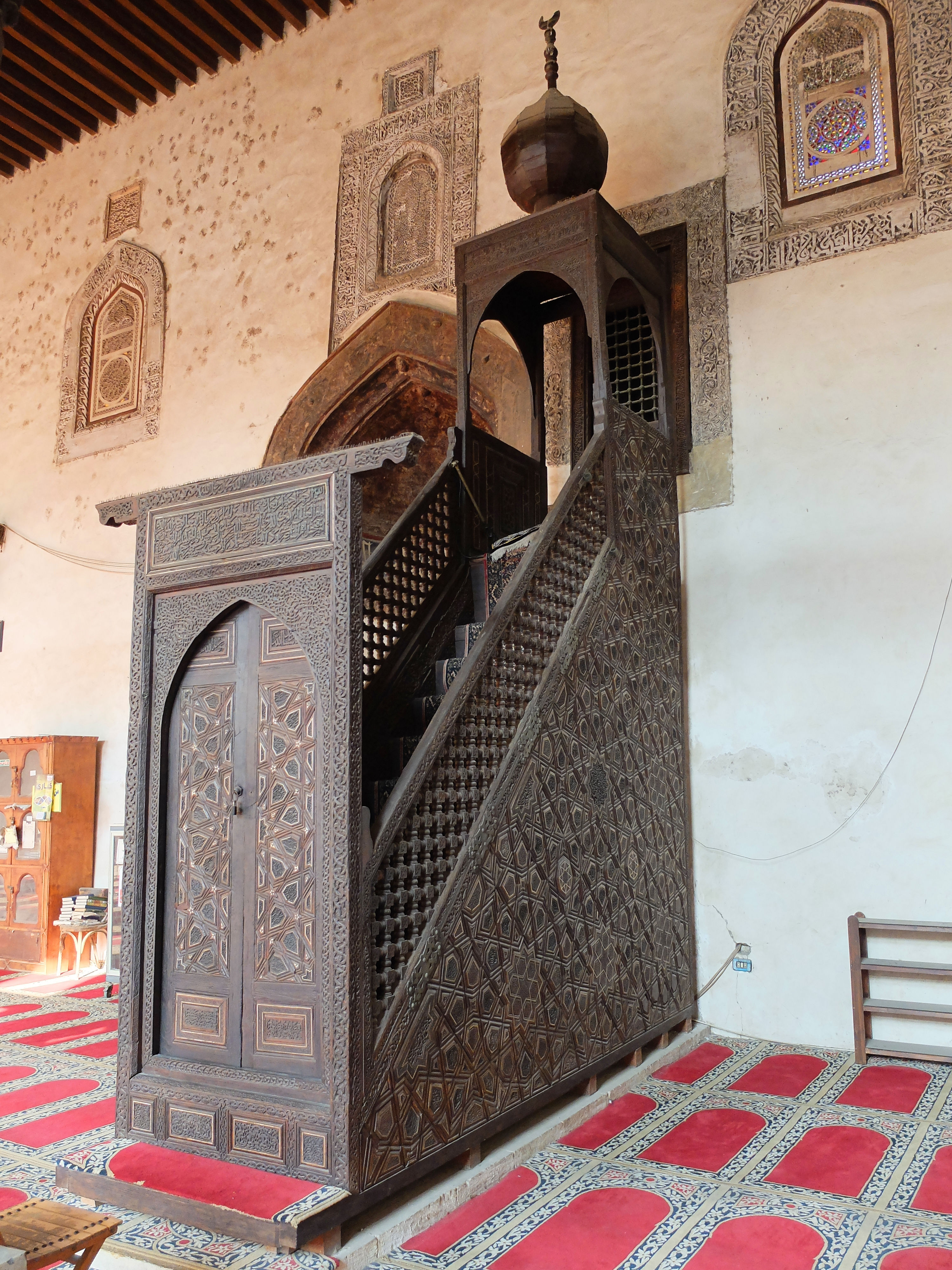
Mimbar de madeira presenteado à Mesquita de al-Salih Talai por Baktimur al-Jugandar por volta de 1300; um dos mais antigos mimbares mamelucos sobreviventes.
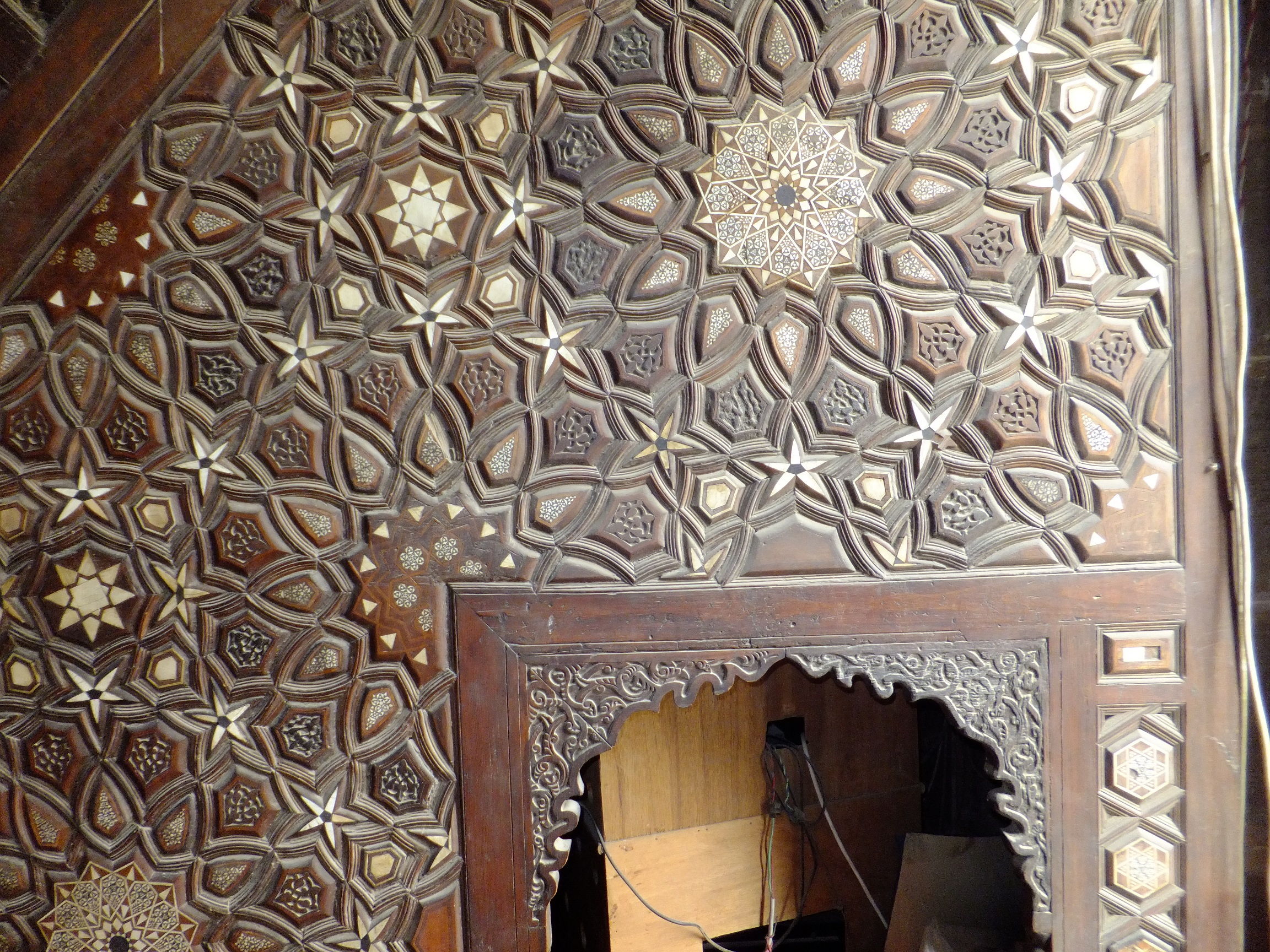
Detalhes sobre o mimbar de madeira de al-Ghamri (por volta de 1451).
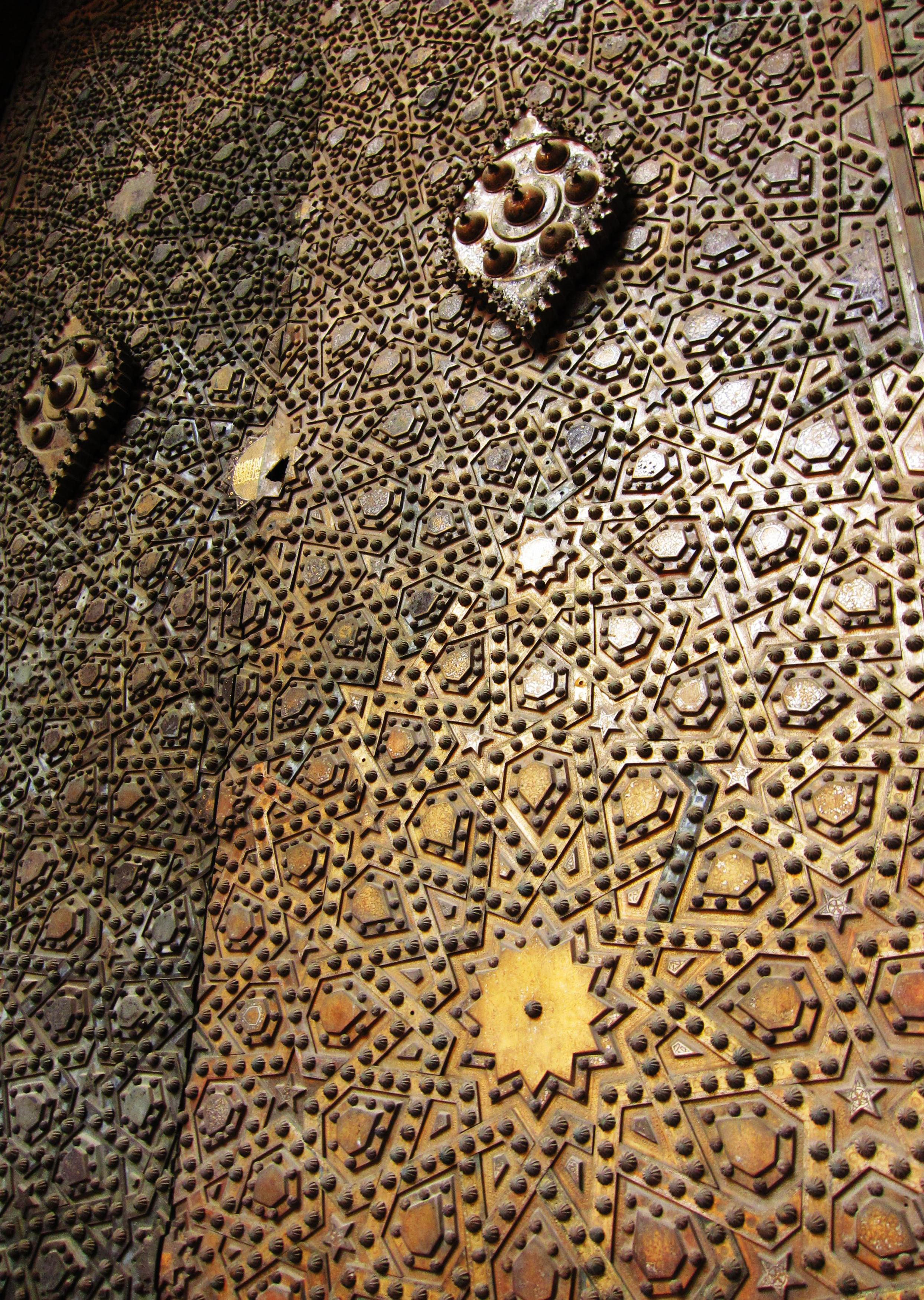
As portas de bronze e prata incrustadas do Mausoléu do Sultão Haçane (meados do século XIV).
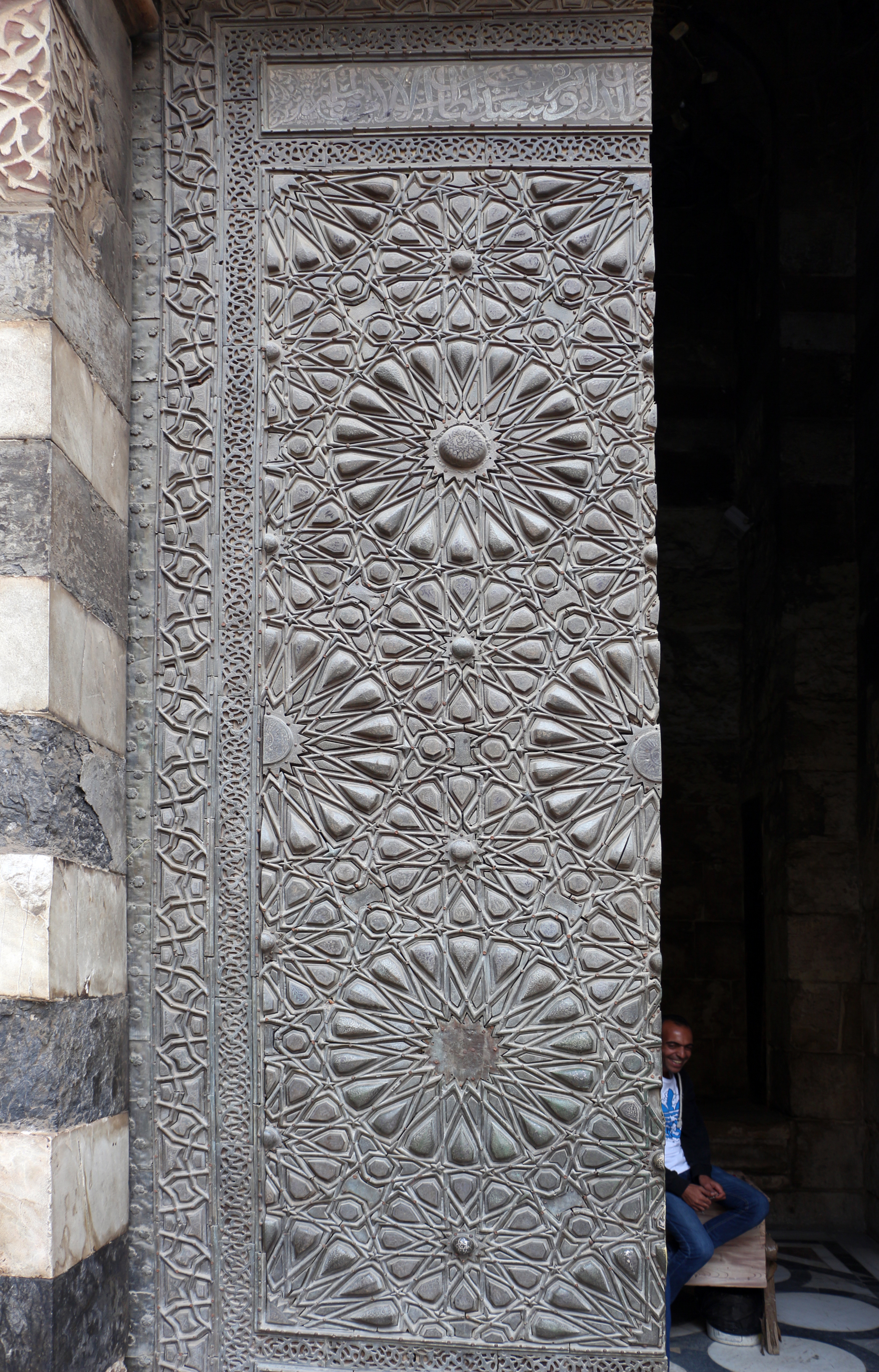
Decoração com revestimento de bronze nas portas da Madraça-Mesquita do Sultão Barquq (1384).

### Minaretes
Os minaretes mamelucos tornaram-se muito ornamentados e geralmente consistiam em três camadas separadas por varandas, sendo que cada camada tinha um design diferente das outras, uma característica que geralmente era exclusiva do Cairo. Os primeiros minaretes Bahri foram construídos com mais frequência em tijolos, mas alguns, como os minaretes do Complexo de Calavuno e da Mesquita de Anácer Maomé, foram construídos em pedra. A partir da década de 1340, os minaretes de pedra se tornaram mais comuns e, por fim, se tornaram o padrão. Nas construções mamelucas, os pedreiros que construíam os minaretes eram, pelo menos em alguns casos, diferentes dos pedreiros que construíam o restante do edifício, conforme evidenciado pelas assinaturas dos pedreiros em determinados monumentos. Como resultado, os construtores de minaretes provavelmente eram especializados nessa tarefa e podiam fazer experimentos por conta própria mais do que os construtores da estrutura principal.
Os minaretes do período aiúbida inicialmente continuaram a tendência dos minaretes fatímidas e aiúbidas anteriores, com hastes quadradas que terminavam em uma estrutura de lanterna - conhecida como mabkhara ("queimador de incenso") - encimada por uma cúpula canelada. Isso é evidente no grande minarete do complexo de Calavuno (1285), embora o topo desse minarete tenha sido reconstruído mais tarde e não preserve mais seu cume. Os minaretes do Mausoléu de Salar e Sanjar Aljauli (1303) e da Madraça de Suncur Sade (por volta de 1315) estão mais bem preservados e têm um estilo semelhante, exceto pelo fato de que sua forma é mais esbelta e o eixo da segunda camada é octogonal, prefigurando mudanças posteriores. O minarete da Mesquita Amaridani (por volta de 1340) é o primeiro a ter uma haste totalmente octogonal e o primeiro a terminar com uma estrutura de lanterna estreita composta por oito colunas delgadas encimadas por um remate de pedra bulbosa. Esse estilo de minarete mais tarde se tornou a forma padrão básica de minaretes, enquanto o minarete no estilo mabkhara desapareceu na segunda metade do século XIV.

Mais tarde, os minaretes mamelucos do período Burji tinham, em geral, uma haste octogonal para o primeiro nível, uma haste redonda no segundo e uma estrutura de lanterna com um remate no terceiro nível. A decoração esculpida em pedra do minarete também se tornou muito extensa e variou de minarete para minarete. Os minaretes com hastes totalmente quadradas ou retangulares reapareceram no final do período mameluco, durante o reinado do sultão Alguri (r. 1501-1516). Durante o reinado de Alguri, as cúpulas das lanternas também foram duplicadas - como no minarete da Mesquita de Qanibay Qara ou no Minarete de Alguri na Mesquita de Alazar - ou até quadruplicadas - como no minarete original da Madraça de Alguri. Uma cúpula de lanterna dupla já havia aparecido anteriormente em um dos minaretes originais da Madraça-Mesquita do Sultão Haçane em meados do século XIV, mas não foi repetida até esse período tardio. Infelizmente, o minarete original do Sultão Haçane desmoronou no século XVII e o topo do minarete de lanterna quádrupla de Alguri desmoronou no século XIX; ambos foram reconstruídos em estilos um pouco mais simples, como aparecem hoje.

Minaretes mamelucos
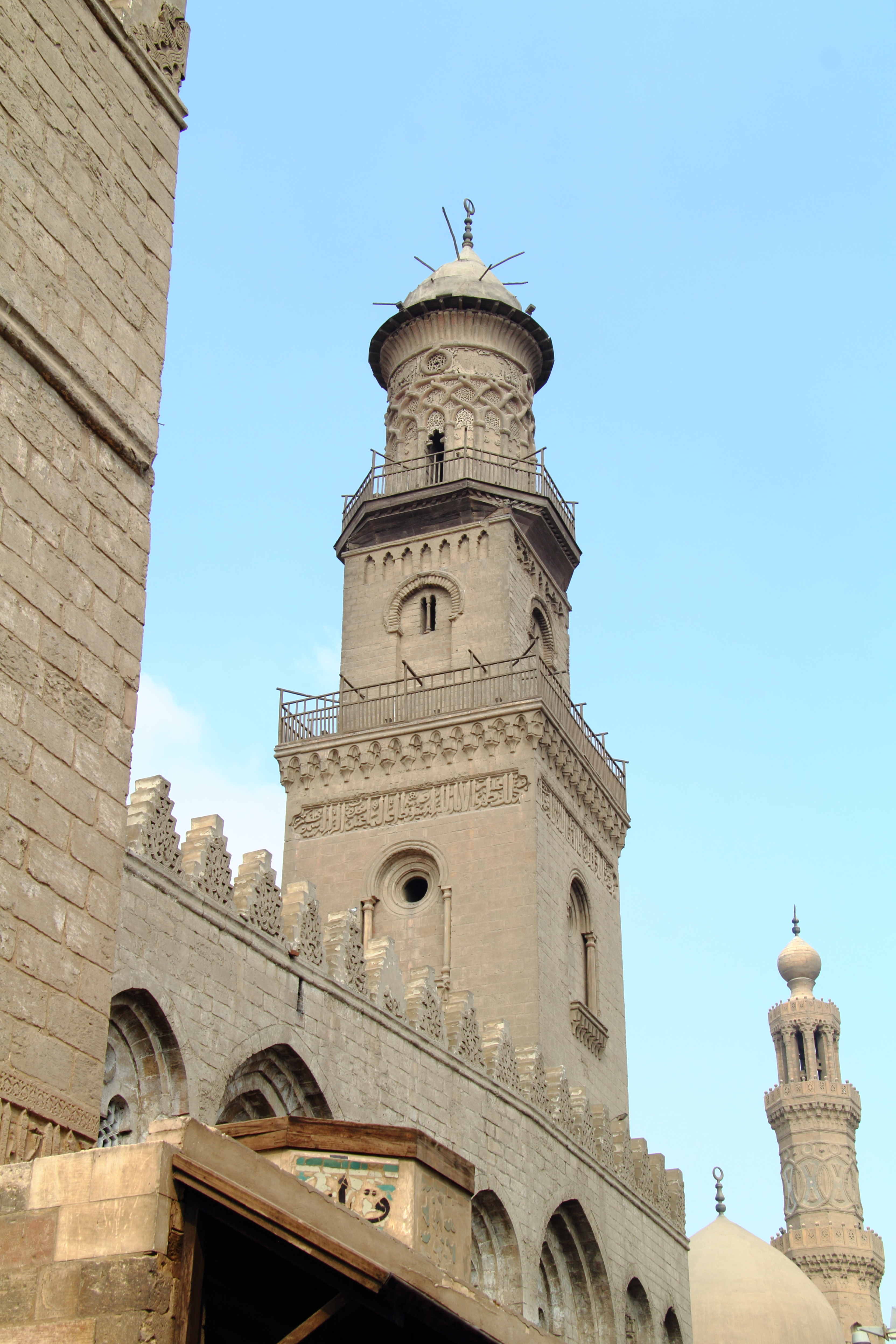
O minarete do Complexo do sultão Calavuno, originalmente construído em 1285. O terceiro nível foi reconstruído em tijolos por seu filho em 1303. A tampa cônica é de reparos otomanos séculos depois.
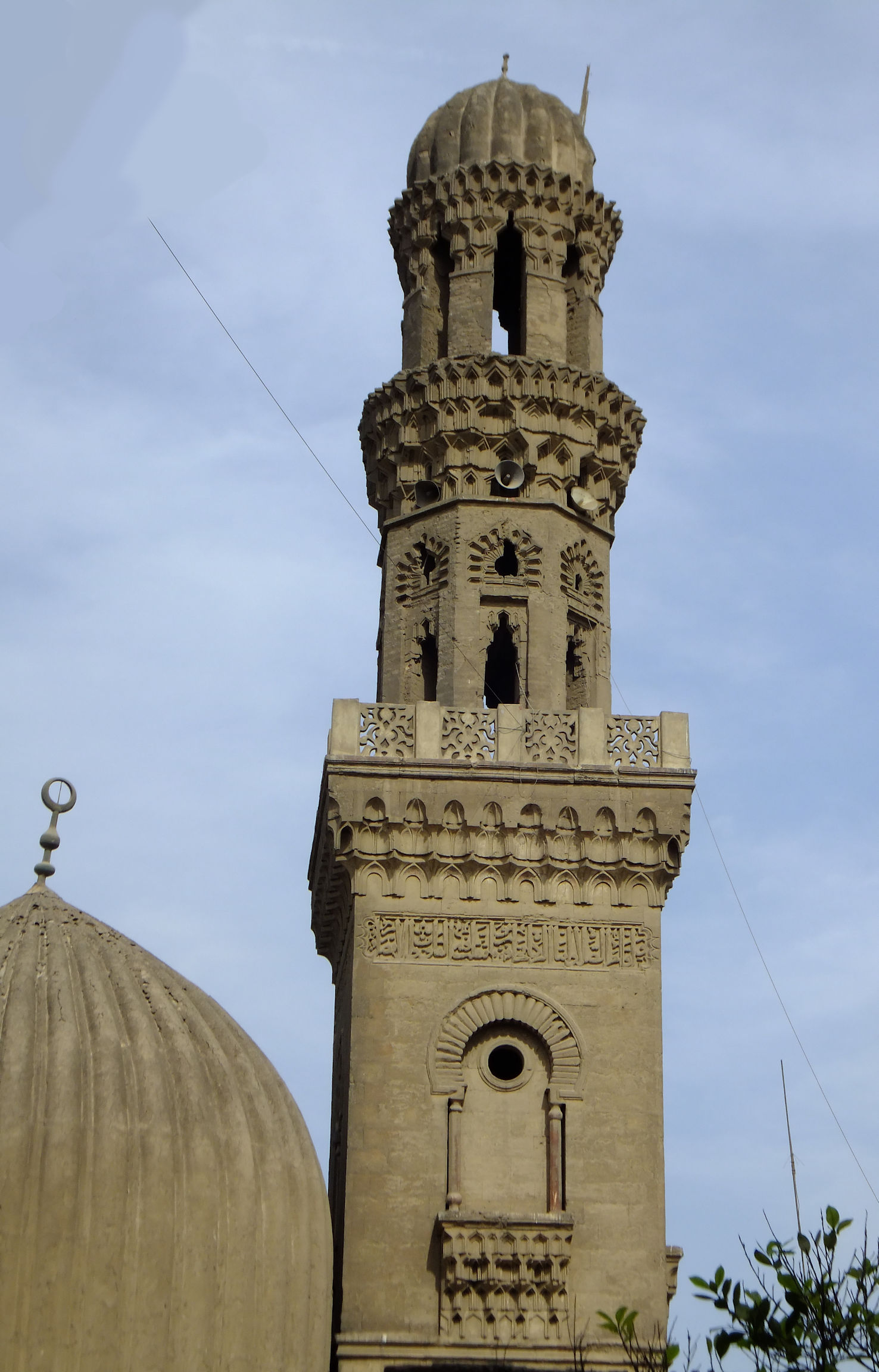
Minarete do Mausoléu de Salar e Sanjar (1303), com um exemplo de cume em estilo mabkhara.
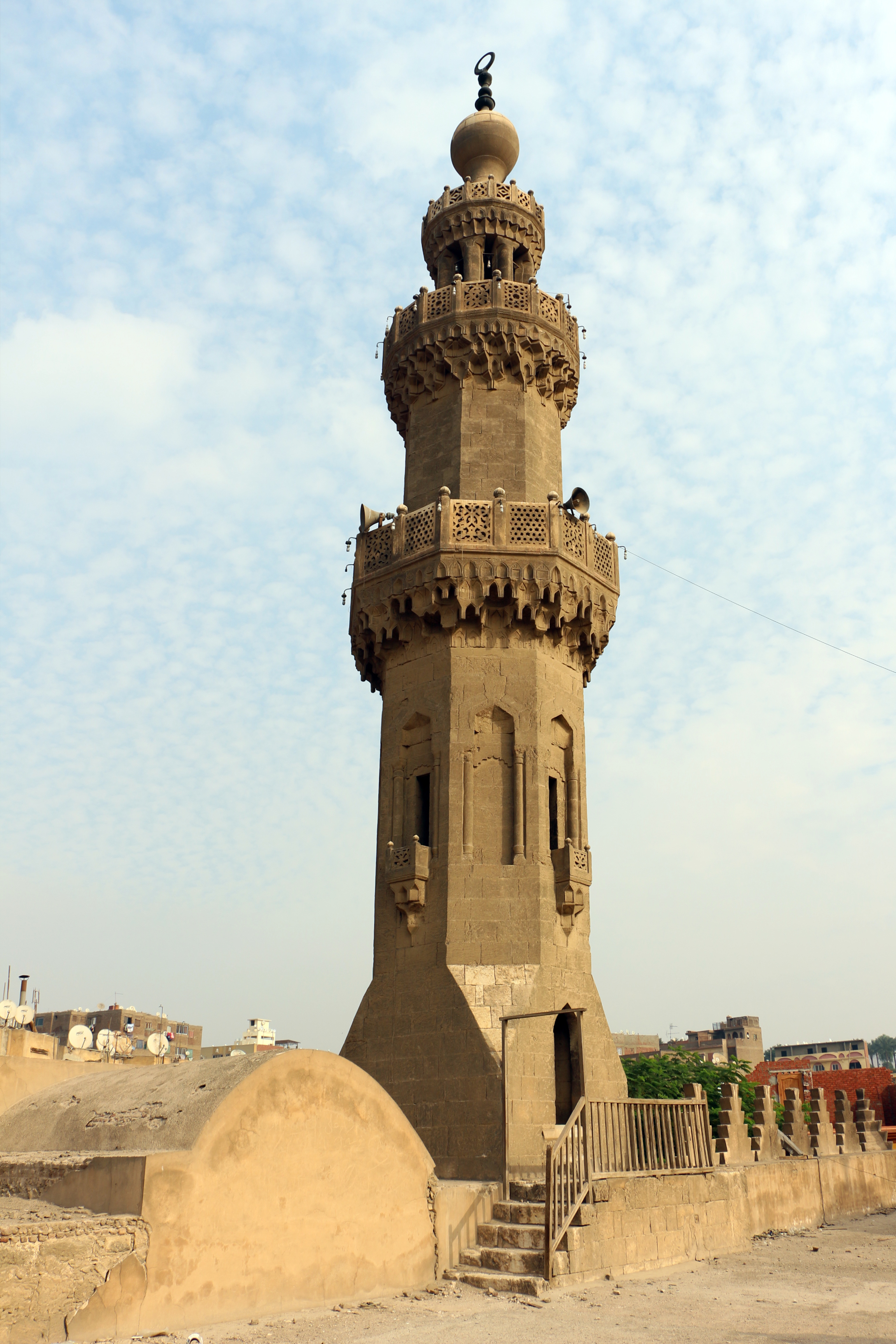
Minarete da Mesquita Amir el-Maridani (1340), o primeiro exemplo do estilo que foi repetido em minaretes posteriores.
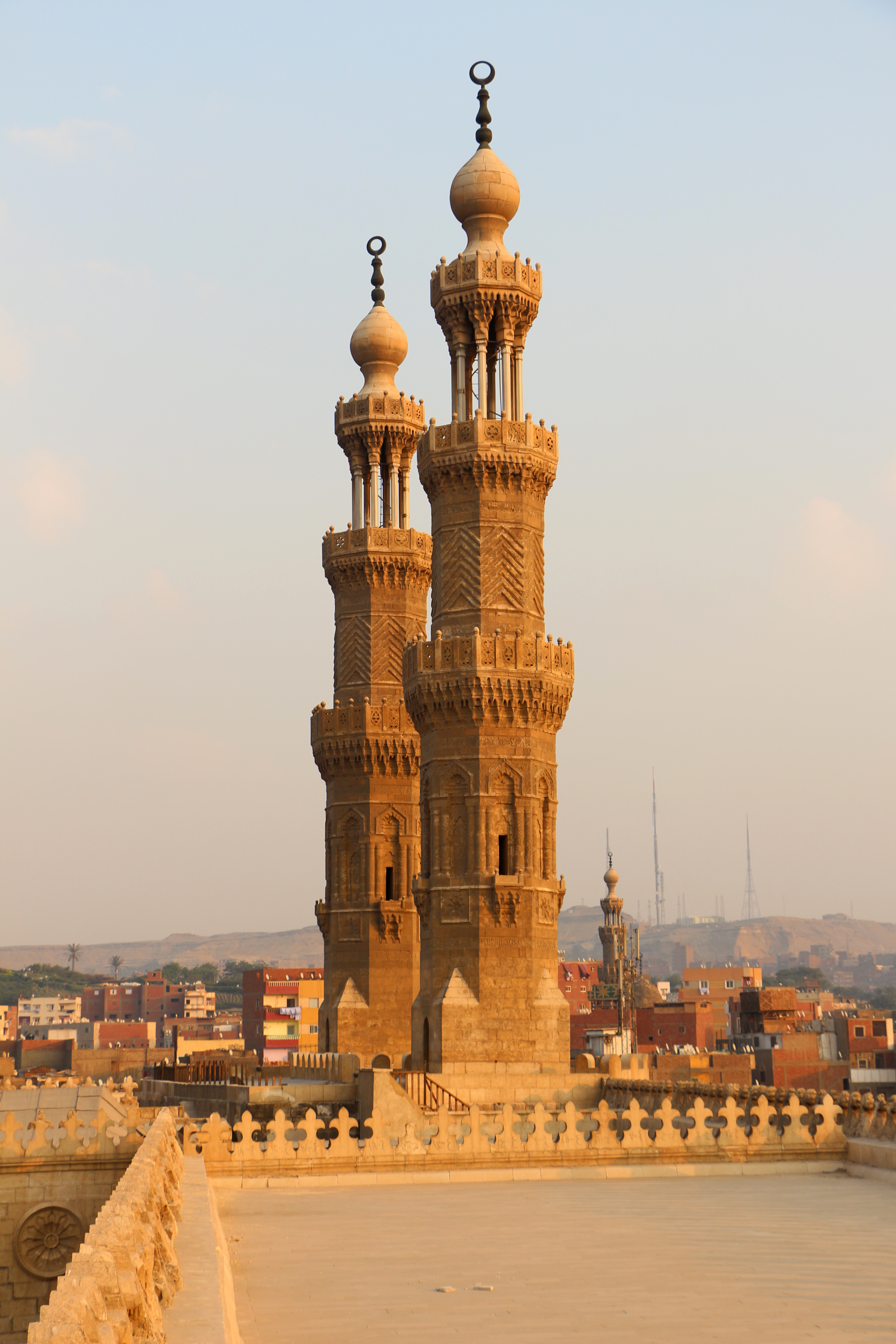
Minaretes gêmeos de Bab Zuweila, construídos entre 1415 e 1420 para a mesquita vizinha de al-Mu'ayyad Shaykh.
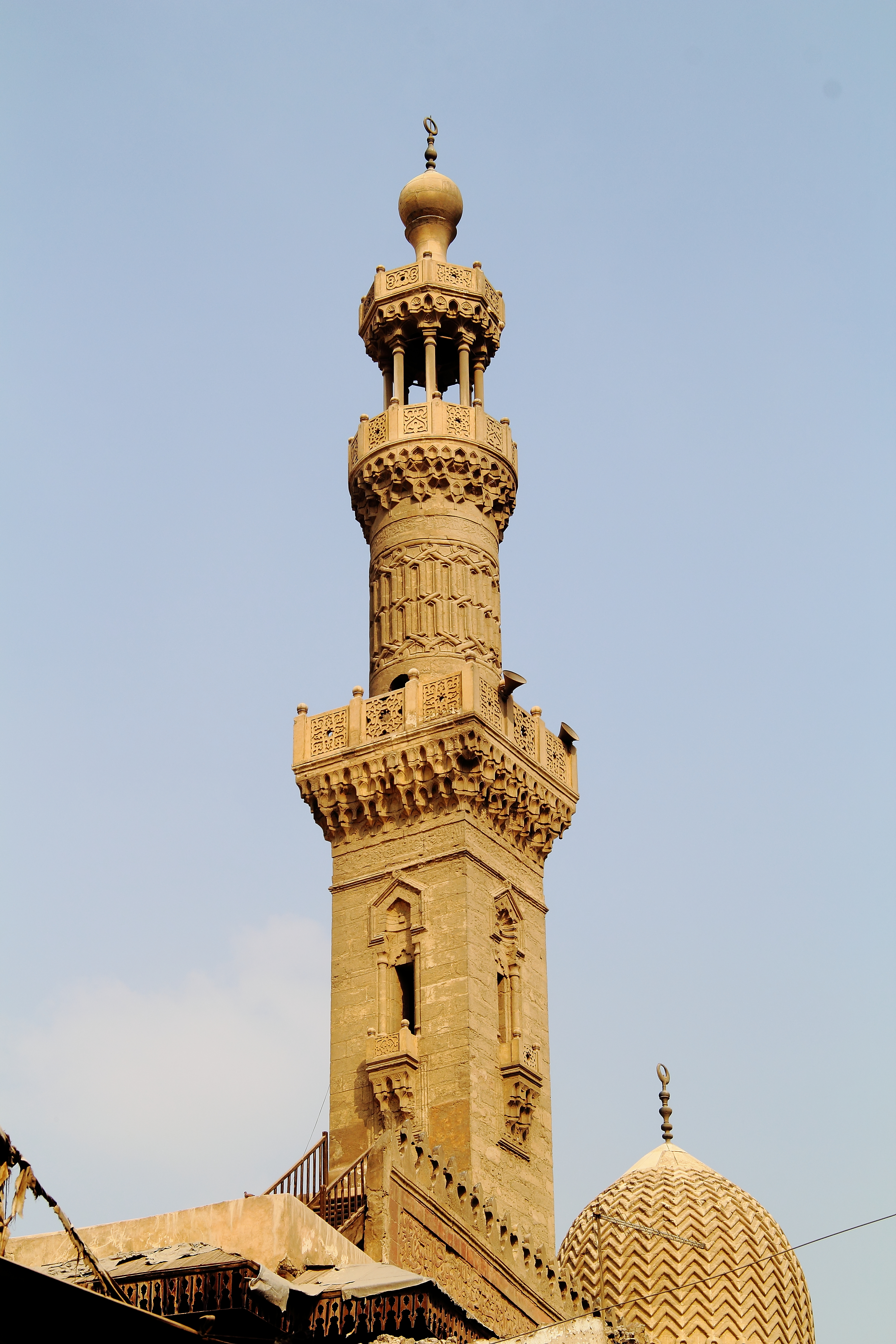
Minarete da Mesquita-Madraça de Axerafe Barsbai (1425).
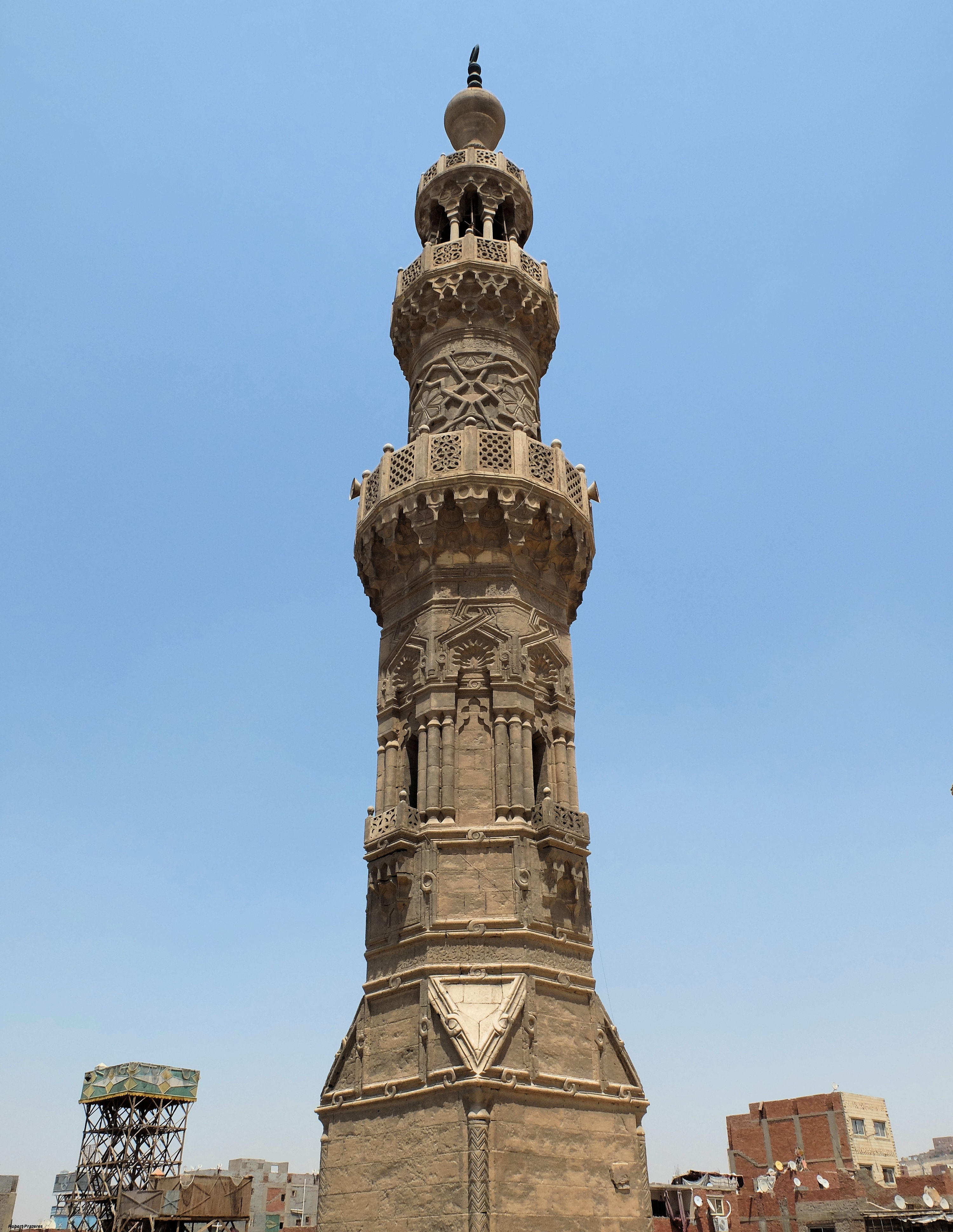
Minarete do Complexo Funerário do Sultão Qaytbay (1474).
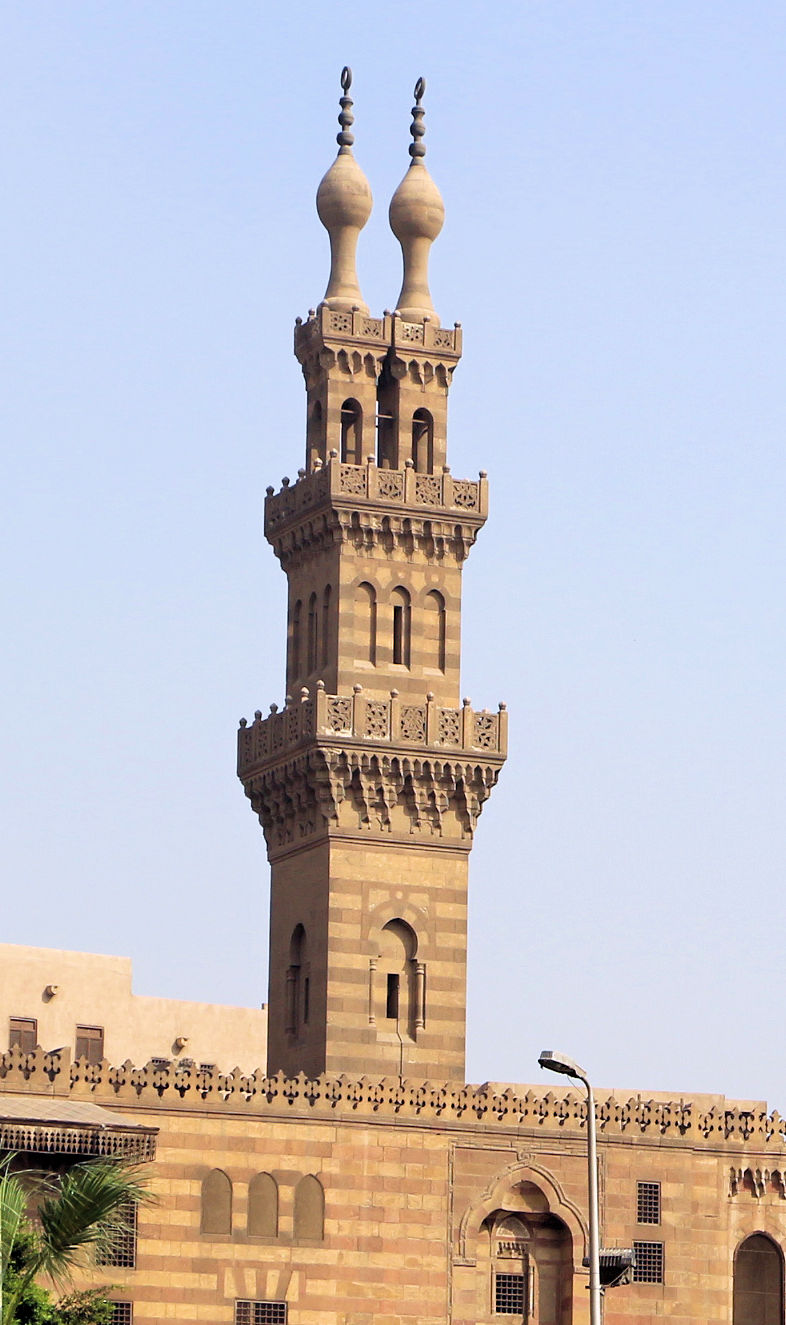
Minarete da Mesquita de Qanibay Qara (1503), com eixo retangular e cume de lanterna dupla.

### Cúpulas
De acordo com a acadêmica Doris Behrens-Abouseif, a evolução das cúpulas mamelucas seguiu tendências semelhantes às dos minaretes, mas ocorreu em um ritmo mais lento. As cúpulas mamelucas passaram, com o tempo, de estruturas de madeira ou tijolo para estruturas de alvenaria de pedra. Na parte interna, a transição entre a base da cúpula redonda e as paredes da câmara quadrada abaixo foi realizada inicialmente por meio de trompas de ângulo de várias camadas e, posteriormente, com pendentes esculpidos em muqarnas. Por exemplo, como a Khanqah de Baybars al-Jashankir), ou uma cúpula alta cuja curvatura começa mais perto do topo e é frequentemente estriada (por exemplo, o Mausoléu de Salar e Sanjar). Muitas dessas cúpulas mamelucas de madeira e tijolo entraram em colapso e/ou foram reconstruídas nos séculos seguintes devido à negligência, instabilidade estrutural ou terremotos. Alguns exemplos de reconstrução incluem as cúpulas do Mausoléu do Sultão Haçane, o Mausoléu do Sultão Barcuque, o mausoléu na Madraça de Anácer Maomé, a cúpula da Mesquita de Anácer Maomé na Cidadela e até mesmo a cúpula de tijolos muito posterior do Mausoléu de Alguri (que foi finalmente demolida no século XIX e nunca foi reconstruída).
Várias cúpulas de madeira ou tijolo do período Bahri eram cúpulas de casca dupla (ou seja, uma cúpula externa construída sobre uma cúpula interna) e tinham um perfil bulboso ou protuberante que se assemelha ao das cúpulas Timúridas posteriores. Exemplos disso incluem a cúpula do Mausoléu de Sarguitemixe (que foi reconstruída no século XIX), as cúpulas gêmeas do Mausoléu de Sultania e a cúpula original do Mausoléu do Sultão Haçane (que mais tarde desmoronou e foi reconstruída em um formato diferente). Essas cúpulas podem ter sido inspiradas nas cúpulas iranianas dos períodos ilcânida ou jalaírida. No entanto, é difícil estabelecer uma linha cronológica de influências devido à falta de precedentes sobreviventes em outras regiões. Doris Behrens-Abouseif argumentou que a forma bulbosa da cúpula pode ser uma inovação local de Cairene que foi combinada com a tradição das cúpulas iranianas de casca dupla.

As cúpulas posteriores do período Burji eram mais pontiagudas e tinham tambores altos. As cúpulas de pedra receberam progressivamente uma decoração de superfície mais detalhada, começando com motivos simples, como padrões de "chevron", e culminando com motivos geométricos ou arabescos complexos no final do período mameluco. As grandes cúpulas de pedra dos mausoléus gêmeos na Khanqah de Faraj ibn Barquq (construída entre 1400 e 1411) foram uma etapa importante no desenvolvimento das cúpulas de pedra e um ponto alto da engenharia mameluca. Elas são as primeiras cúpulas grandes do Cairo a serem construídas em pedra e continuam sendo as maiores cúpulas de pedra do período mameluco no Cairo, com um diâmetro de 14,3 metros. O auge da arquitetura de cúpula de pedra ornamental foi alcançado sob o reinado de Qaytbay no final do século XV, como visto em seu complexo funerário no Cemitério do Norte.

Cúpulas mamelucas
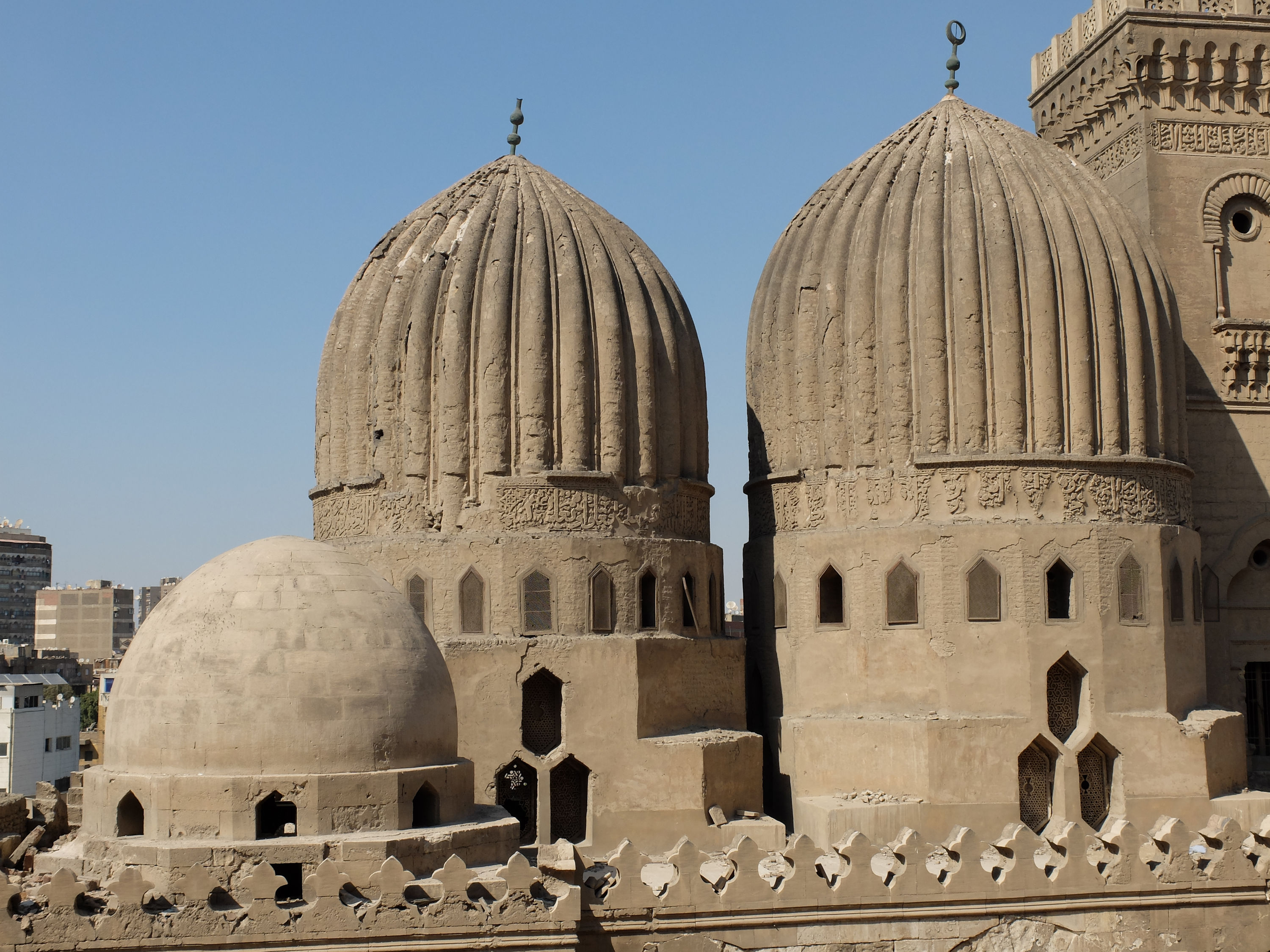
Cúpulas com nervuras do Mausoléu de Salar e Sanjar (1303).
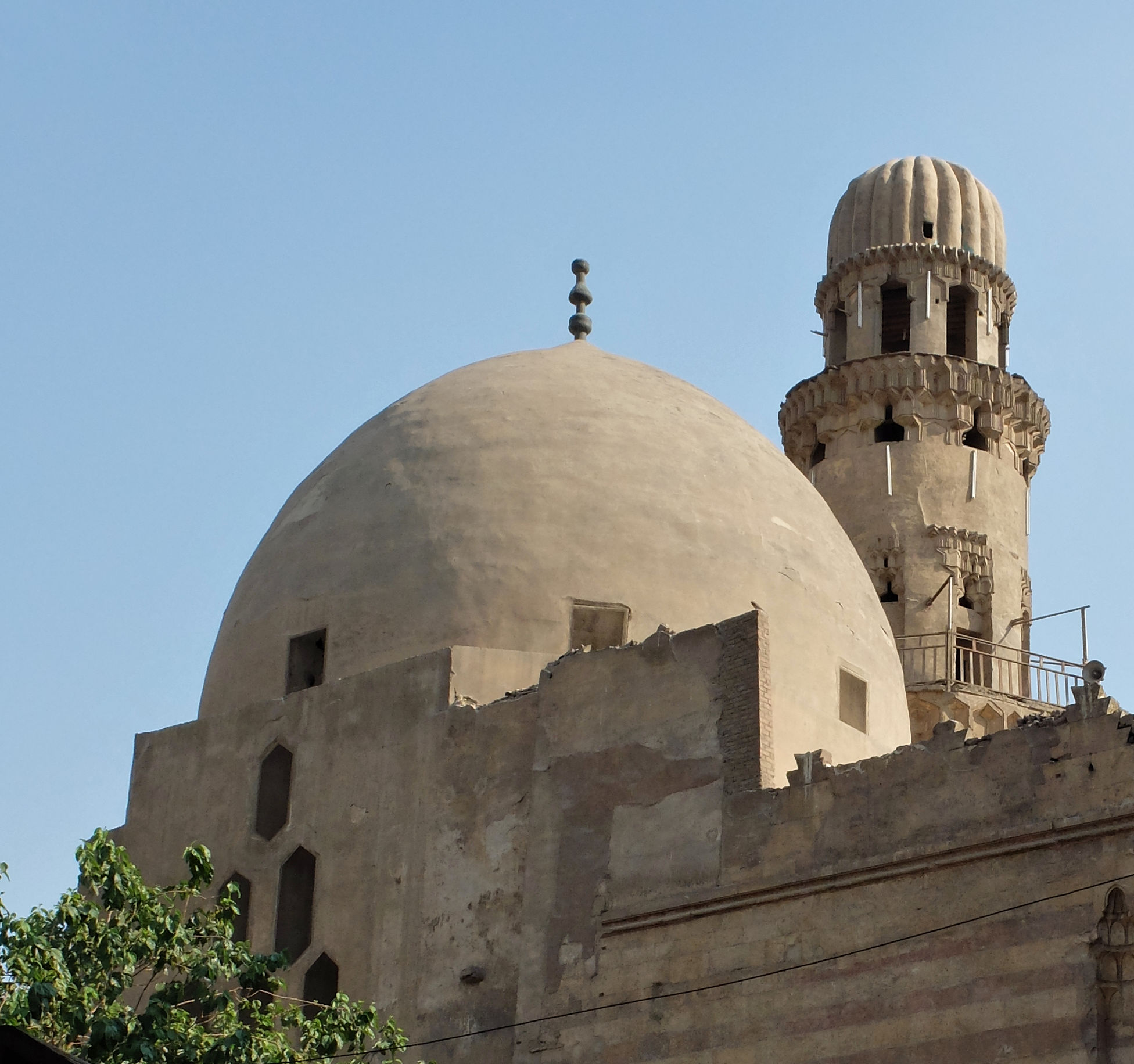
Cúpula simples da Khanqah de Baybars al-Jashankir (1310).
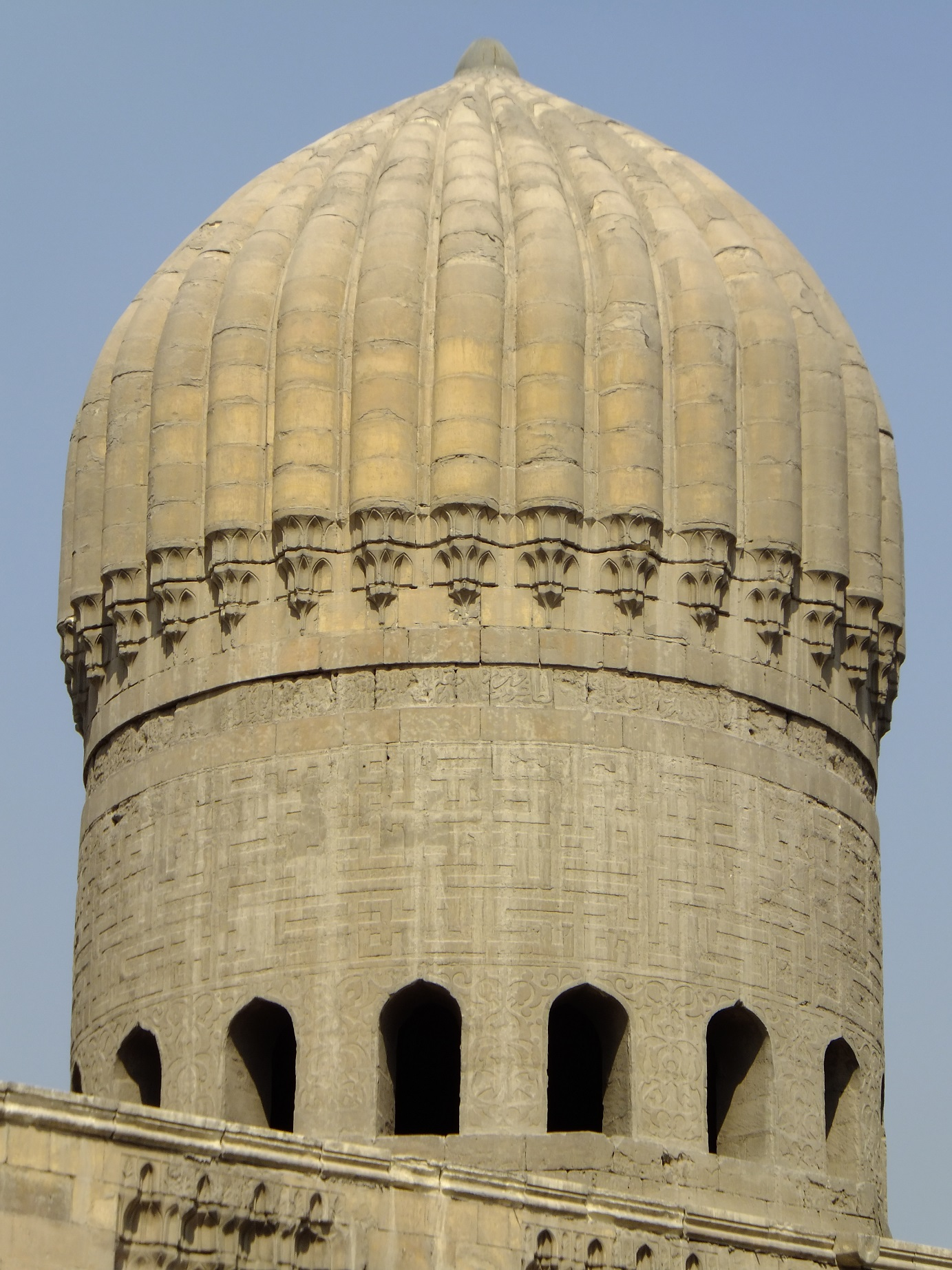
Cúpula bulbosa no Mausoléu de Sultania (por volta da década de 1350).
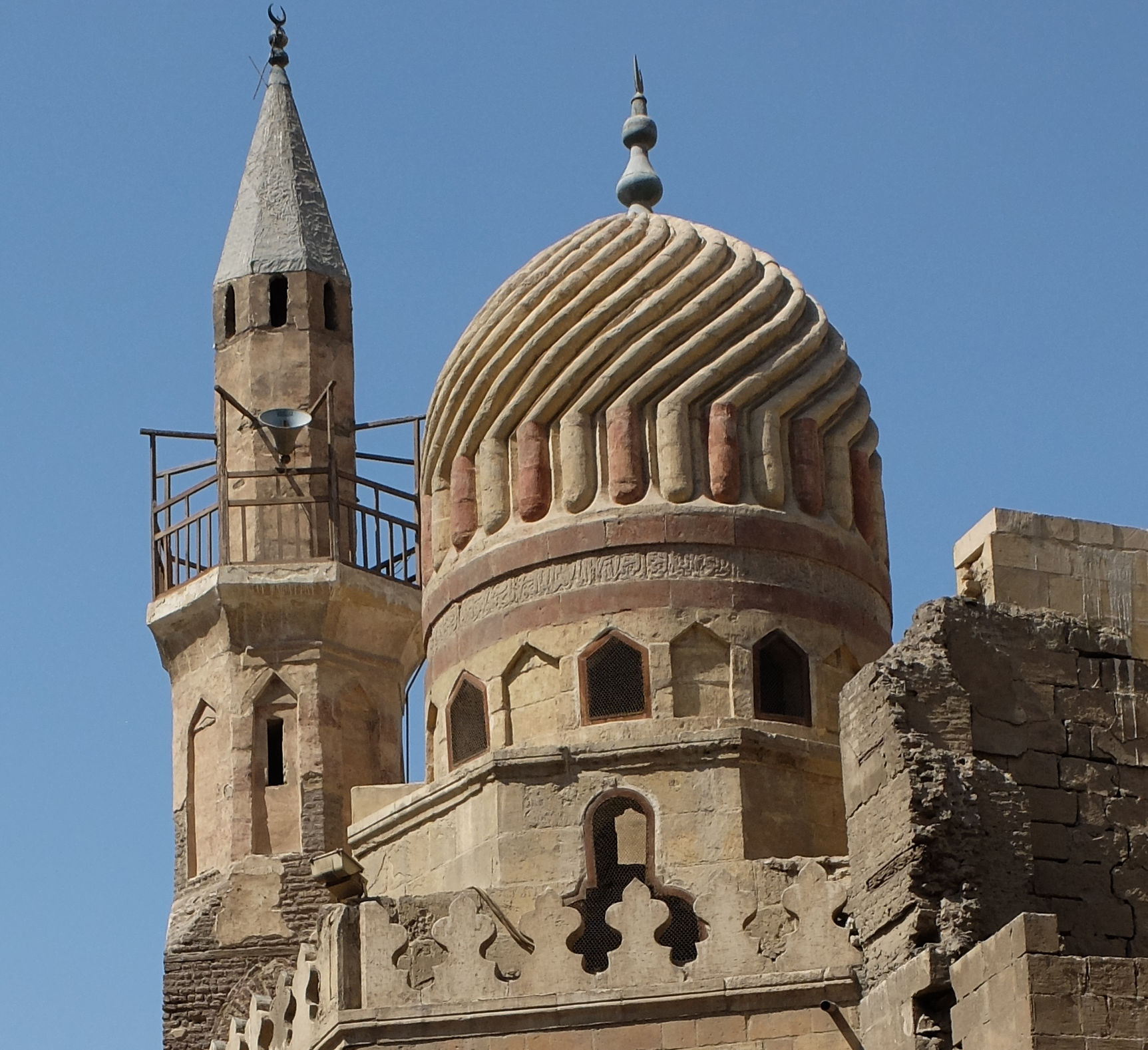
Cúpula da Mesquita de Aytimish al-Bajasi (1383).
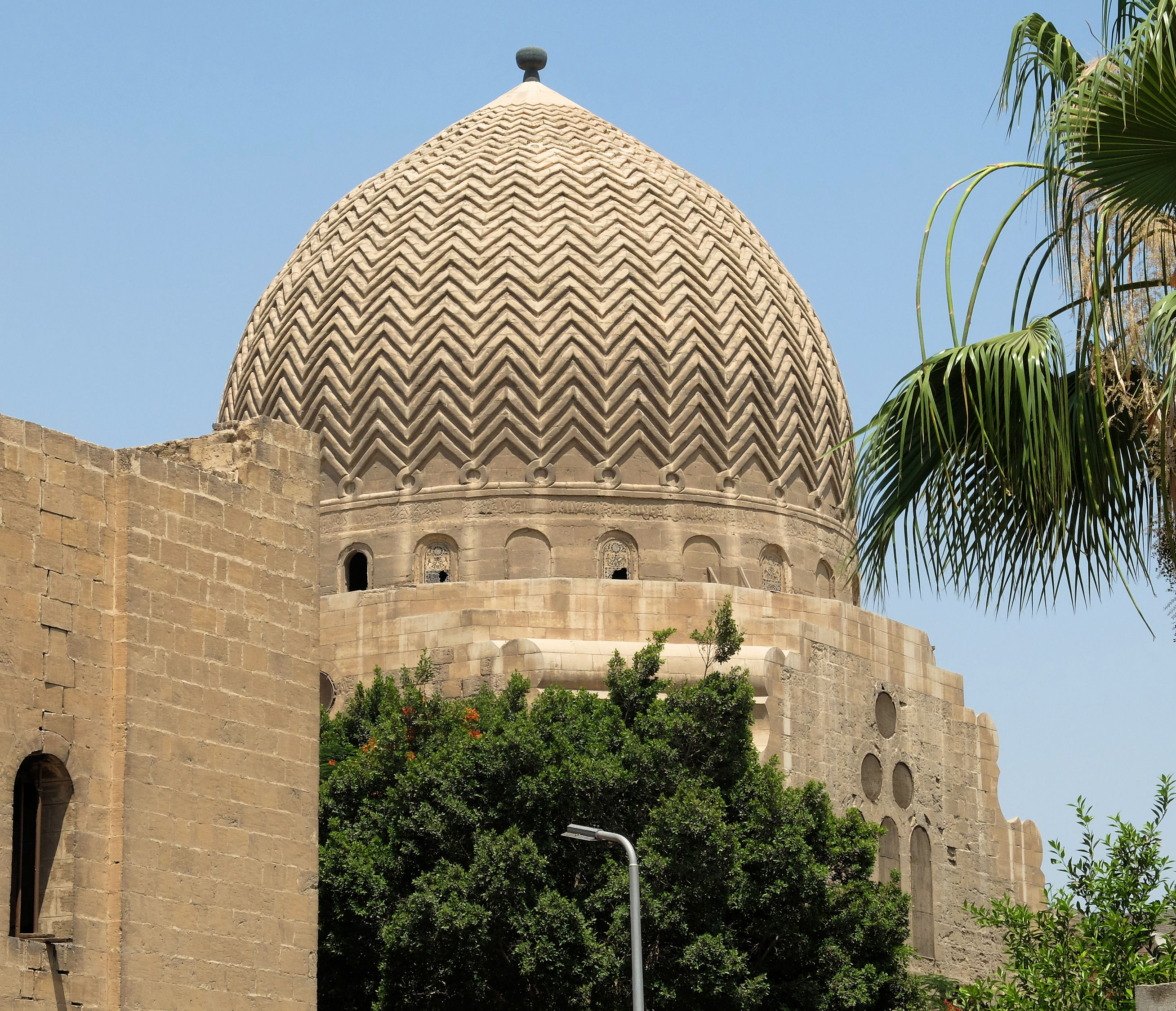
Uma das cúpulas do Mausoléu da Khanqah de Faraj ibn Barquq (por volta de 1411).
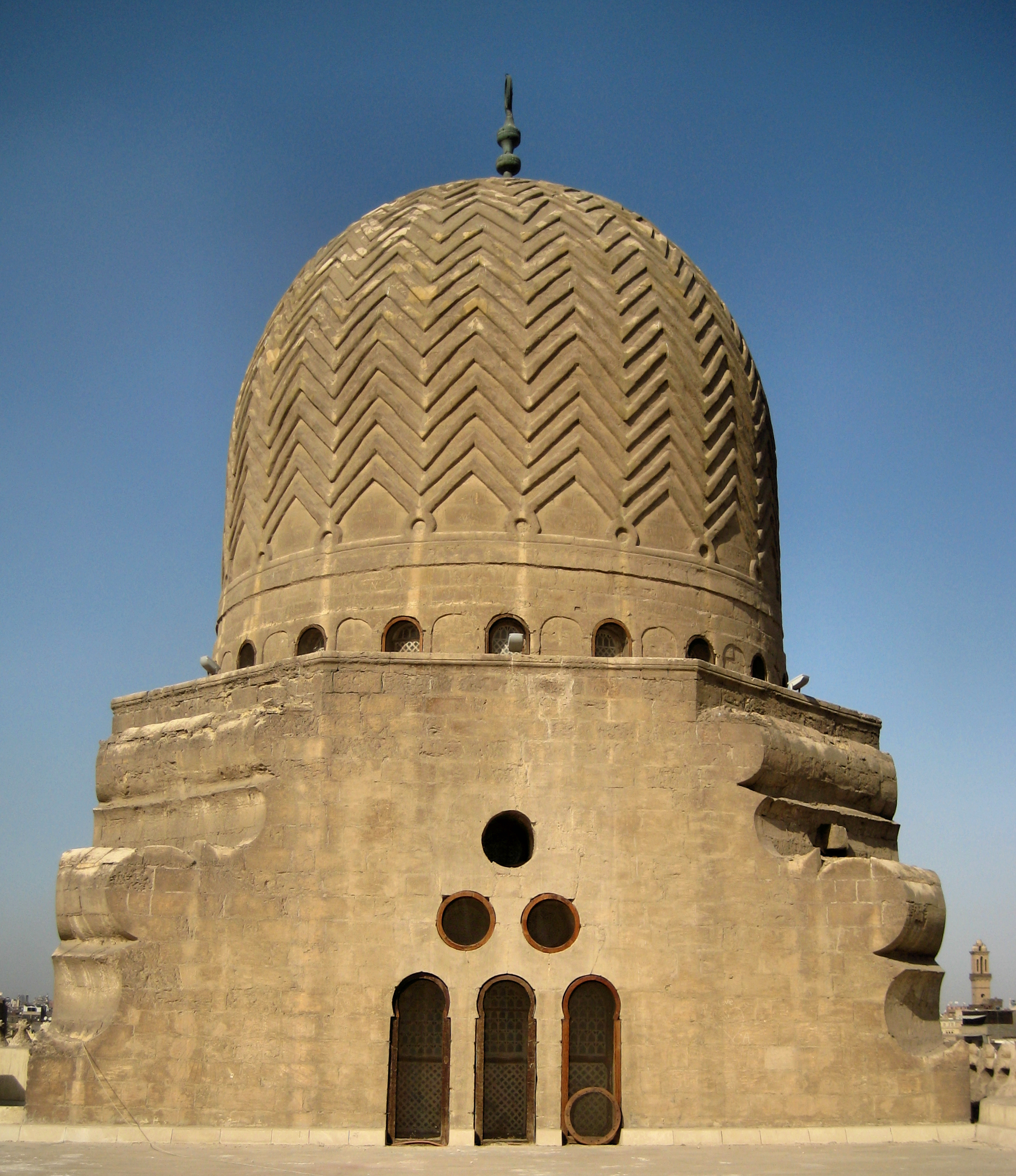
Cúpula de pedra com padrão chevron esculpido (Mesquita de al-Mu'ayyad, 1420)
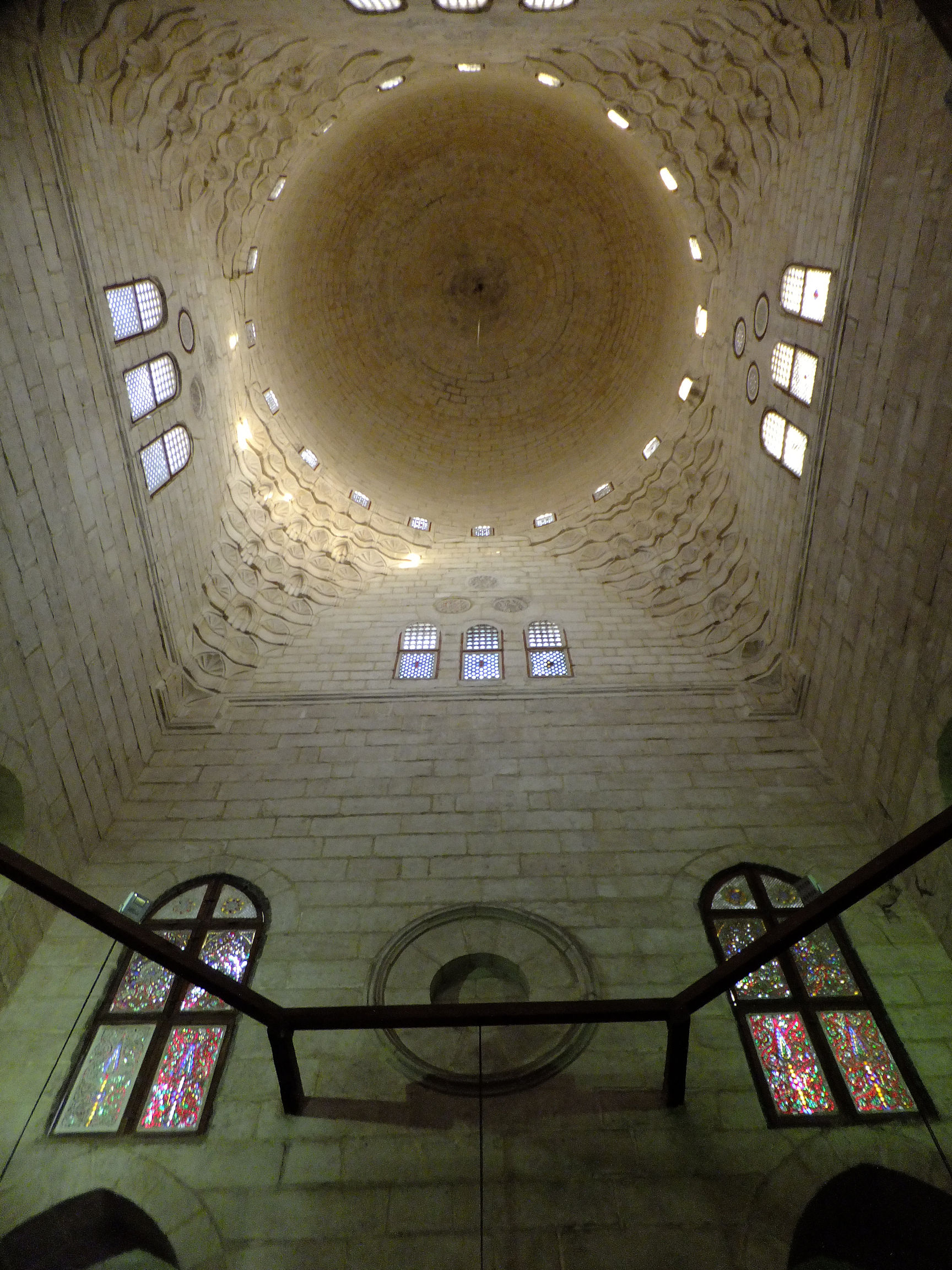
Interior da cúpula de al-Mu'ayyad, com exemplo de pendentes esculpidos em muqarnas.
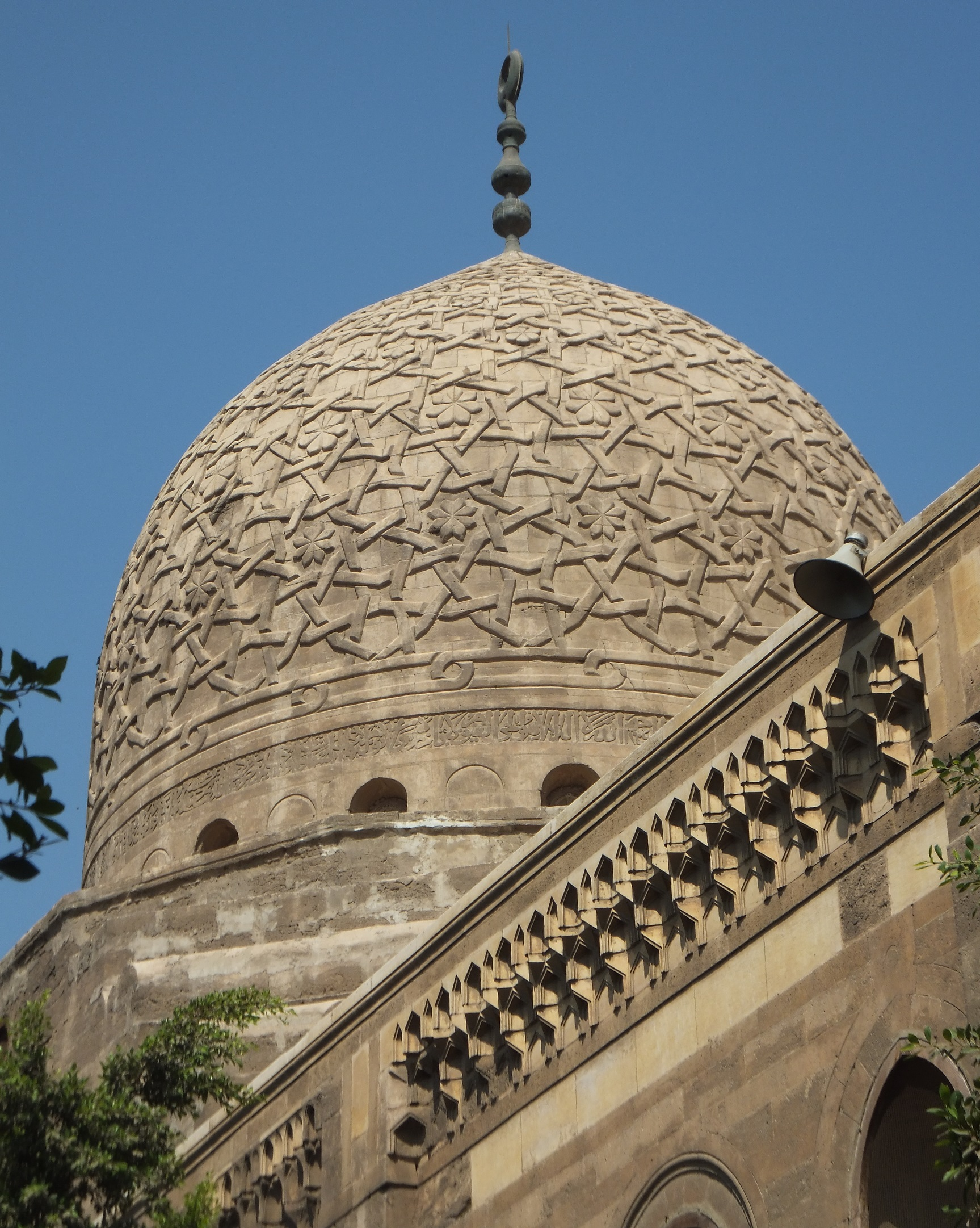
Cúpula de pedra com padrão geométrico esculpido (Mausoléu do Sultão Barsbay, por volta de 1432)
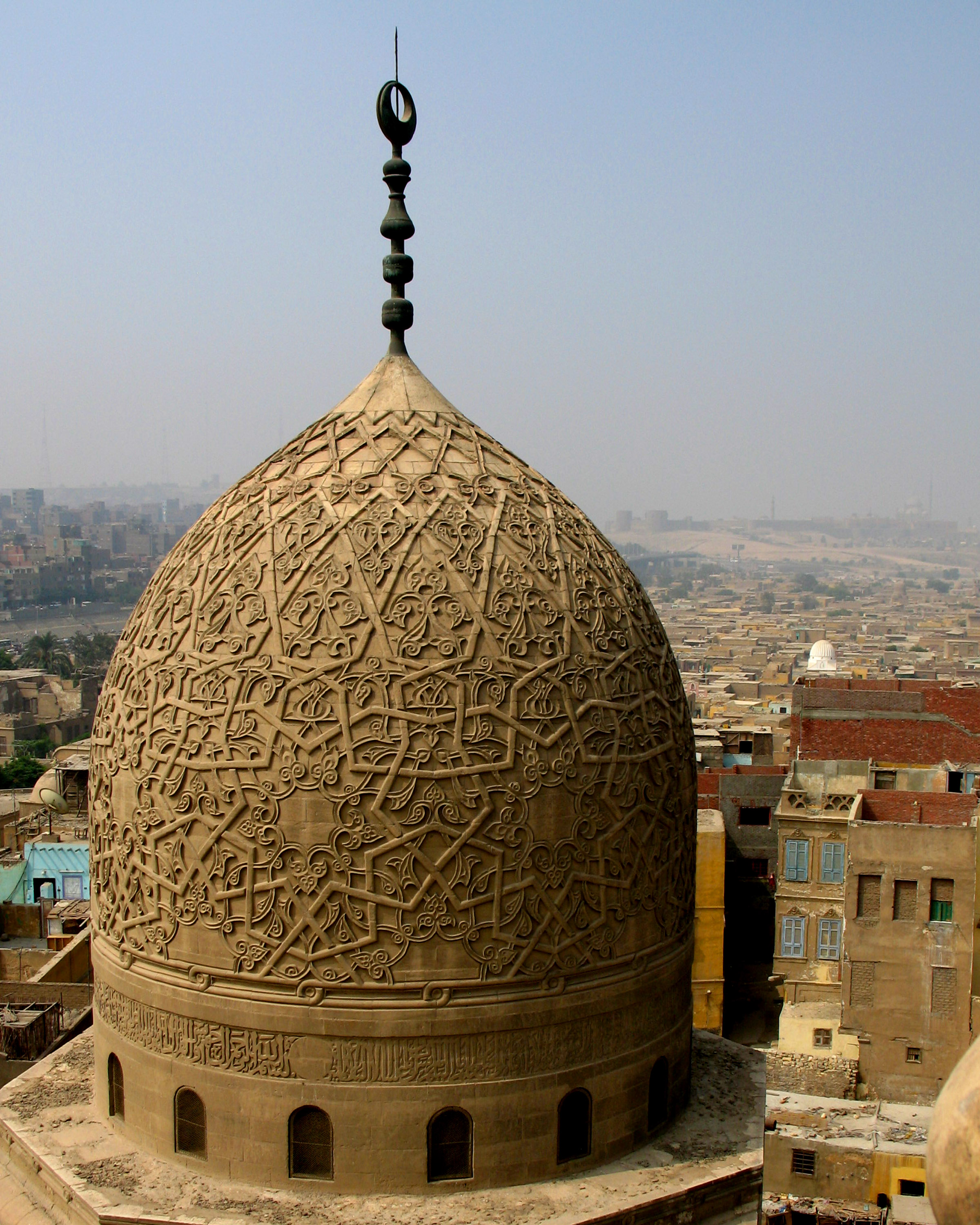
Cúpula de pedra com motivos geométricos e florais sobrepostos no complexo funerário do Sultão Qaytbay (concluído em 1474).
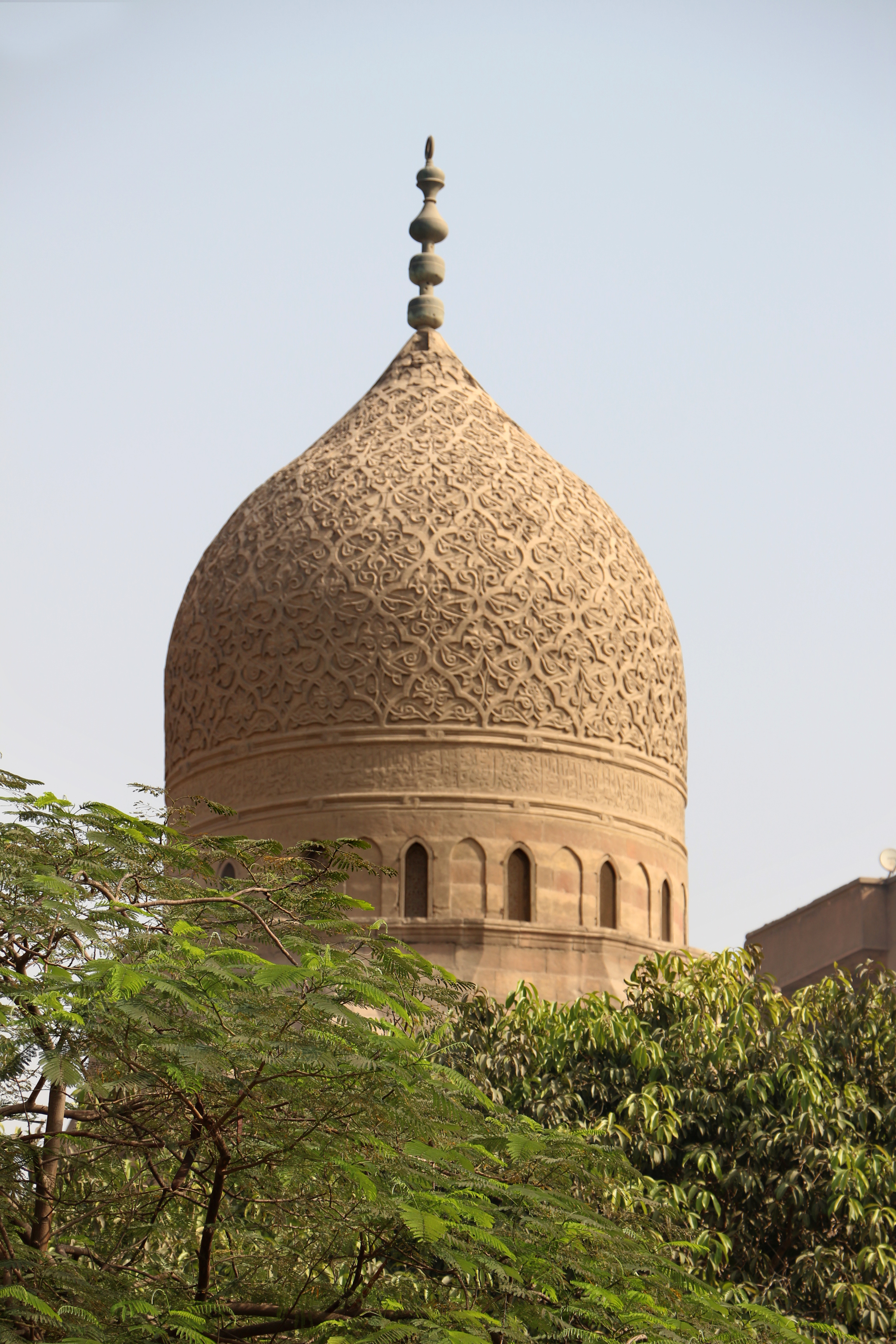
Cúpula de pedra com motivos arabescos (Mesquita de Qanibay Qara, 1503).

### Portais
Os portais de entrada mamelucos eram uma parte proeminente da fachada e eram muito decorados, semelhante a outras tradições arquitetônicas da era islâmica. No entanto, a fachada geral de um edifício era frequentemente composta por outros elementos, como janelas, sabil e maktab e decoração geral, o que atenuava a proeminência do portal de entrada em comparação com outros estilos arquitetônicos, como os da Síria. Os portais do período Bahri eram variados em seus designs. Alguns, como o do Complexo de Calavuno (1285) e o Mausoléu de Sanjar e Salar (1303), eram decorados com características como painéis de mármore, mas não eram arquitetonicamente enfatizados em suas proporções ou posição na fachada geral do edifício. Por outro lado, o portal mais monumental e impressionante da era Bahri pertence à Khanqah de Baybars al-Jashankir (1310).
Os portais eram geralmente embutidos na fachada e terminavam em um dossel ornamentado esculpido em pedra acima. Entre outras variações, um projeto comum para o dossel em meados do século XIV era a abóbada de muqarnas, ou uma semicúpula acima de uma zona de muqarnas. O uso de dosséis de muqarnas em portais era inicialmente mais característico de Damasco, onde era comum em monumentos aiúbidas, mas se espalhou para o Cairo no século XIV. Um dossel de muqarnas plano e incomum foi usado em vários monumentos por volta da década de 1330, como a Mesquita de Amir Ulmas (1330) e o Palácio de Bashtak (1339). O enorme portal de entrada da Madraça-Mesquita do Sultão Haçane (1356-1361) tem um design geral que lembra muito os portais seljúcidas da Anatólia, como o Gök Medrese do século XIII em Sivas. A decoração do portal, que foi deixada inacabada em algumas partes, também inclui motivos de origem chinesa (que também estavam presentes em objetos de arte mamelucos anteriores). Ele tem um grande dossel de muqarnas. Outros portais do mesmo período ou pouco depois, como a entrada da Madraça de Sarghitmish (1356) e a Madraça de Umm Sultan Sha'ban (1368), têm um dossel de abóbada de muqarnas piramidal mais estreito que também é semelhante aos designs seljúcida ou ilcanidas da Anatólia. O portal muqarnas da madraça de Umm Sultan Sha'ban, no entanto, é o último grande exemplo desse tipo no período mameluco.

No século XV, durante o período Burji, os portais que eram decorados principalmente com muqarnas se tornaram menos comuns. O portal de entrada principal da Mesquita de al-Mu'ayyad Shaykh (construída entre 1415 e 1420) também foi o último portal verdadeiramente monumental construído no período mameluco. Depois disso, os portais com perfil "trilobado" e abóbada de virilha - normalmente uma semicúpula acima de dois outros quartos de cúpula que se assemelhavam a ramos de árvores - tornaram-se o tema principal. Alguns deles também incorporaram muqarnas às trompas de ângulo. Essa composição também foi adotada posteriormente para os pendentes internos das cúpulas, o que pode indicar desenvolvimentos paralelos entre a arquitetura de portais e a arquitetura de cúpulas. O portal de abóbada de arestas mais impressionante foi o portão de Babe Alguri, construído em 1511 em Khan al-Khalili.

Portais mamelucos
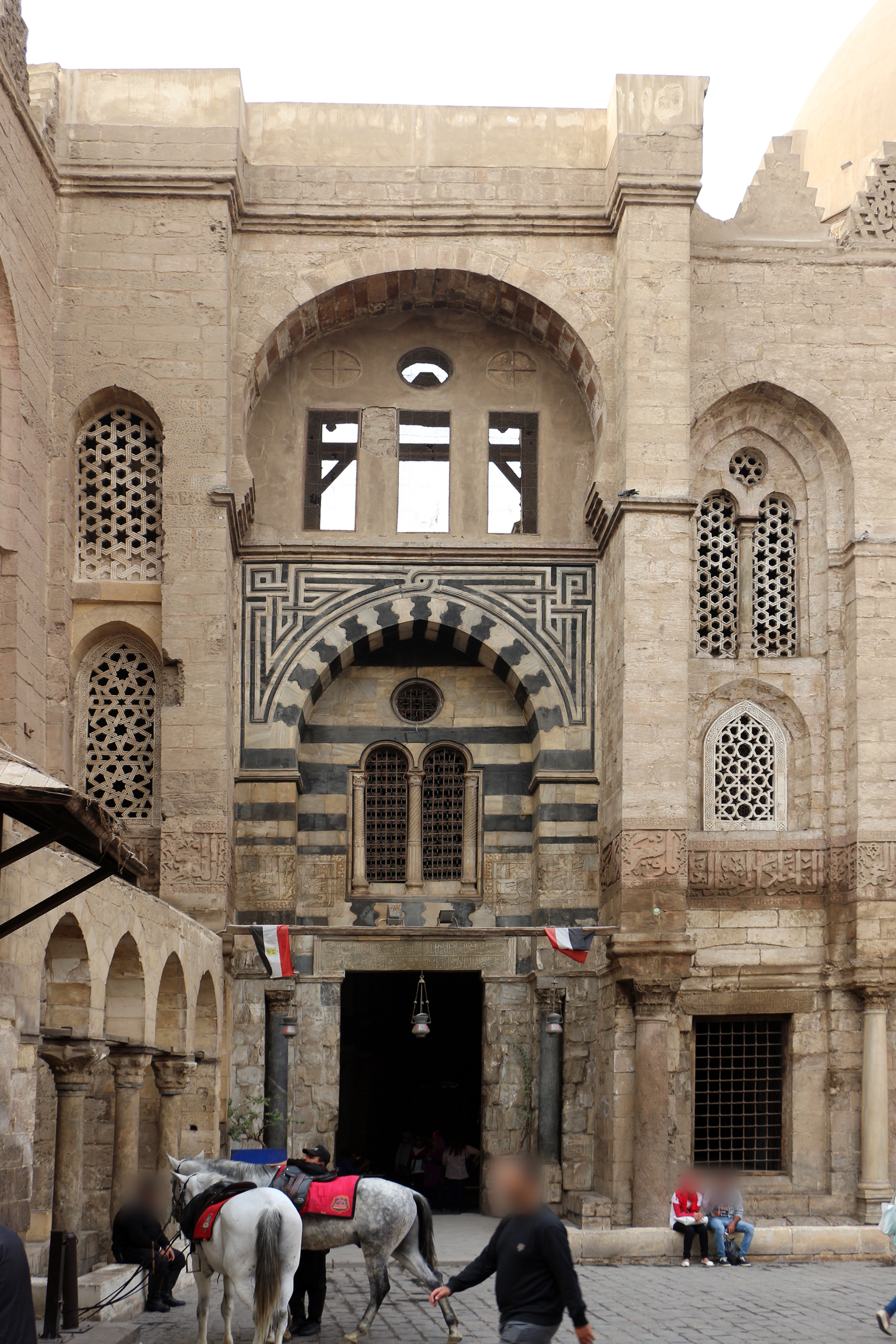
Entrada do Complexo do sultão Calavuno (1285), com decoração ablaq.
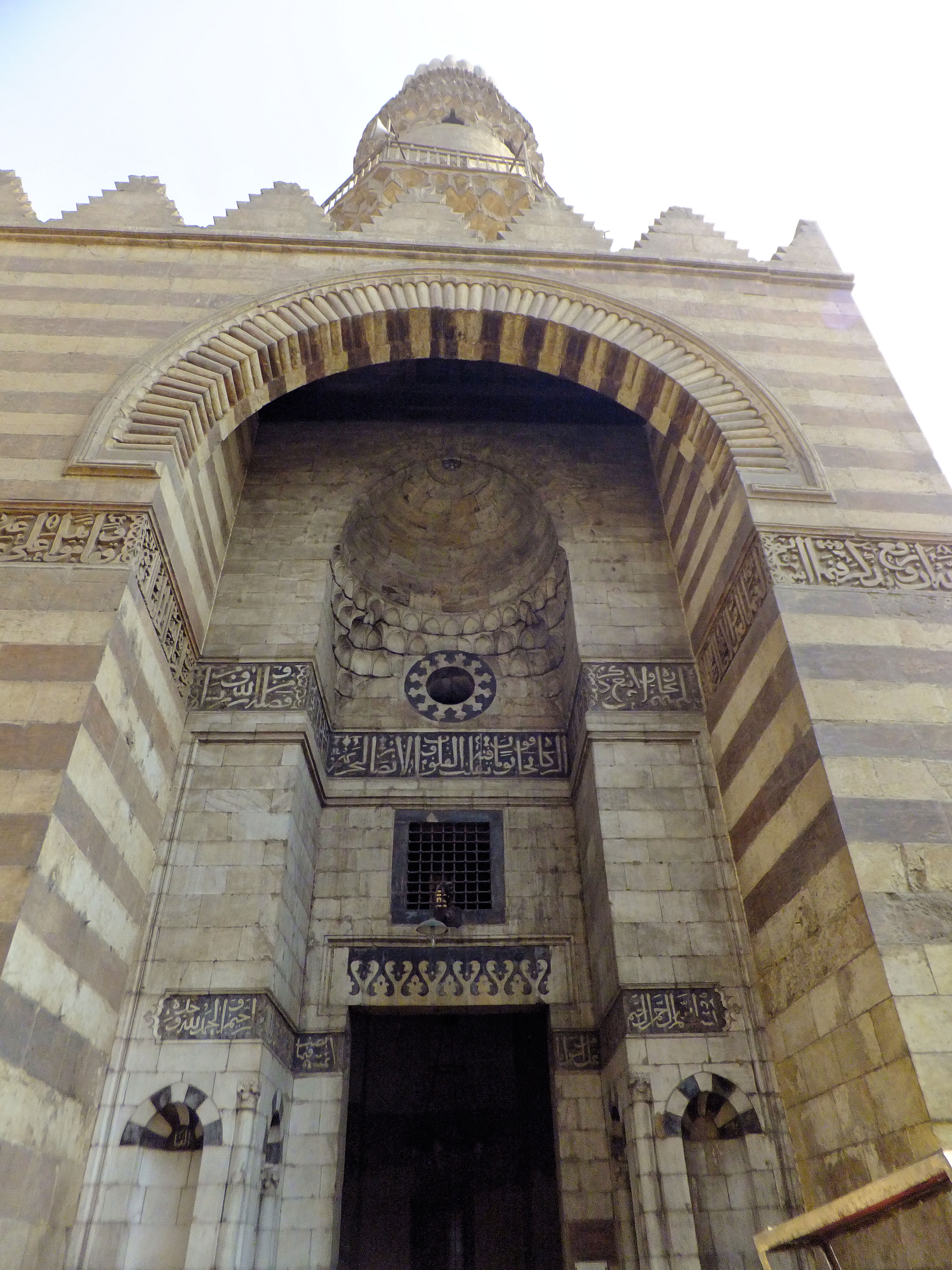
Portal da Khanqah de Baibars Aljaxanquir (1310).
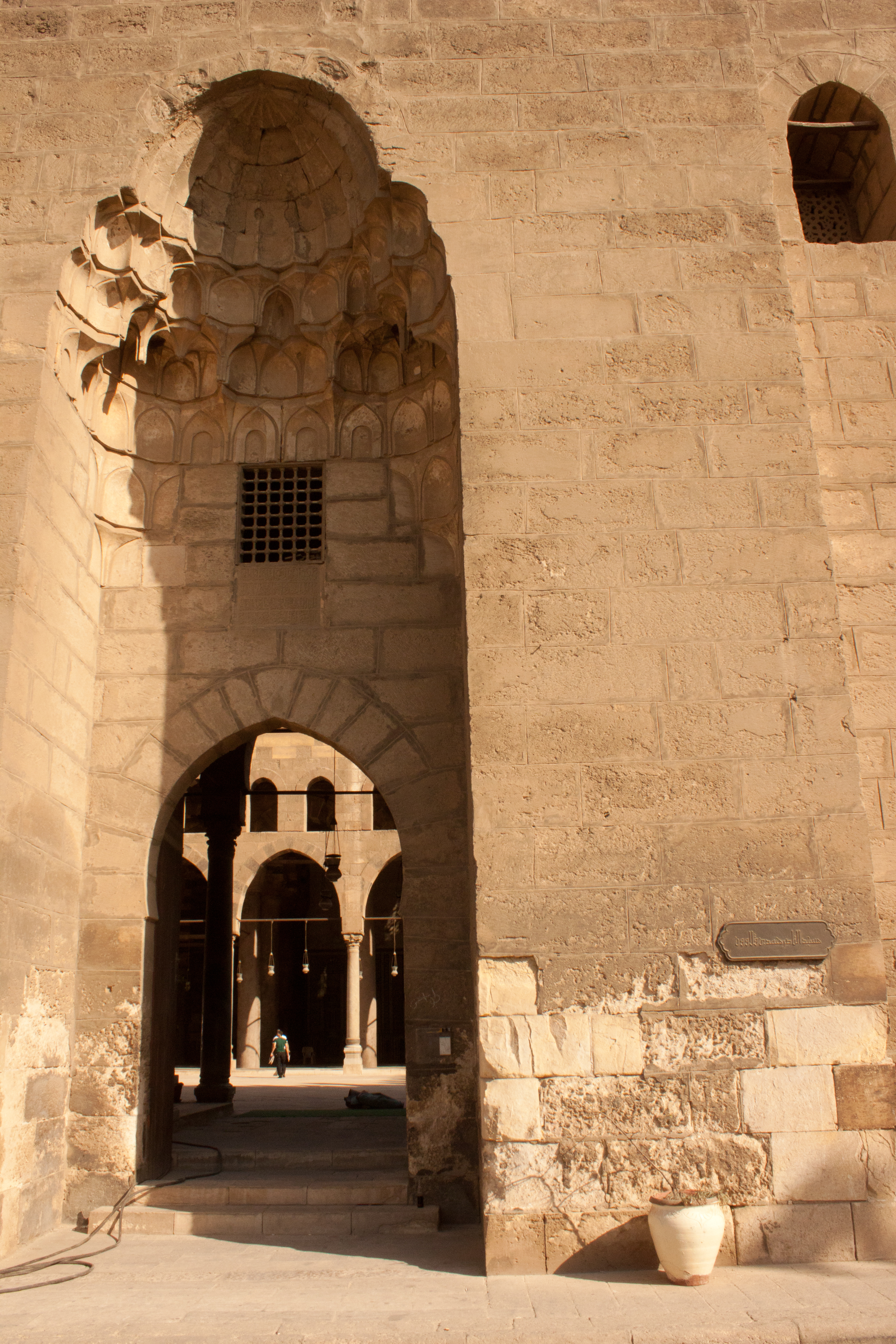
Exemplo de portal encimado por uma semicúpula com muqarnas sob ela, na Mesquita de Anácer Maomé (1318 e 1335).
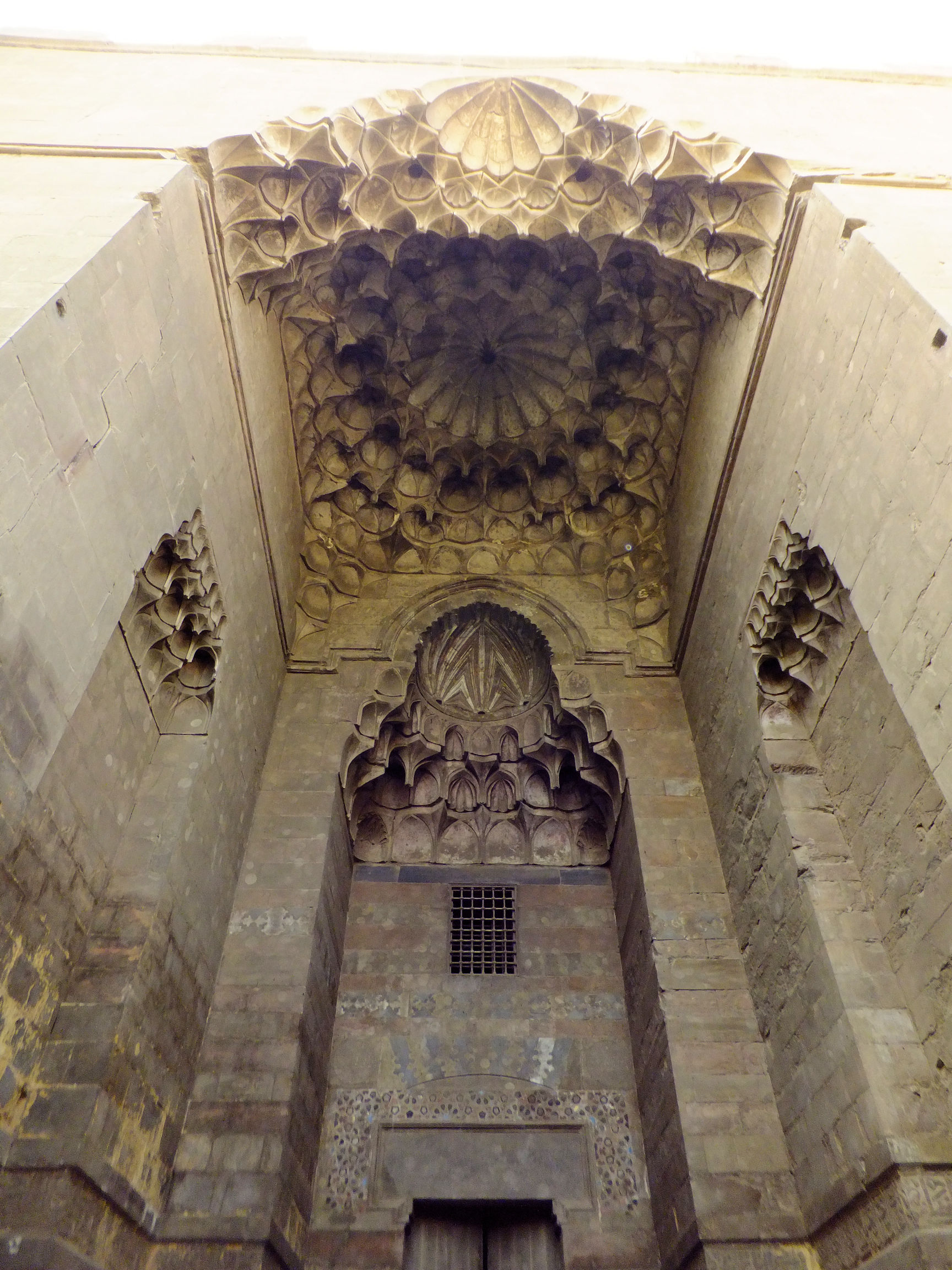
Portal do Palácio de Amir Qawsun: o portal interno com semicúpula e muqarnas data de 1337, enquanto o dossel de muqarnas acima data do reinado de Qaytbay (1468-1496).
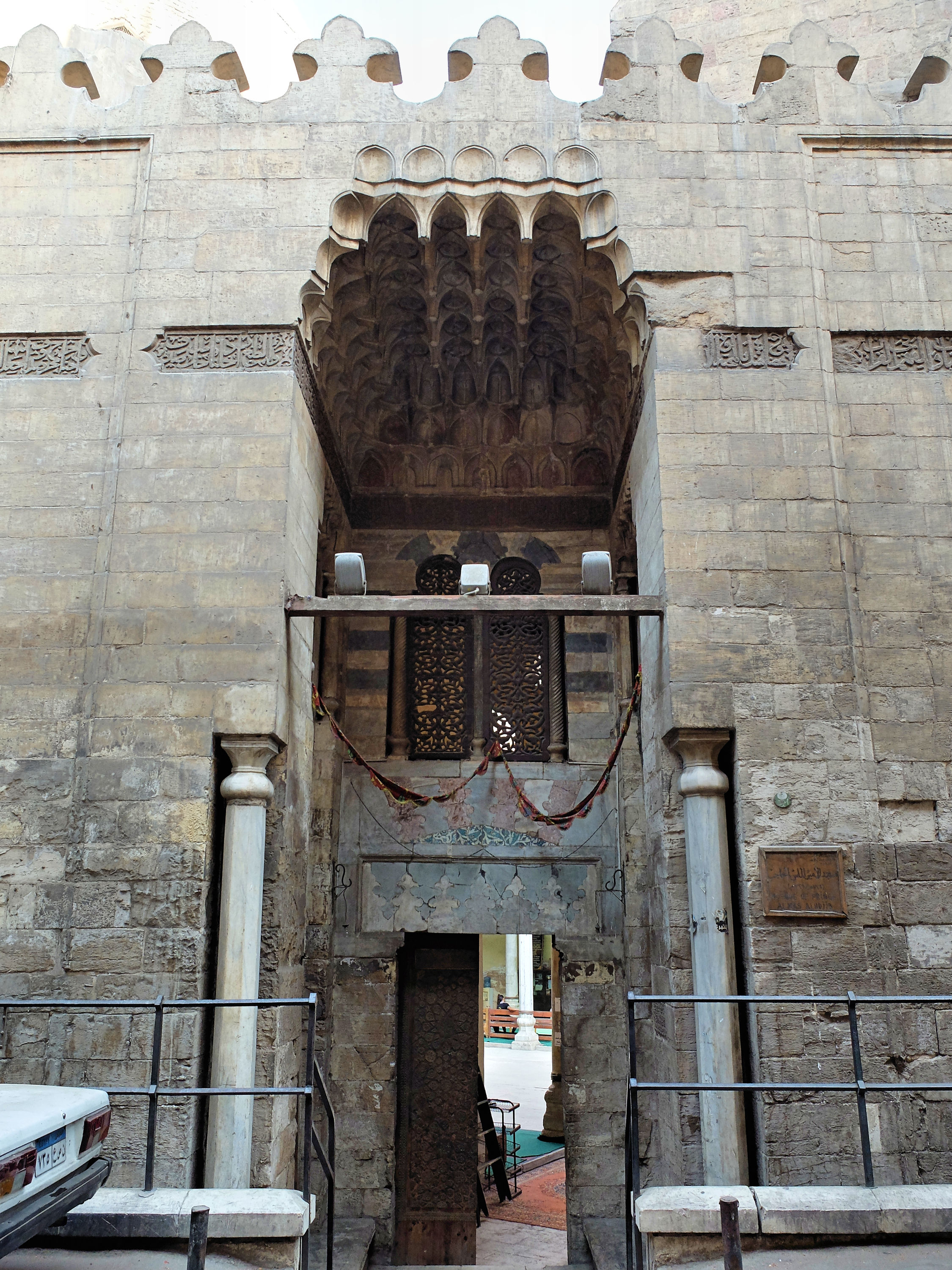
Portal de entrada com dossel plano de muqarnas na Mesquita de Amir Ulmas Alhajibe (1330).
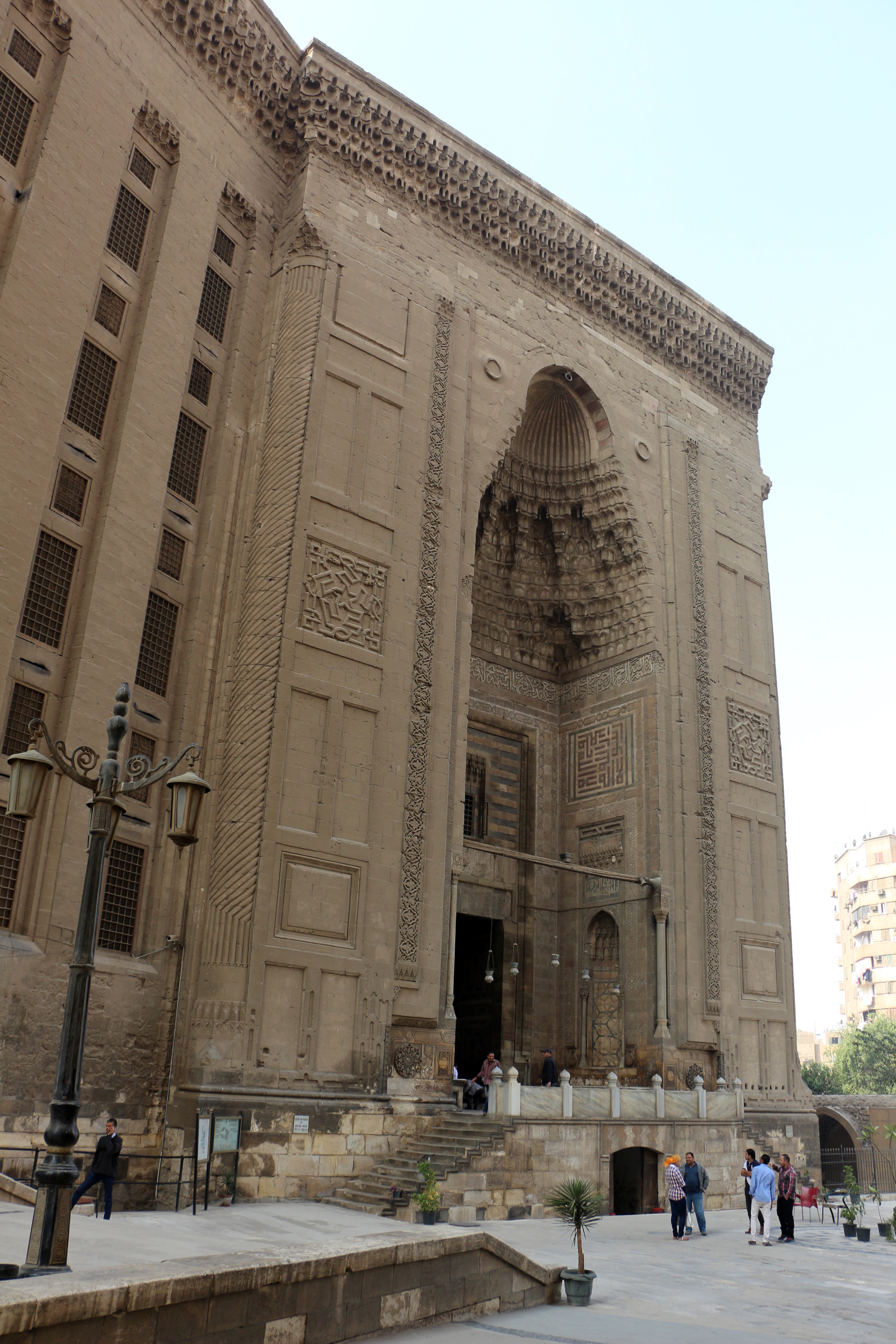
Portal maciço da Mesquita-Madraça do Sultão Haçane (1356-1361).
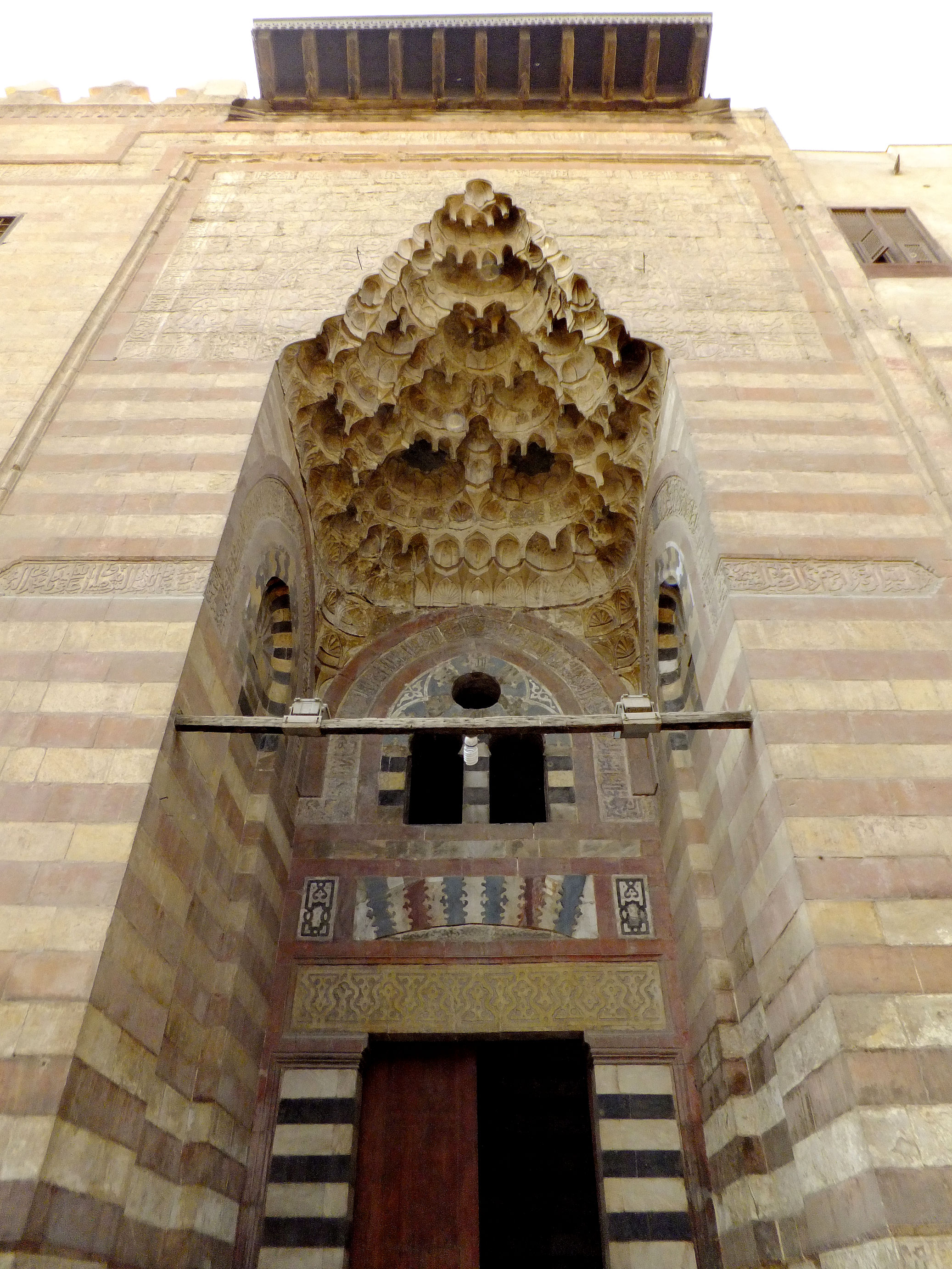
Dossel piramidal de muqarnas, juntamente com ablaq, mosaico de mármore e decoração em pedra esculpida, no portal da madraça de Umm al-Sultan Shaban (1368).
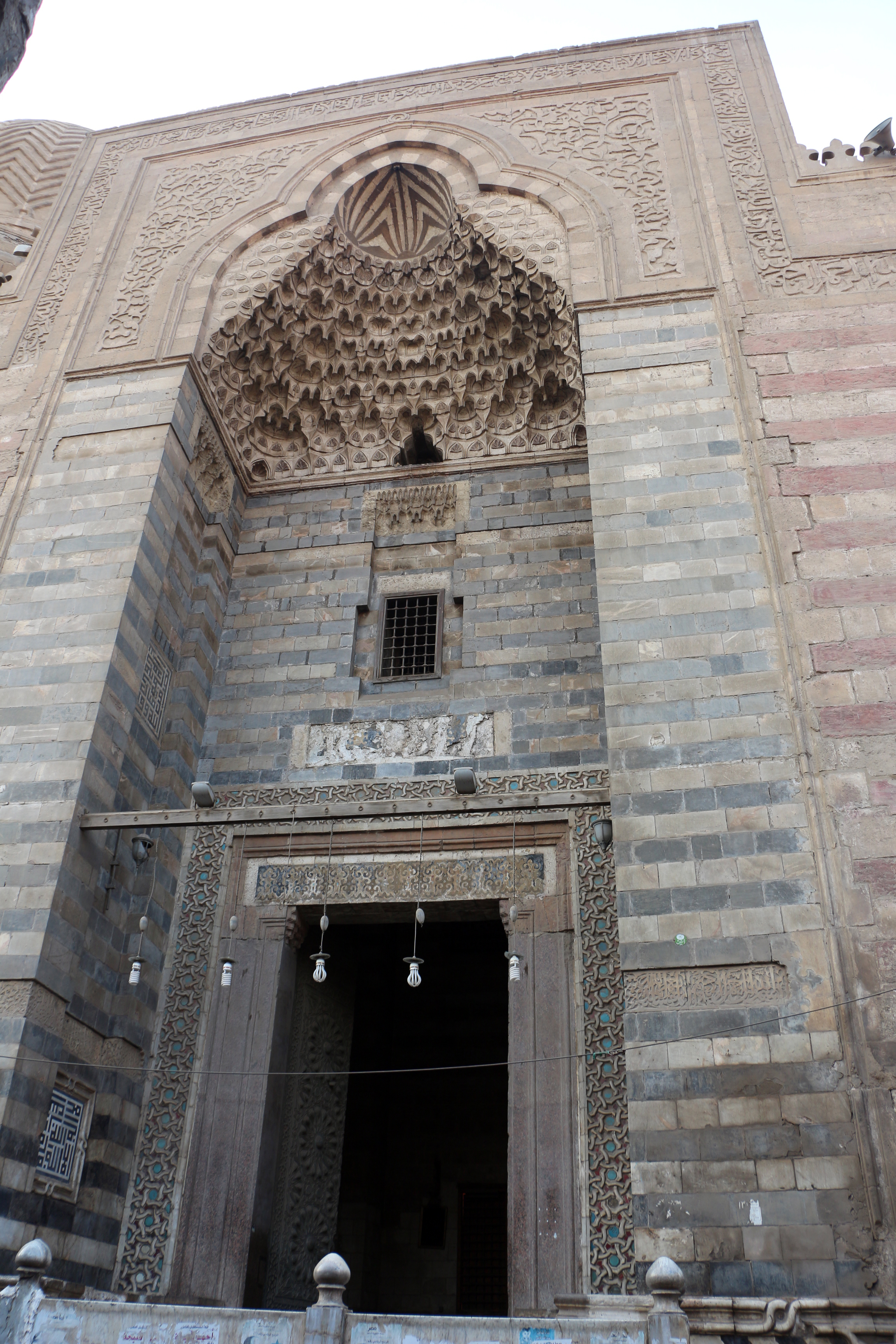
Portal de entrada da Mesquita do Sultão al-Mu'ayyad Shaykh (1420).
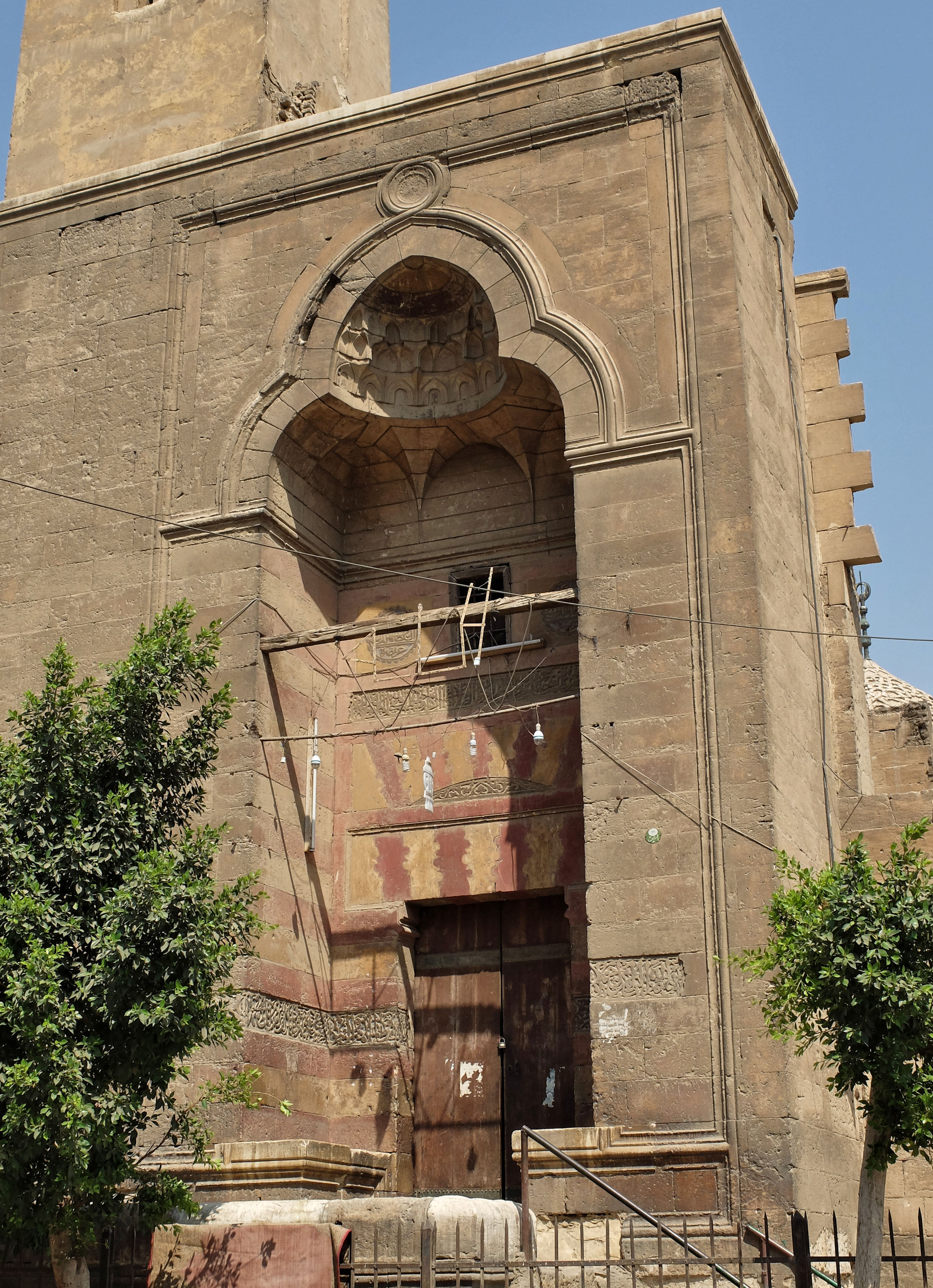
Portal de entrada trilobado com abóbadas de arestas no Complexo Funerário de Barsbay (1432).
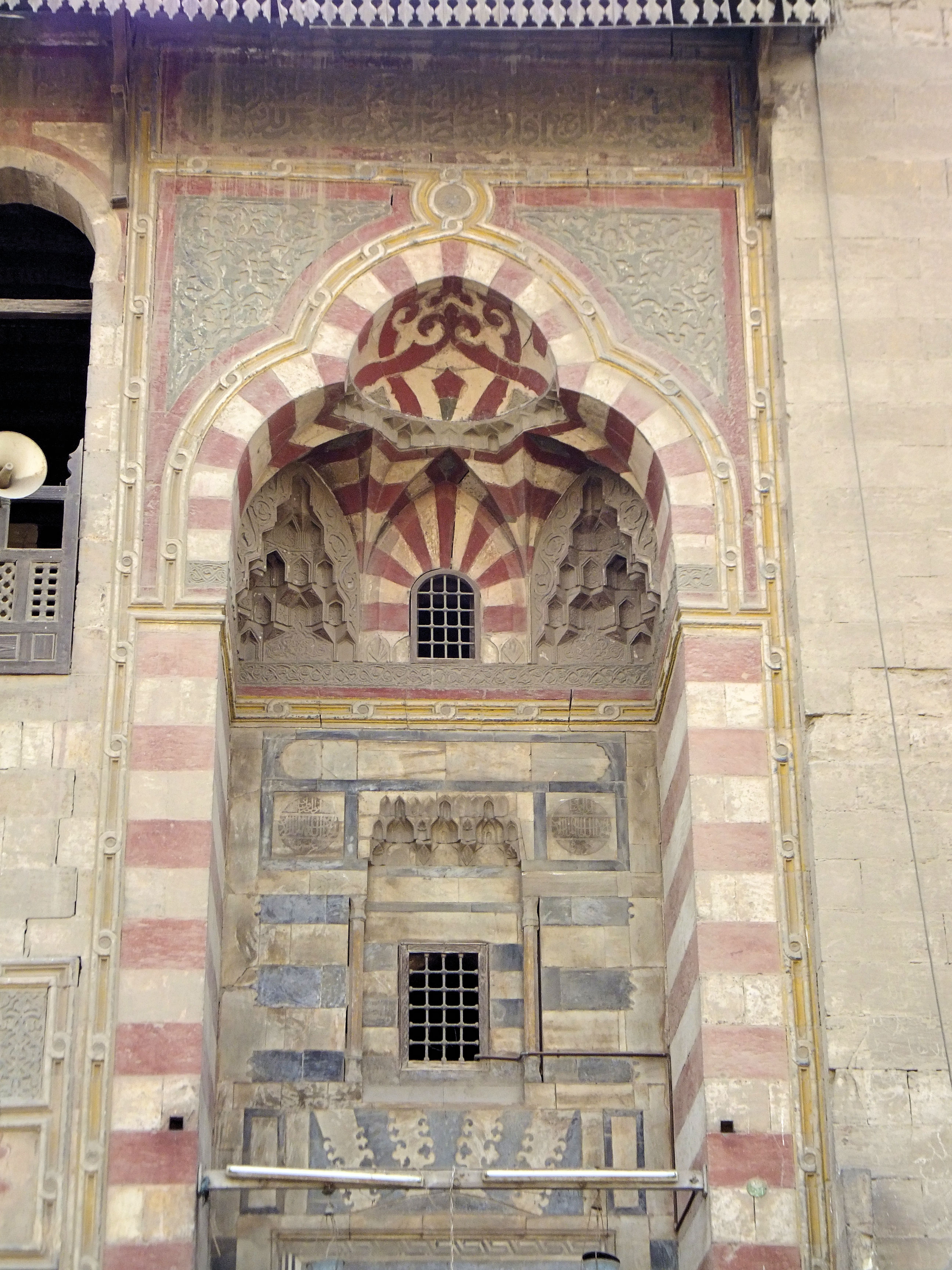
Portal de entrada trilobado com abóbadas de arestas e muqarnas no Complexo Funerário de Qaytbay (1474).
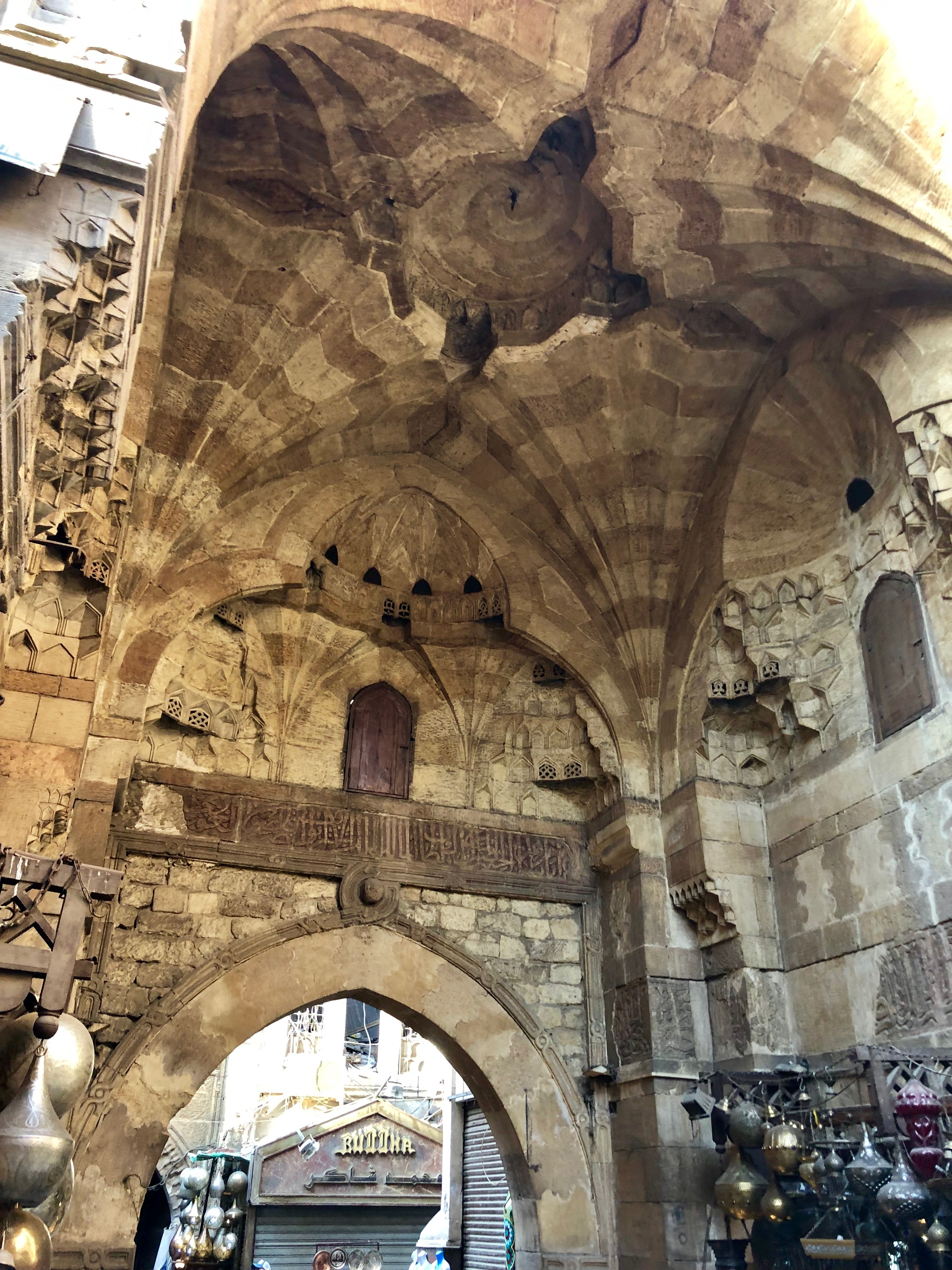
Portal elaborado com abóbada de berço construído pelo sultão Alguri no Khan el-Khalili (1511).

### Complexos de apartamentos

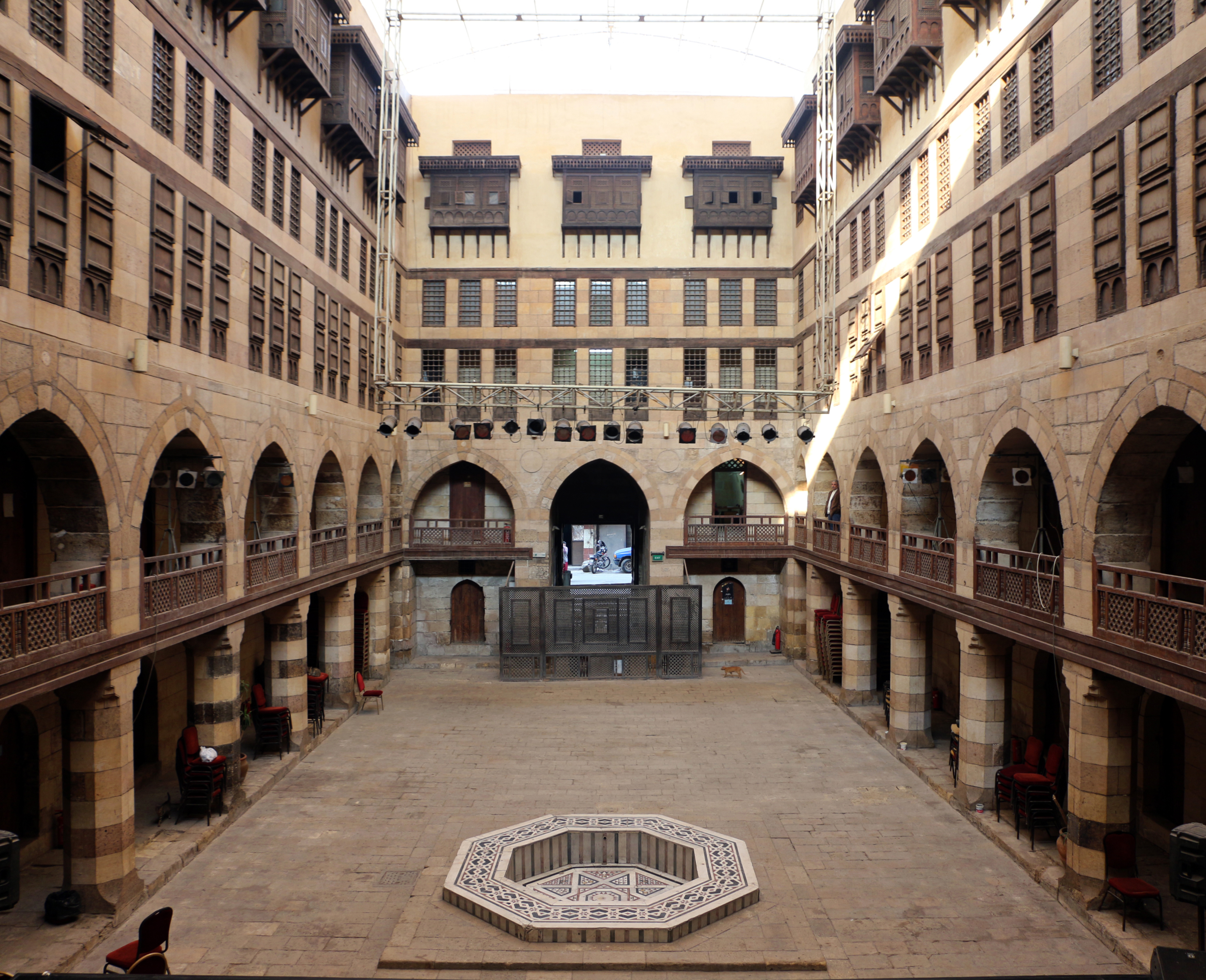
O Wikala do Sultão Alguri (1505) é um exemplo de caravançarai no Cairo, onde os dois andares inferiores eram para funções comerciais e os três andares superiores eram para apartamentos de aluguel

Edifícios de vários andares ocupados por apartamentos de aluguel, conhecidos como rab' (plural ribā' ou urbu), tornaram-se comuns no período mameluco e continuaram a ser uma característica das moradias da cidade durante o período otomano posterior. Esse tipo de moradia era relativamente exclusivo do Cairo na época. Esses apartamentos eram geralmente dispostos em duplex ou triplex de vários andares. Às vezes, eram anexados a caravanserais (wikalas) em que os dois andares inferiores eram para fins comerciais e de armazenamento e os andares superiores eram alugados para inquilinos. Mesmo no caso dessas combinações wikala-rab', os complexos de apartamentos tinham suas próprias entradas de rua, separadas do complexo comercial abaixo. O exemplo mais antigo parcialmente preservado desse tipo de estrutura é a Wikala de Amir Qawsun, que foi construída antes de 1341, mas vários exemplos posteriores sobreviveram de séculos posteriores, como parte de caravanserais ou como edifícios independentes. Os edifícios residenciais no Cairo, por sua vez, eram organizados em bairros próximos chamados harat, que, em muitos casos, tinham portões que podiam ser fechados à noite ou durante distúrbios.

## Papel do mecenato arquitetônico
Os patronos da arquitetura durante o período mameluco incluíam tanto os próprios sultões quanto seus emires mamelucos (comandantes e oficiais de alto escalão). Os complexos arquitetônicos mamelucos e suas instituições eram protegidos por acordos de waqf, que lhes conferiam o status de doações de caridade ou fidúcias legalmente inalienáveis de acordo com a lei islâmica. Isso permitia que o legado do sultão fosse assegurado por meio de seus projetos arquitetônicos, e seu túmulo - e possivelmente os túmulos de sua família - era normalmente colocado em um mausoléu anexado ao seu complexo religioso. Como a caridade é um dos pilares fundamentais do Islã, esses projetos de caridade demonstravam publicamente a piedade do sultão, enquanto as madraças, em particular, também ligavam a elite mameluca governante aos ulama, os estudiosos religiosos que inevitavelmente também atuavam como intermediários com a população em geral. Esses projetos ajudaram a conferir legitimidade aos sultões mamelucos (governantes), que viviam à parte da população em geral e eram Ajam, de origem escrava (os mamelucos eram comprados e trazidos como jovens escravos e depois emancipados para servir nas forças armadas ou no governo). Suas construções caritativas reforçavam seu papel simbólico como protetores piedosos do Islã sunita ortodoxo e como patrocinadores do ṭuruq (irmandades sufis) e dos santuários locais de santos.
Além disso, as provisões das doações piedosas também serviam para proporcionar um futuro financeiro para a família do sultão após sua morte, já que o sultanato mameluco não era hereditário e os filhos do sultão raramente conseguiam assumir o trono após sua morte, e raramente por muito tempo. A família e os descendentes do sultão podiam se beneficiar mantendo o controle dos vários estabelecimentos de waqf que ele construiu e retendo legalmente uma parte das receitas desses estabelecimentos como renda isenta de impostos, o que, em teoria, não poderia ser anulado pelos regimes dos sultões subsequentes. Dessa forma, o zelo de construção dos governantes mamelucos também foi motivado por benefícios pragmáticos muito reais, conforme reconhecido por alguns observadores contemporâneos, como ibne Caldune.

## Arquitetura mameluca além do Cairo
Durante todo o período mameluco, o Cairo permaneceu, de longe, como o mais importante centro de patrocínio arquitetônico, o que condiz com seu papel político central como capital e seu papel econômico como centro de comércio e artesanato. Em parte como resultado disso, a arquitetura e o artesanato dos monumentos fora do Cairo também raramente se equiparavam aos do próprio Cairo. Durante a maior parte do período mameluco, os sultões raramente patrocinavam complexos religiosos ou outras obras não militares fora do Cairo. Houve exceções, principalmente o sultão Qaytbay (r. 1468-1496), que patrocinou novas construções religiosas e de caridade em várias cidades além do Cairo. Ele chegou a enviar artesãos do Egito para reproduzir o estilo arquitetônico do Cairo nesses locais. Os sultões mantinham ou restauravam regularmente os principais locais religiosos, como o Haram al-Sharif (Monte do Templo) em Jerusalém e as mesquitas de Medina e Meca. A maioria dos monumentos provinciais era encomendada pelos governadores e amires mamelucos locais ou, às vezes, por ricos comerciantes locais.
Além do Cairo e do Egito, os principais centros urbanos do império estavam localizados na Grande Síria. Alepo, Damasco, Jerusalém e Trípoli contêm inúmeros monumentos da era mameluca até os dias de hoje. Na região da Síria, a arquitetura local permaneceu relativamente conservadora, perpetuando em grande parte as tradições arquitetônicas estabelecidas que existiam sob a dinastia Aiúbida anterior com relação ao estilo das cúpulas, minaretes e outros elementos distintivos. Os portais de entrada eram geralmente os elementos mais impressionantes, enquanto os minaretes, em contraste com o Cairo, eram menos monumentais e menos ornamentados. Os monumentos mamelucos na Síria, assim como os do Cairo, eram essencialmente monumentos funerários centrados no mausoléu do fundador. Como no Cairo, a câmara do mausoléu era geralmente posicionada próxima à rua para ser altamente visível. Em comparação com o Cairo, no entanto, esses complexos funerários eram menores em escala e suas instalações ou acomodações não eram tão extensas quanto as da capital.

### Damasco
Damasco tinha suas próprias tradições arquitetônicas e o estilo aiúbida estabelecido continuou a ter grande influência durante o período mameluco. Como Damasco era a "segunda cidade" do sultanato mameluco, era uma das cidades mais patrocinadas fora do Cairo. Embora muitos dos edifícios mamelucos dessa época tenham sido danificados ou preservados apenas parcialmente, a cidade ainda contém a segunda maior concentração de monumentos mamelucos depois do Cairo. As primeiras estruturas mamelucas continuaram a tradição local estabelecida de trabalhos em pedra extravagantes e portais muqarnas, que acabaram se espalhando pela arquitetura mameluca no Cairo no século XIV.
A Cidadela de Damasco, onde a guarnição mameluca havia resistido, foi demolida durante os eventos da invasão mongol em 1260, mas o restante da cidade se saiu melhor do que Alepo, que foi severamente danificada pela invasão. Durante o início do período mameluco, Damasco prosperou e o comércio internacional aumentou. Baybars, que assumiu o poder logo após a derrota dos mongóis, passou muito tempo em Damasco durante suas campanhas militares na região. Ele encomendou a criação de um grande palácio na cidade, o Qasr al-Ablaq (Palácio Ablaq), projetado pelo arquiteto Ibrahim ibn Gana'im. O palácio não existe mais hoje. O mesmo arquiteto também projetou o mausoléu e a madraça de Baybars, que foram encomendados após sua morte por seu filho, Baraka Khan, em 1277. A madraça e o mausoléu foram acrescentados a uma casa já existente, na qual Saladino havia morado quando criança. A característica mais notável do novo mausoléu é sua decoração, que inclui um dado de mosaicos de mármore, um friso de estuque esculpido no nível dos olhos e, acima disso, uma extensa zona de mosaicos de vidro que lembram os mosaicos do período omíada na Grande Mesquita da cidade. O mausoléu não foi concluído até 1281, durante o reinado de Calavuno.
Tanquiz Anáceri, o emir mameluco que governou a Síria por 28 anos (1312-1340) durante o reinado de Anácer Maomé, encomendou uma grande mesquita em 1317. Ela está localizada a oeste da Cidadela. Na época de sua construção, era a segunda maior mesquita na área de Damasco, depois da Grande Mesquita. A mesquita foi danificada e, em seguida, em grande parte demolida em meados do século XX; apenas o minarete, os portais de entrada e o mausoléu anexo de Tanquiz foram preservados. Tanquiz também restaurou e melhorou grande parte da infraestrutura da cidade e construiu outros monumentos. Seu palácio, que não existe mais, estava localizado no mesmo local do atual Palácio de Azm. Ele também construiu uma madraça no lado sul desse palácio, que ainda hoje funciona como escola, preservando um portal de entrada de muqarnas finamente trabalhado.
As madraças já eram uma característica estabelecida de Damasco e os mamelucos construíram novas madraças e também restauraram ou ampliaram as antigas. Um total de 78 madraças existiam na cidade durante o período mameluco, além de duas outras madraças reservadas para mulheres. As madraças eram frequentemente combinadas com os túmulos de seus fundadores para formar complexos funerários religiosos, como no Cairo. Monumentos funerários de prestígio continuaram a ser construídos na necrópole estabelecida de al-Salihiyah, a noroeste da cidade murada, mas novos complexos funerários também começaram a ser construídos ao redor da área de al-Midan no início do século XIV. A última área se estendia ao longo da estrada em direção a Meca e também continha campos de exercícios e campos de treinamento para os mamelucos. Sua seção norte foi cercada por um muro em 1291. A área de construção mais ao sul do Midan era conhecida como Qubaybat ("pequenas cúpulas"), devido ao grande número de tumbas com cúpulas. Na época, essa área era predominantemente rural, mas hoje a maior parte dela foi tomada por construções modernas. Apenas alguns monumentos da era mameluca permanecem lá até hoje, incluindo a Mesquita al-Karimi ou al-Dakak (1318), a Madraça Qunshliya (1320) e o Mausoléu de Altunbugha (1329). Um dos edifícios mamelucos mais impressionantes do século XIV, a Madraça al-'Ajami, foi construída por um empresário local antes ou por volta de 1348. Ele está localizado ao longo de uma rua principal, fora da muralha sudoeste da cidade. Sua fachada de rua demonstra uma integração mais completa da decoração mameluca contemporânea com as tradições locais de Damasco, com pedras decorativas multicoloridas e um portal alto recuado com um dossel de muqarnas. Caravançarais também foram construídos na cidade durante o período mameluco. Apenas dois permanecem até hoje: o Khan al-Dikka, que está apenas parcialmente preservado, e o Khan Jaqmaq, que foi construído pela primeira vez em 1418, mas depois reconstruído em 1601 durante o período otomano.

Um dos piores episódios de destruição ocorreu em 1401, quando Timur (Tamerlão) saqueou a cidade durante sua invasão da Síria. A cidade (e o império mais amplo) só se recuperou sob o governo mais estável de Barsbay. Durante o final do período mameluco, novos monumentos eram construídos com mais frequência fora da cidade murada, onde havia mais espaço disponível para construção. Uma das principais mesquitas da época de Barsbay é a Mesquita de Khalil al-Tawrizi (ou Mesquita al-Tawrizi), construída em 1420-1423 a sudoeste da cidade. Por volta da mesma época, em 1418-1420, a Madraça al-Jaqmaqiyya foi construída por ordem do governador mameluco, Sayf al-Din Jaqmaq al-Arghunshawi (o futuro sultão Jaqmaq), sobre as ruínas de uma escola mais antiga destruída em 1401. Tanto a Mesquita al-Tawrizi quanto a Madraça al-Jaqmaqiyya são os primeiros monumentos religiosos de Damasco a abandonar o layout tradicional de pátio aberto e adotar o layout de Cairene, com um pátio "coberto" ou com telhado e uma câmara tumular saliente. A madraça al-Sabuniyya, construída entre 1459 e 1464, é um dos monumentos mamelucos tardios mais impressionantes da cidade, construída por Ahmad ibn al-Sabuni. Localizada perto da Madraça al-'Ajami, ela também tem uma decoração de pedra semelhante. Acontribuição de Qaytbay para a cidade inclui a adição de um terceiro minarete à antiga Grande Mesquita em 1482-1488.

Arquitetura mameluca em Damasco
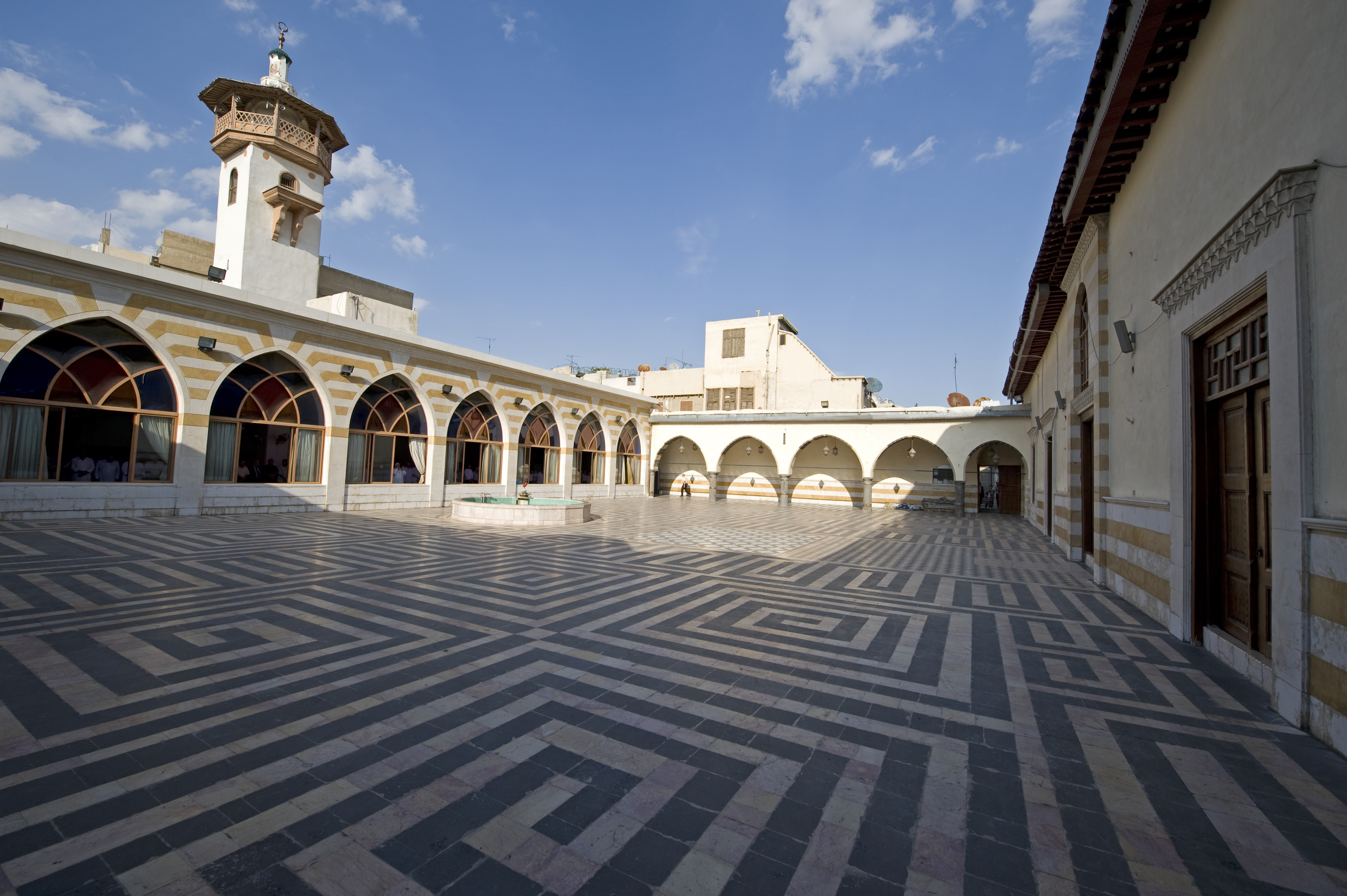
Mesquita Al-Karimi (1318, possivelmente com reformas posteriores).
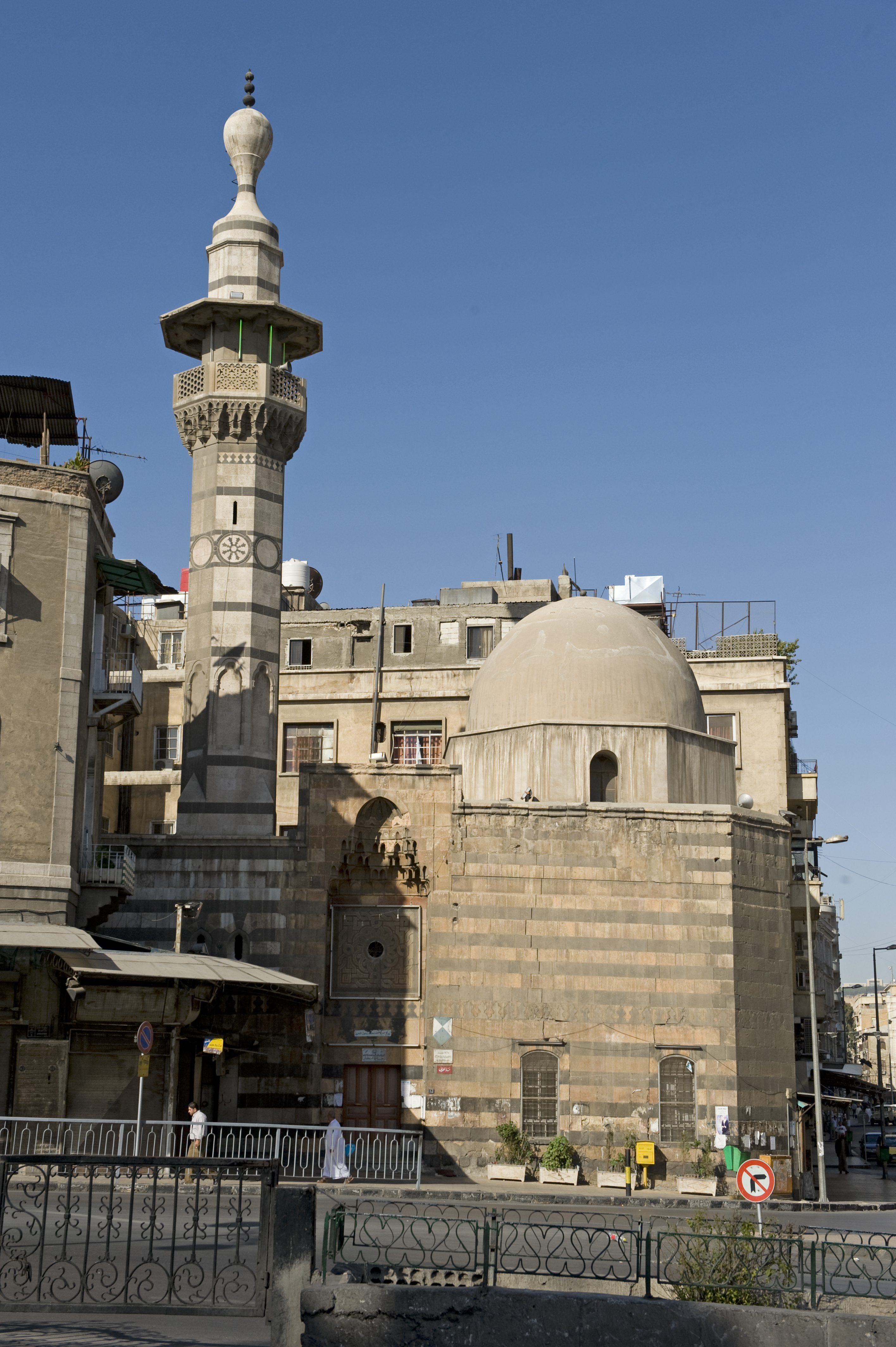
Mesquita Al-Sanjakdar, construída por um governador mameluco em 1347-1349.
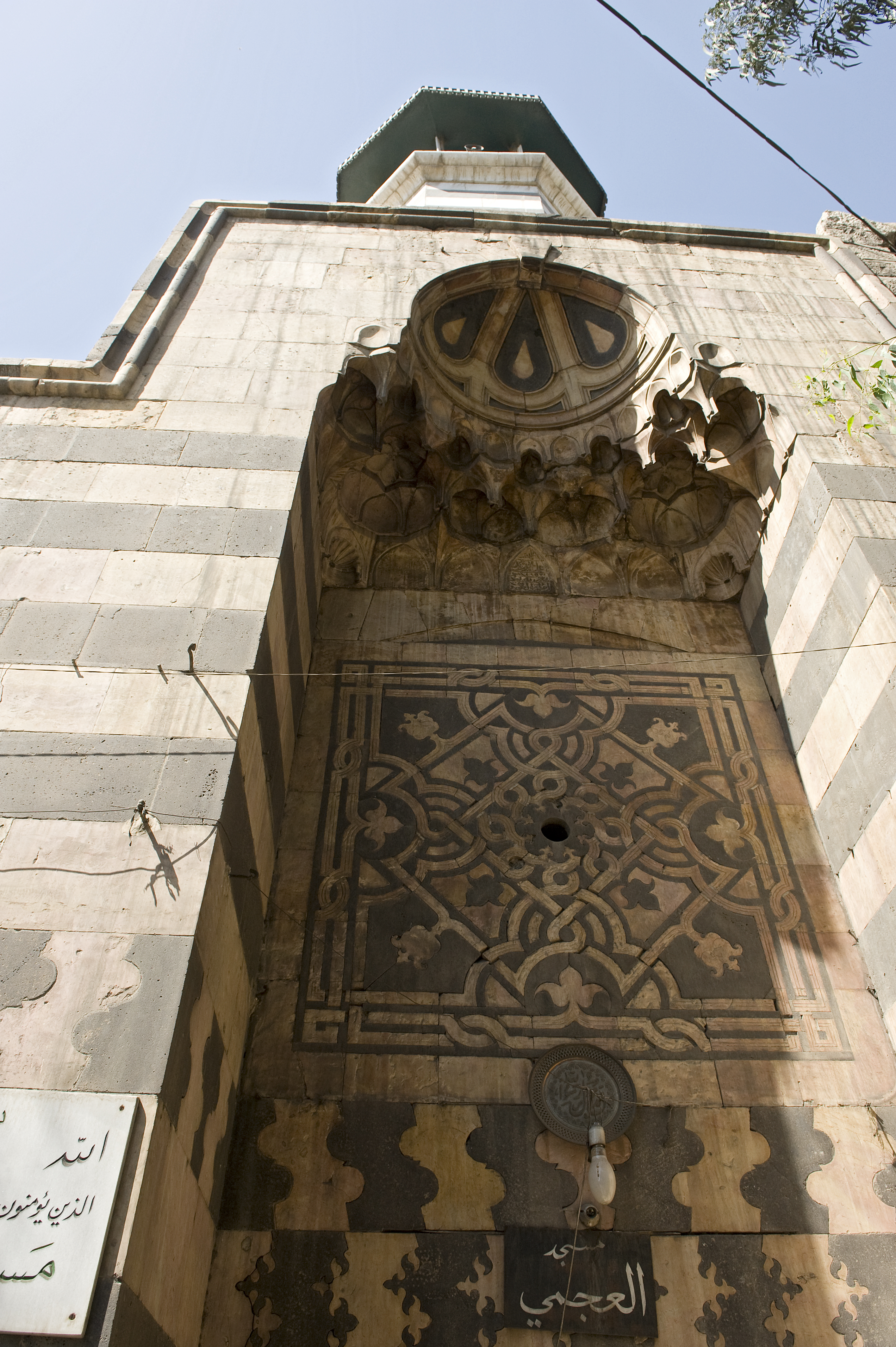
Portal de entrada da Madraça al-'Ajami (c. 1348).
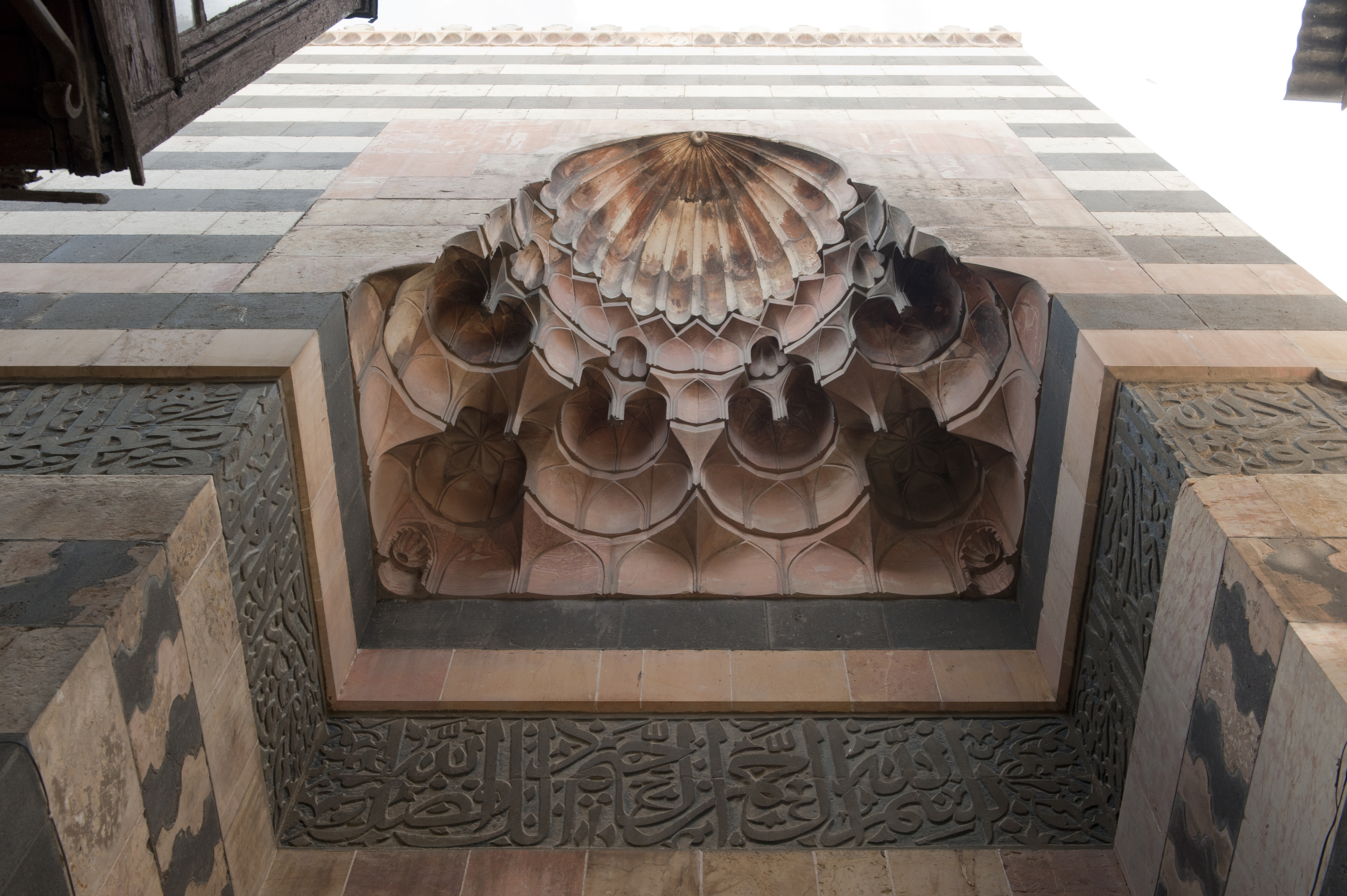
Portal de entrada da madraça al-Jaqmaqiyya (1418-1420, restaurado no século XX).
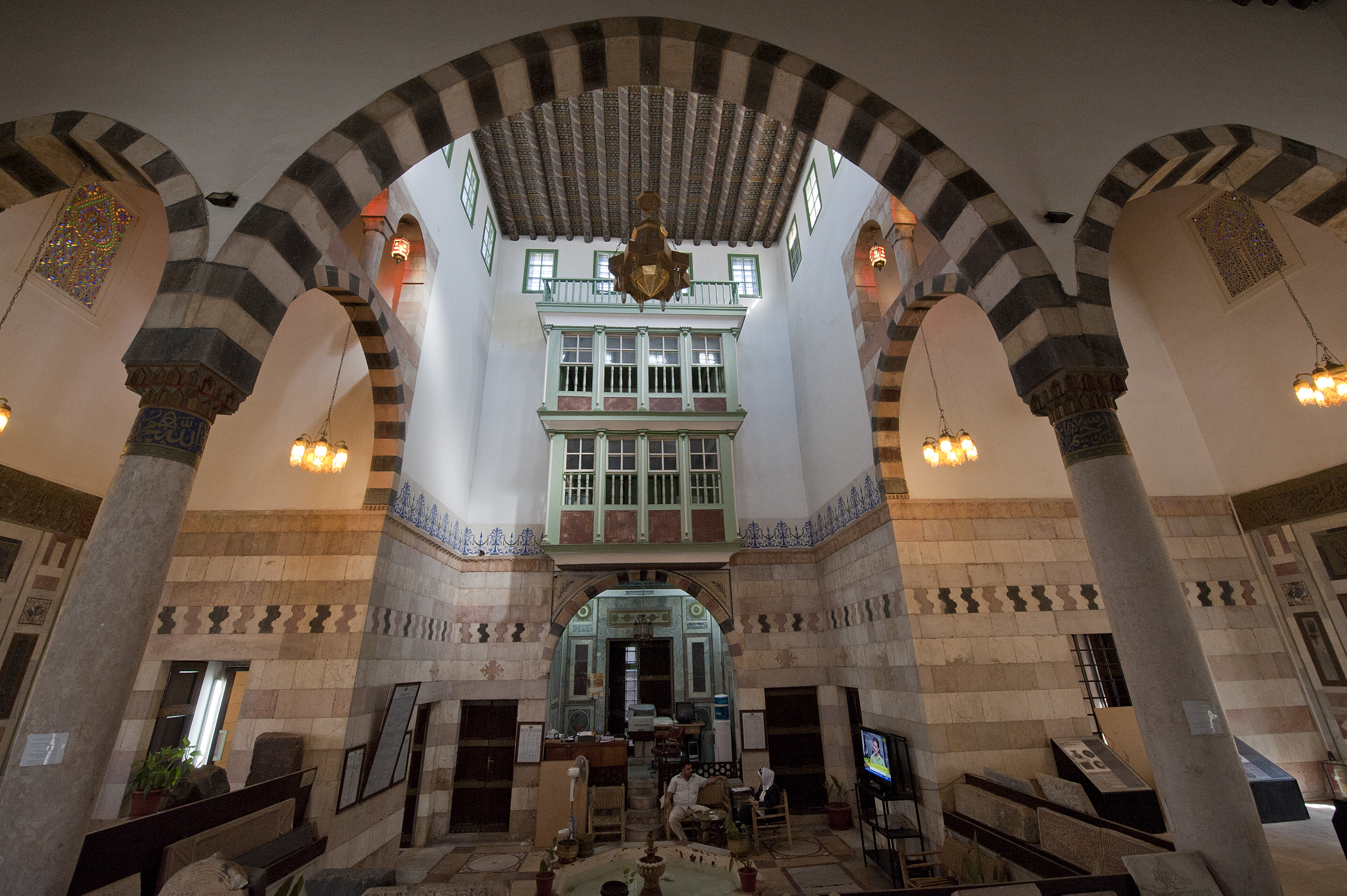
Interior da Madraça al-Jaqmaqiyya (1418-1420, restaurada no século XX).
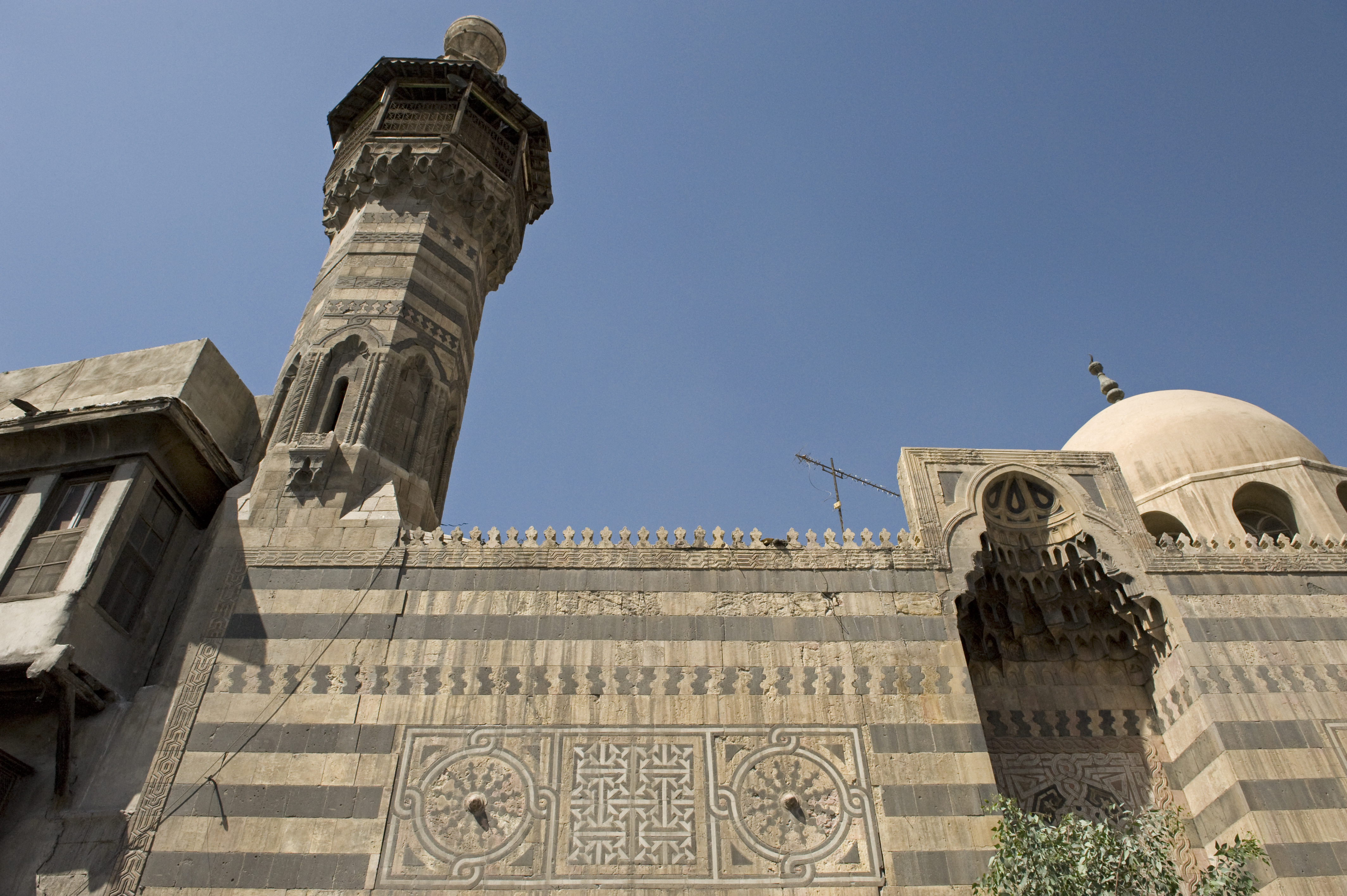
Exterior da Madraça al-Sabuniyya (1459-1464).
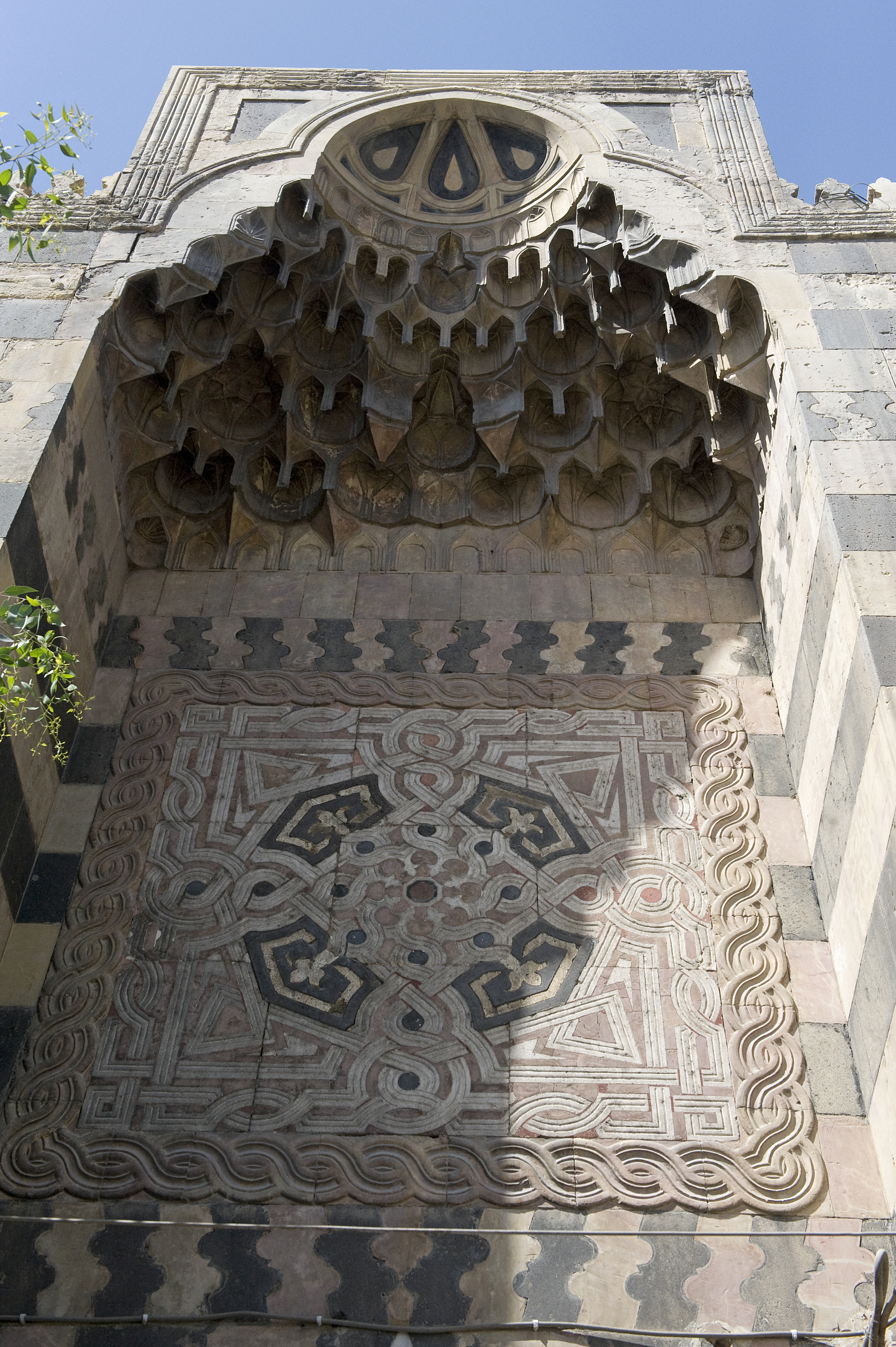
Portal de entrada da Madraça al-Sabuniyya (1459-1464).
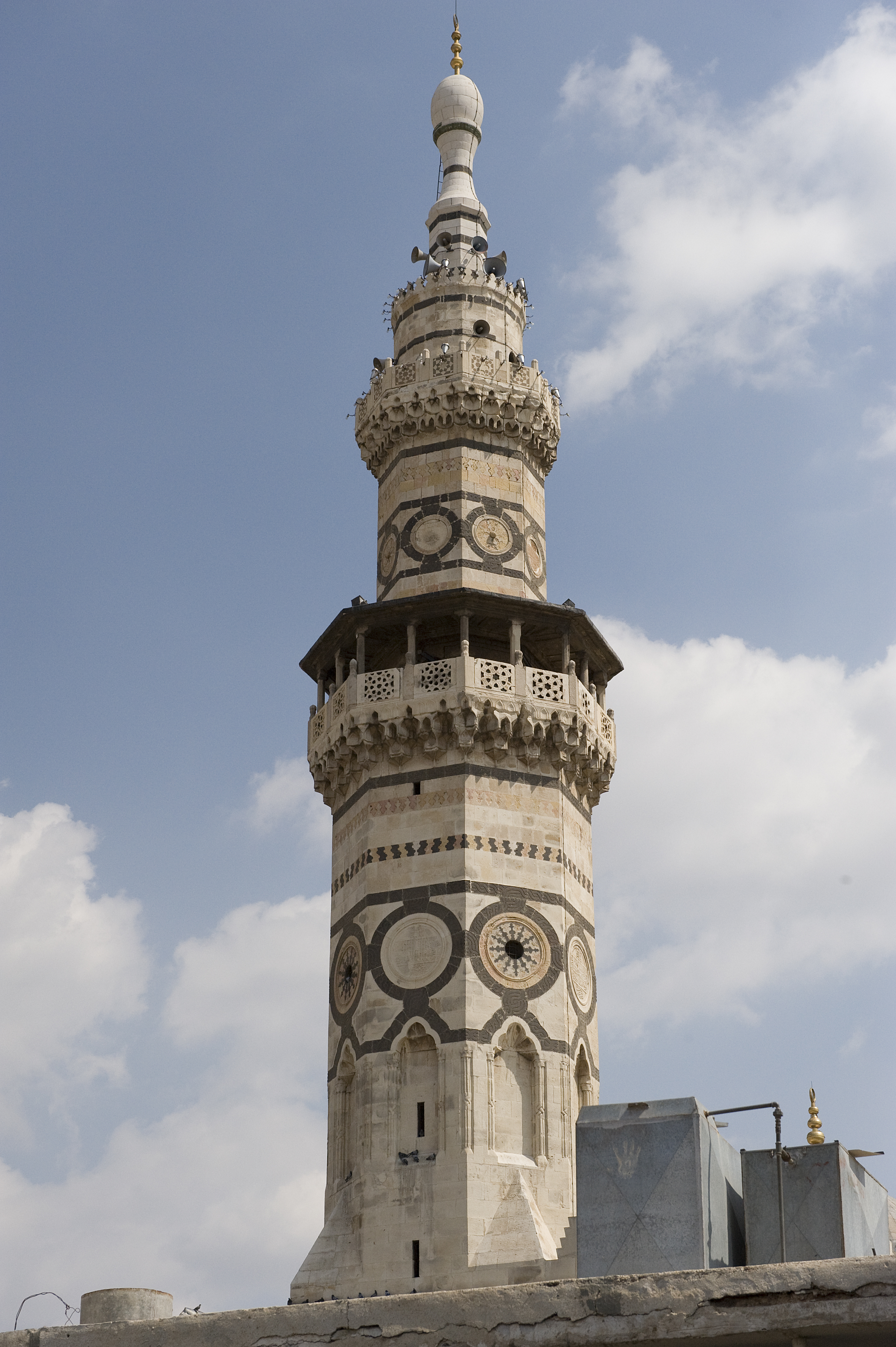
Minarete de Qaytbay na Grande Mesquita de Damasco (1482-1488).

### Alepo
Alepo sofreu com as invasões mongóis de 1260, mas se recuperou progressivamente depois disso. Os primeiros anos do governo mameluco na cidade foram ocupados por reparos e restaurações. As muralhas da cidade foram estendidas mais para o leste, o que abriu um novo espaço para futuras construções. No início do século XIV, alguns governadores mamelucos encomendaram mausoléus para si mesmos, mas poucos monumentos importantes foram construídos nesse período inicial. Um monumento interessante é a Mesquita Mehmendar (1302), cujo minarete redondo (partindo da tradição aiúbida de minaretes quadrados) é esculpido em um estilo que lembra a arquitetura artuquida, seljúcida ou ilcanida. Outra construção religiosa, a Mesquita de Ala al-Din Altunbugha al-Nasiri, foi construída em 1318 e ainda é, em sua maior parte, de estilo aiúbida, exceto pelo portal de entrada e minarete mais elaborados. O estabelecimento em 1354 do Maristão de Arghun al-Kamil ou Maristão Arghuni, um grande bimaristan (hospital) para doentes mentais, foi a criação mais significativa do início do período mameluco na cidade. Ele era composto por seis unidades, cada uma dedicada a diferentes tipos de tratamento, dispostas em torno de três pátios internos. Sua porta, no entanto, provavelmente foi reutilizada de um edifício aiúbida anterior.
No final do século XIV, a prosperidade de Alepo aumentou de forma mais definitiva quando as rotas comerciais da Rota da Seda foram desviadas, transformando-a em um entreposto para caravanas orientais do Irã e comerciantes venezianos do oeste. Entre os inúmeros monumentos que sobreviveram desse período estão a Mesquita de Mankalibugha al-Shamsi (por volta de 1367), notável por seu alto minarete, a Mesquita Tawashi (1372), notável por seus detalhes esculpidos em pedra, e a Mesquita al-Bayadah (1378), notável por sua longa fachada de rua decorada com alvenaria ablaq e entalhes muqarnas acima das janelas recuadas. Os portais de entrada monumentais com entalhes muqarnas se tornaram uma característica padrão da arquitetura mameluca na cidade, e os pedreiros fizeram experimentos com novas ideias decorativas e floreios. A prosperidade também se reflete na maior atenção dada aos souks ou mercados da cidade. Anteriormente, os mercados eram organizados em um padrão de ruas em forma de grade, mas não continham nenhuma arquitetura formal para abrigar as lojas. Algumas ruas do mercado eram cobertas com telhados de madeira. No entanto, no período mameluco, algumas ruas de souks foram cobertas com telhados abobadados de pedra pela primeira vez e cabines de pedra para lojas foram construídas em intervalos regulares ao longo delas. Caravançarais (khans) também foram estabelecidos em um número cada vez maior. Os hamames ou banheiros públicos também cresceram em número. O maior hamame histórico da Síria atualmente é o Hamame de Ialbuga em Alepo, originalmente construído pelo governador mameluco Ialbuga Anaciri em 1389 e reconstruído no século seguinte. Por trás da fachada ablaq, suas três seções principais consistiam em um plano de quatro iwans com uma cúpula central.

Durante a invasão de Timur em 1400, Alepo se rendeu sem lutar e foi poupada da destruição de Damasco. No entanto, assim como o restante da Síria, seu artesanato sofreu com a deportação em massa dos artesãos da região para a capital de Timur, na Ásia Central. No entanto, no século XV, a cidade continuou a prosperar, cresceu além de suas antigas muralhas e novos edifícios monumentais foram acrescentados em várias áreas. A mesquita de Alutruxe, iniciada em 1399 pelo governador mameluco Aquebuga Alutruxe, mas concluída por seu sucessor Demirdaxe em 1410, exibiu uma influência mameluca muito mais forte em seus detalhes e foi construída em uma escala mais imponente. Uma das construções mais audaciosas foi um grande salão de banquetes ou salão de recepção construído no topo das duas torres aiúbidas e da portaria na entrada da cidadela. Ele foi adicionado pelo governador mameluco Jacã min Iuade em 1406-07. O salão tem janelas ornamentadas em sua fachada externa, enquanto o interior era coberto por um telhado de nove cúpulas. O salão mais tarde caiu em ruínas e foi reconstruído no século XX com um telhado plano e precisão limitada. Os khans mais antigos sobreviventes na cidade datam desse período, incluindo o Khan al-Qadi (1441), originalmente construído como uma madraça, mas rapidamente convertido para uso comercial, e o Khan al-Sabun (1479), notável por sua janela ornamentada.

Arquitetura mameluca em Aleppo
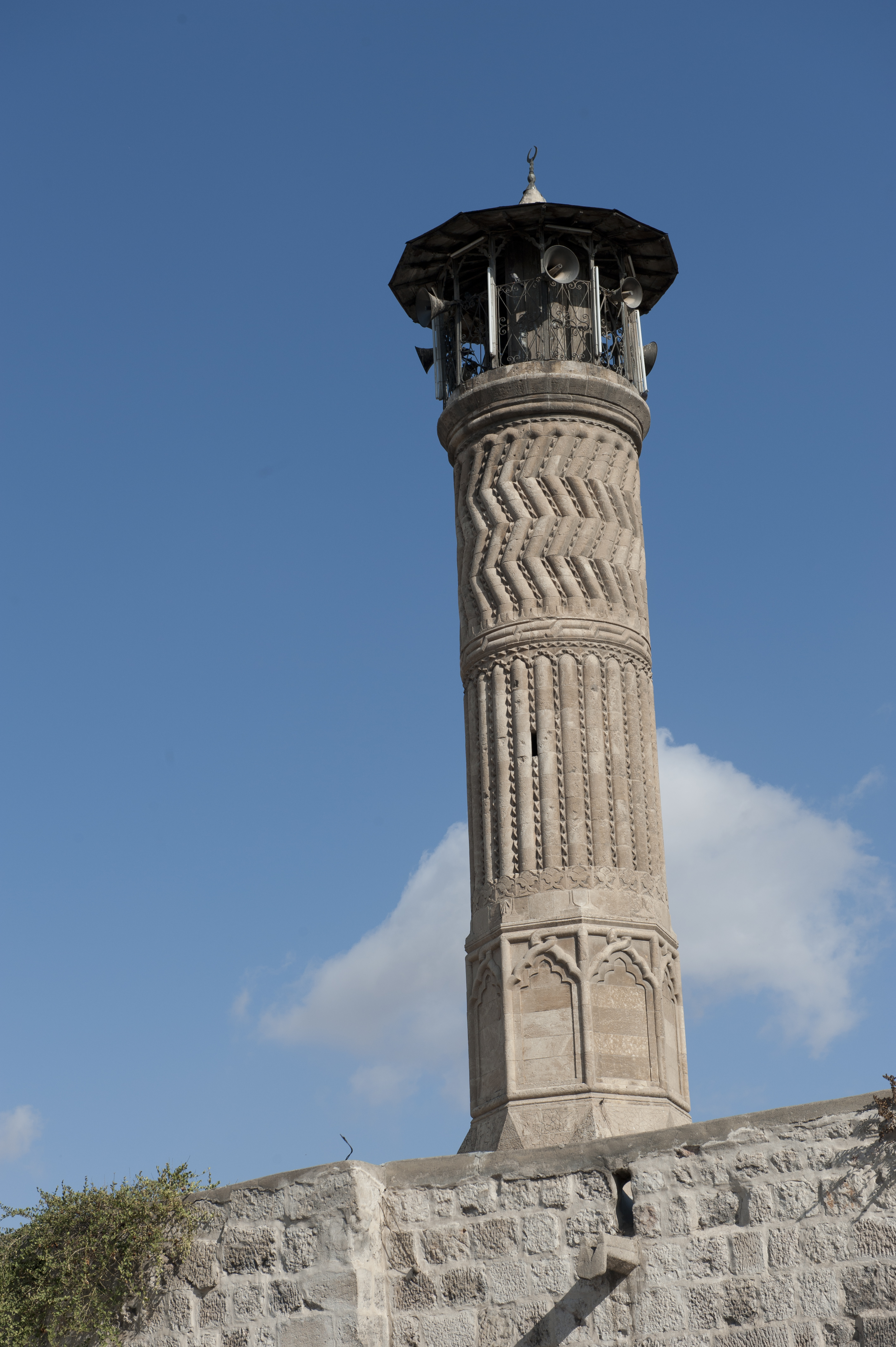
O minarete da Mesquita de Mehmendar (1302).
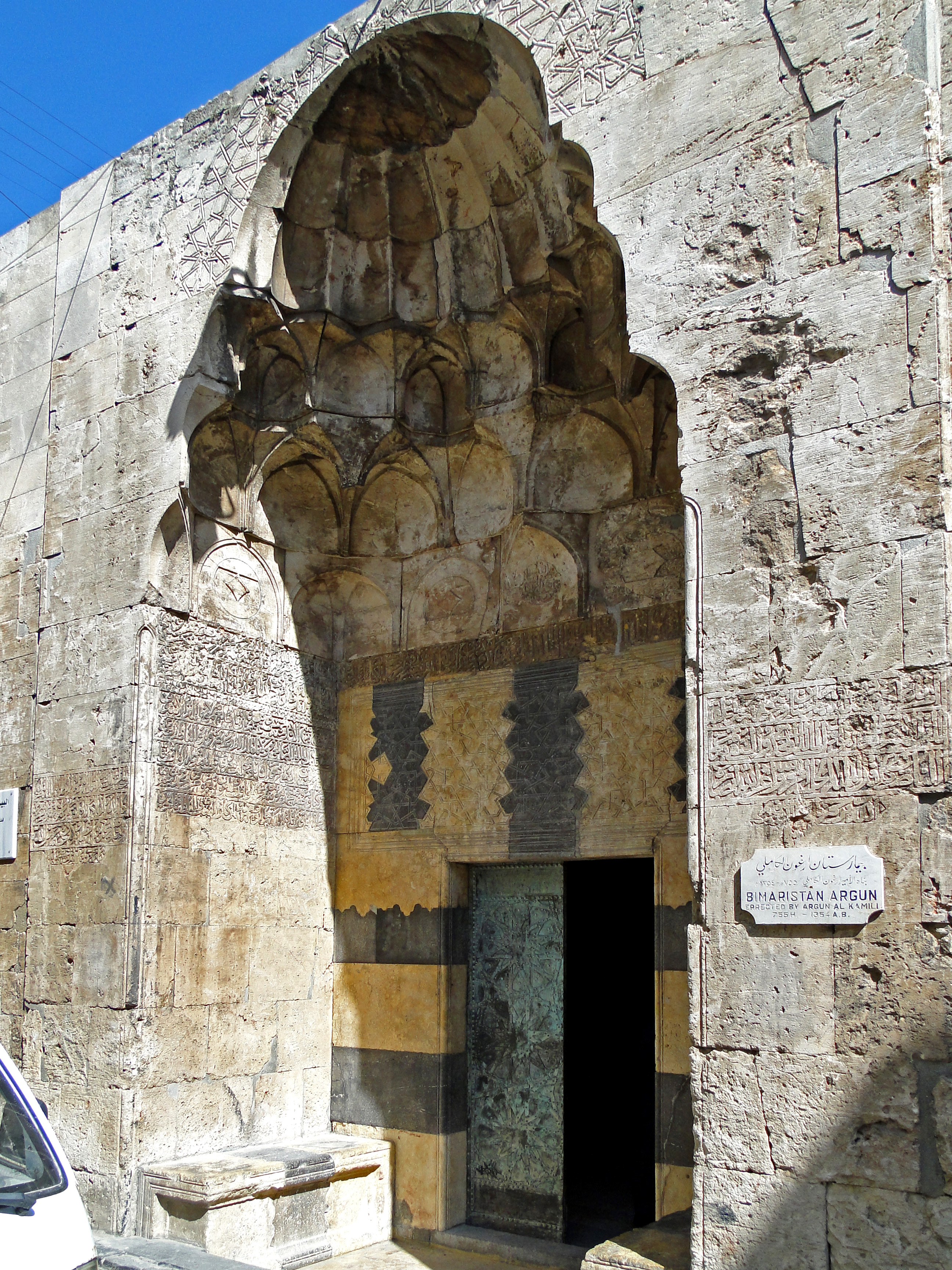
Maristan de Arghun al-Kamili (1354), portal de entrada (possivelmente aiúbida).
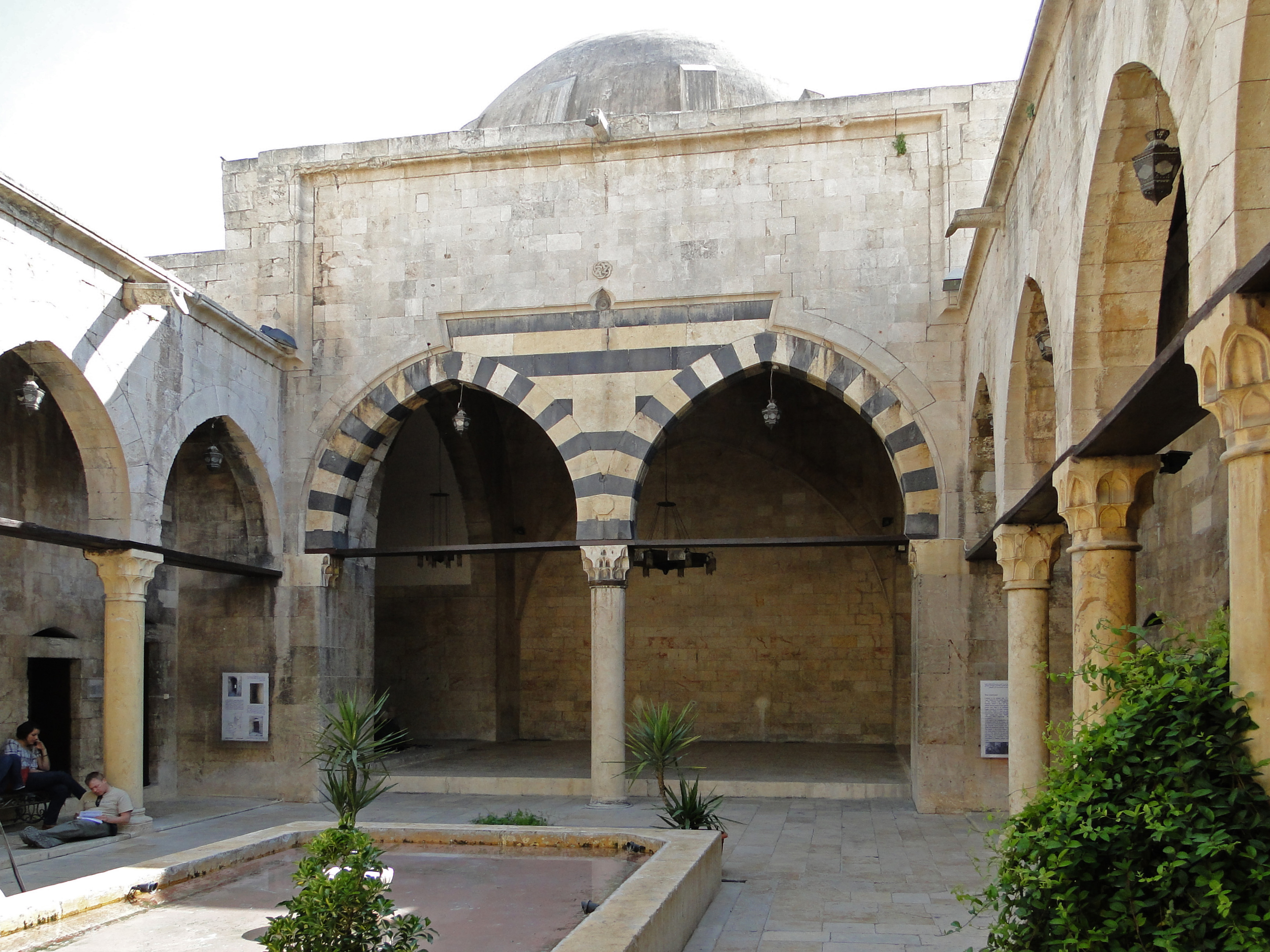
Maristan de Arghun al-Kamili (1354), pátio interno.
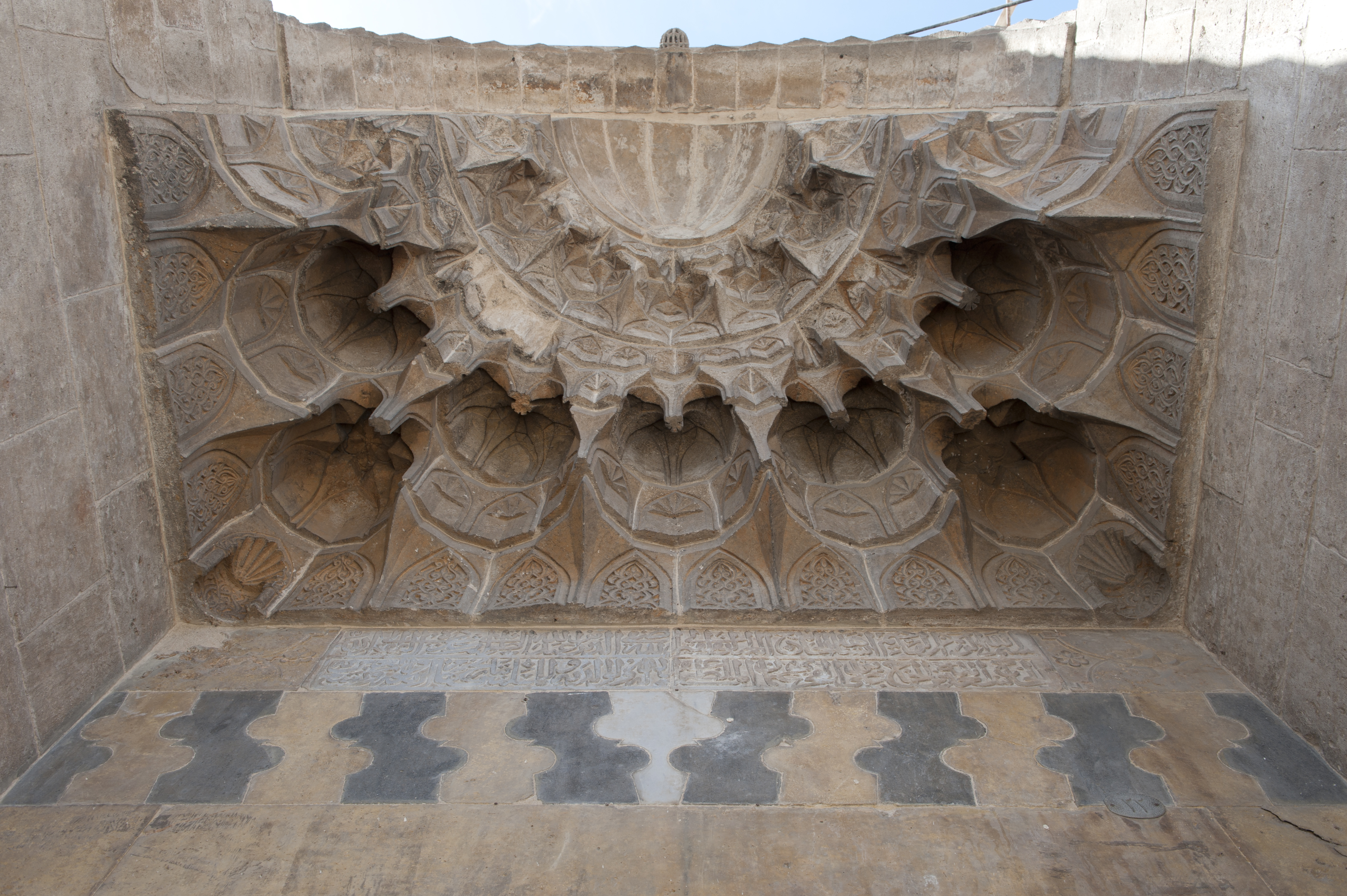
Muqarnas sobre a entrada da Mesquita Tawashi (1372).
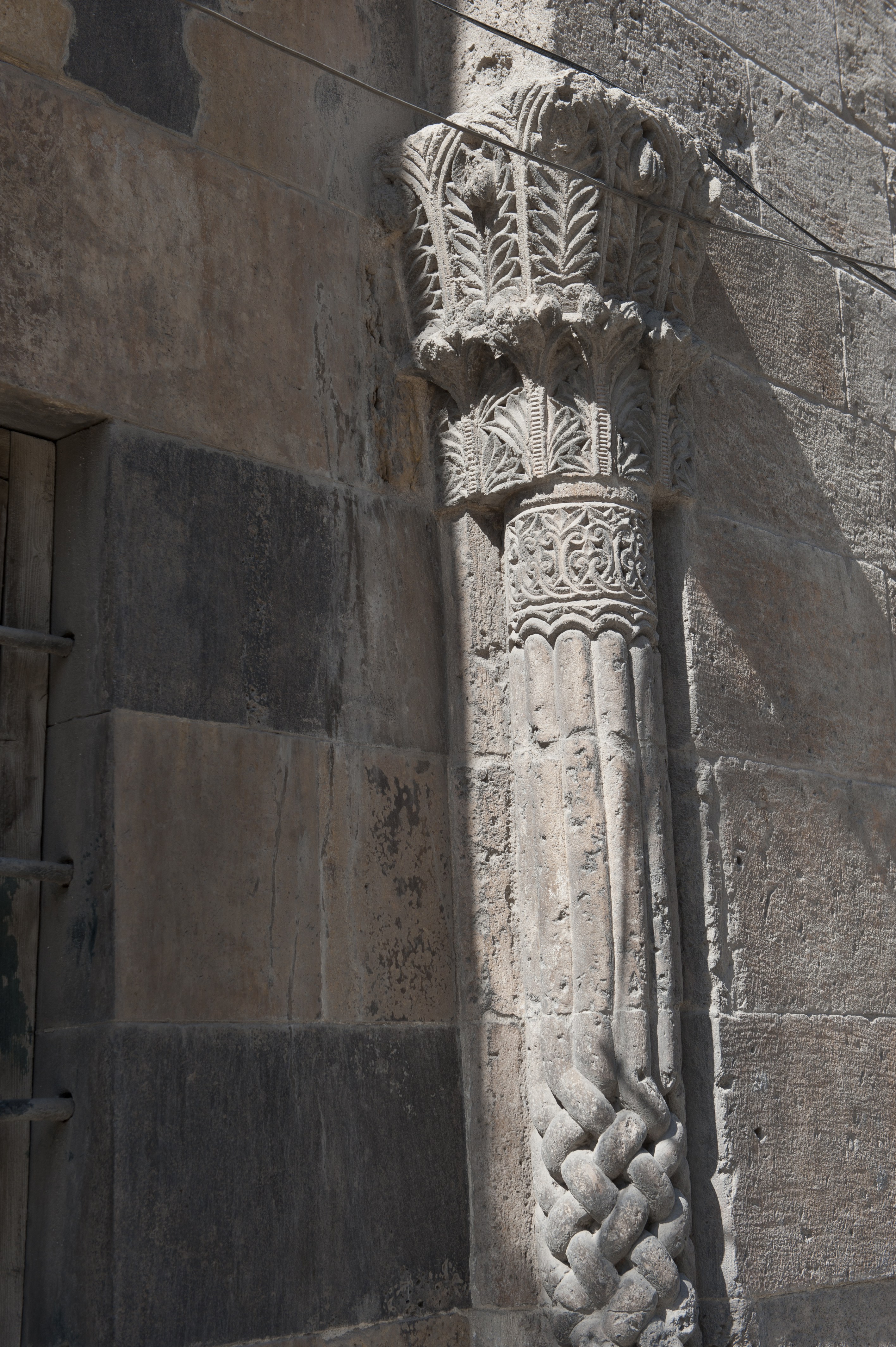
Coluna decorativa esculpida na Mesquita Tawashi (1372).
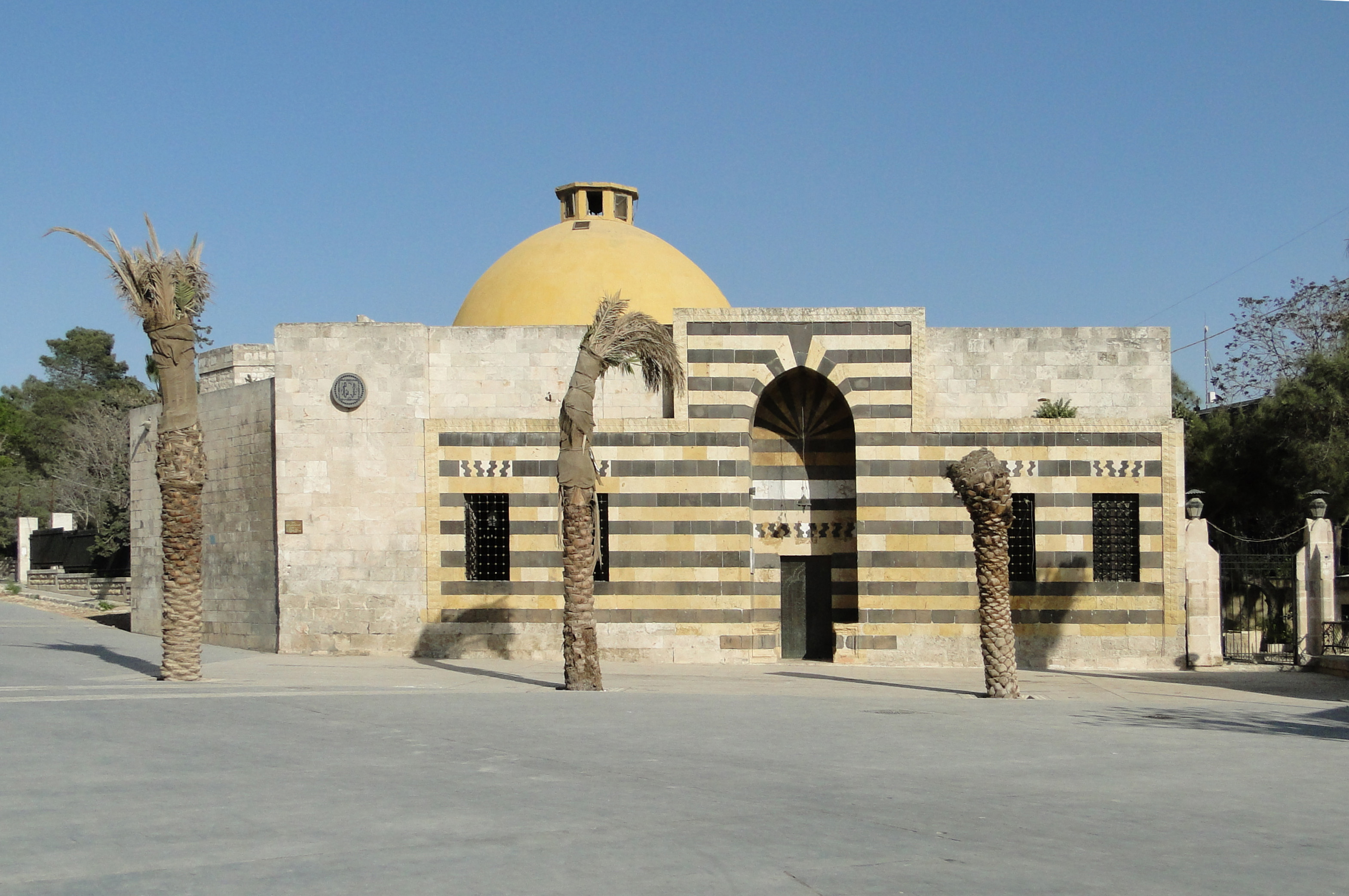
Hamame de Ialbuga (1389).
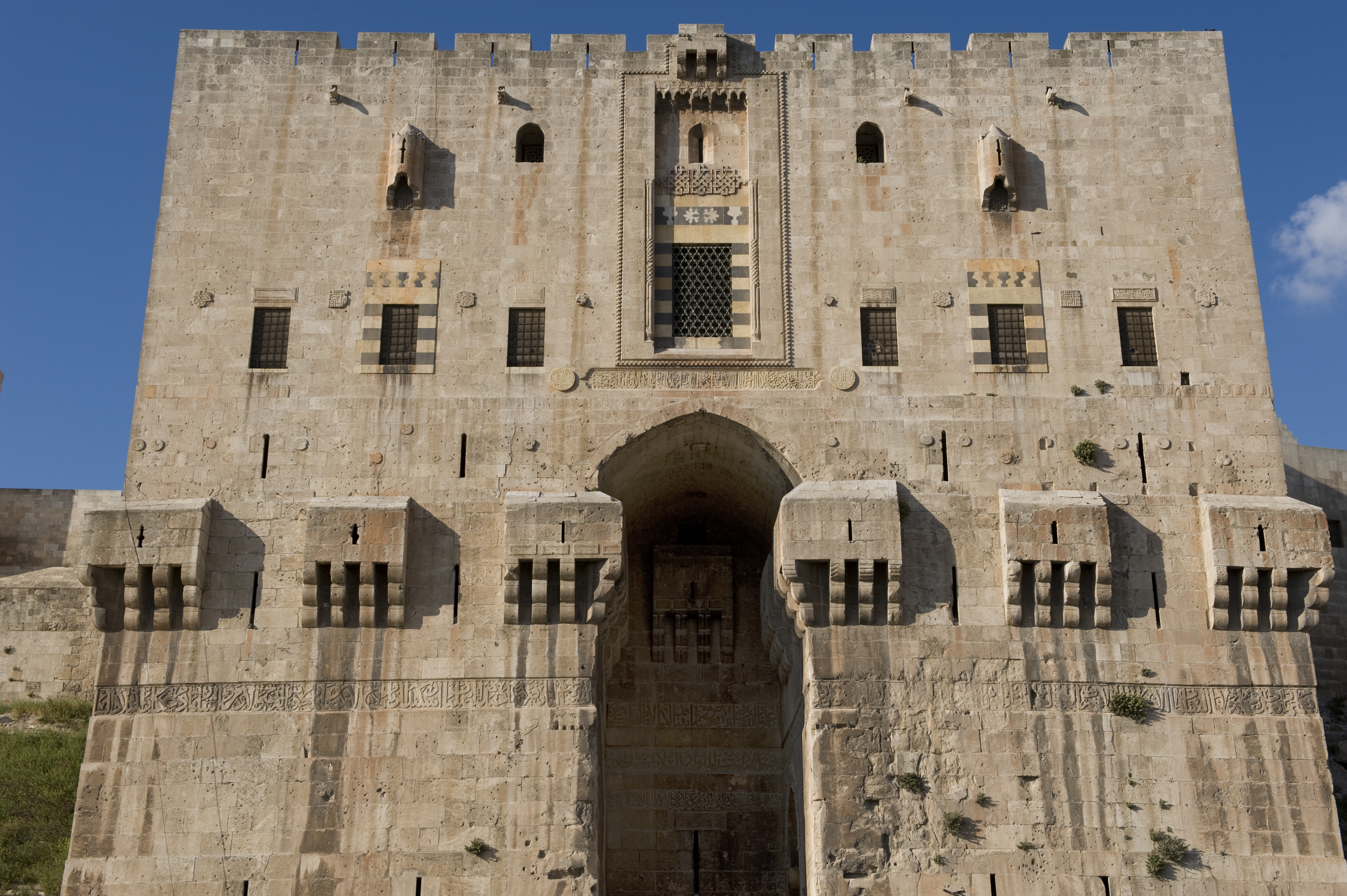
O salão de banquetes mameluco (1406-07) construído sobre o portão aiúbida da Cidadela de Alepo.
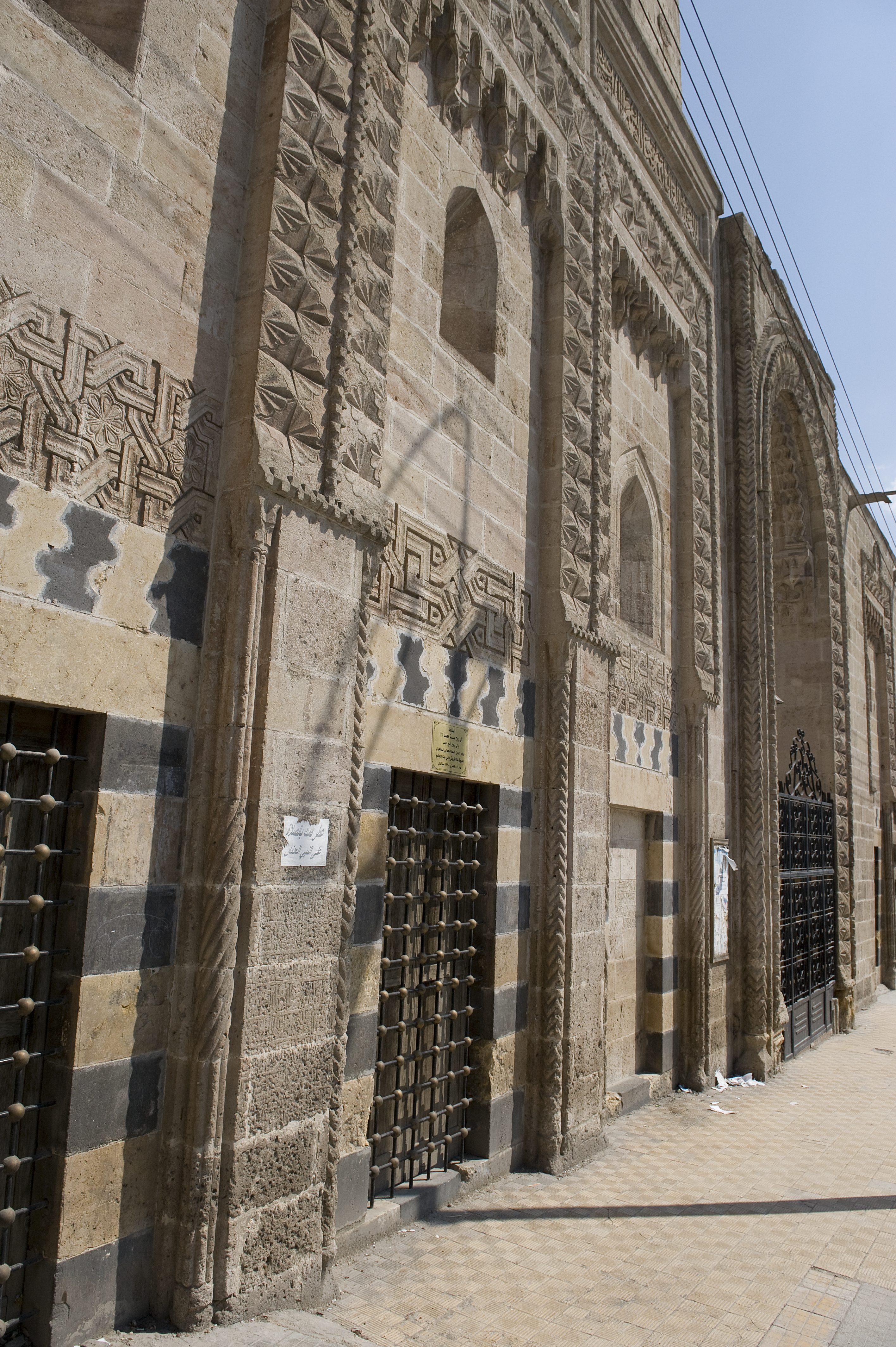
Detalhes da fachada decorada da Mesquita de Alutruxe (1410).
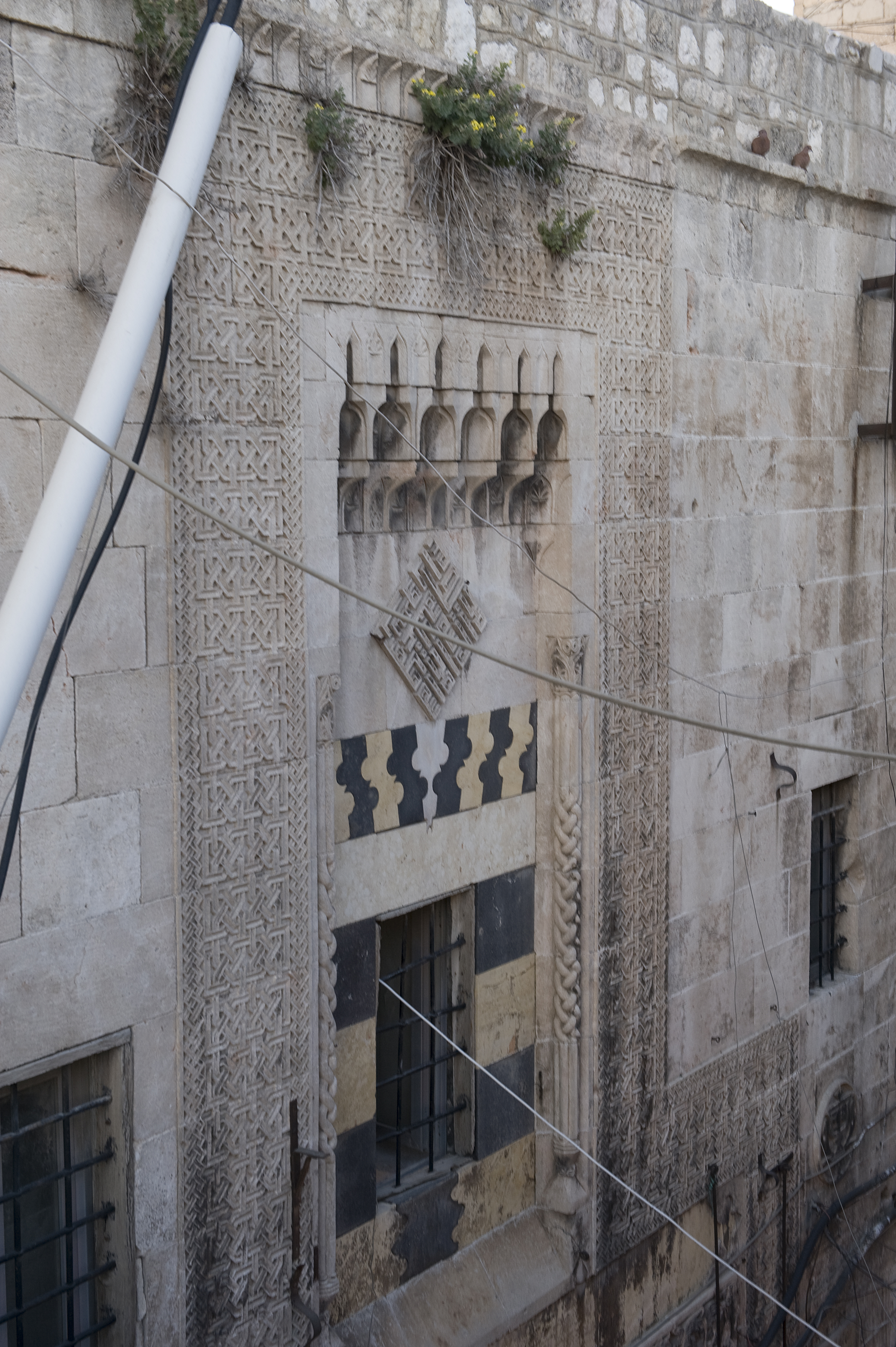
Janela ornamentada sobre a entrada do Khan al-Sabun (1479).
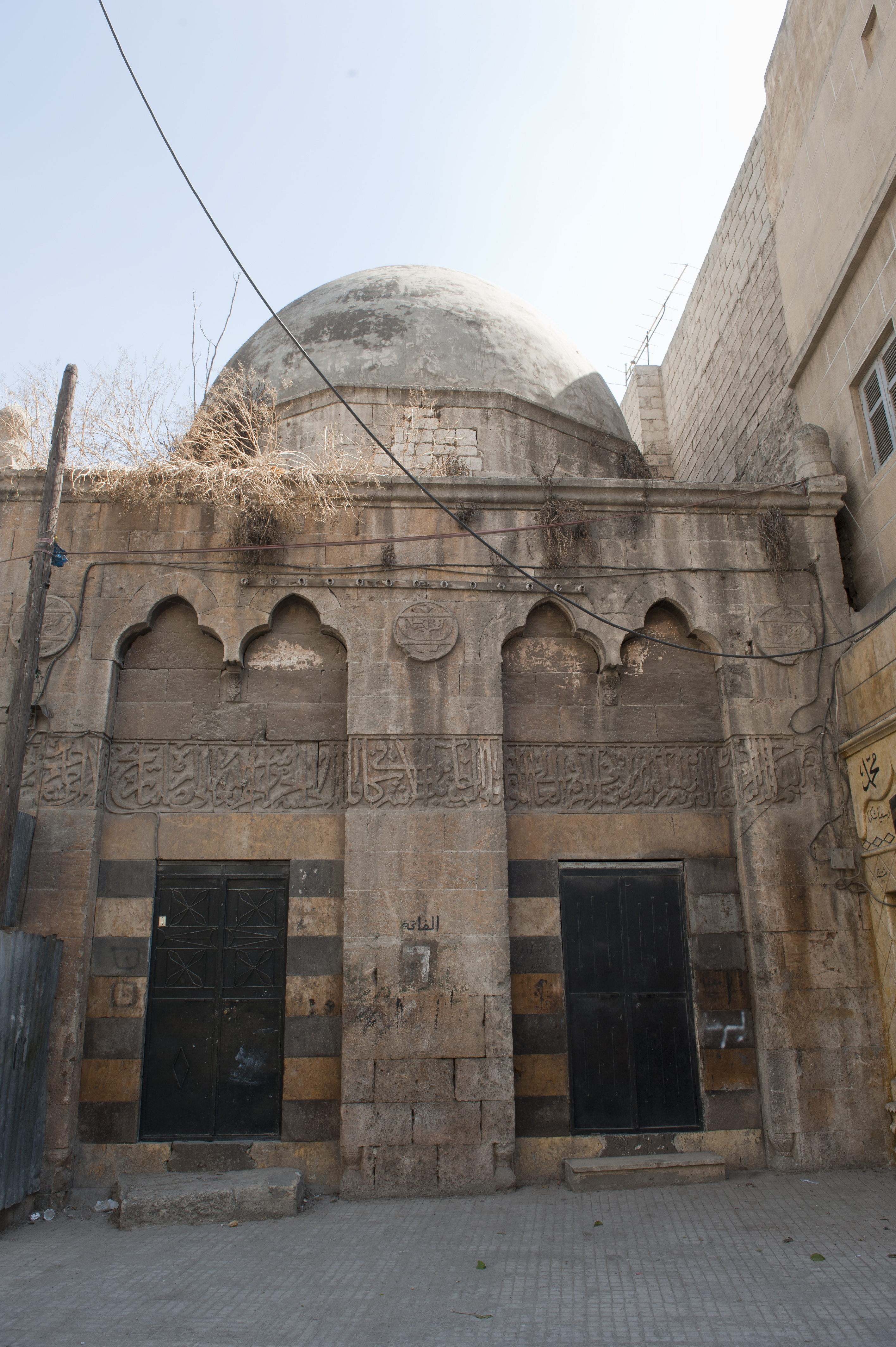
Mausoléu de Khayr Bak (1514) (não confundir com o complexo funerário do mesmo fundador no Cairo).

### Jerusalém
Jerusalém foi outro local de patrocínio significativo fora do Cairo. A frequente atividade de construção na cidade durante esse período é evidenciada pelos 90 edifícios restantes que datam dos séculos XIII a XV. Os tipos de estruturas construídas incluíam madraças, bibliotecas, hospitais, caravançarais, fontes (ou sabis) e hamames (casas de banho). As estruturas foram construídas, em sua maioria, em pedra e geralmente apresentam muqarnas e decoração ablaq. Embora os próprios sultões só ocasionalmente construíssem novos monumentos na cidade, muitos outros foram construídos por emires mamelucos locais e até mesmo por cidadãos particulares. No entanto, os sultões se preocuparam em restaurar e manter os locais sagrados muçulmanos na cidade. Anácer Maomé, por exemplo, restaurou a Cúpula da Rocha e a Mesquita de Al-Aqsa.

Grande parte da atividade de construção concentrou-se nas bordas do Haram al-Sharif, geralmente agrupando-se em torno das ruas principais que levavam ao santuário. Os antigos portões do Haram al-Sharif perderam importância e novos portões foram construídos, enquanto partes significativas dos pórticos norte e oeste (riwaqs) ao longo da borda do Haram foram concluídas nesse período. Bab al-Qattanin (Portão do Algodão), por exemplo, foi construído em 1336-1337 e tornou-se uma importante entrada para o complexo a partir do centro comercial da cidade, um novo mercado chamado Suq al-Qattatin, que foi construído na mesma época. O patrono dessa construção foi Tankiz, o emir mameluco responsável pela Síria durante o reinado de Anácer Maomé. Ele também construiu a madraça Tankiziyya (1328-1329) na borda oeste do Haram al-Sharif. Outros monumentos da era mameluca na cidade incluem a Madraça as-Sallāmiyya (1338), o Minarete al-Fakhriyya na borda do Haram al-Sharif (data desconhecida, mas construído em algum momento entre 1345 e 1496), a madraça al-Manjakiyya (1361), o Palácio de Lady Tunshuk (por volta de 1388, mas integrado a edifícios posteriores) e o Mausoléu de Lady Tunshuk do outro lado da rua (construído antes de 1398). O sultão Qaytbay foi um notável patrono da cidade, construindo a Madraça al-Ashrafiyya (apenas parcialmente preservada) na borda do Haram al-Sharif, concluída em 1482 e considerada um importante monumento mameluco por si só, e o vizinho Sabil de Qaytbay, construído pouco depois, em 1482. A Madraça al-Muzhiriyya também foi construída em seu reinado, em 1480-81, por um oficial mameluco. As construções de Qaytbay foram os últimos edifícios mamelucos notáveis construídos na cidade.

Arquitetura mameluca em Jerusalém
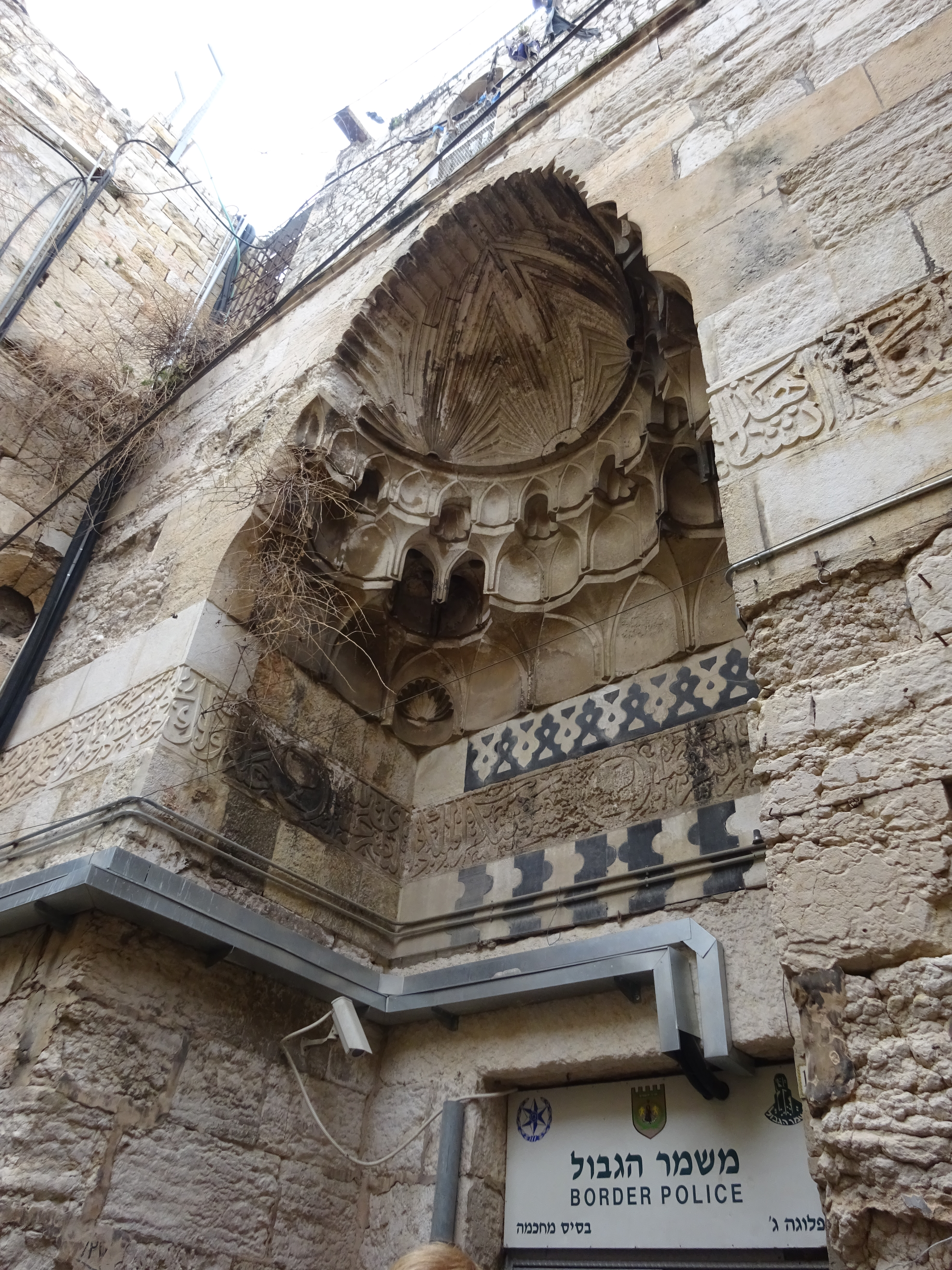
Portal da madraça al-Tankiziyya (1328-1329).
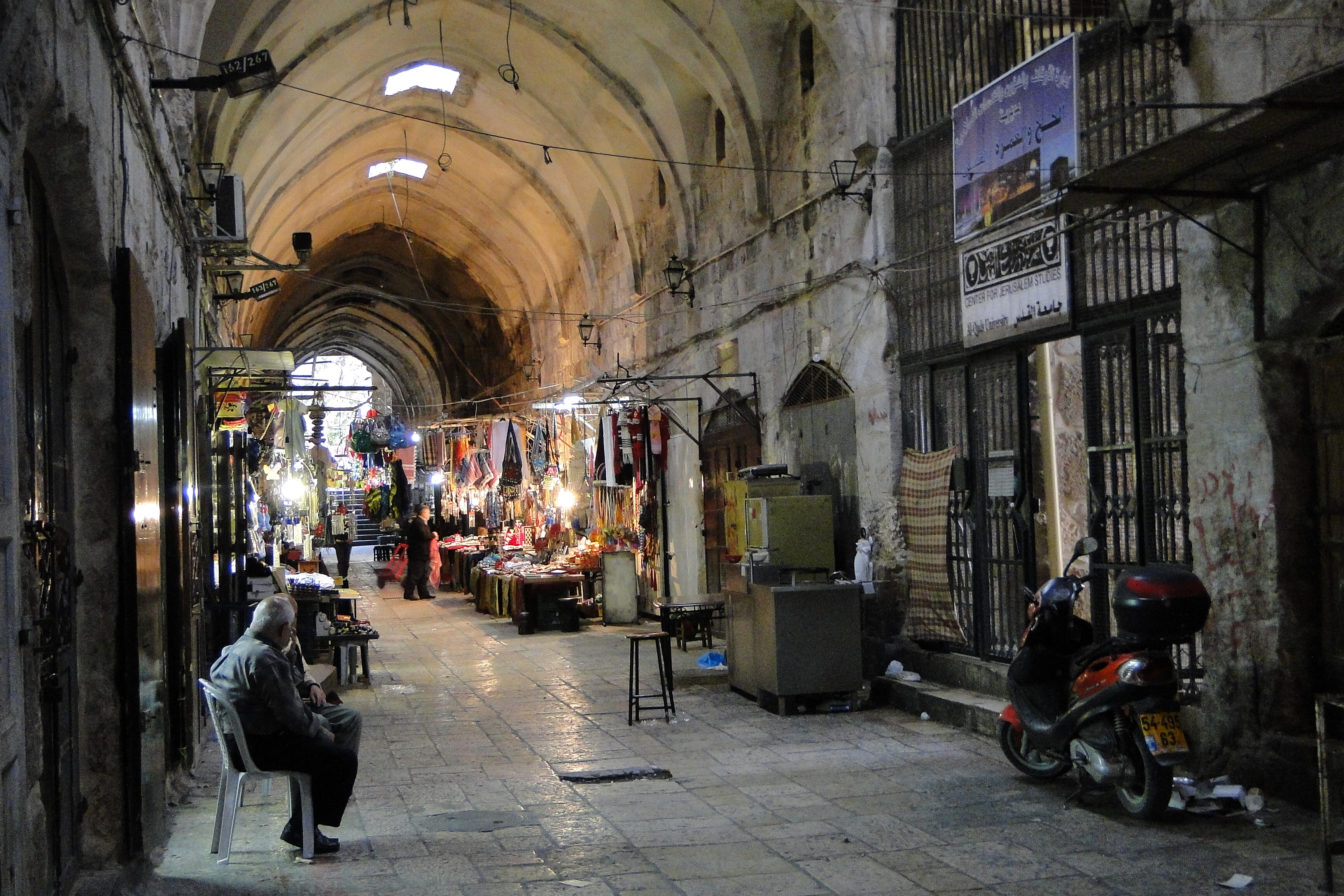
Suq al-Qattanin (Mercado de Algodão), originalmente construído por Tankiz (1336-1337).
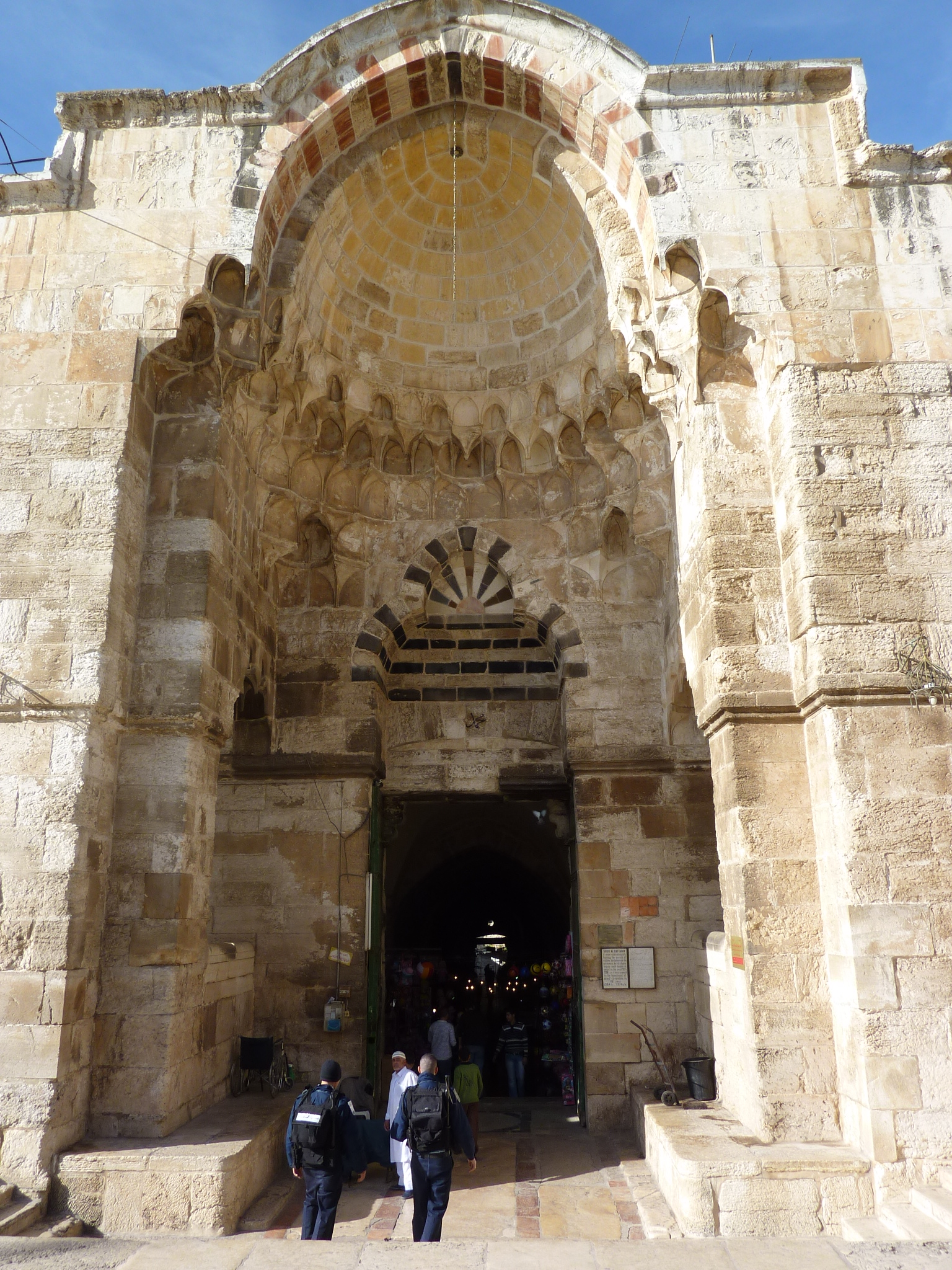
Bab al-Qattanin, um portão no Haram al-Sharif a partir do mercado (1336-1337).
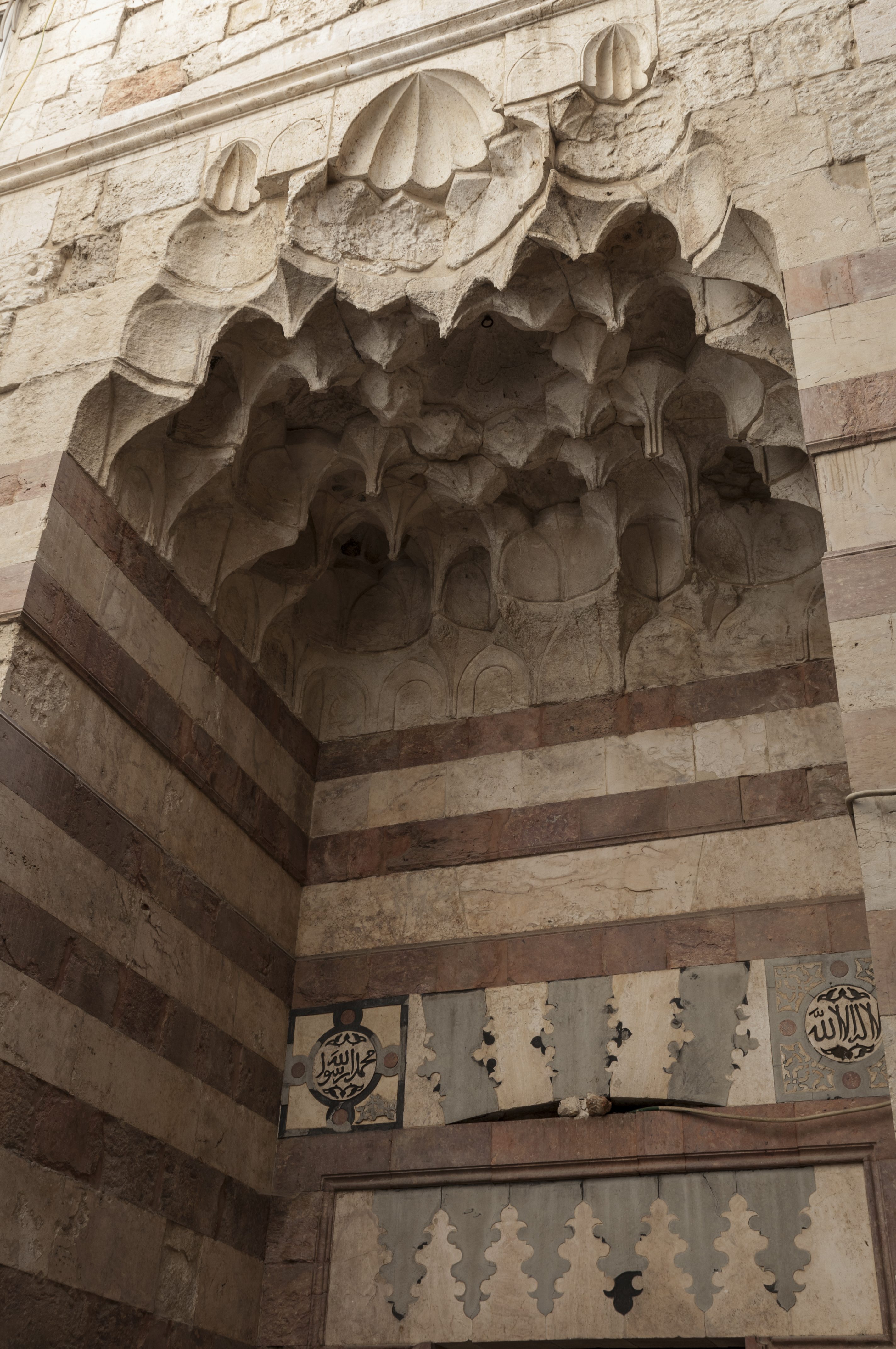
Portal da Madraça as-Sallāmiyya (1338).
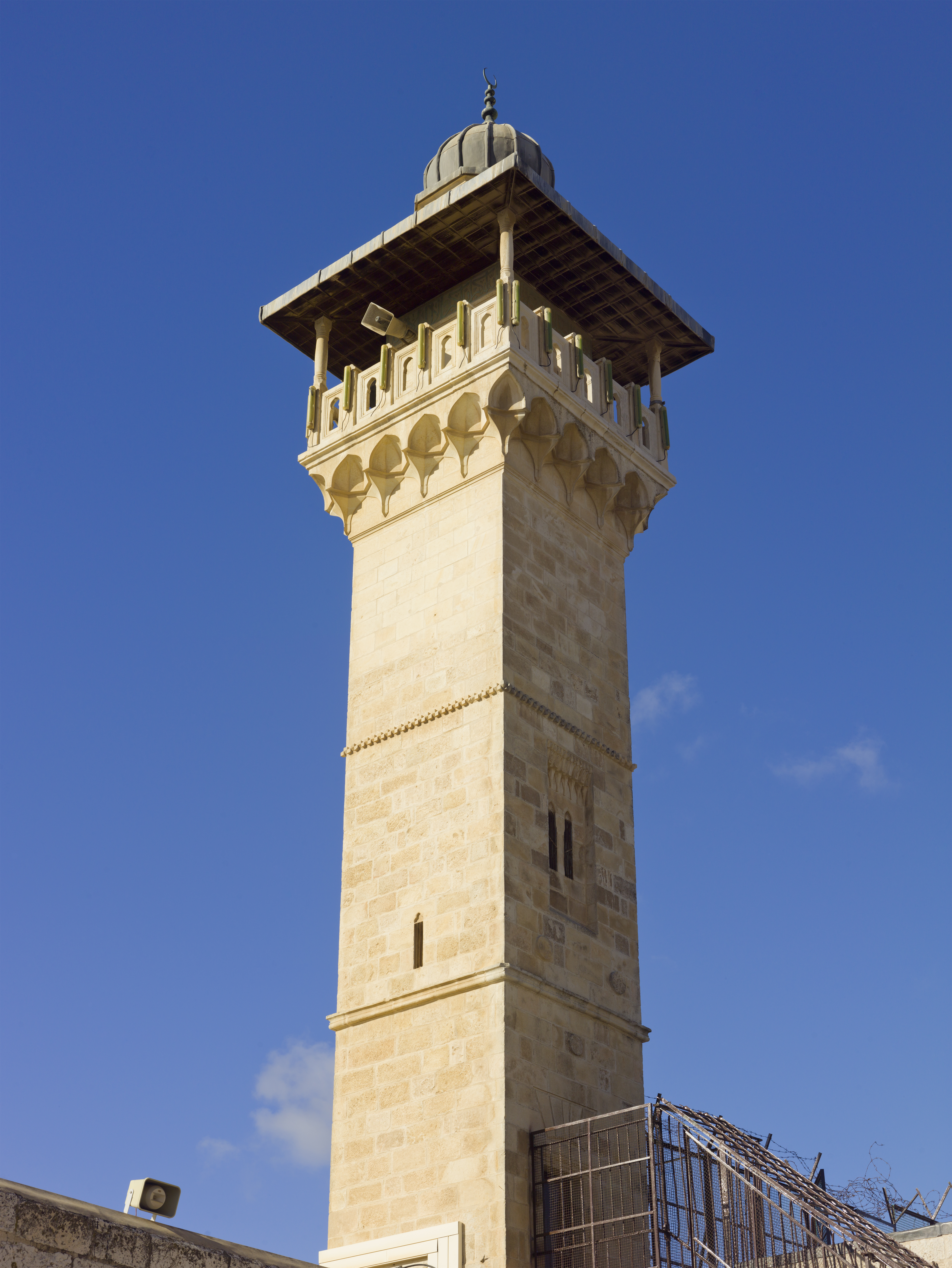
Minarete de Al-Fakhriyya na borda do Haram al-Sharif, construído na segunda metade do século XIV ou no século XV.
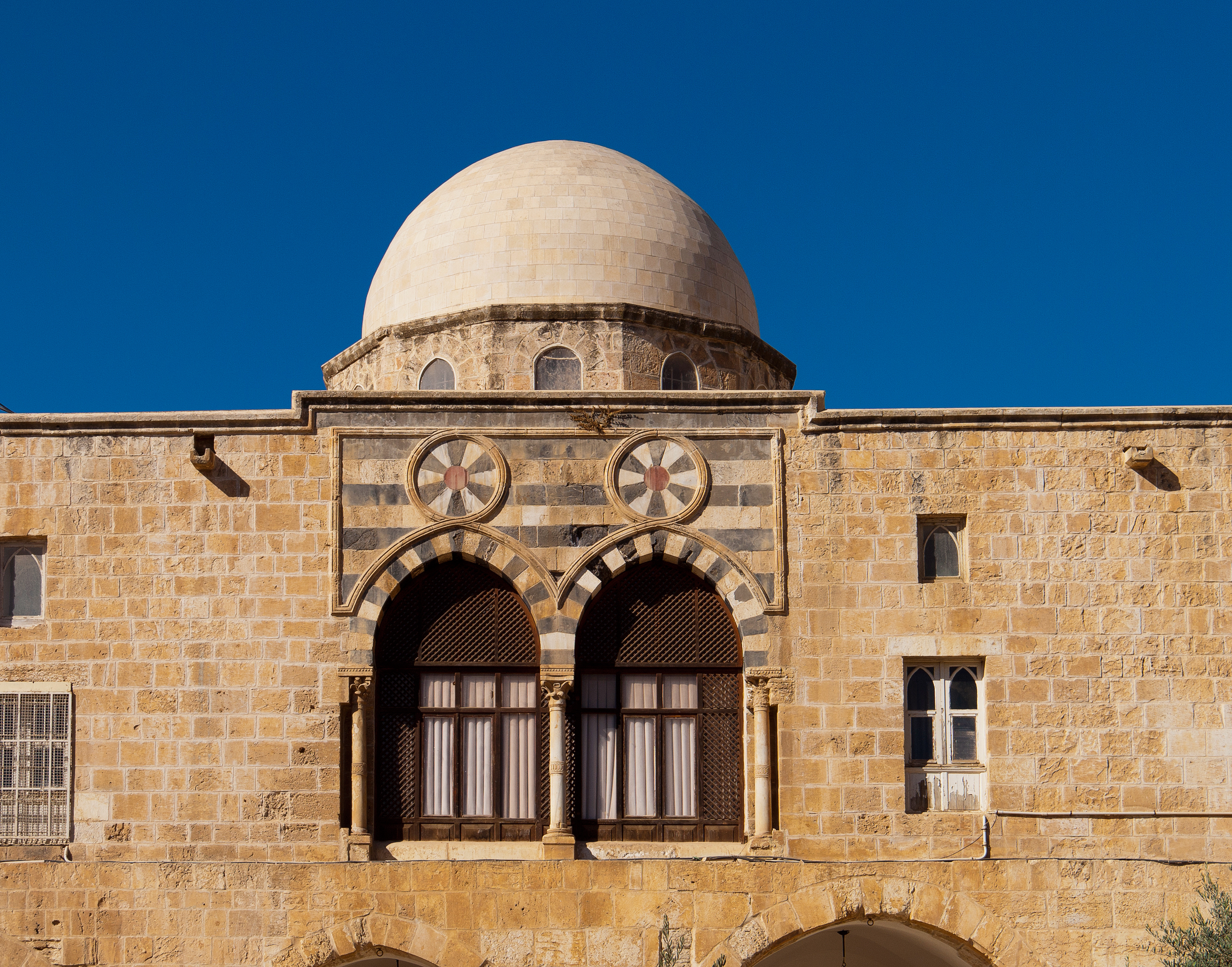
Janelas do pórtico da madraça al-Manjakiyya, construída sobre outras estruturas na borda oeste do Haram al-Sharif (1351).
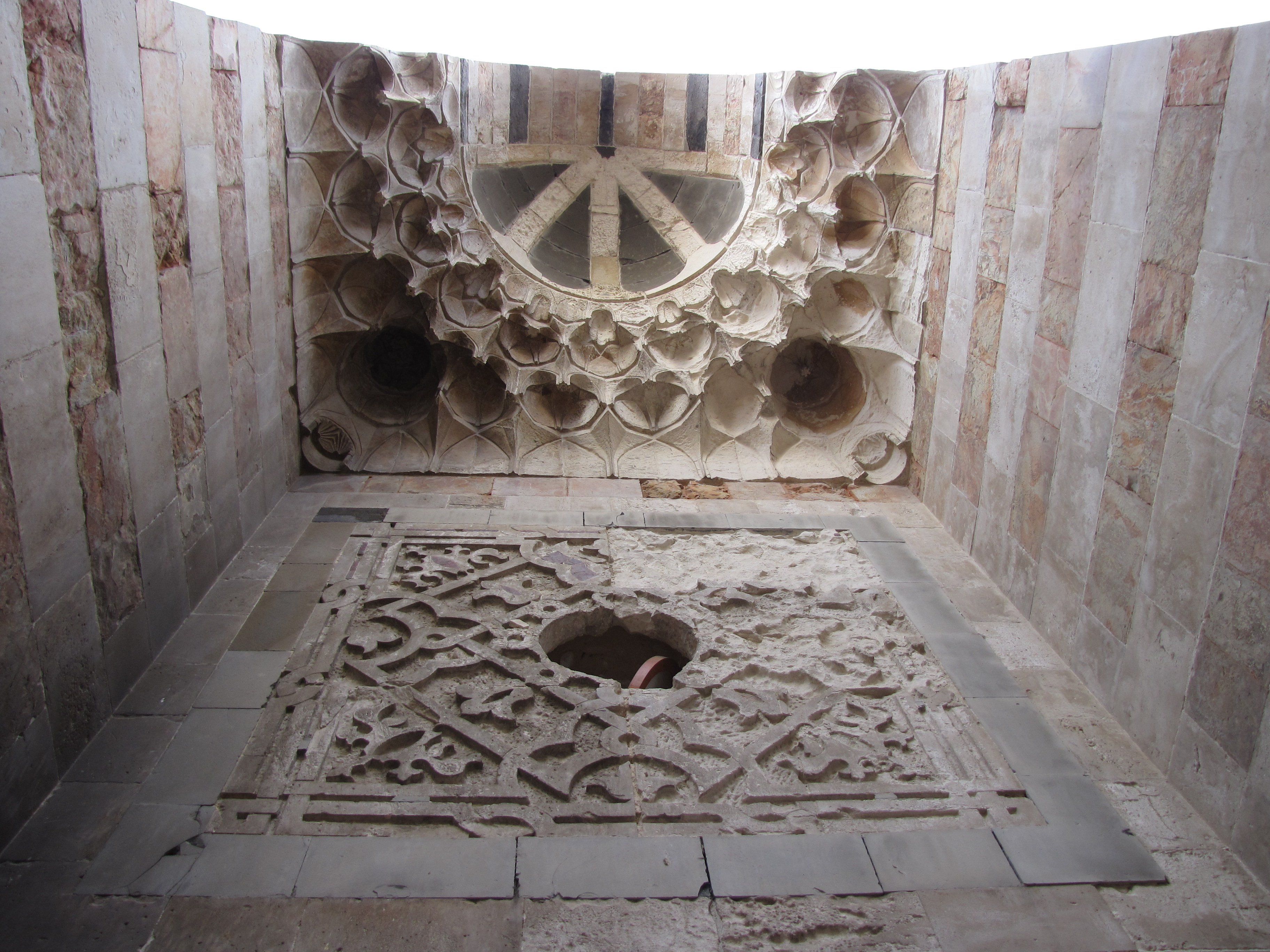
Portal do Palácio de Lady Tunshuk (por volta de 1388).
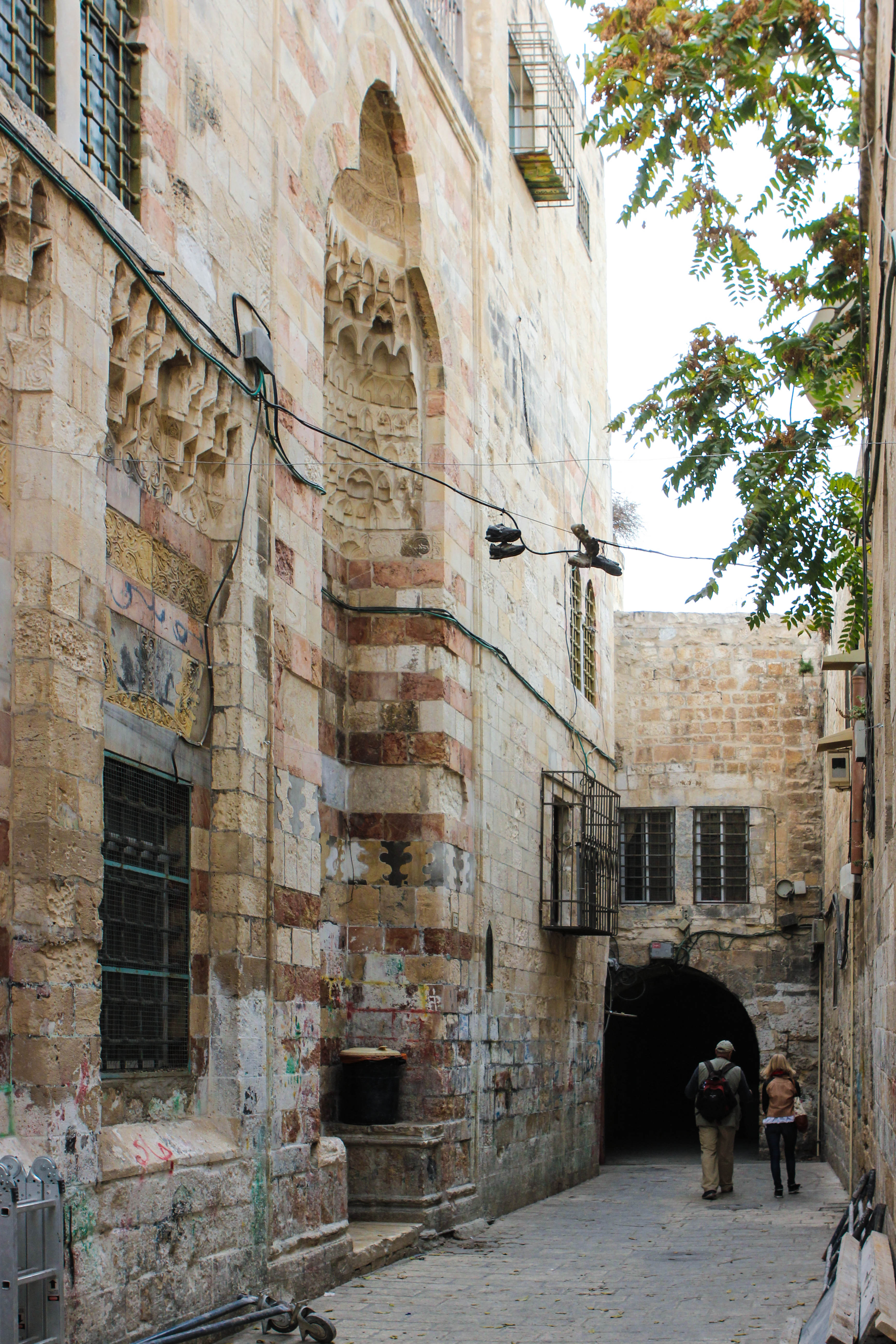
Fachada da rua da Madraça al-Muzhiriyya (1480-1481).
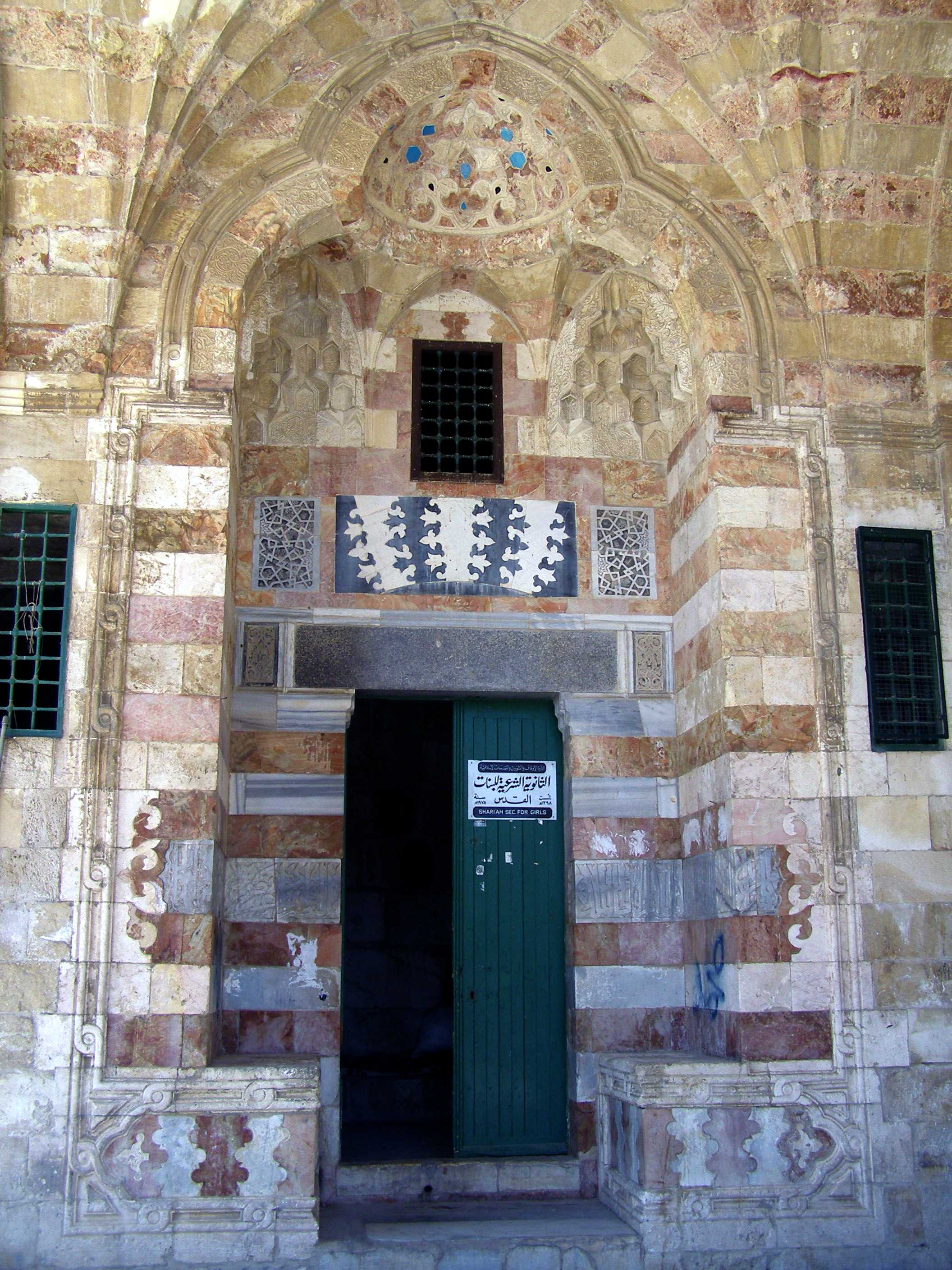
Portal da Madrasa al-Ashrafiyya (1482).
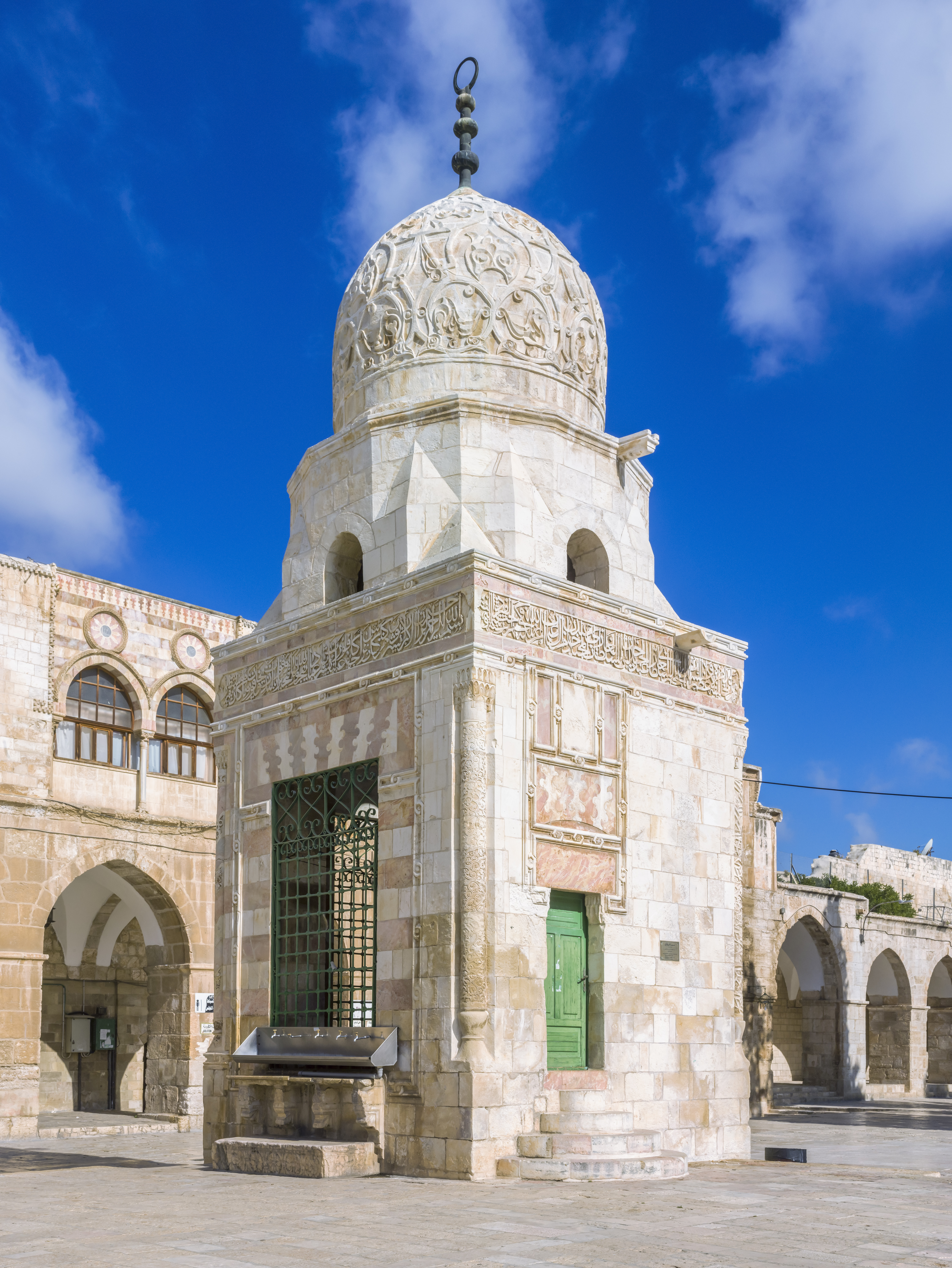
Sabil de Qaytbay no Haram al-Sharif (1482).

### Trípoli
A antiga cidade de Trípoli (atual Líbano) foi capturada pelo sultão Calavuno dos cruzados em 1289. Os mamelucos destruíram a cidade antiga e construíram uma nova cidade a 4 km para o interior. Cerca de 35 monumentos da cidade mameluca sobreviveram até os dias de hoje, incluindo mesquitas, madraças, khanqahs, hamames e caravançarais, muitos deles construídos por emires mamelucos locais. O sultão al-Ashraf Khalil (r. 1290-93) fundou a primeira mesquita congregacional da cidade, ainda hoje conhecida como a Grande Mesquita de Trípoli, no final de 1293 ou 1294 (693 AH). Seis madraças foram construídas ao redor da mesquita: al-Khayriyya Hasan (por volta de 1309 ou depois), al-Qartawiyya (fundada por volta de 1326), al-Shamsiyya (1349), al-Nasiriyya (1354-60) e al-Nuriyya (século XIV) e uma madraça "Mashhad" não identificada. A Mesquita de Argun Shah, fundada em 1350, foi acompanhada pela Madrasa al-Saqraqiyya (1356) e pela Madrasa al-Khatuniyya (1373). Outras madraças mamelucas na cidade incluem a Madrasa al-Tawashiyya. A al-Burtasiyya parece ter servido tanto como mesquita quanto como madraça. Entre as sete outras mesquitas construídas no período mameluco, a Mesquita Taynal (por volta de 1336) é notável por seu layout incomum, que consiste em dois salões consecutivos, sendo que o segundo contém o mihrab e é acessado a partir do primeiro por meio de um portal ornamentado com muqarnas, ablaq e decoração geométrica. Os mamelucos não fortificaram a cidade com muralhas, mas restauraram e reutilizaram uma cidadela dos cruzados no local. Sete torres de vigia foram construídas perto do mar para proteger a cidade, incluindo a Torre do Leão, que sobreviveu.

Arquitetura mameluca em Trípoli (Líbano)
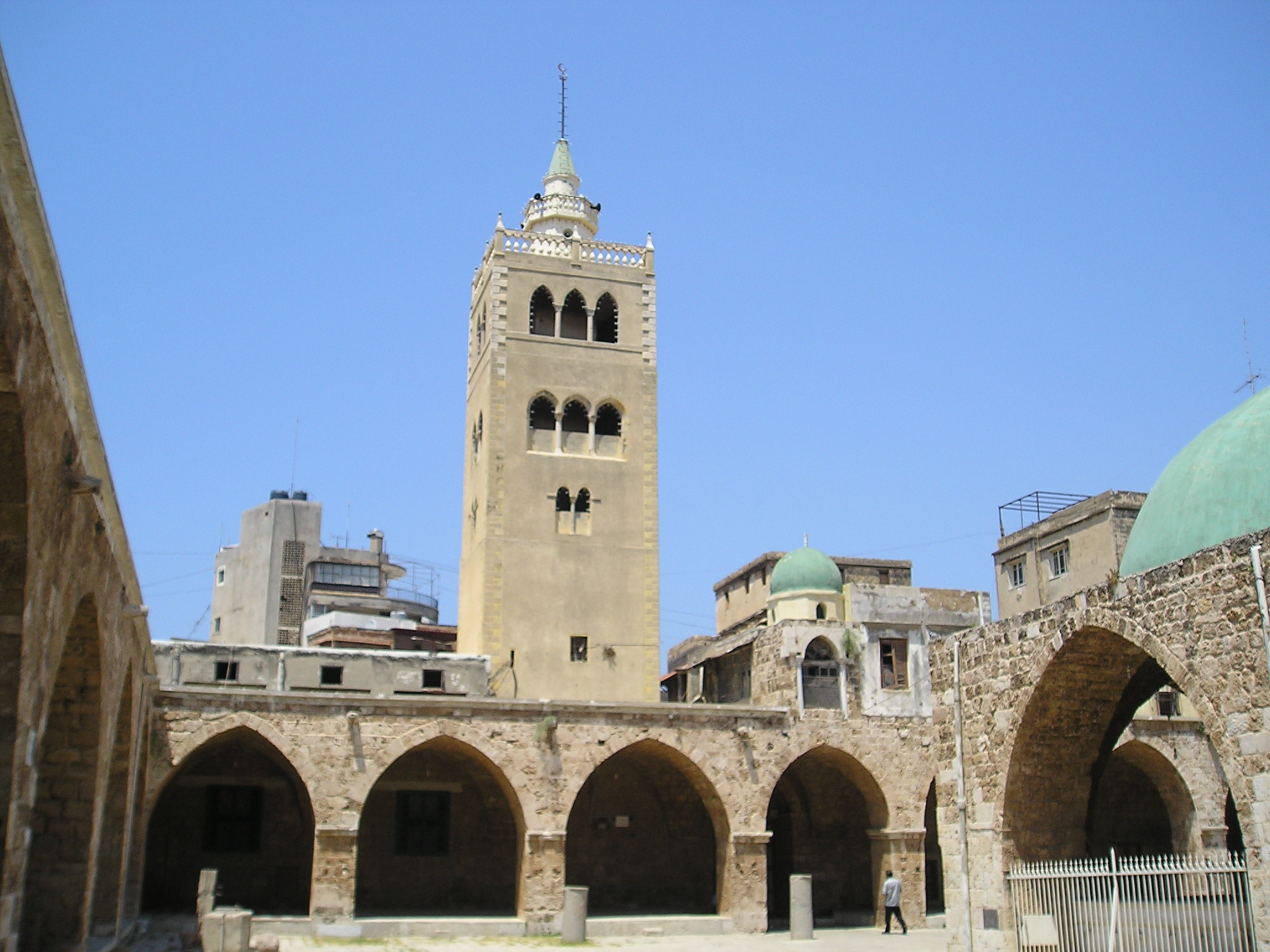
Grande Mesquita de Trípoli (por volta de 1294); as arcadas são mamelucas, mas o minarete era uma estrutura cristã anterior.
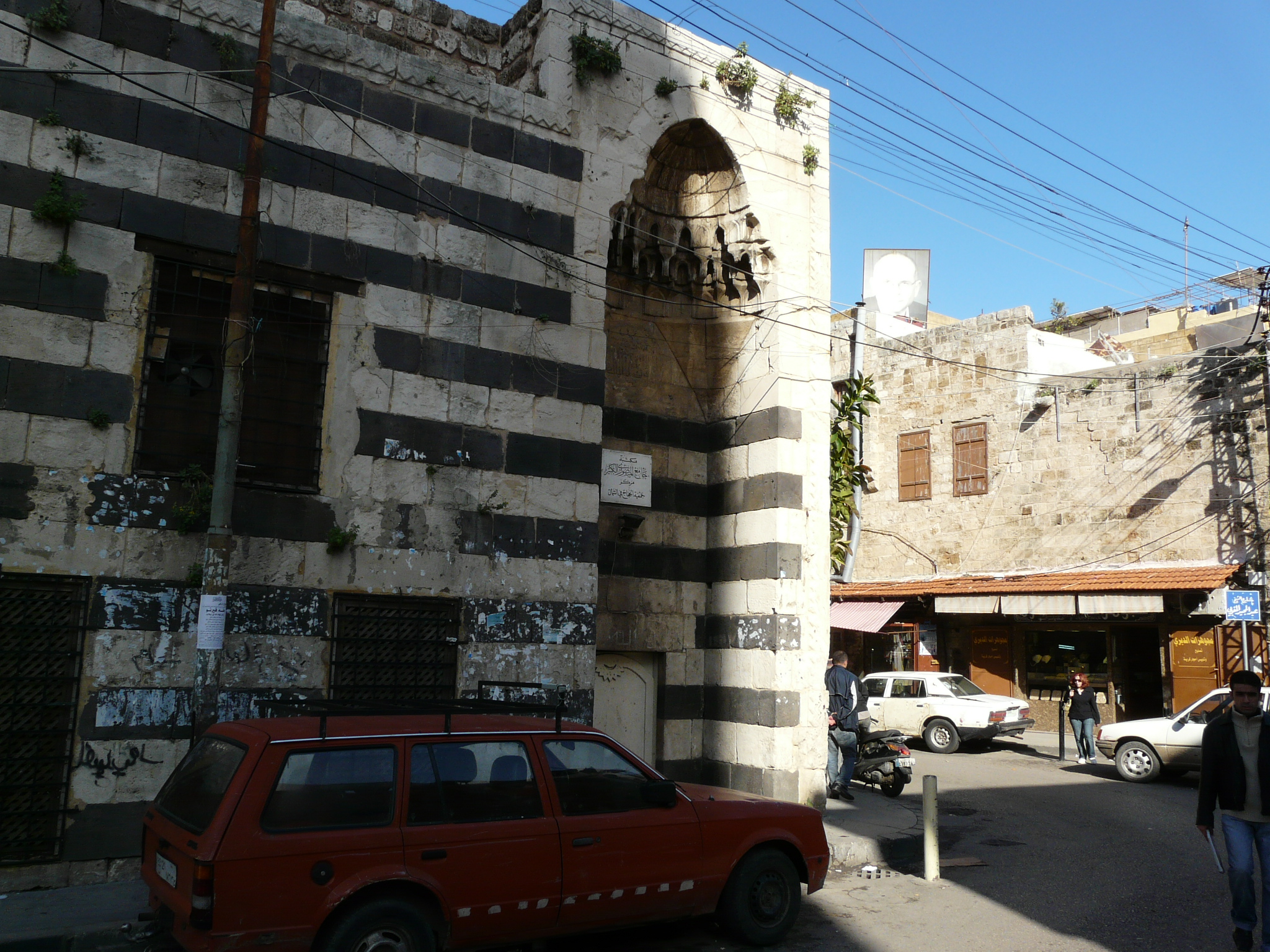
Fachada da rua da Madraça al-Nasiriyya (1354-60).
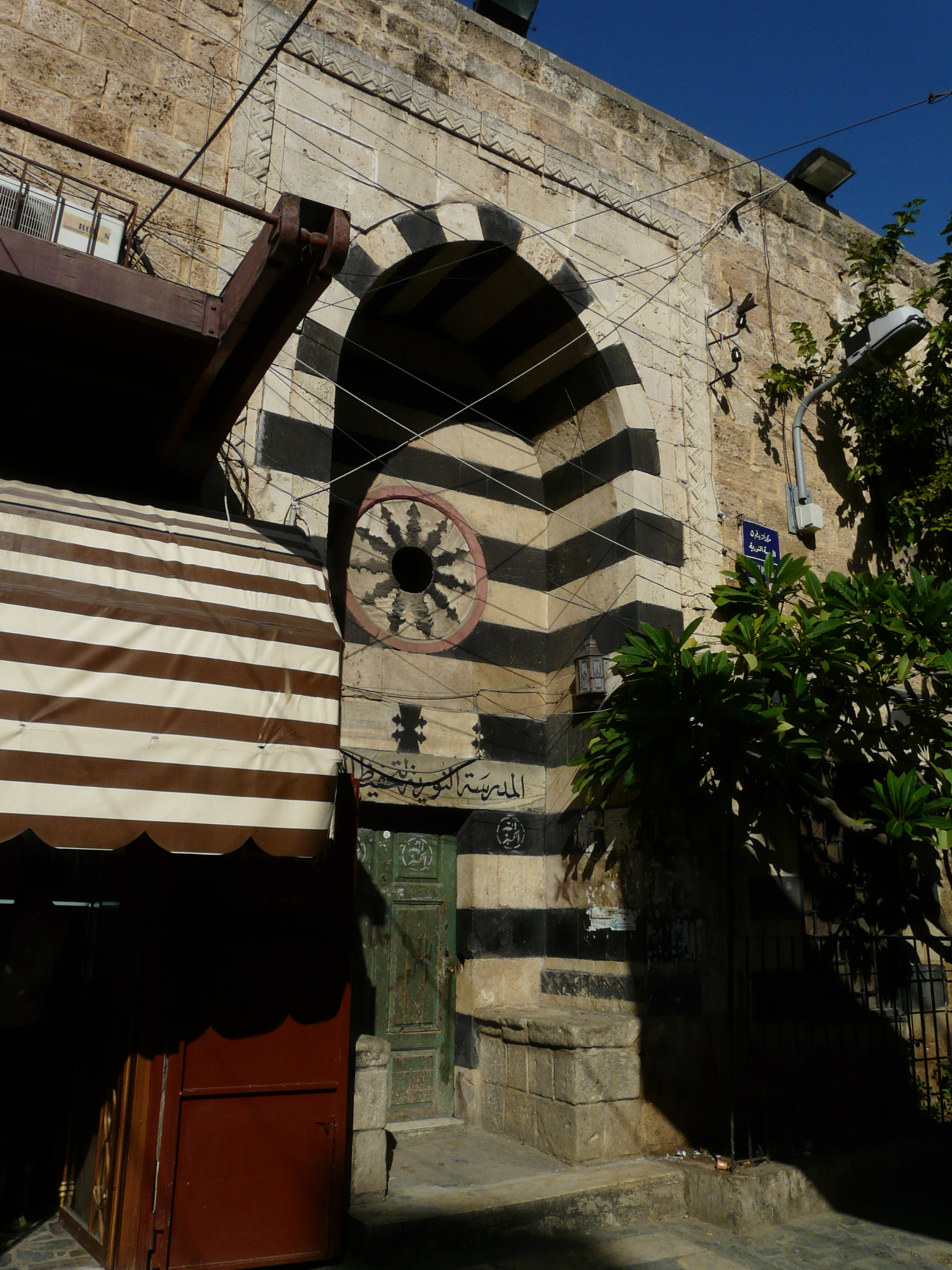
O portal de entrada da Madraça al-Nuriyya (século XIV).
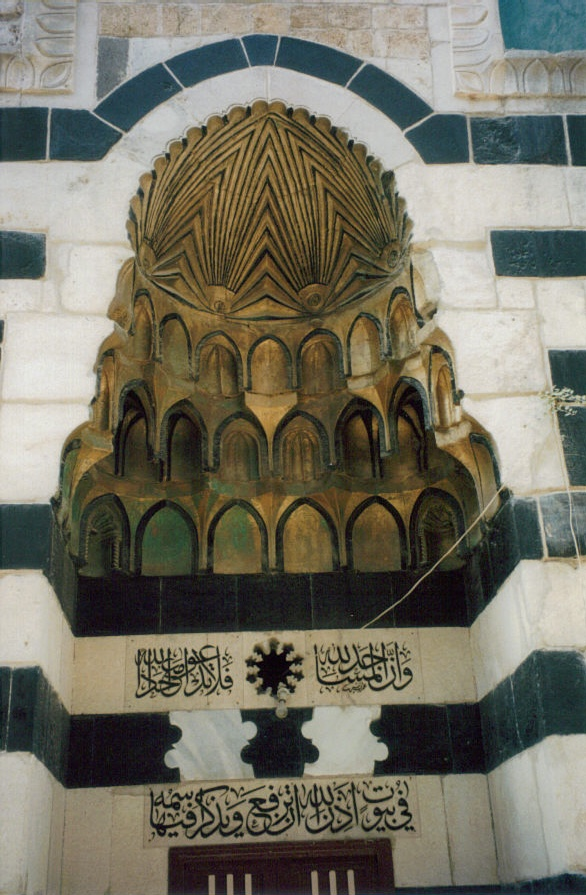
Detalhes do portal da Madraça al-Tawashiyya.
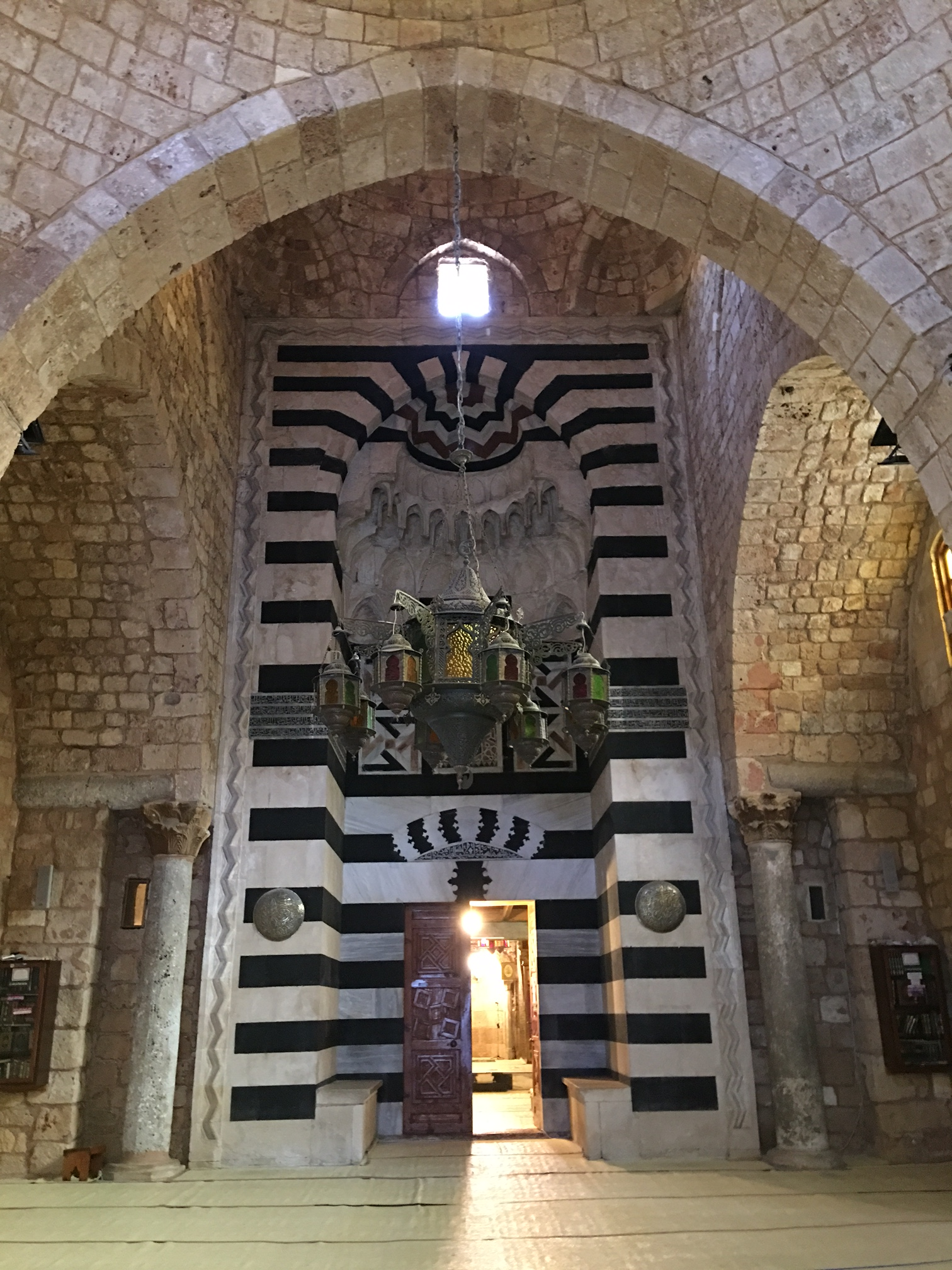
O portal interno da Mesquita Taynal (por volta de 1336).
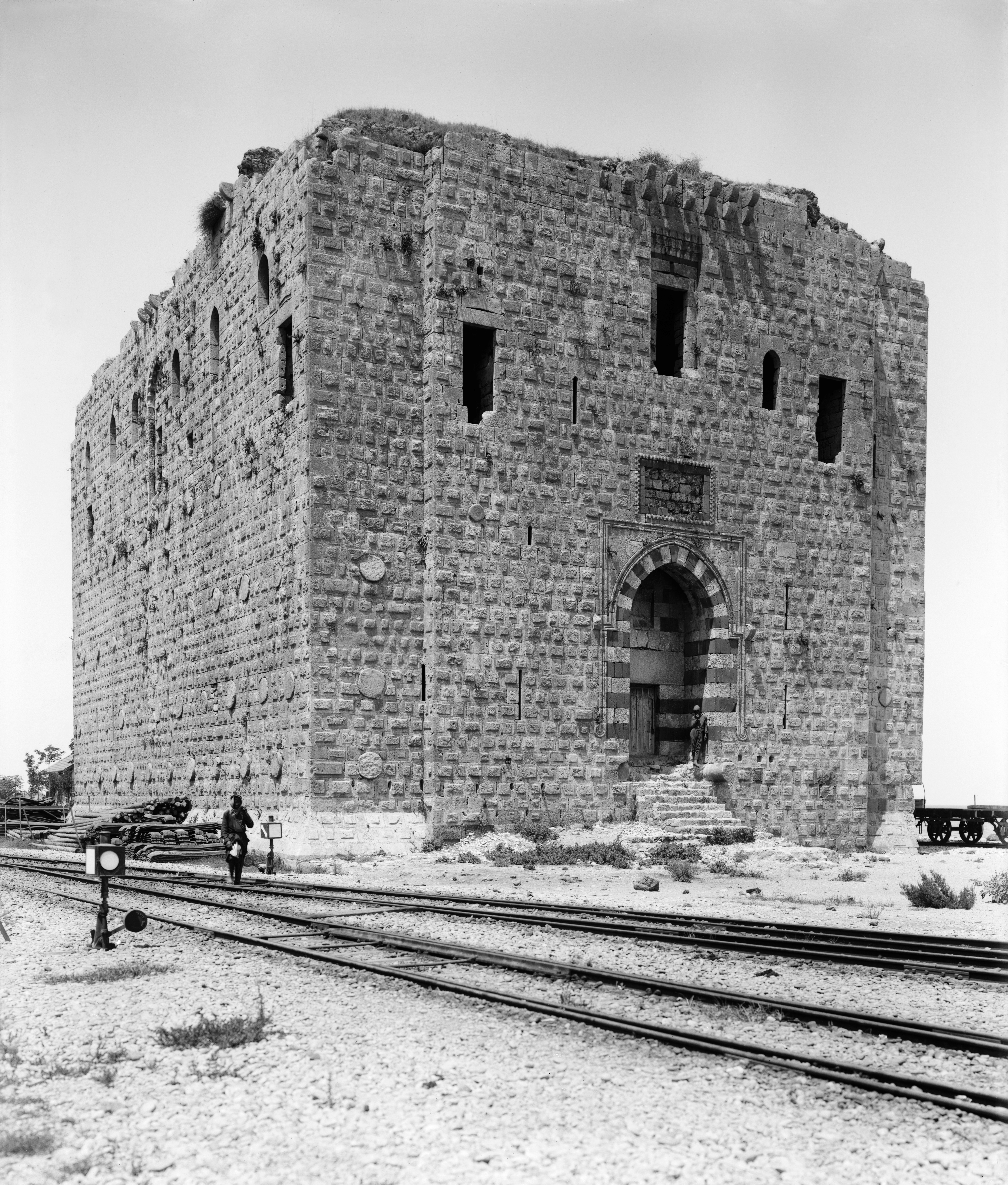
A Lion Tower, uma torre de vigilância costeira construída pelos mamelucos perto de Trípoli (foto por volta de 1900).

### Outras cidades do Egito

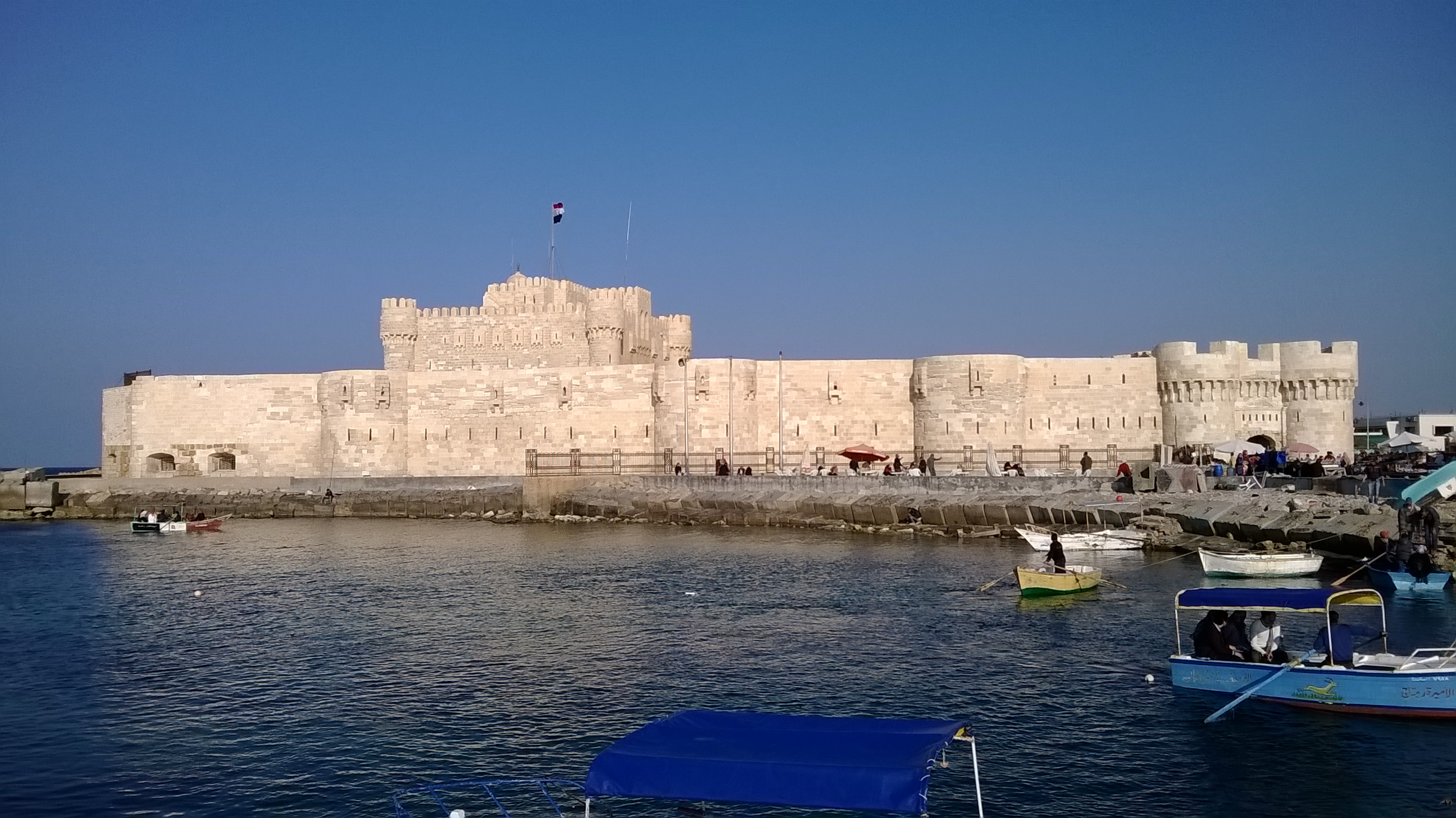
Cidadela de Qaytbay (1479), construída no promontório do antigo Farol de Alexandria

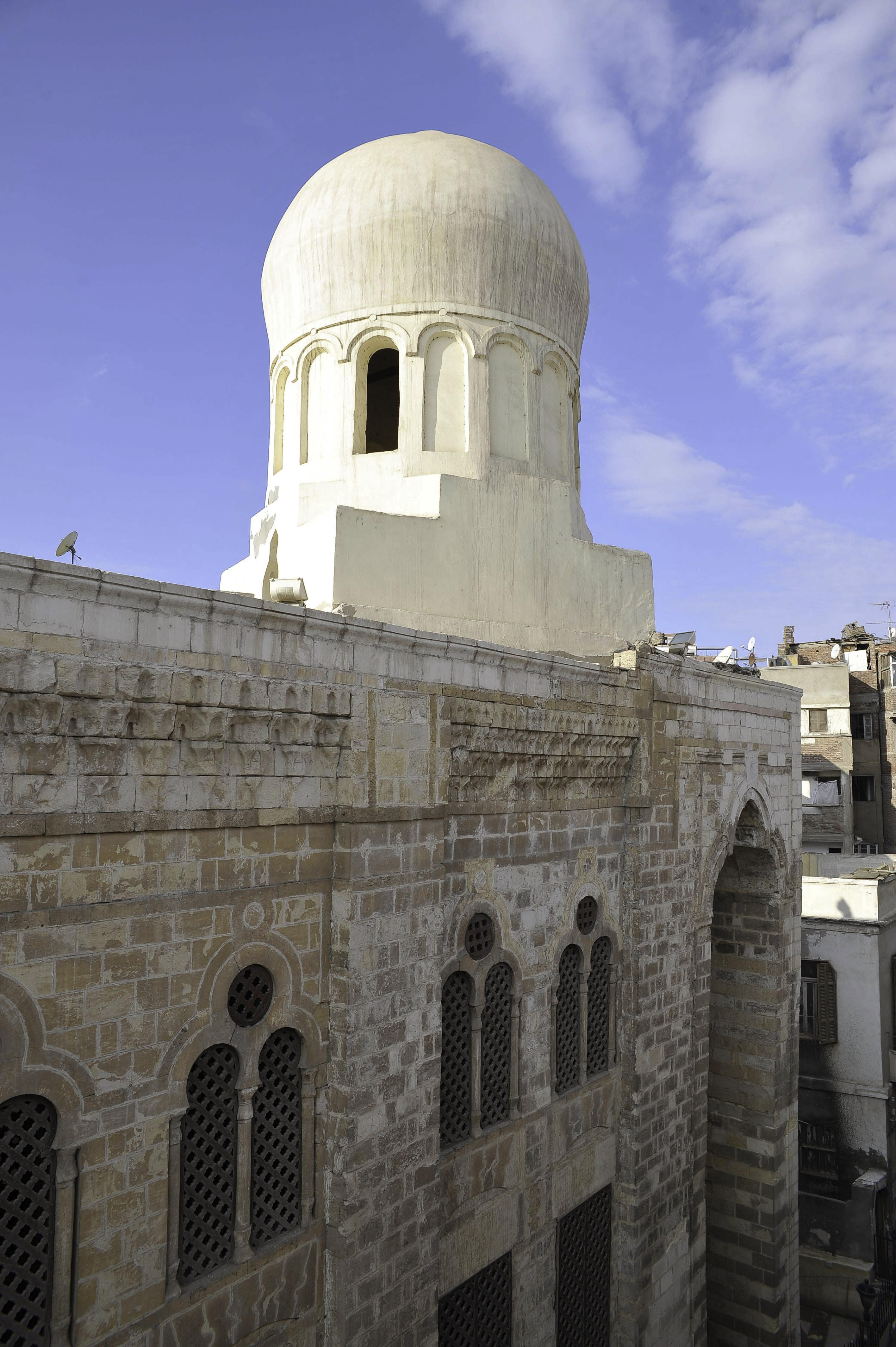
Mesquita de al-Mu'ini em Damieta (antes de 1455)

Alexandria, a antiga capital do Egito, entrou em declínio durante o período mameluco. Ela não recebeu patrocínio significativo, mas os governantes mamelucos construíram fortificações pesadas para defendê-la de ataques marítimos. O antigo Farol de Alexandria, que foi progressivamente danificado por terremotos, foi mantido até seu colapso na primeira metade do século XIV. O monumento mameluco mais notável da cidade é a Cidadela de Qaytbay, construída posteriormente sobre as ruínas do farol. A construção da cidadela reutilizou as fundações remanescentes do farol e foi concluída em 1479.
Uma das mais antigas mesquitas sobreviventes em Damietta é a Mesquita de al-Mu'ini (meados do século XV), que também é descrita em fontes históricas como uma madraça. Ela inclui o mausoléu de seu fundador, Muhammad al-Mu'ini, um rico comerciante que morreu em 1455. A mesquita foi bastante restaurada e seu minarete octogonal original foi demolido por questões de segurança em 1929. Seu portal mameluco original, que não é mais usado como entrada principal, está localizado próximo à câmara do mausoléu (cuja cúpula é visível) e ao minarete original. Sua característica mais notável é um elaborado pavimento de mosaico de mármore que o estudioso Bernard O'Kane acredita ser da construção mameluca original e que Doris Behrens-Abouseif descreve como comparável aos melhores exemplos do Cairo.
A cidade de al-Khanqah, ao norte do Cairo, era conhecida anteriormente como Siryaqus até que o sultão Anácer Maomé construiu uma khanqah, um palácio e um mercado lá em 1324. No entanto, a única estrutura mameluca sobrevivente é a Mesquita do Sultão aAxerafr Barsbai, datada de 1437. Ela consiste em um salão hipostilo com um pátio central. Muitas das colunas foram reutilizadas de estruturas antigas. A mesquita é pouco decorada, exceto pelo mihrab, que tem mármore incrustado com motivos geométricos e arabescos. Originalmente, o teto também tinha decoração pintada, mas apenas uma parte dela foi restaurada no século XX e permanece até hoje. O minarete é quase idêntico ao minarete da mesquita de Barsbai na Rua al-Muizz, no Cairo, construída 12 anos antes.
A Mesquita de Asalbay, em Fayoum, data de 1498 a 1499, mas foi significativamente modificada e restaurada ao longo do tempo. Entre seus elementos originais está um minbar de madeira bem preservado e restaurado, decorado com padrões geométricos e incrustações.